# Vignoble de Bourgogne
Vous lisez un « bon article » labellisé en 2008.
Le vignoble de Bourgogne est une région viticole française située en Bourgogne-Franche-Comté dans les départements de l'Yonne, de la Côte-d'Or et de Saône-et-Loire, ainsi qu'en Auvergne-Rhône-Alpes dans le département du Rhône (ce dernier cas prêtant à débats). Il s’étend sur 250 km de longueur du nord de Chablis au sud du Mâconnais. 
Le vignoble bourguignon (proprement dit, hors Beaujolais) comprend 84 appellations d'origine contrôlées (AOC) : six appellations « régionales », 45 appellations communales ou « villages » (avec 562 dénominations « premiers crus » sur ces appellations « village ») et 33 appellations « grands crus ».
Fruits d'une longue histoire, la Bourgogne et ses vins sont réputés dans le monde entier. Avec un vignoble fortement morcelé et une qualité de vins assez hétérogène en fonction des appellations, des « climats » selon le terme local, mais aussi des domaines, des maisons de négoce et des caves coopératives, la Bourgogne n'en est pas moins confrontée au défi de la mondialisation.
La superficie de vignes représente 29 500 hectares, dont 25 000 hectares en AOC. La production de cette région viticole s'élève à 1 500 000 hectolitres de vin, pour environ 200 000 000 de bouteilles commercialisées.
La Bourgogne produit des vins rouges, à base des cépages pinot noir et gamay, et des vins blancs, à bases de cépages chardonnay et aligoté. Il est produit plus de vins blancs que de vins rouges, soit 60,5 % de vins blancs, 31,5 % de vins rouges et rosés et 8 % de crémant.
Les climats du vignoble de Bourgogne, autour de Beaune, ainsi que le centre de Dijon, sont inscrits sur la liste du patrimoine mondial de l’UNESCO depuis 2015. Le périmètre inclus la côte d'Or, donc les deux vignobles les plus prestigieux : la côte de Beaune et la côte de Nuits.

## Historique

### Époque celtique

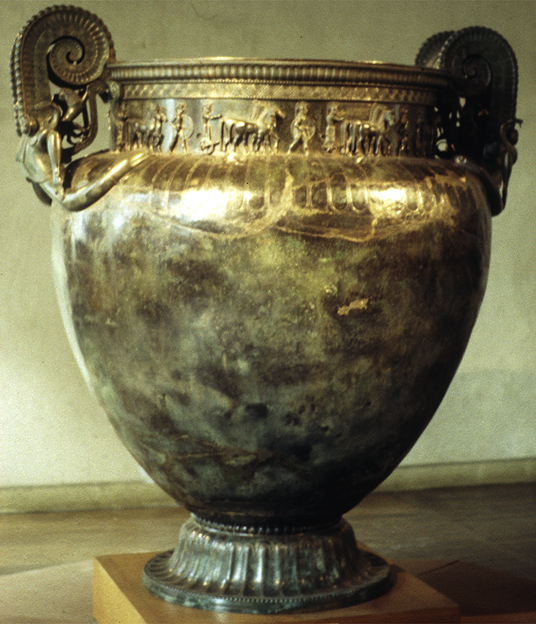
Cratère de Vix du VIe siècle av. J.-C. (grand vase de bronze utilisé par les Celtes pour contenir et consommer du vin) musée du Pays châtillonnais de Châtillon-sur-Seine.

Le célèbre cratère de Vix de 1 100 litres du VIe siècle av. J.-C., de Vix en Côte-d'Or, est le plus important vase retrouvé à ce jour[Quand ?] de toute l'Antiquité, et un des plus anciens vestiges archéologiques historiques connus à ce jour[Quand ?], de conservation et de consommation de vin en Bourgogne, et en France. Ce très luxueux vase en bronze du musée du Pays châtillonnais de Châtillon-sur-Seine, était utilisé pour contenir et consommer de très importantes quantités de vin lors de fêtes celtes. Il a été retrouvé dans la tombe de Vix (tombe à char du monde celtique d'une princesse de l'aristocratie de la culture de Hallstatt, de la cité des Lingons, à proximité du Palais de Vix de l'oppidum du mont Lassois du VIe siècle av. J.-C.).

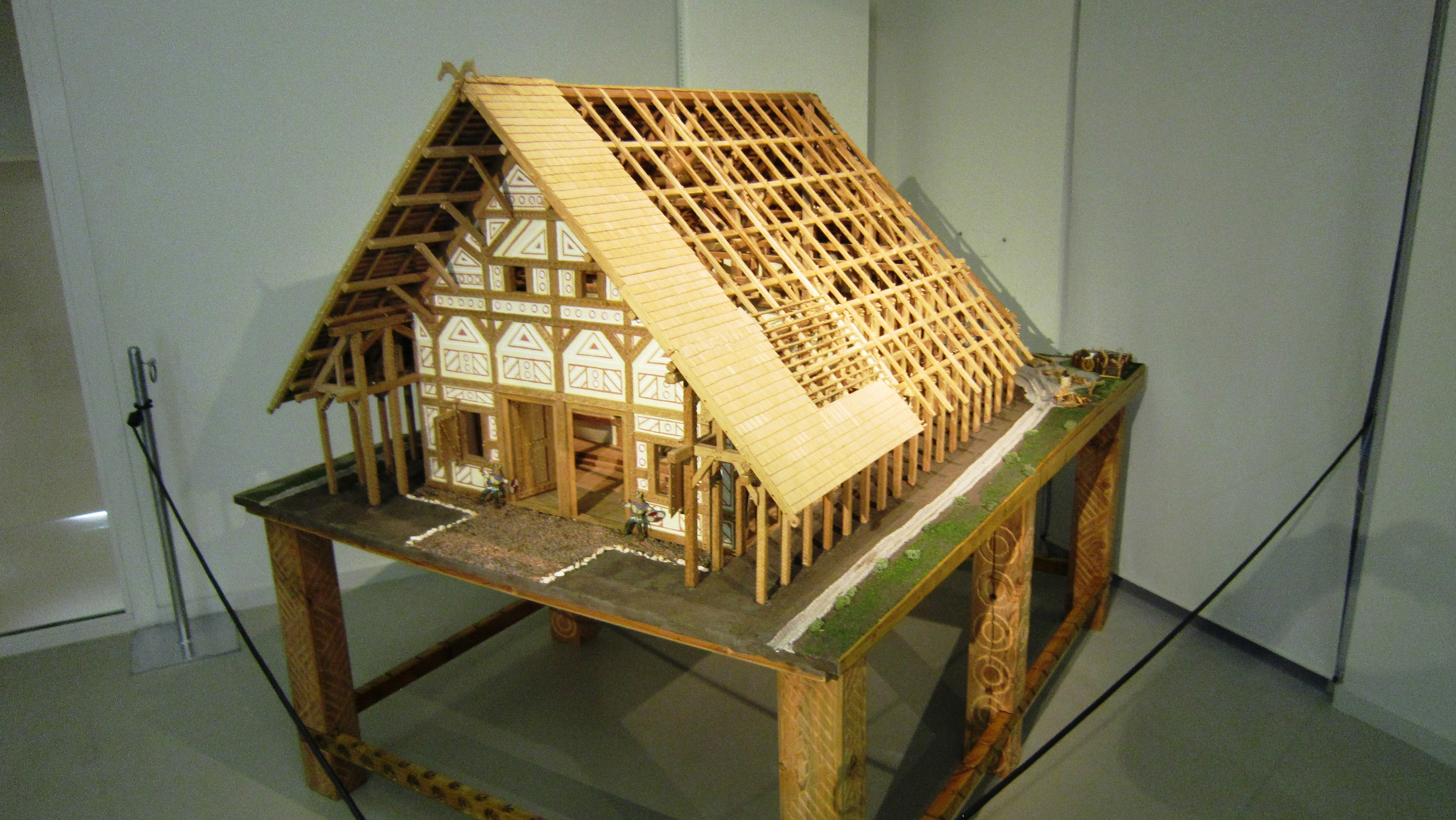
Palais de Vix (VIe siècle av. J.-C.).
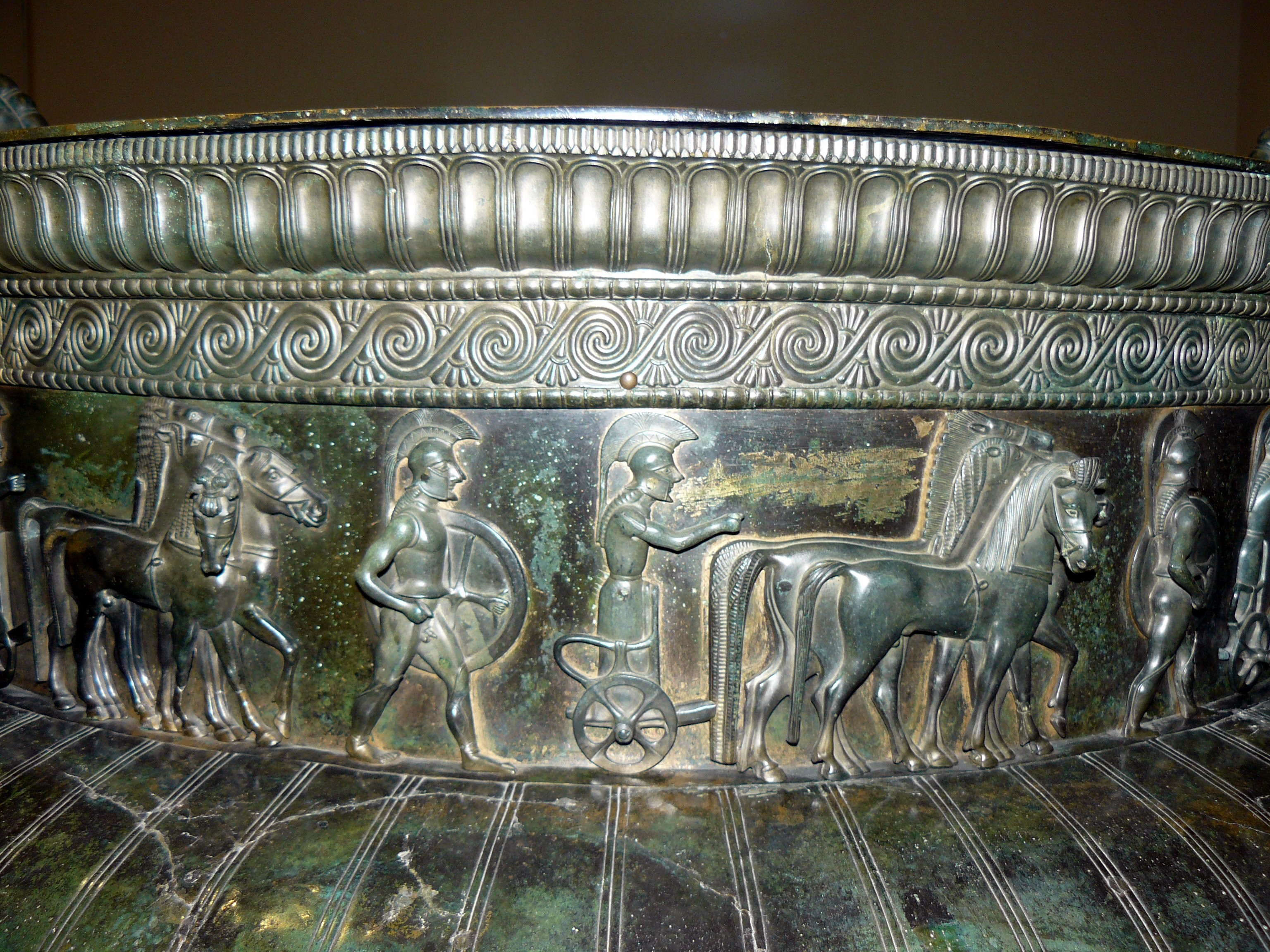
Détail du cratère de Vix.
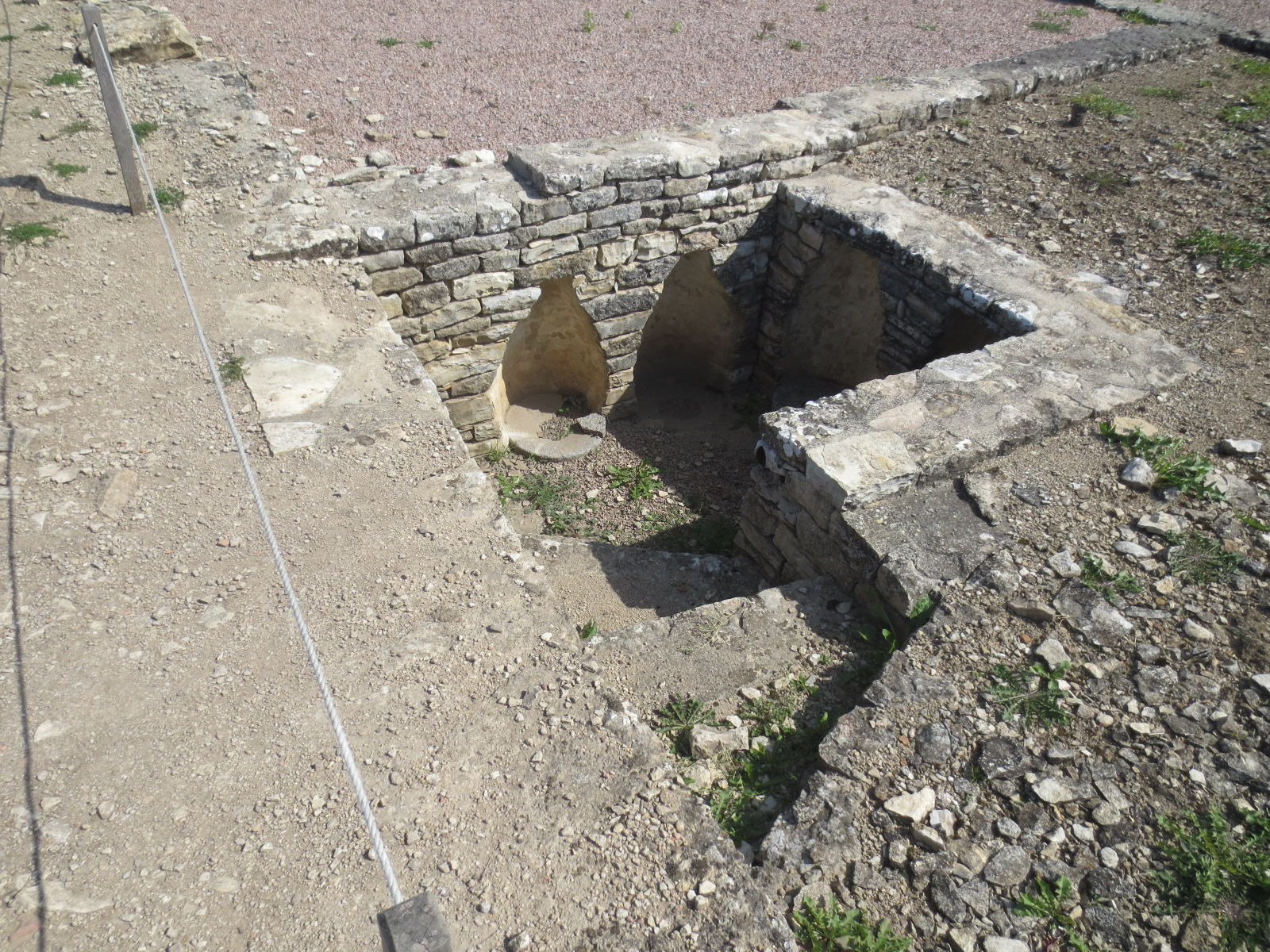
Vestige de cave aux amphores du site archéologique d'Alésia.

De nombreux vestiges de caves bourguignonnes traditionnelles d'habitations gauloises, puis gallo-romaines bourguignonnes, dont « la cave dite aux amphores » subsistent sur le site archéologique d'Alésia, un oppidum mandubiens fondé au Ve siècle av. J.-C. sur la voie commerciale vers le comptoir commercial de Massalia (Marseille antique, fondée par des Phocéens), cité qui a introduit le vin et la viticulture en Gaule à leur arrivée au VIIe siècle av. J.-C. D'innombrables amphores de vin de la civilisation celte des Éduens sont également retrouvées à l'oppidum de Bibracte du Ier siècle av. J.-C. sur le mont Beuvray dans le Morvan.

### Époque gallo-romaine et invasions barbares

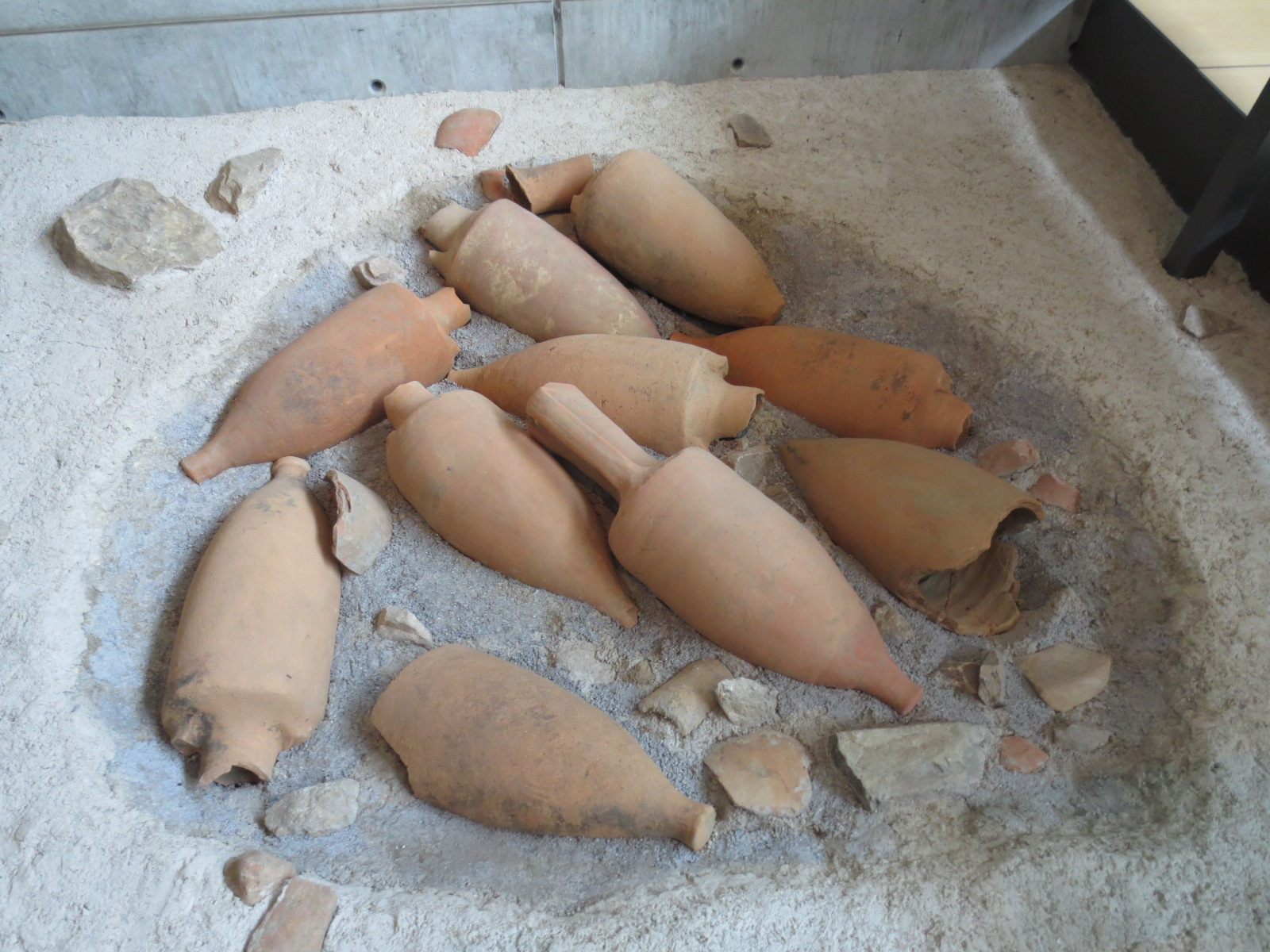
Amphores de vin Éduens, du musée de la civilisation celtique de Bibracte dans le Morvan.

On ne sait aujourd’hui pas précisément qui introduisit les premières plantations de vigne en Bourgogne. Dans son Histoire de la campagne française, Gaston Roupnel affirme que la vigne aurait été introduite en Gaule au VIe siècle av. J.-C. « par la Suisse et les défilés du Jura » pour être bientôt cultivée sur les pentes des vallées de la Saône et du Rhône. Si pour d'autres ce sont les Grecs qui sont à l'origine de la culture de la vigne, venue du Midi, nul ne conteste l'importance qu'elle a prise très tôt sur le sol bourguignon comme en témoignent certains reliefs du Musée archéologique de Dijon. Les Romains entretenaient, dès le IIe siècle avant notre ère, d'excellents rapports avec les cités gauloises des Éduens et Lingons. Le vin produit sur les côtes tyrrhéniennes de l’Italie centrale était exporté jusqu’à Cabillonum (Chalon-sur-Saône). Cette cité était alors un port fluvial très important. Une drague, en curant le lit de la rivière, a remonté 20 000 pointes d’amphores Dressel I datées avec précision de l'an -130. Dans l’oppidum de Bibracte, capitale des Éduens, les fouilles ont démontré qu'une forte importation de vins provenant de Campanie, du Latium et d’Étrurie existait. Au plus tard vers 50 la viniculture est maîtrisée sur le futur territoire bourguignon, comme l'attestent les datations des bourbes du pressoir de la villa gallo-romaine des Tuillières à Selongey et le vignoble gallo-romain de Gevrey-Chambertin,.

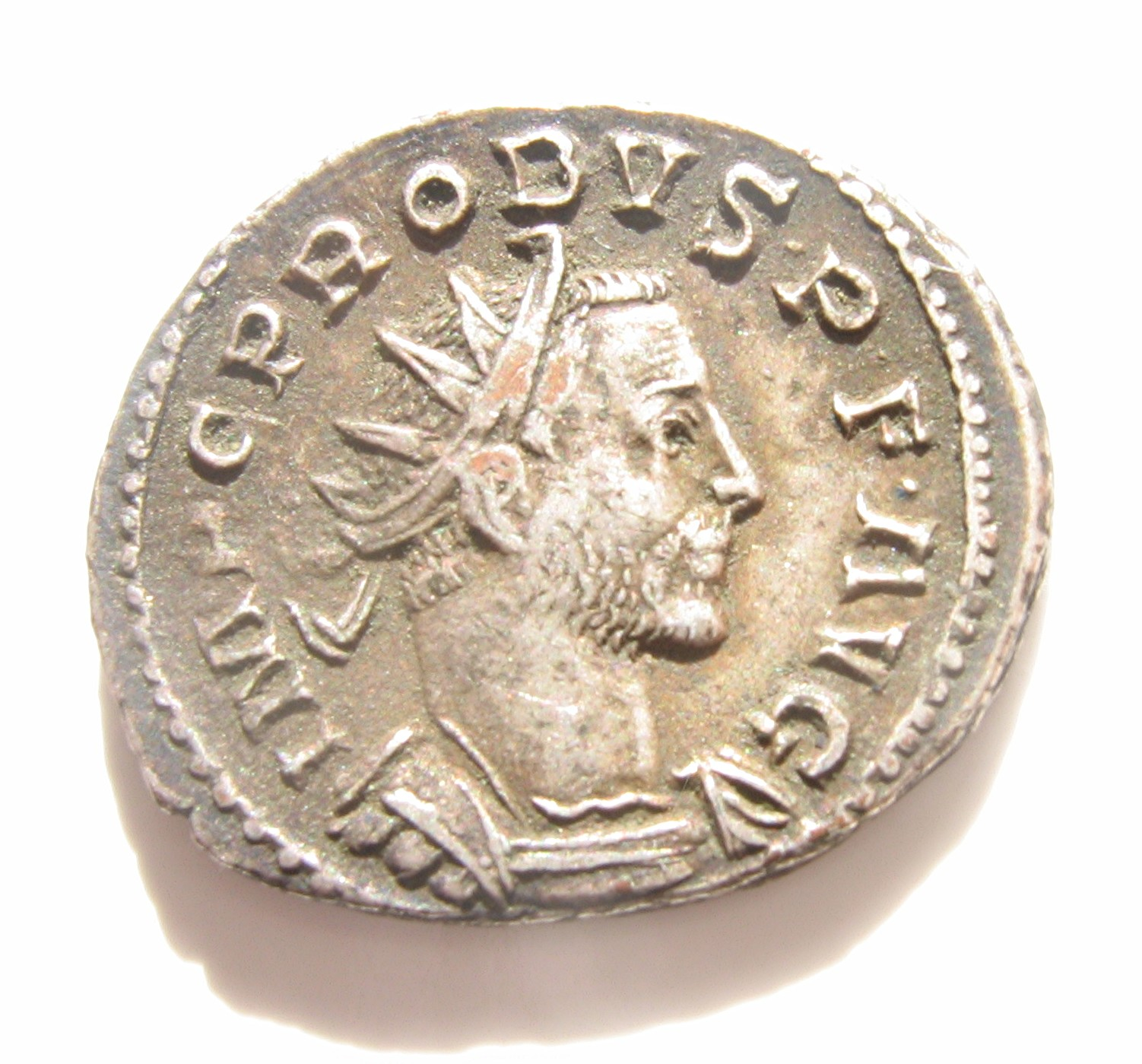
Pièce de monnaie représentant l'empereur romain Probus (v 232-282).

Les Romains trouvèrent des plantations lorsqu’ils occupèrent la Gaule ; les écrivains Columelle et Pline l'Ancien les citèrent avec éloge. Le premier cite par ailleurs le cépage vitis allobrogica, ainsi nommé car cultivé par les Allobroges dans une région allant du Dauphiné au Léman. Ce cépage a été vu par l'ampélographe Louis Levadoux comme un ancêtre de la mondeuse noire (proto-mondeuse) et de la syrah. Or, les travaux de l'équipe de Jean-Marie Boursiquot de l'INRA de Montpellier, ont démontré que le pinot noir est « l'arrière-grand-père » de la syrah et le « père » du chardonnay B et du gamay R. Si ces études ne permettent pas d'affirmer l'existence du pinot dès l'époque romaine, elles permettent de prouver son antériorité sur nombre de cépages de cette région dont il est le géniteur.

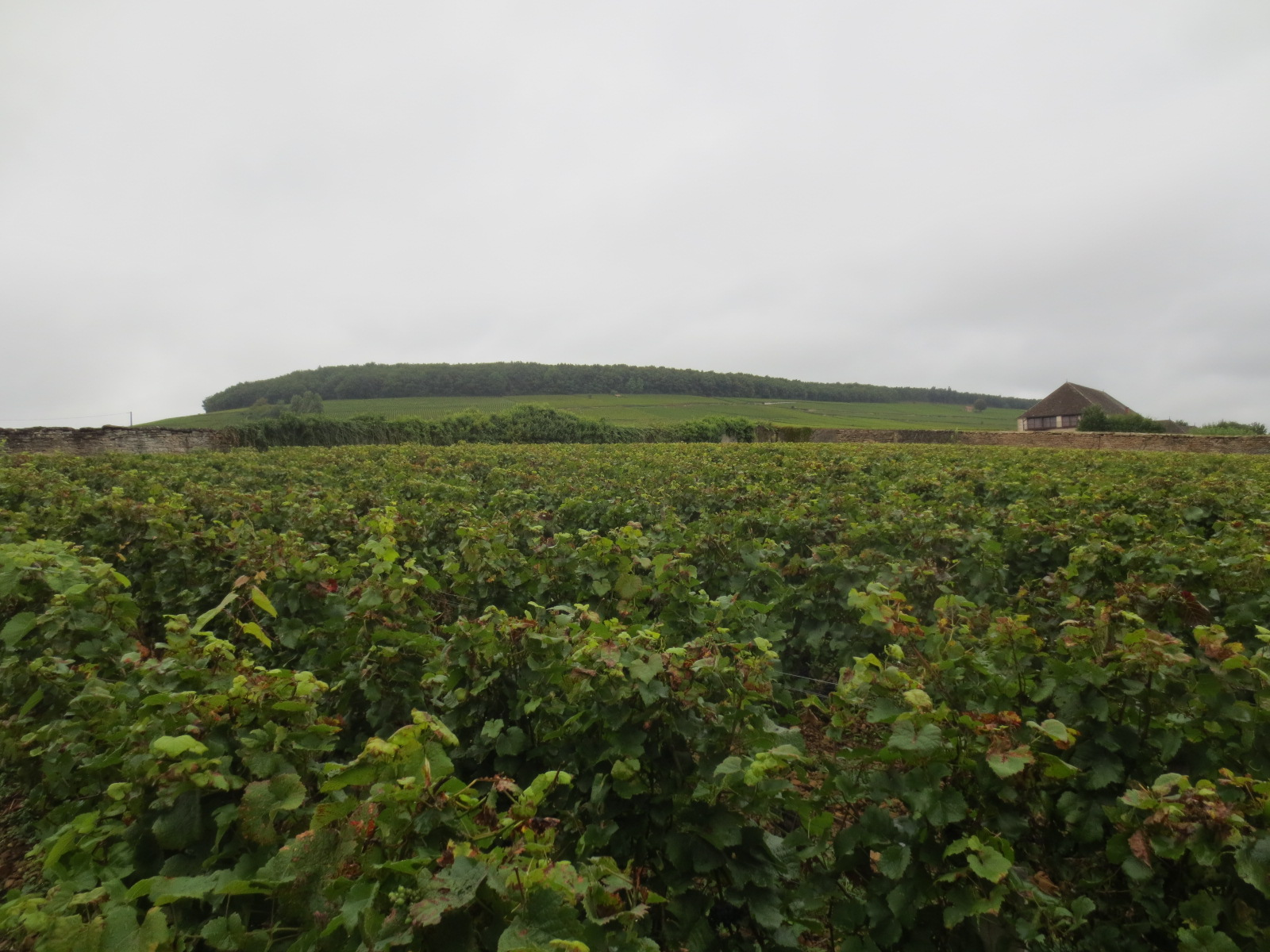
Domaine sur le mont Corton de l'empereur Charlemagne au VIIIe siècle, actuel Corton-charlemagne du Château Corton C. à Aloxe-Corton.

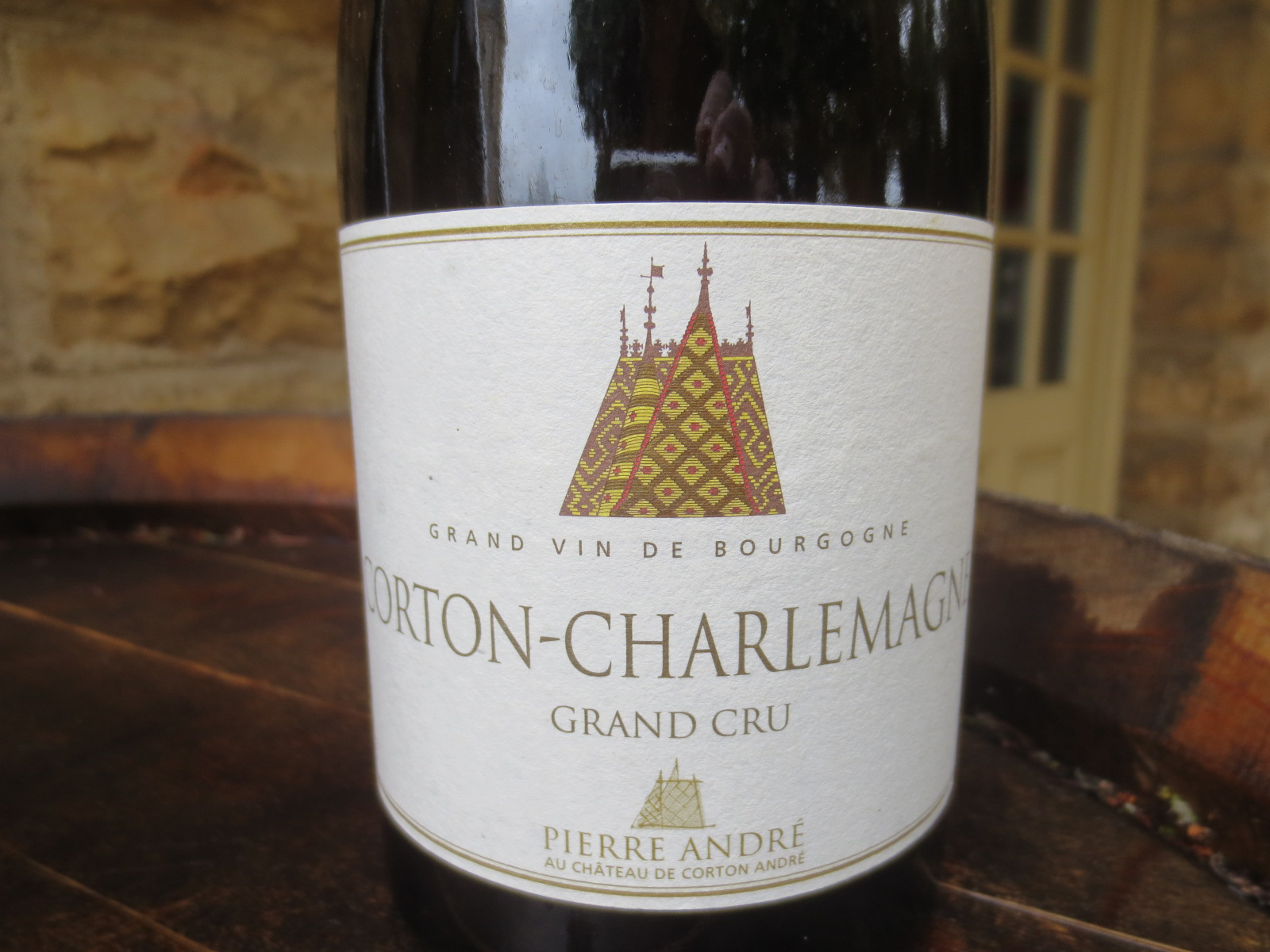
Corton-charlemagne de l'empereur Charlemagne du Château Corton C. à Aloxe-Corton.

L’édit de l'empereur romain Domitien, en 92, exprima le protectionnisme impérial. Il interdisait la plantation de nouvelles vignes hors d’Italie et fit arracher partiellement les vignes des rivages méditerranéens et en Bourgogne afin d’éviter la concurrence. Le vignoble résultant suffisait toutefois aux besoins locaux. Probus annula cet édit en 280 et la viticulture locale de la région se développa quand même sous l'Empire romain, la Bourgogne étant un carrefour, un lieu de transit pour le commerce. En s'adressant à l'Empereur Constantin, à Autun, Eumène évoque les vignes cultivées dans la région de Beaune en les qualifiant déjà d'« admirables et anciennes ». En 312, un de ses disciples rédigea la première description du vignoble de la Côte d'Or. Les Éduens du « Pagus Arebrignus » avaient profité du passage de Constantin Ier pour lui présenter leur hommage et lui faire part de leurs doléances :

« Et même ce fameux Pagus Arebrignus dont une partie se distingue par la culture de la vigne est bien loin de mériter l'envie qu'on lui porte. Adossé d'un côté à des rocs et à des forêts impraticables où les bêtes sauvages trouvent de sûres retraites, il domine de l'autre une basse plaine qui s'étend jusqu'à la Saône. »

Très tôt se dessina le choix des meilleurs terroirs. Les patriciens de la grande ville d'Autun possédaient leurs vignobles autour de Beaune et Dijon. Grégoire de Tours précise d'ailleurs, à la fin du VIe siècle, que son arrière-grand-père, Grégoire, l'évêque de Langres préféra séjourner près de Dijon qui disposait « vers le couchant de coteaux très fertiles et couverts de vigne ». Les Burgondes, arrivés au VIe siècle, redonnèrent un nouvel essor à la culture de la vigne. Ils éditent semble-t-il une première réglementation sur la vigne, attribuant la terre à qui plante des ceps sur une friche. En 581, Gontran (roi des Burgondes) donna ses vignobles de Dijon au monastère de Saint-Bénigne et à sa congrégation de moines. Mais avec les invasions barbares, l'économie viticole de la Bourgogne périclita ; quand revint la paix, au Xe siècle, le royaume franc, que Charlemagne avait légué à ses héritiers, avait été morcelé et avait perdu toute sa splendeur d'antan.

### Moyen Âge et Grandes heures des ducs de Bourgogne

#### Dans le sillage du christianisme

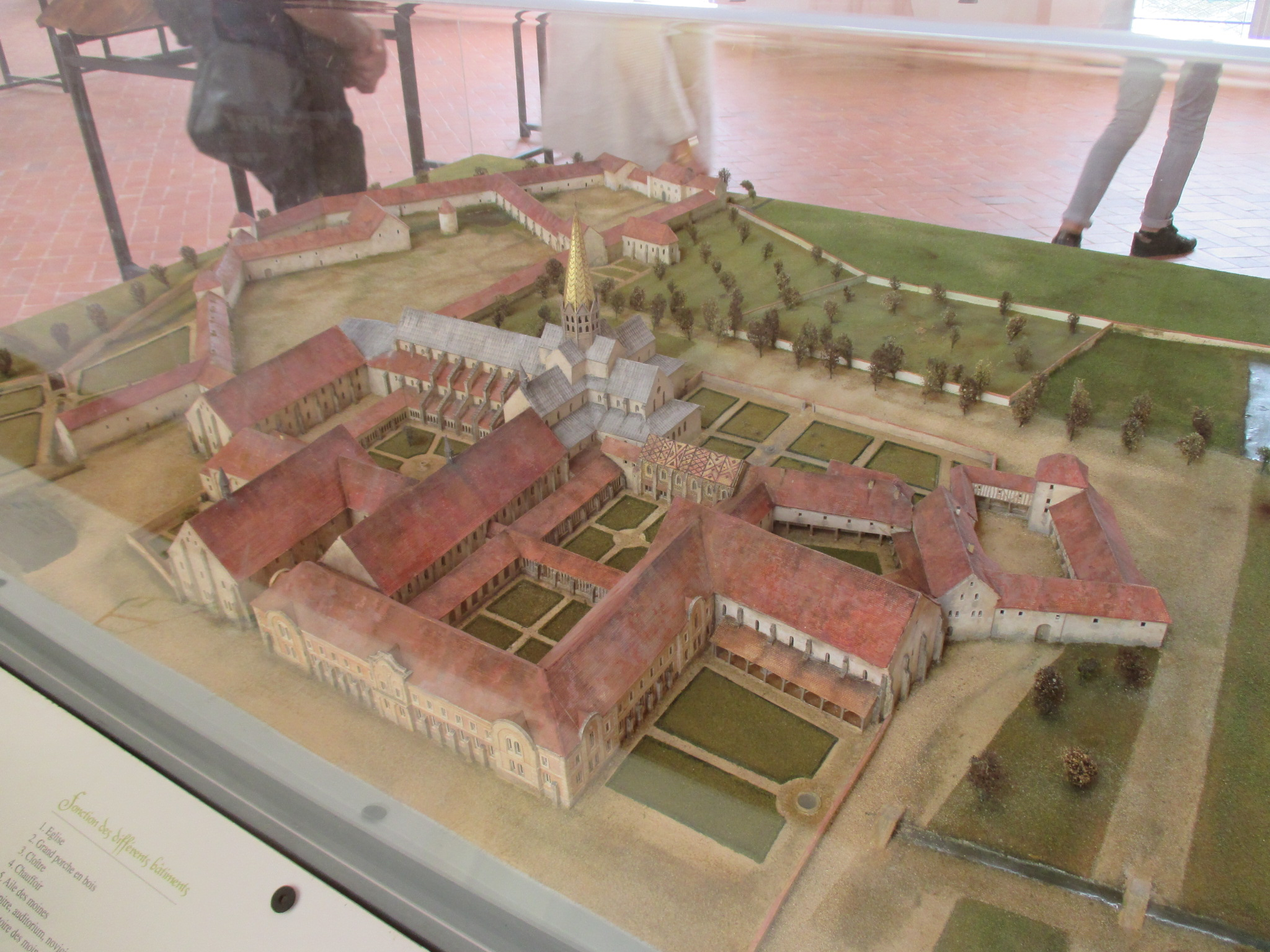
Maquette de l'abbaye de Cîteaux au XVIIe siècle.

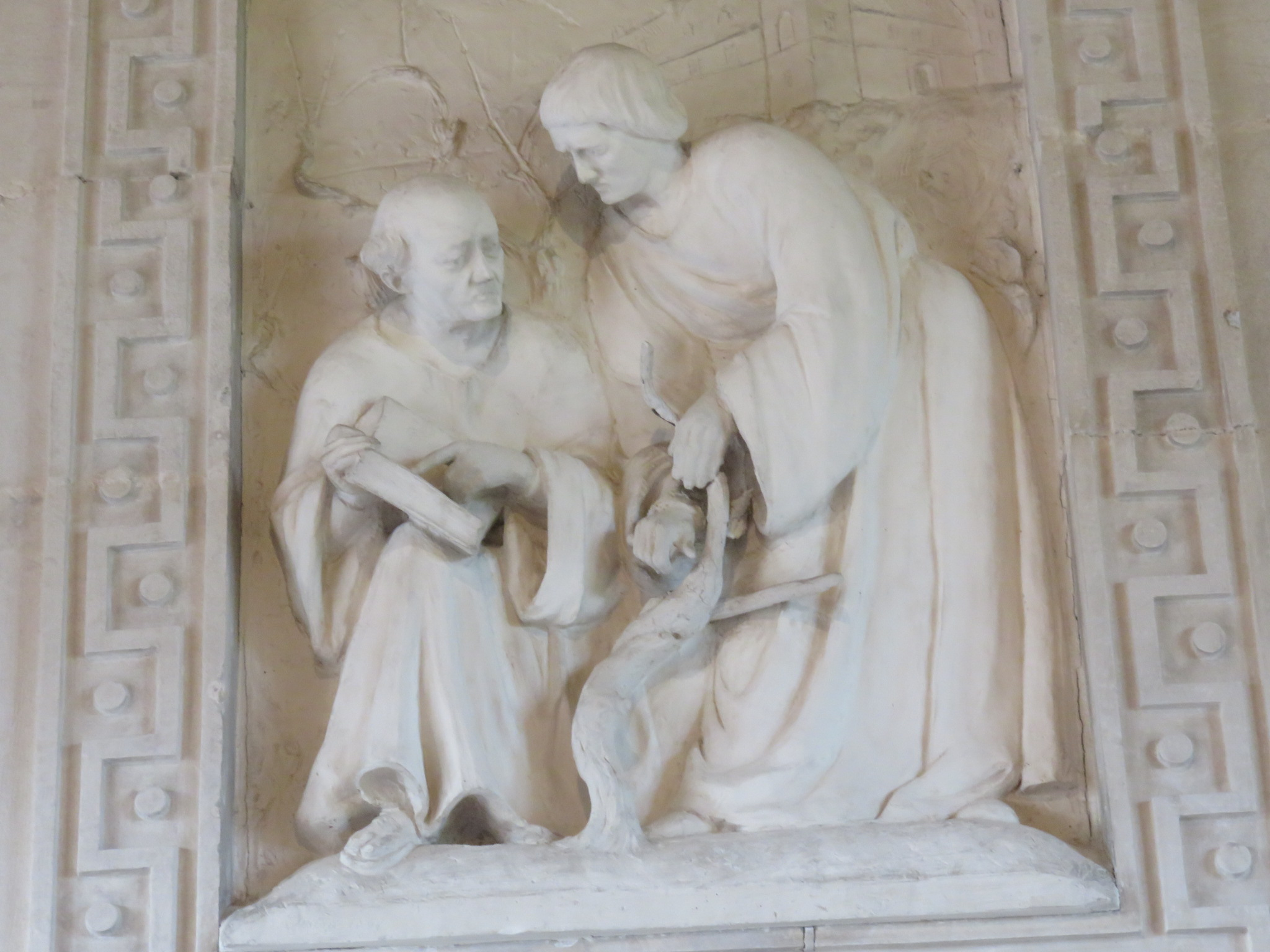
Les moines bourguignons entre autres des abbayes de Cluny et de Cîteaux développent le vignoble de Bourgogne via leurs nombreuses granges monastiques entre autres de l'Abbaye Saint-Vivant de Vergy, du Château de Gilly-lès-Cîteaux, et du Château du Clos de Vougeot…

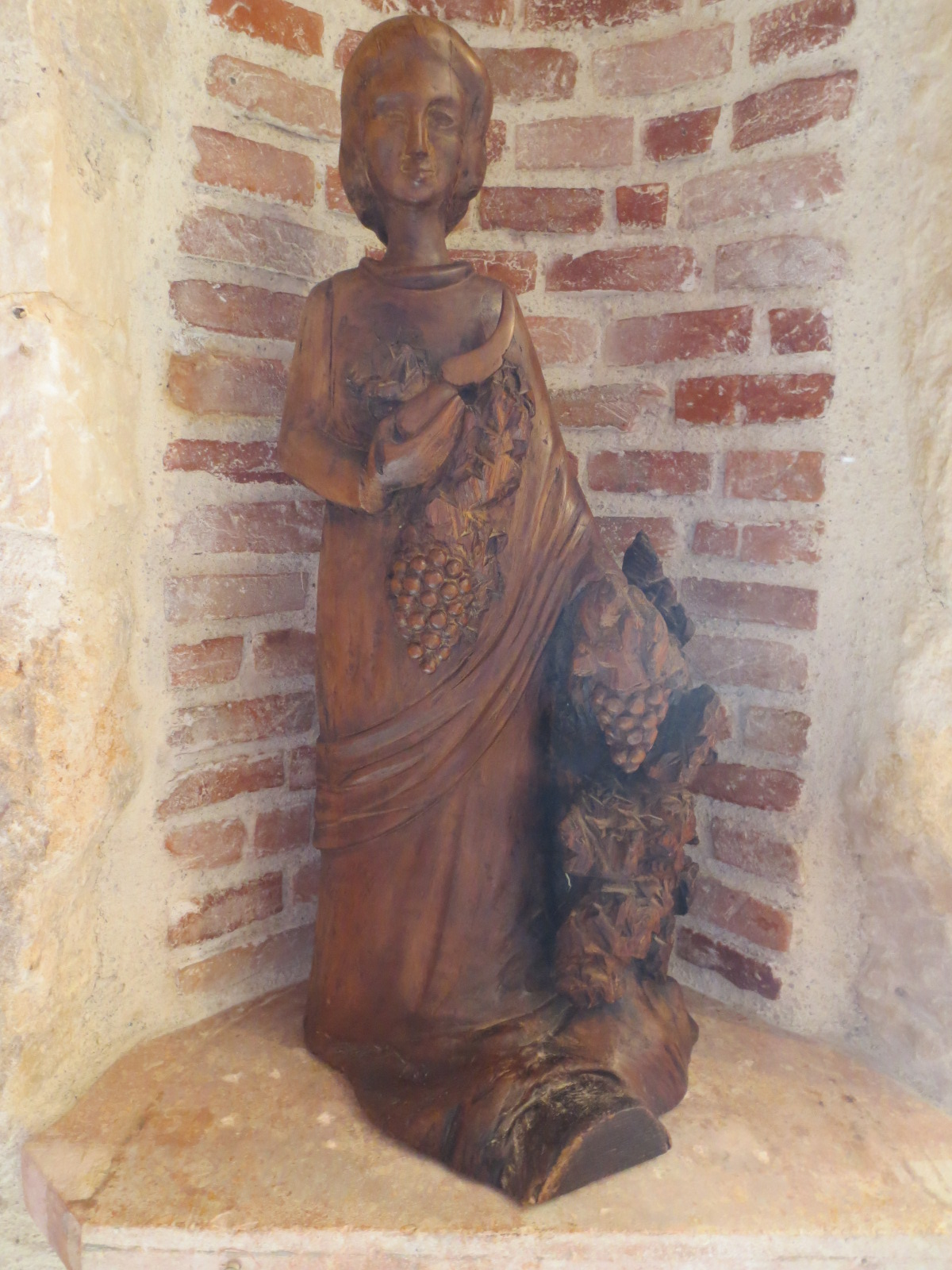
Saint Vincent Saint patron des vignerons bourguignons.

Dès le début du VIe siècle, l’implantation du christianisme avait favorisé l’extension de la vigne par la création d’importants domaines rattachés aux abbayes. En ces temps guerriers, les communautés religieuses bénéficiaient d’une protection qui permettait de transmettre l’expérience de génération en génération. Deux de ces abbayes eurent une importance non seulement à l'échelle locale mais aussi européenne : l'abbaye de Cluny (fondée en 909) pour le Mâconnais et le Chalonnais, puis l'abbaye de Cîteaux (fondée en 1098) avec des plantations en Côte-d'Or, pour le chalonnais et le chablisien. C’est la période de la naissance des clos. Le clos de Bèze fut fondé entre 630 et 640, le clos de Vougeot en 1115 et le clos de Tart en 1141. Déjà en 867, le chapitre cathédral de Saint-Gatien de Tours s'était vu doté par Charles le Chauve d'un vignoble près de Chablis. À partir de 1214, les cisterciens de l’abbaye de Pontigny, la deuxième fille de Cîteaux, s'assurèrent d'une vigne de trente-six arpents dans le vignoble de Chablis lui fournissant une redevance de dix muids à la Saint-Martin.
Au cours du pontificat de Clément VI (1342-1352), pour satisfaire celui qui fut le plus fastueux pontife d’Avignon, les cisterciens bourguignons subdivisèrent le Clos-de-Vougeot en trois climats afin de sélectionner la « cuvée du pape ». Cette faveur pour un vin rouge fut une nouveauté du XIVe siècle, les vins les plus appréciés jusqu’alors étant blancs. Le rôle joué par la Cour pontificale d’Avignon dans cette mutation de goût fut essentiel. En effet le vin de Beaune, dont le clos-vougeot, descendait par la voie fluviale Saône-Rhône plus facilement vers le sud. Alors que pour atteindre Paris, il devait traverser la Côte en charroi jusqu’à Cravant pour rejoindre l’Yonne. Ce vin fut encore au cœur de la vie pontificale d'Avignon, en 1364, quand Urbain V menaça d’excommunication Jean de Bussières, abbé de Cîteaux, s’il continuait à approvisionner en clos-vougeot ses cardinaux réticents à rejoindre Rome. Mais peu après son couronnement, en décembre 1370, Grégoire XI, qui avait reçu de la part du duc de Bourgogne trente-six queues de vin de Beaune, annula la menace d’excommunication et autorisa, à nouveau, l’abbé de Cîteaux à approvisionner sa Cour en clos-vougeot. Incontinent, Jean de Bussières fit parvenir à Avignon trente pièces de sa dernière vendange. Ce noble geste fut récompensé par la pourpre cardinalice.

#### Les ducs de Bourgogne et l'organisation de la production

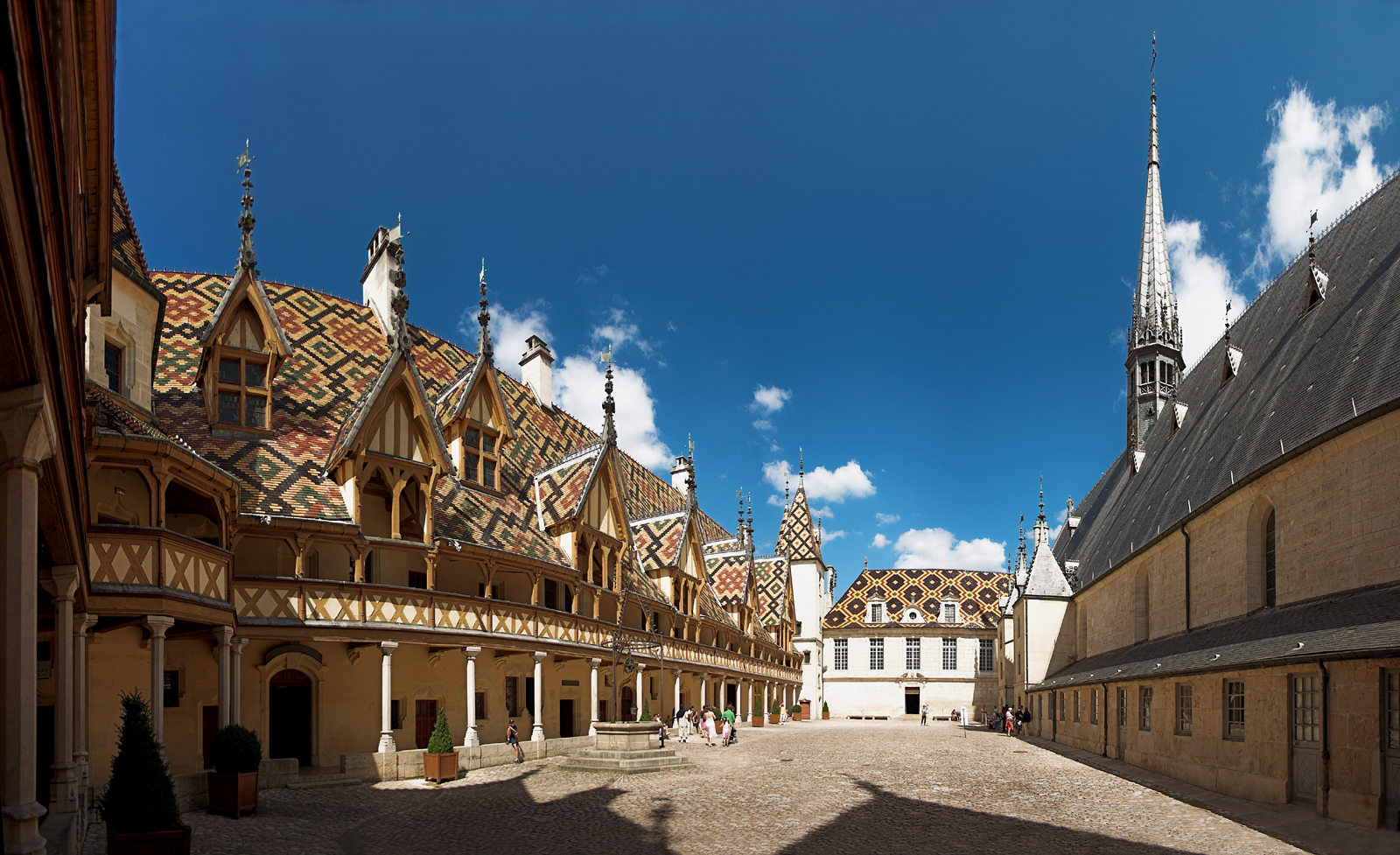
Les toits polychromes en tuile vernissée de Bourgogne des hospices de Beaune.

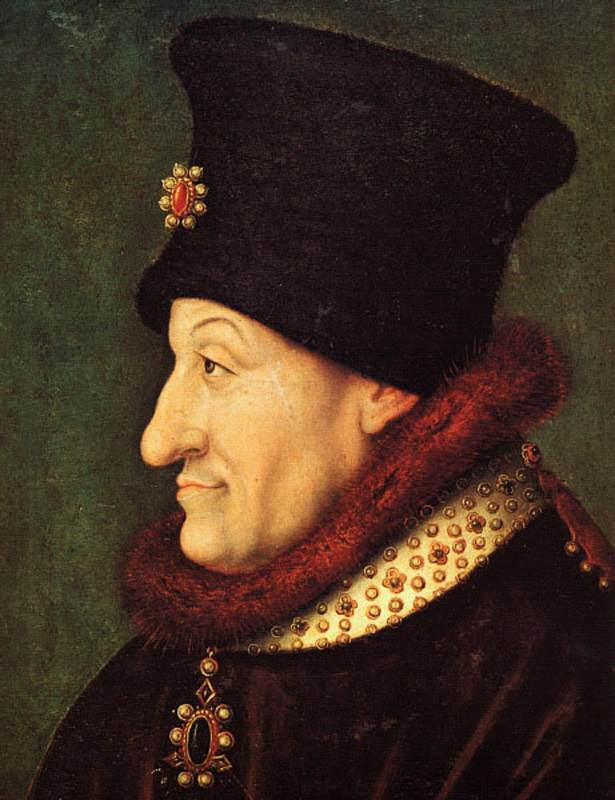
Le duc de Bourgogne Philippe II le Hardi.

C'est sous le règne des quatre ducs de Bourgogne (1364-1477) que furent édictés les règles destinées à garantir un niveau qualitatif élevé. En l'an 1395, Philippe le Hardi décida d’améliorer la qualité des vins et interdit la culture du « vil et déloyal gamay » au profit du pinot noir dans ses terres. C'est un des précurseurs des appellations d'origine contrôlée (AOC) et introduit bien avant le Reinheitsgebot allemand définissant les ingrédients autorisés dans le brassage de la bière en Allemagne. En 1416, Charles VI fixa par un édit les limites de production du vin de Bourgogne. Aux XIVe et XVe siècles, la dynastie Valois des ducs de Bourgogne régna sur l’art et le goût d'une grande partie de l’Europe. Philippe II de Bourgogne, dit « Philippe le Hardi », reçut les Flandres par son mariage avec Marguerite III de Flandre. Il continuait ainsi une politique matrimoniale déjà esquissée par son prédécesseur Philippe de Rouvre, politique que poursuivirent ses successeurs et qui constitua en quelques décennies l'État bourguignon.

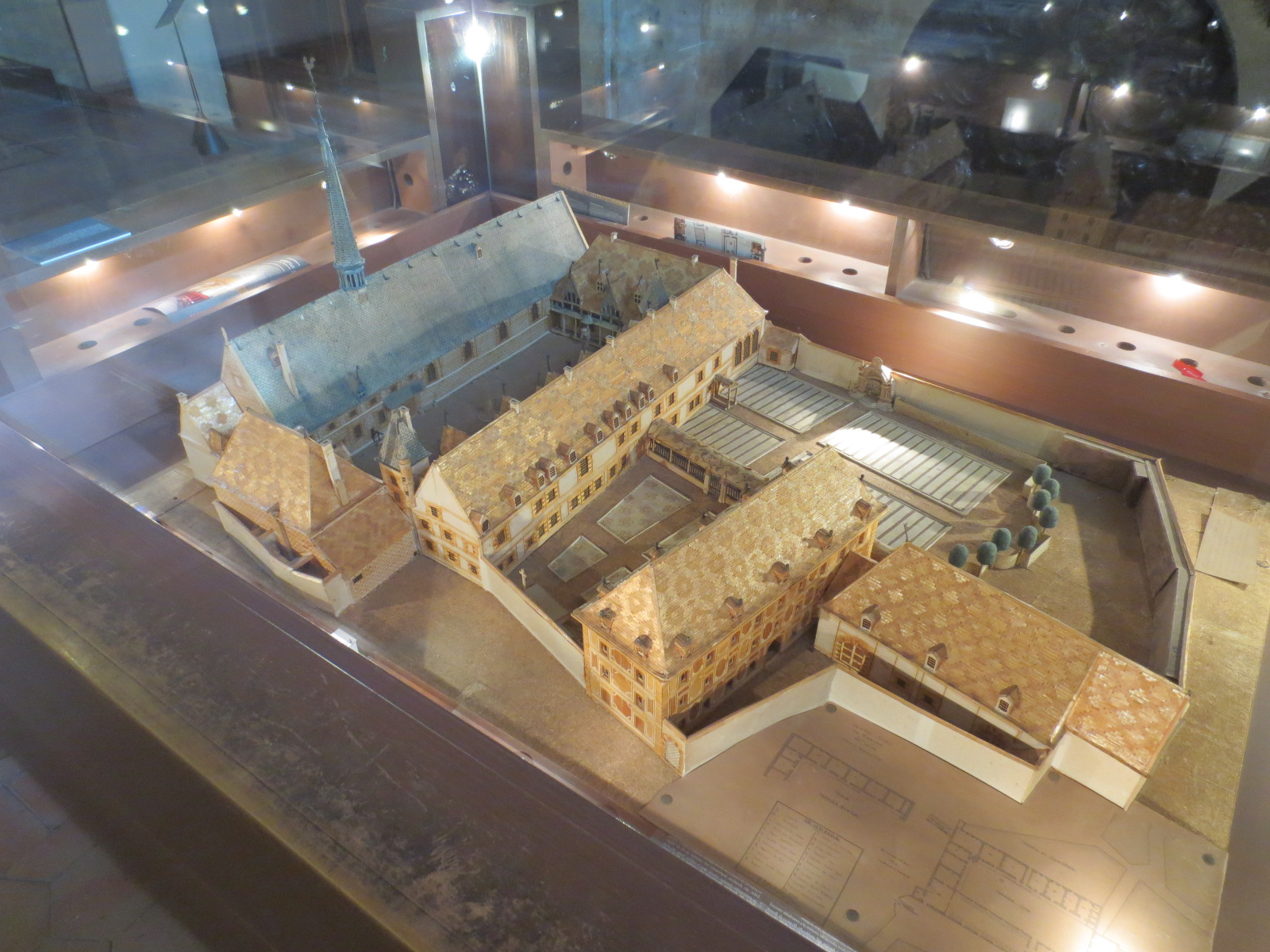
Les hospices de Beaune.

En 1422, d'après les archives, les vendanges eurent lieu en Côte de Nuits au mois d'août. Si Jean sans Peur, Philippe III de Bourgogne (dit « Philippe le Bon ») et Charles le Téméraire installèrent leur Cour à Anvers, Bruges, Bruxelles, Gand, Liège ou Malines, ils ne négligèrent jamais leurs vignobles dont ils tirèrent d'énormes profits tant économiques que politiques car tous leurs pairs considéraient qu'en Bourgogne étaient « les meilleurs vins de la chrétienté ». Nicolas Rolin, chancelier de Philippe le Bon, et son épouse Guigone de Salins décidèrent de créer un hôpital pour les pauvres mais hésitèrent un moment sur le lieu entre Autun et Beaune. Cette dernière ville fut choisie pour son passage important et l'absence de grande fondation religieuse. C'est ainsi que le 4 août 1443 naquit sur le papier l'Hôtel-Dieu. Les Hospices devinrent rapidement propriétaires d'un grand domaine viticole grâce à des dons (le premier en 1457, de Jehan de Clomoux léguant 4 hectares à Pouilly-Fuissé) et des héritages de riches seigneurs bourguignons à partir de 1471, vignobles qui sont restés dans leur patrimoine jusqu'à nos jours.
Au cours du XVe siècle, le commerce viticole du Duché de Bourgogne était en plein essor. De Chenôve, où étaient situés les pressoirs des ducs, jusqu'à Rully et Mercurey, les vignes, de mieux en mieux cultivées, donnèrent des crus de plus en plus recherchés. Ainsi, la Flandre et l'Angleterre les firent venir à grands frais. En 1461, lors du sacre de Louis XI, Philippe le Bon lui offrit 24 chariots de vins de Beaune et de Germolles. En 1477, à la mort de Charles le Téméraire, le vignoble de Bourgogne fut rattaché à la France, sous le règne de Louis XI.

### Période moderne
En 1652, devant l'école de médecine, des médecins émettent une thèse relatant que « le vin de Beaune est la plus saine comme la plus agréable des boissons » ; cette phrase marque le début de la bataille des vins qui oppose Bourguignons et Champenois. En 1693, le roi Louis XIV se vit prescrire par Guy-Crescent Fagon, son médecin personnel, des vins de Bourgogne comme vin de régime. Cette médication était censée espacer ses crises de goutte. En outre, il déconseilla à son royal patient le champagne dont il affirmait qu'il le rendait goutteux. Cette ordonnance provoqua un conflit pamphlétaire. Le 5 mai 1700, un jeune médecin, M. Le Pescheur, contre-attaqua devant Messieurs de la Faculté de Reims en développant la thèse intitulée Sur la prééminence du goût et de la salubrité du vin de Champagne sur le vin de Bourgogne. La réplique vint des frères H. et J. B. Salins, docteurs en médecine à Dijon de par la Faculté d’Angers. Ils publièrent un mémoire pour la Défense du vin de Bourgogne contre le vin de Champagne par la réfutation de ce qui a été avancé par l’auteur de la thèse soutenue aux Écoles de médecine de Reims le 5 mai 1700. Ils se firent répliquer, en 1739, par Jean François, un champenois qui, dans une nouvelle thèse en forme de pamphlet, accusa les bourgognes de donner la goutte et la gravelle.

Pressoirs des Château du Clos de Vougeot, Château de Pommard, pressoir des ducs de Bourgogne, et musée du vin de Beaune
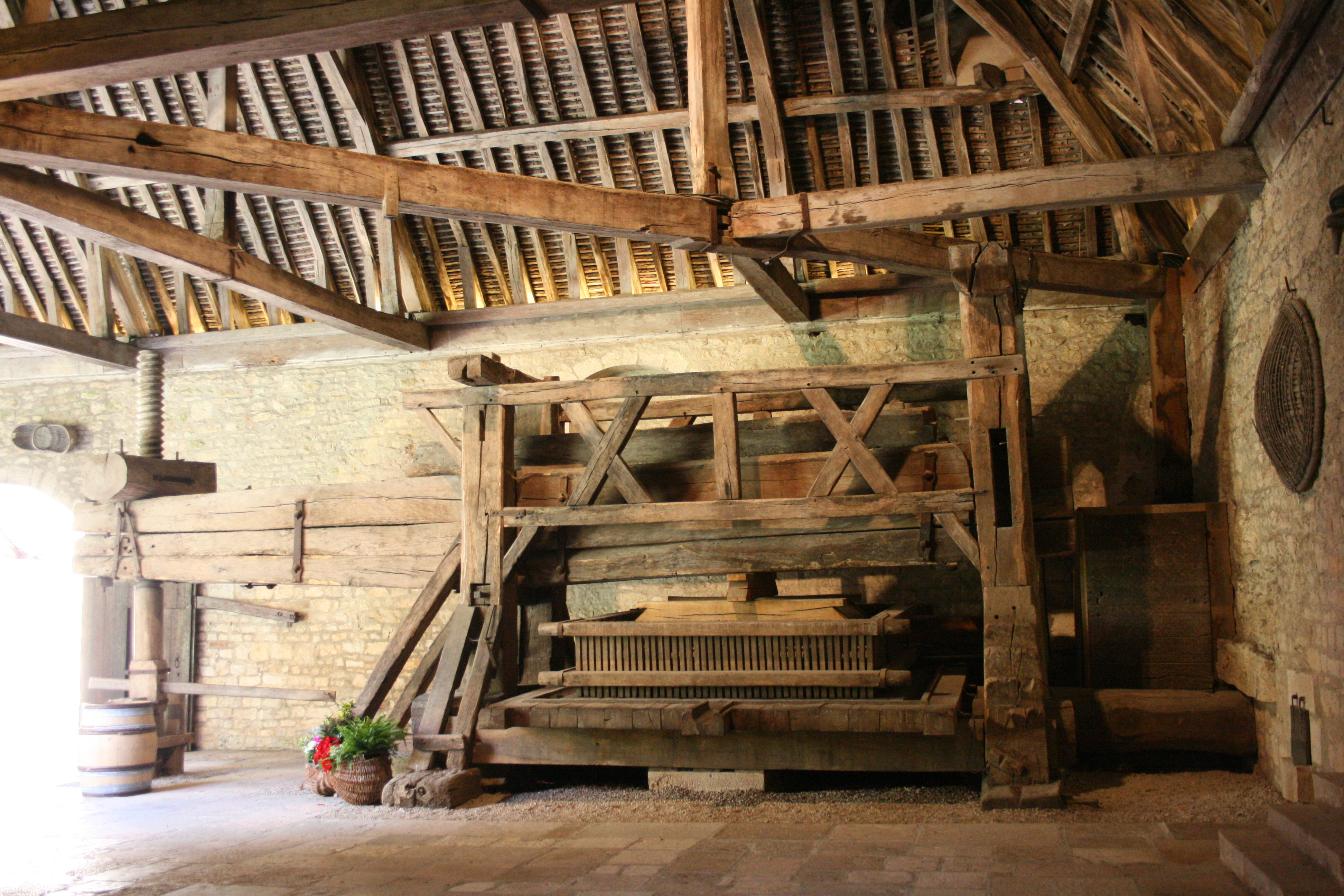
Pressoir du Château du Clos de Vougeot (XIIe siècle).
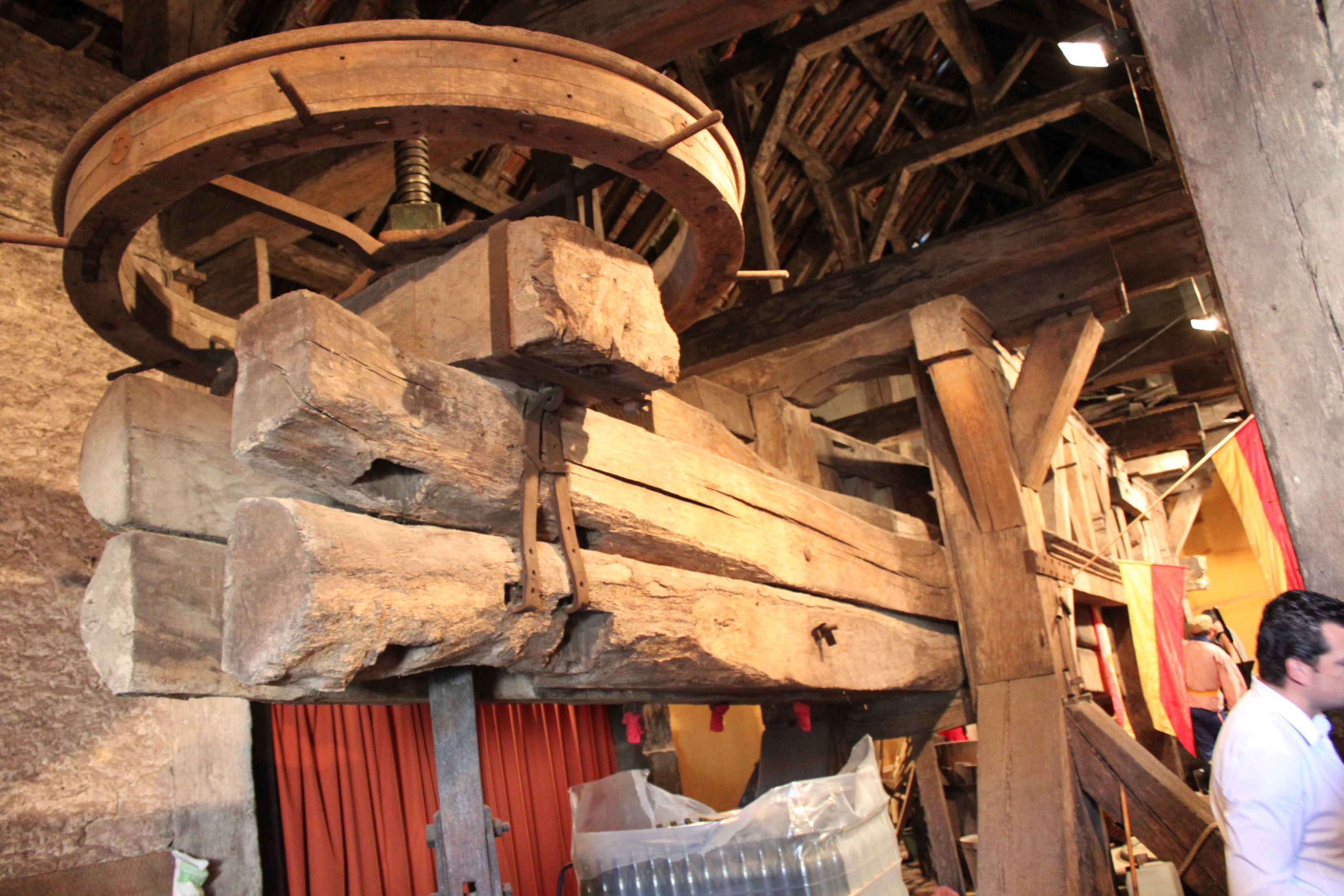
Pressoir des ducs de Bourgogne (XVe siècle).
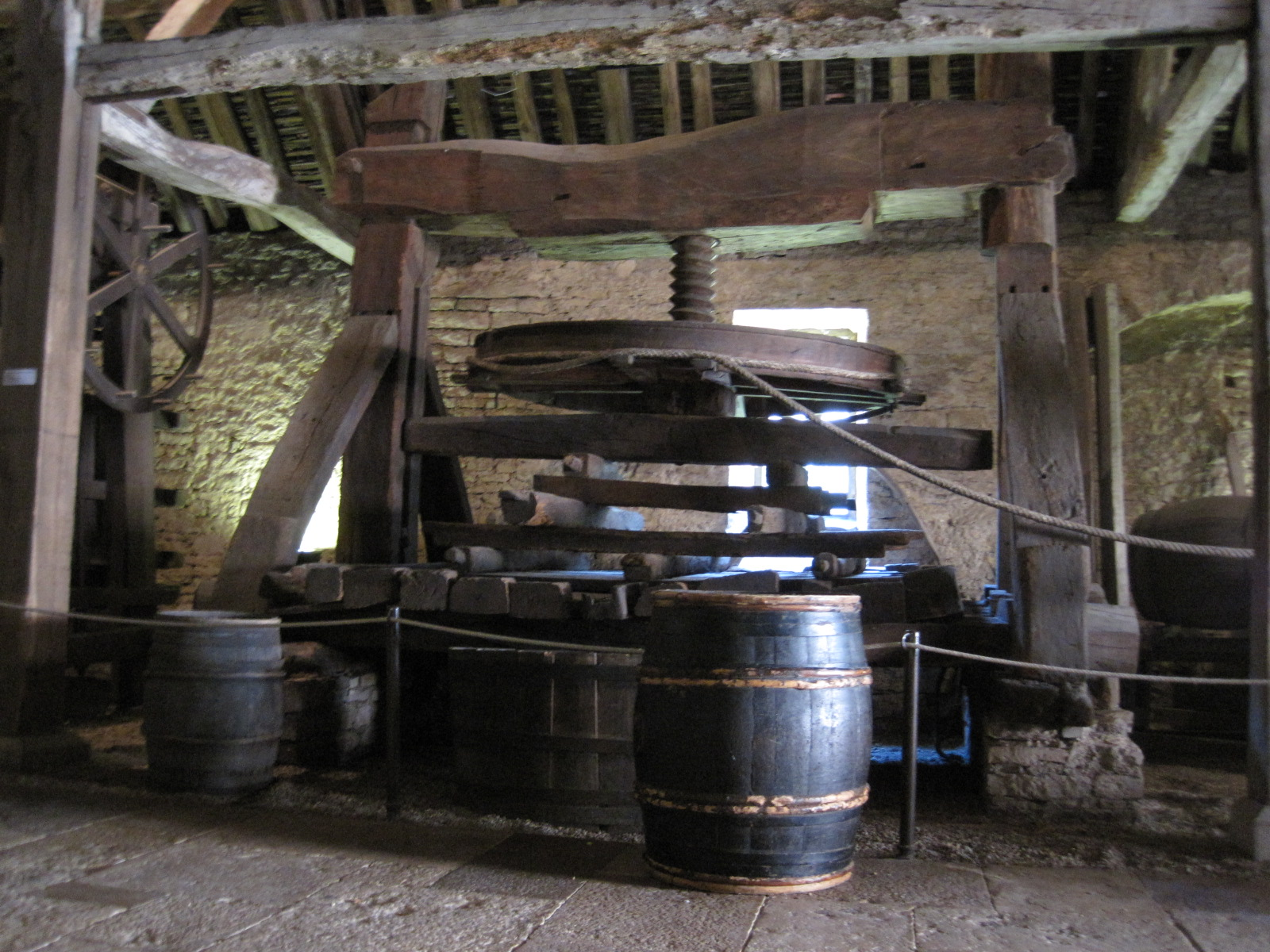
Pressoir à roue horizontale et à corde (XVIe siècle).
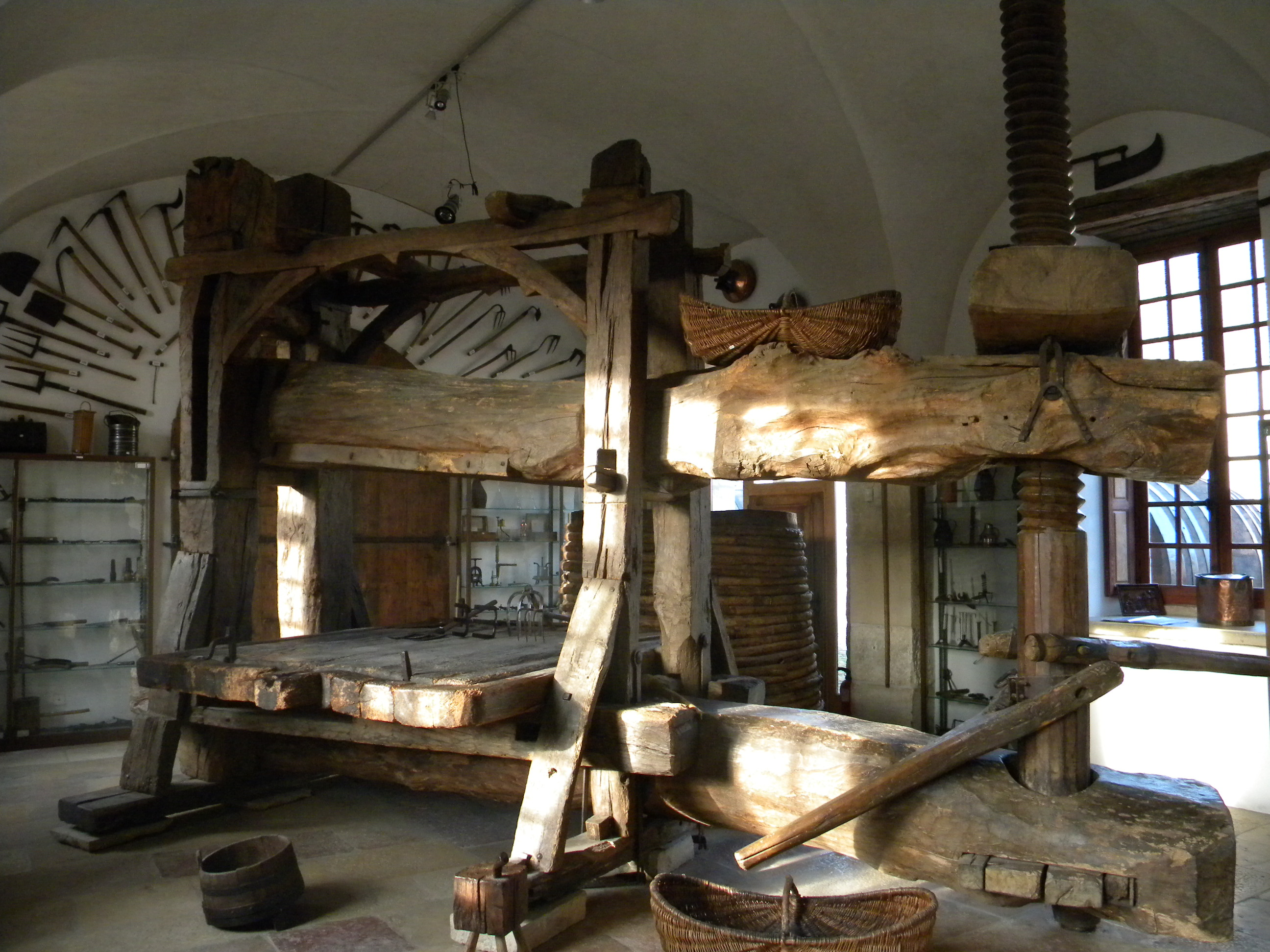
Pressoir du Château de Pommard (XVIIe siècle).
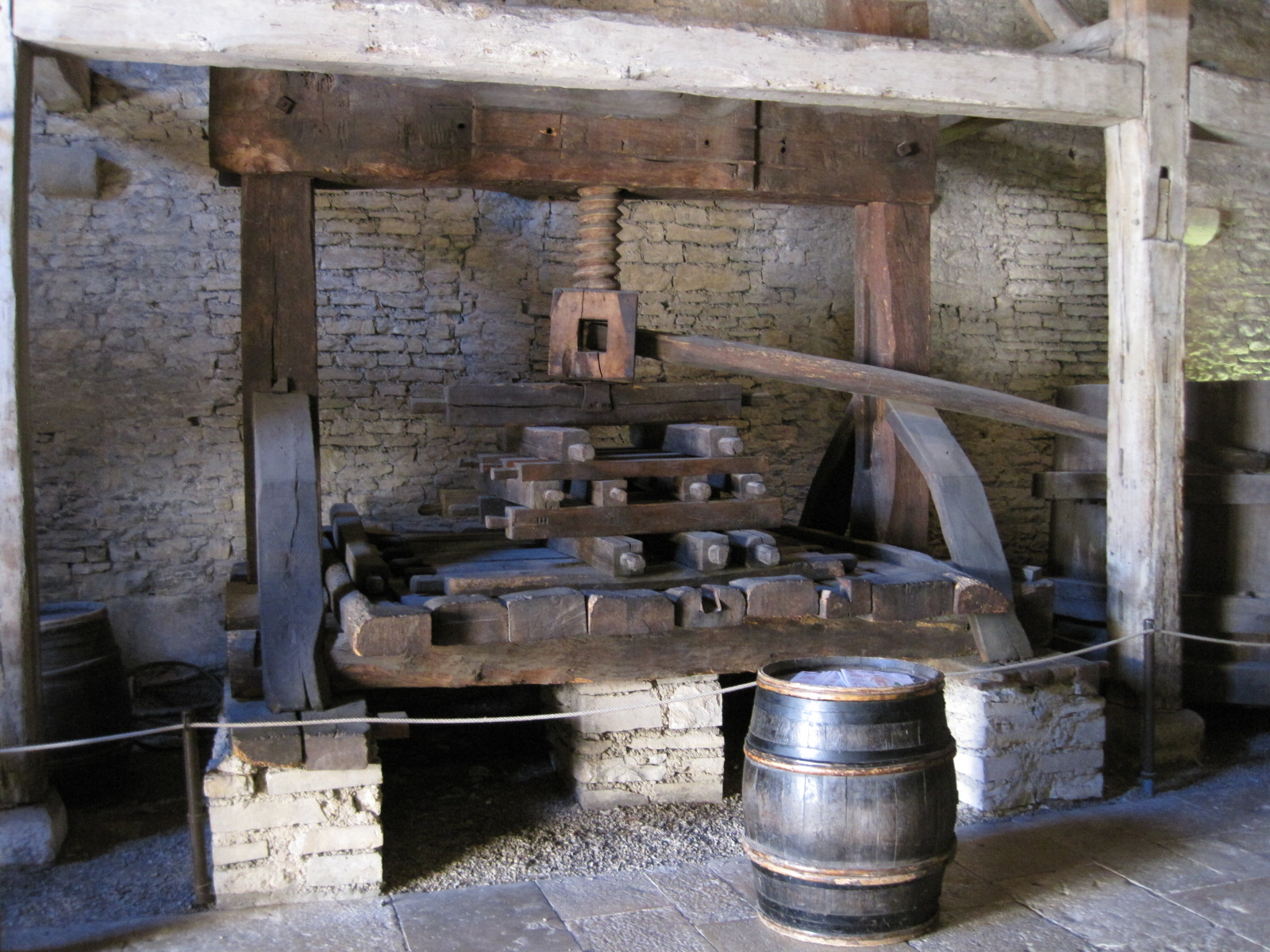
Pressoir en pierre et à vis (XVIIIe siècle).
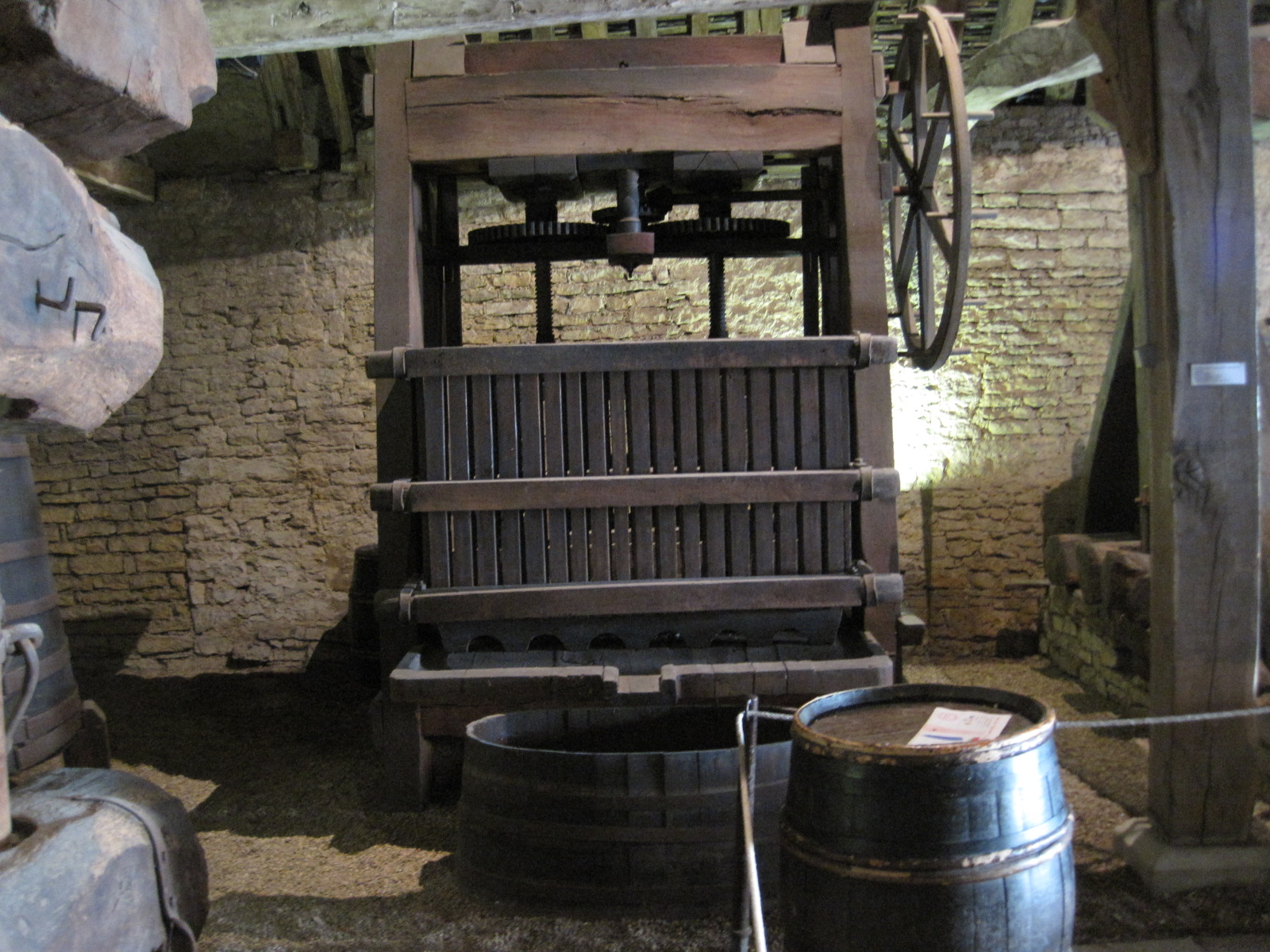
Pressoir vertical à roue latérale (XIXe siècle).
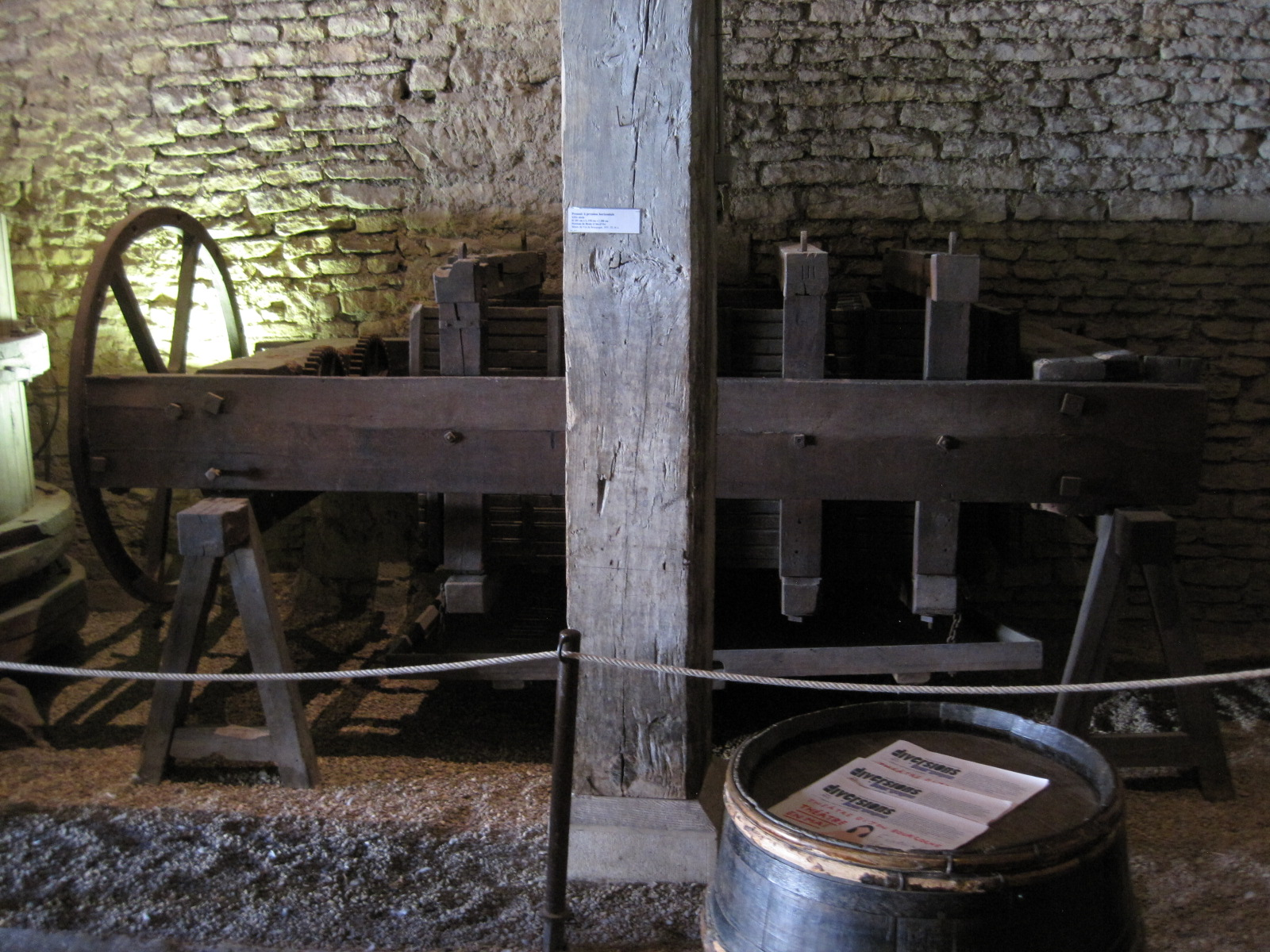
Pressoir à pression horizontale (XIXe siècle).
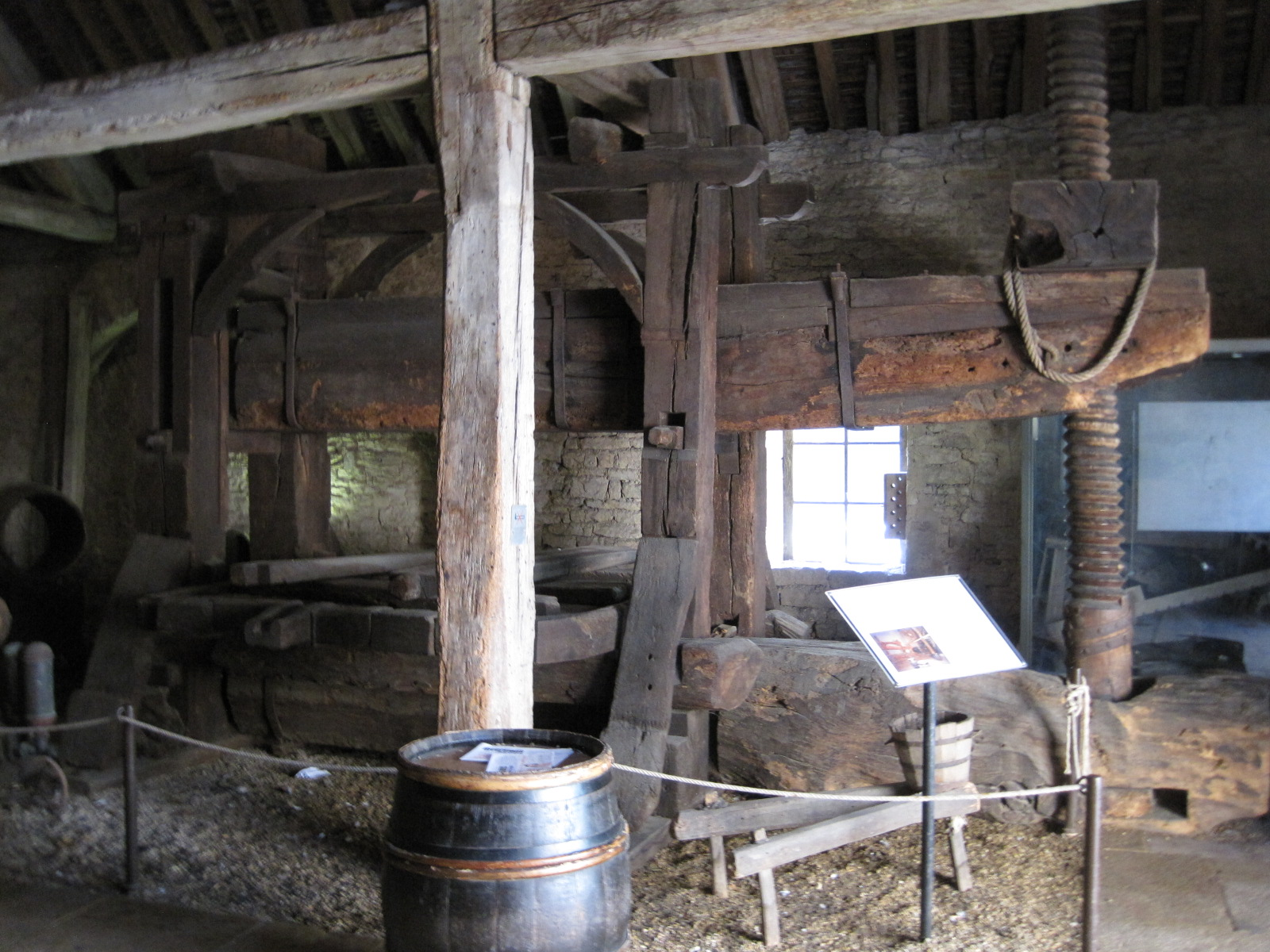
Pressoir à cabestan et à vis (musée du vin de Bourgogne).
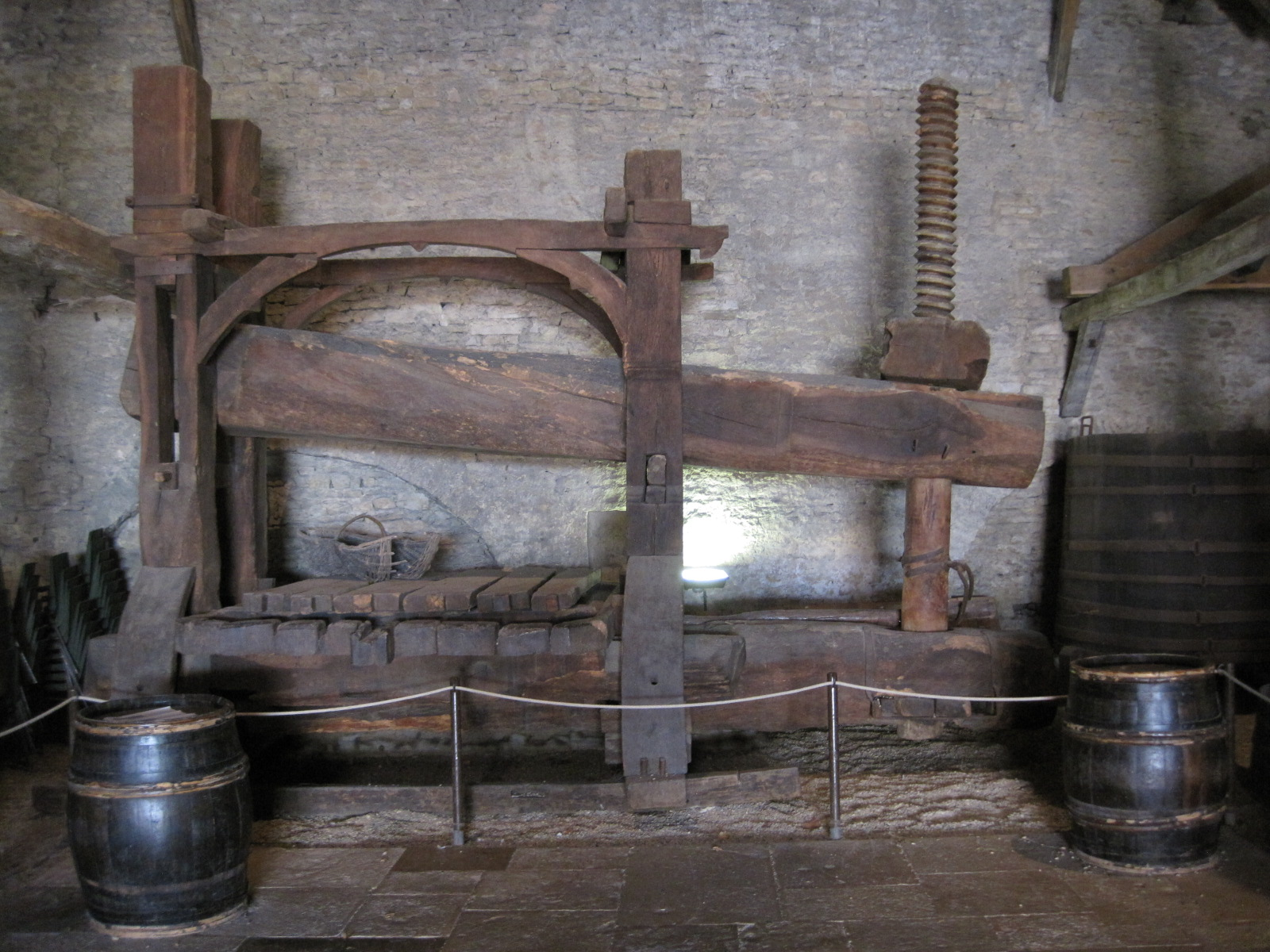
Pressoir à cabestan et à vis (musée du vin de Bourgogne).
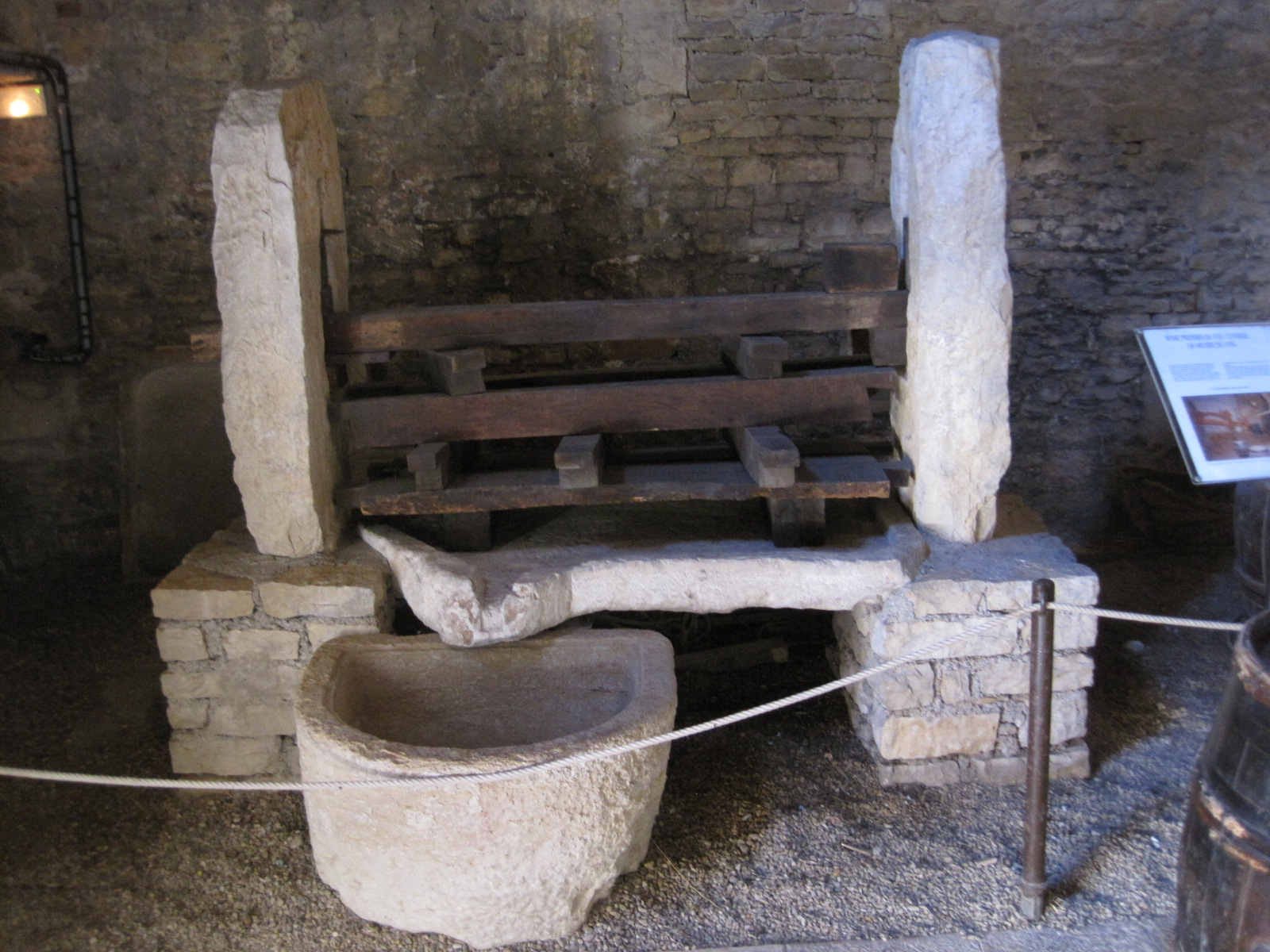
Pressoir en pierre.
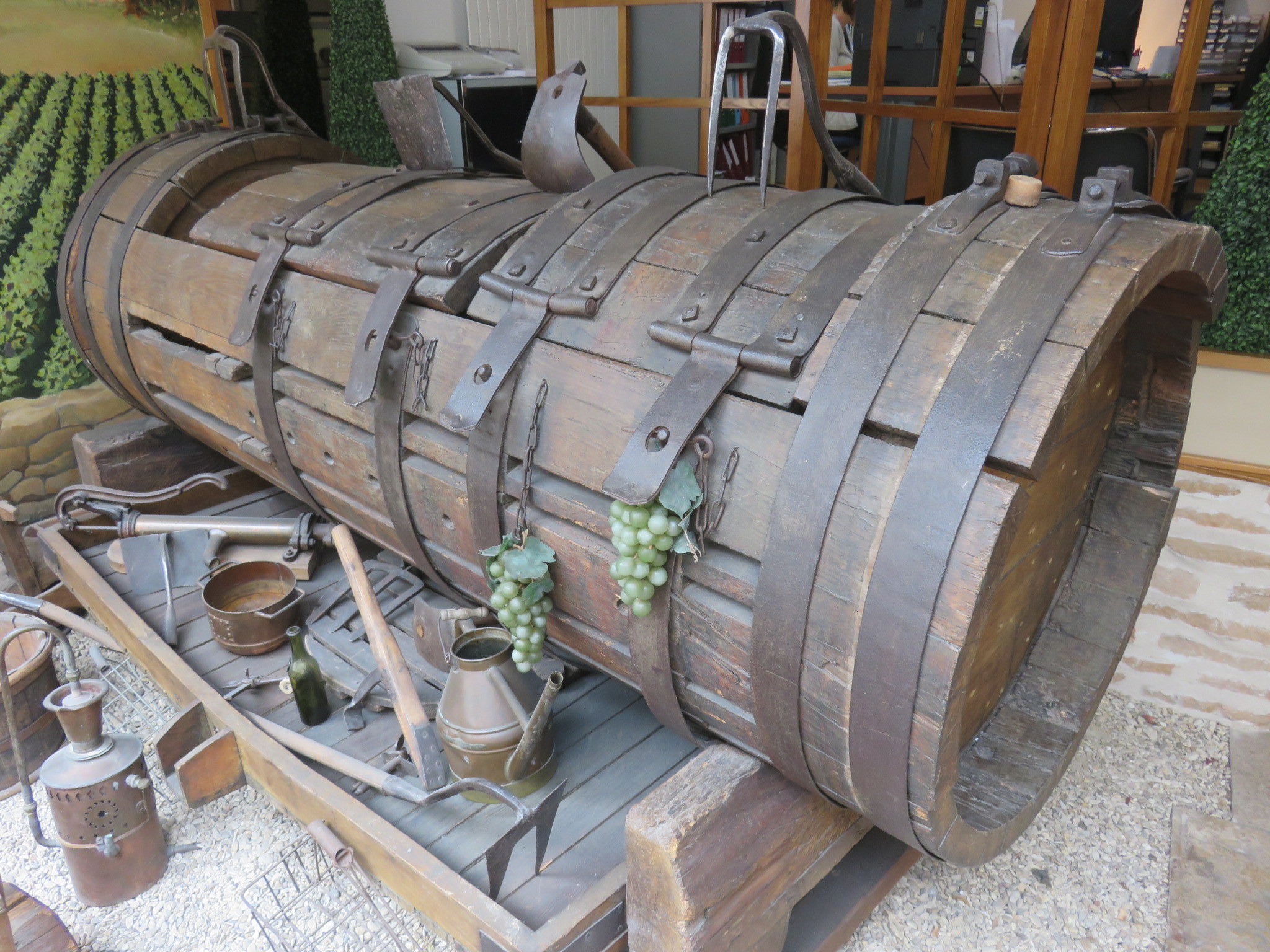

Entretemps, en 1719, la plus ancienne Société de secours mutuels, dite de « Saint-Vincent », avait vu le jour à Volnay, lieu « où croit le meilleur vin de Bourgogne ». L'époque faste des ducs de Bourgogne était terminée. Le titre n'était plus porté que par l'un des enfants du roi ignorant tout de son duché. Aussi, en 1700, l'intendant Ferrand rédigea-t-il un Mémoire pour l'instruction du duc de Bourgogne lui indiquant que dans cette province les vins les meilleurs provenaient des « vignobles [qui] approchent de Nuits et de Beaune ». Dans cette même période, les premières maisons de commerce et les négociants-éleveurs eurent pignon sur rue et, en 1720, le négociant Champy s'installa sur place. Au début du XVIIIe siècle, des négociants-éleveurs, venus d'outre-Rhin, arrivèrent à leur tour sur Beaune. La riche bourgeoisie et les parlementaires investirent également en Bourgogne, prenant en charge les vignobles des abbayes et monastères en déclin. Les princes du sang firent de même. En 1760, Louis François de Bourbon, prince de Conti acquit un petit clos de l'abbaye de Saint-Vivant à Vosne-Romanée. Il se nommait « La Romanée ».
La Révolution, en 1789, le lui confisqua pour en faire un bien national. Vendu à des bourgeois bourguignons, il fut renommé « Romanée-Conti ». Les vignobles confisqués à la noblesse et au clergé et acquis par de riches commerçants et négociants virent dès lors la qualité de leurs vins s'améliorer. Le morcellement de ces vignobles, dû essentiellement à la géologie, en fut une des causes principales. Un seul climat produisait en effet un seul vin. Les ouvrages et travaux de cartes commencèrent alors à être édités, faisant suite à des études qui s'étaient déroulées auparavant. Les plus connues furent celles de C. Arnoux, Dissertation sur la situation de la Bourgogne et des vins qu'elle produit, publiée à Londres en 1720, et une Description du gouvernement de Bourgogne due au dénommé Garreau.

### Période contemporaine

#### XIXesiècle

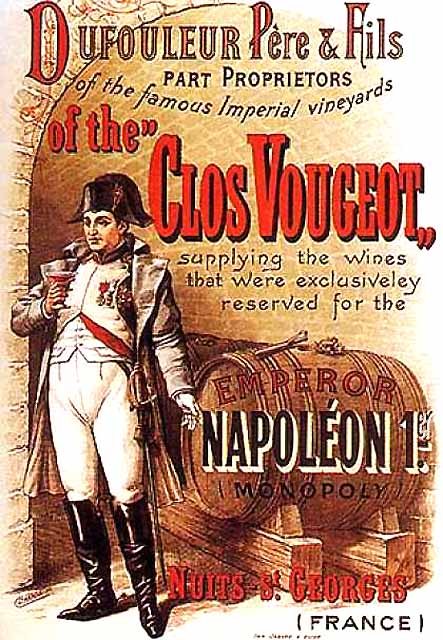
L'empereur Napoléon Ier au Château du Clos de Vougeot.

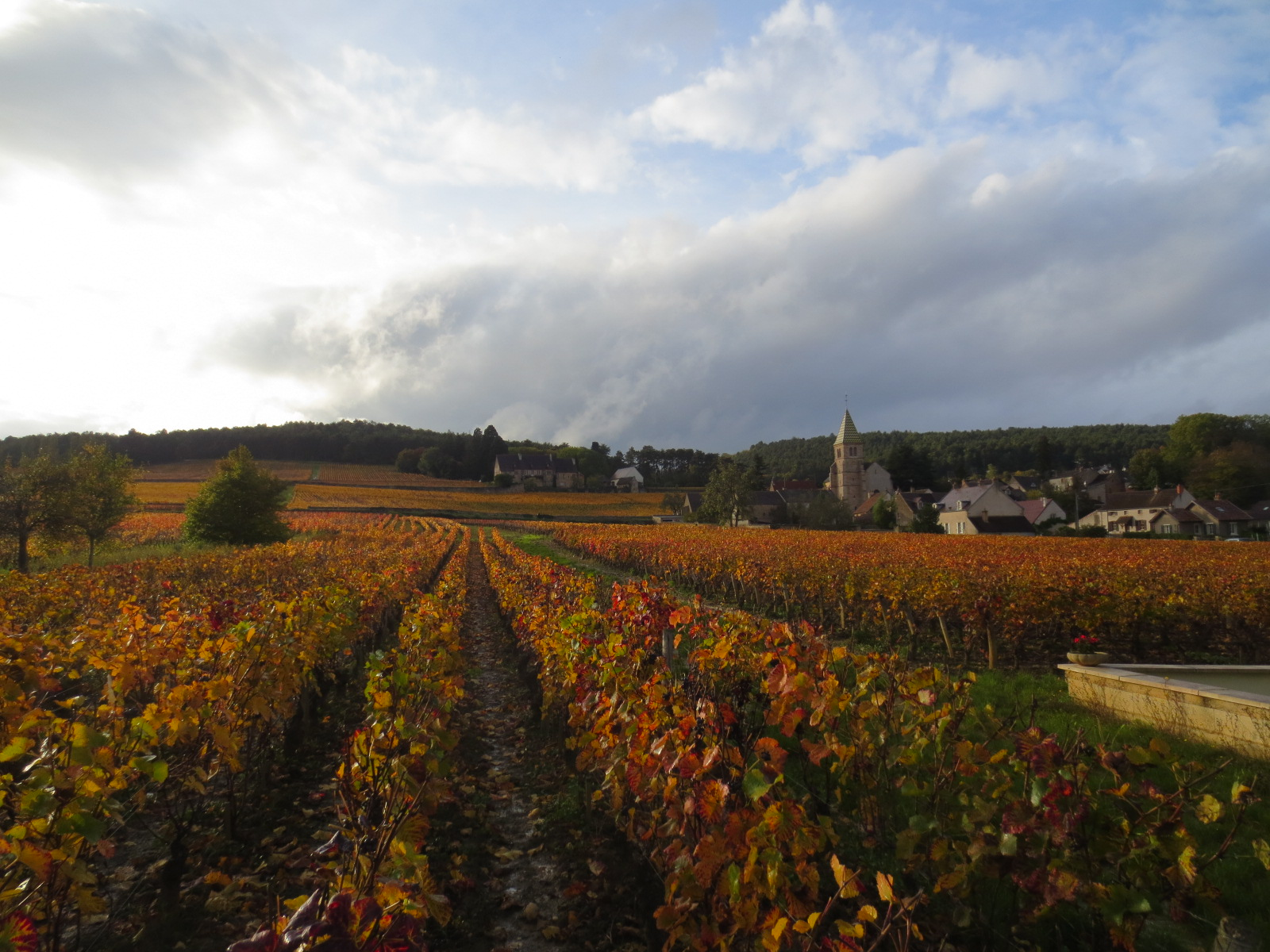
Clos Napoléon et musée et Parc Noisot de Claude Noisot (grognard de Napoléon Ier) à Fixin.

Sous l'ère napoléonienne, ce processus s'accéléra quand la législation réglementa la répartition du vignoble. La propriété fut morcelée entre les différents héritiers d'un domaine, faisant en sorte que les parcelles de chaque propriétaire devinrent de plus en plus petites. Le vin préféré de Napoléon était le Chambertin, cette prédilection date probablement de l'époque où, jeune officier d'artillerie, il séjourna quelque temps en Côte d'Or, à Auxonne. Mais les premières véritables classifications du vignoble de Côte d’Or – Côte de Beaune et Côte de Nuits – ont été établies au XIXe siècle, avec les écrits de "savants" comme Morelot (1831), Lavalle (1855) suivie d'une classification officielle publiée par le Comité d'Agriculture de Beaune de 1861 sous forme d'un « Plan statistique des vignobles produisant les grands vins de Bourgogne », faisant le pendant de la bordelais de 1855,. Ce plan répond en premier lieu à un vrai ressort économique: permettre au client, dans le cadre de L’Exposition universelle de 1862 en Angleterre, de mieux connaître les différents niveaux de qualité des vins de Côte-d’Or et de « donner aux transactions sur les vins de sérieuses garanties sous le rapport de l'origine de la chose vendue ». Il prend appui sur les bases jetées par l'ouvrage de Lavalle (1855). Ainsi, le Comité d'Agriculture limite son étude aux seuls finages produisant des vins fins « qui ont mérité et porté si loin la réputation du sol et du nom Bourguignon ». Les « vins communs » n’y sont pas classés comme ceux issus des vignes de gamay et autres cépages inférieurs.
Ces classifications bourguignonnes sont fondamentales car elles inspireront le "Comité National des Appellations d'origine des vins et des eaux-de-vie" par la suite. Les vins de Bourgogne y sont distingués par une mention 1re classe, 2e classe ou 3e classe. Ils sont d'importance, la Loi du 6 mai 1919 relative à la protection des appellations d’origine et plus tard les décrets-lois des AOC dans les années 1930 s’appuient sur les fameux « usages locaux, loyaux et constants » du 19e siècle pour justifier telle ou telle classification ou surface des climats (aujourd’hui encore, il n’est pas rare de trouver dans la « Section X. - Lien avec la zone géographique » du cahier des charges des AOC, des mentions aux classements du 19e comme justification historique). De ces classements découlent donc celui que l’on connaît aujourd’hui appelé la « pyramide des crus » avec les échelons « bourgogne », « village », « premier cru » et « grand cru ».
Dans les décennies 1830-1840, la pyrale survint et attaqua les feuilles de la vigne. Elle fut suivie d'une maladie cryptogamique, l'oïdium. En dépit de ces deux problèmes, la viticulture bourguignonne se redressa. Elle prit un essor économique encore plus vigoureux avec la création en 1851 de la ligne de chemin de fer entre Paris et Dijon. Ce fut cette même année que les hospices de Beaune organisèrent leur première vente aux enchères. Mais la vente sous cette forme d'enchères fut réellement pérennisée à partir de 1859. Le millésime 1865 a donné des vins aux teneurs naturelles en sucres très élevées et des vendanges assez précoces.

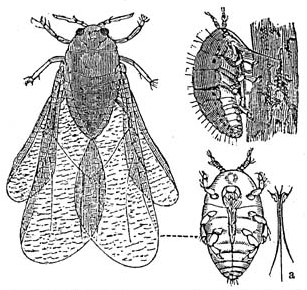
Le phylloxéra.

Ce fut dans ce contexte qu'arrivèrent deux nouveaux fléaux de la vigne. Le premier fut le mildiou, autre maladie cryptogamique, le second le phylloxéra. Cet insecte térébrant venu d'Amérique mit très fortement à mal le vignoble bourguignon. Sa présence fut découverte et observée le 15 juin 1875 à Mancey, puis à Meursault le 17 juillet 1878 au lieu-dit l'Ormeau, enfin le 23 juillet 1878 au jardin botanique de Dijon. Les contaminations dataient de 1876 pour Meursault et de 1877 pour Dijon. Les vignes américaines furent introduites en fraude à partir de 1885 et officiellement à partir du 12 juillet 1887. Il fallut arracher toutes les « vieilles vignes françaises » et replanter les américaines. Après de longues recherches, on finit par découvrir que seul le greffage permettrait à la vigne de pousser en présence du phylloxéra. Certains vignobles, comme la Romanée Conti, furent longtemps cultivés « franc de pied » c'est-à-dire sans porte-greffe : les dégâts du phylloxéra étaient alors maîtrisés par des injections de sulfure de carbone dans le sol. Quant au mildiou, il provoqua un désastre considérable en 1910. Ces deux ravages viticoles eurent des conséquences sociales importantes d'autant plus que la pénurie provoqua des fraudes : les vins du terroir furent coupés avec ceux d'autres régions et certains négociants allèrent jusqu'à fabriquer des vins artificiels.

#### XXesiècle
Les viticulteurs décidèrent de s'organiser afin de lutter contre la fraude. Ils créèrent la première cave coopérative de Bourgogne, « la Chablisienne » qui vit le jour en 1923. Elle fut fondée par l'abbé Balitran, curé de Poinchy, et par un noyau de vignerons pionniers en matière de coopération viticole.

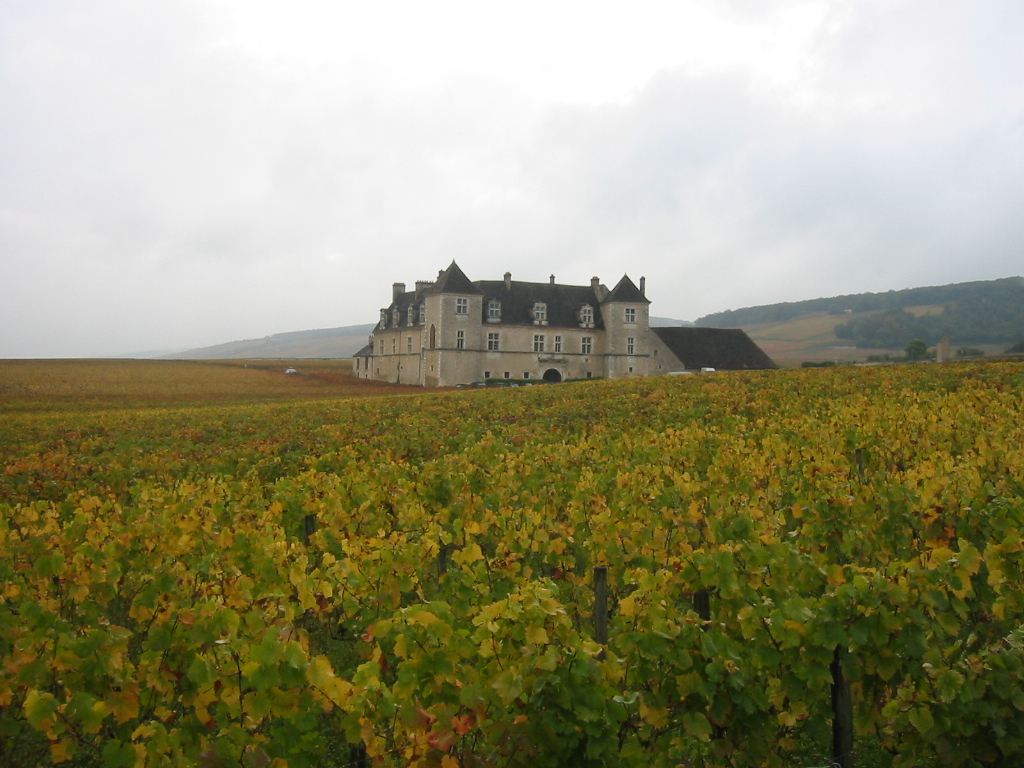
Le château du Clos de Vougeot.

Dans la même optique, quelques propriétaires-récoltants de la Côte-d'Or refusèrent, dès 1930, de vendre leur vin en vrac au négoce. Ils créèrent à huit un consortium pour mettre eux-mêmes leurs vins en bouteilles. Présidé par le marquis d'Angerville, propriétaire à Volnay, ce groupe eut Henri Gouges, de Nuits-Saint-Georges, comme secrétaire. Ils reçurent l'aide de Raymond Baudoin, fondateur de La Revue du vin de France et de l'Académie du vin de France. Un dépôt fut créé à Nuits-Saint-Georges. Si la première année ils ne vendirent à eux tous que quatre cents bouteilles aux bouchons étampés et estampillés, au bout de trois ans, la confiance revenue, la bataille de l'authenticité fut gagnée. La Bourgogne avait des vignerons qui faisaient eux-mêmes leurs mises en bouteilles et garantissaient l'origine de leurs vins. On pouvait à nouveau pavoiser. Les conséquences de la crise de 1929 touchent durement l'économie viticole; ainsi la Confrérie des chevaliers du Tastevin fut créée en 1934 par deux vignerons bourguignons, Georges Faiveley et Camille Rodier. Cette confrérie avait pour but de promouvoir les grands vins de Bourgogne. Elle s'installa au château du Clos de Vougeot en 1945.

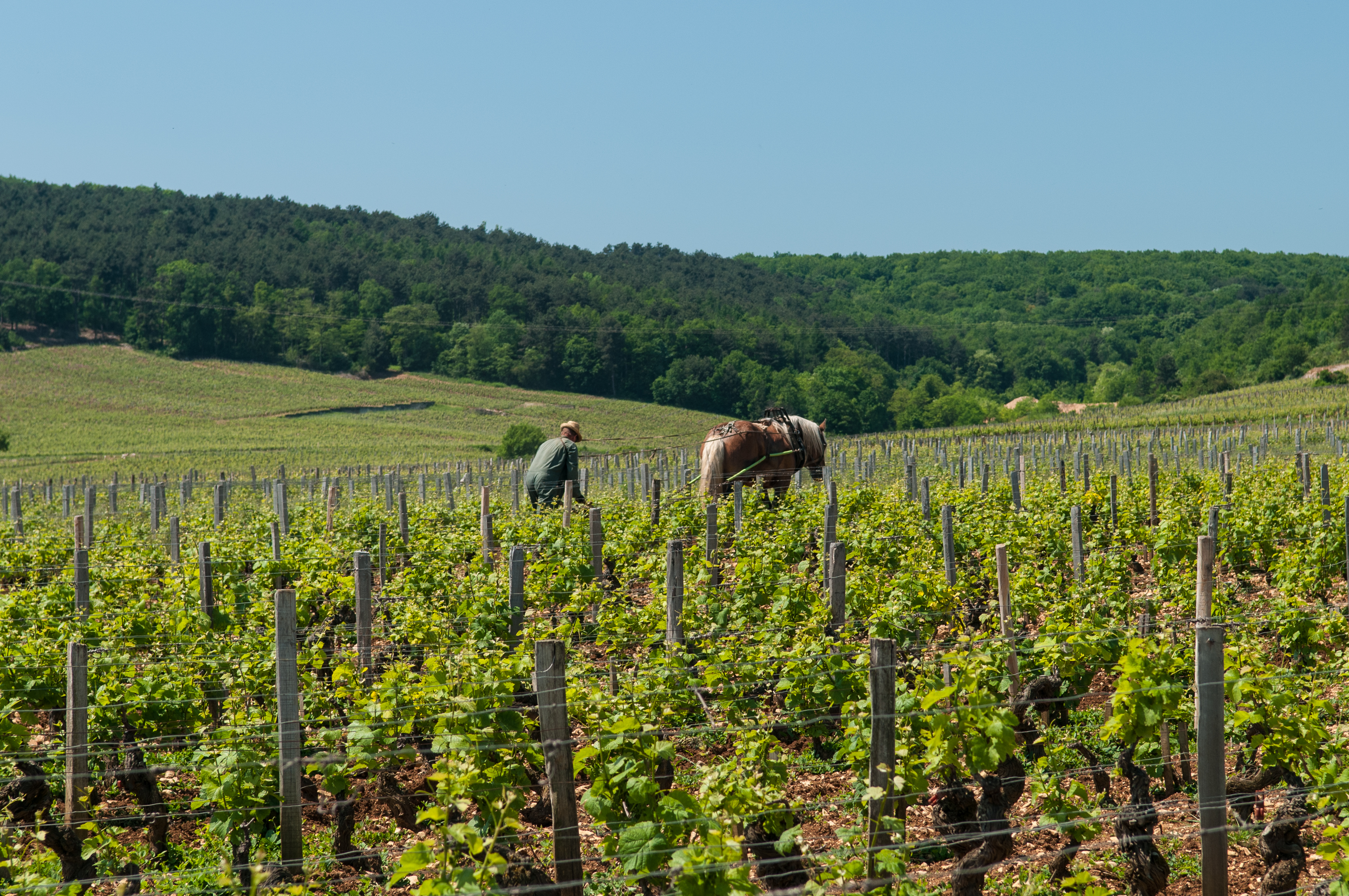
Labour à l'ancienne au cheval de trait, Vosne-romanée (AOC)

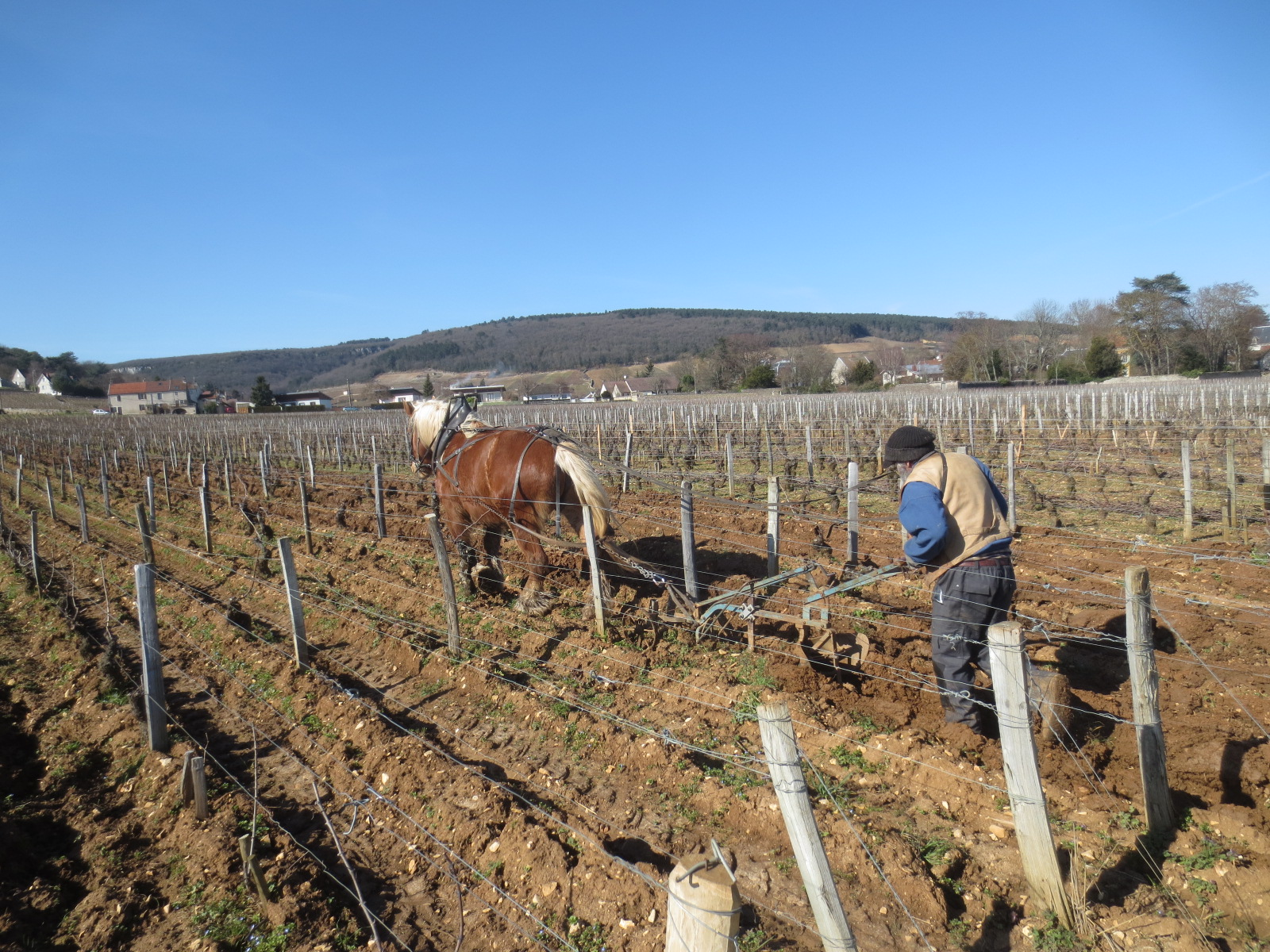
Labour à l'ancienne au cheval de trait.

Pendant ce temps, Henri Gouges avait rejoint au niveau national le combat mené par le sénateur Joseph Capus et le baron Pierre Le Roy de Boiseaumarié qui allait aboutir à la création des appellations d'origine contrôlée. Il devint le bras droit du baron à l'INAO. Leur action permit que plusieurs terroirs de Bourgogne fussent reconnus en appellation (AOC) par l'INAO dès 1936. La première AOC de Côte-d'Or à être reconnue fut Morey Saint-Denis.
Cependant on peut considérer l'appellation « Pouilly-fuissé » comme la première appellation d’origine de Bourgogne. En effet, le tribunal de première instance de Mâcon a statué, le 7 décembre 1922, sur la limite de la zone géographique de l’appellation se basant sur le rapport d’une commission mixte dite de « Chalon-sur-Saône » du 19 septembre 1919. Ce jugement reconnaît la nécessité de protéger le caractère singulier des vins du « cru » Pouilly en délimitant l’aire géographique et l’usage de son nom.
En 1938 naît la fête de la Saint-Vincent tournante à l'initiative de la Confrérie des chevaliers du tastevin, manifestation se passant le dernier week-end de janvier. Ce n'est qu'à la veille de la Première Guerre mondiale que le vignoble bourguignon reprit son essor. Pendant la Seconde Guerre mondiale, le manque de main-d'œuvre et de produits de traitement (dont en particulier le cuivre qui est le principe actif de la bouillie bordelaise et de la bouillie bourguignonne) entraîna une nouvelle baisse de la production.
La création des premiers crus en Bourgogne date du 14 octobre 1943 par le décret no 2639 du régime de Vichy. Elle répondait d’abord à des impératifs économiques officiels — limiter le prix des vins dans une époque de marché noir et parallèle —, mais surtout plus officieux — créer une catégorie à part, pour éviter que des vins fins de grande renommée finissent réquisitionnés, à vil prix, comme des vins « tout venant » pour satisfaire la consommation du Reich. Une liste de premiers crus fut donc publiée dans le Bulletin officiel du service des prix du 26 novembre 1943. Une majorité de ces premiers crus avaient été classés 1re classe en 1861 par le Comité d'agriculture de Beaune.

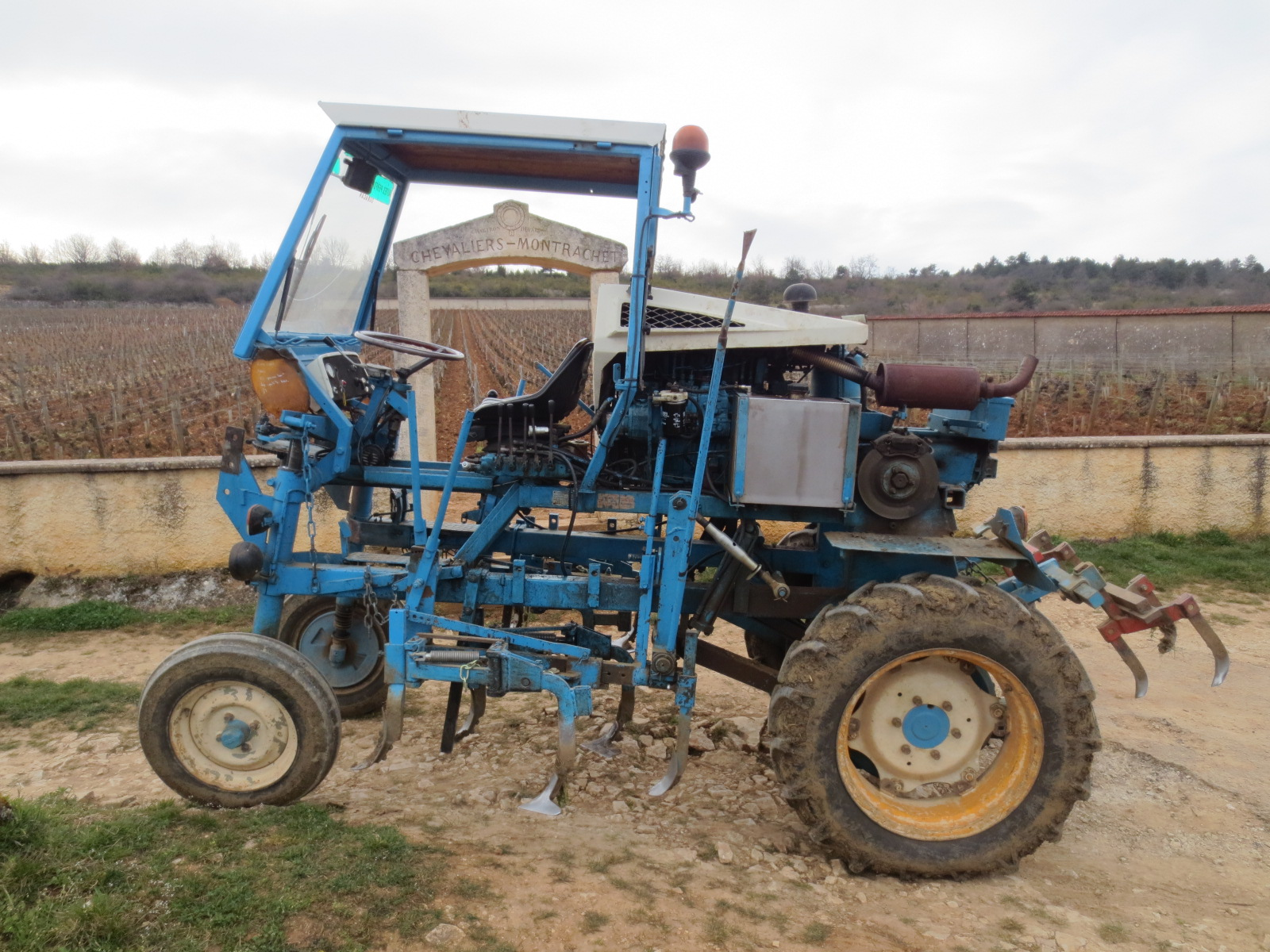
Un enjambeur du clos Chevalier-montrachet.

Dans la seconde moitié du XXe siècle sont créées plusieurs confréries viti-vinicoles : Confrérie des Piliers Chablisiens (1953), Confrérie des Chevaliers du Cep Henry IV (1963), Confrérie des Trois Ceps (1965), Confrérie de la Saint-Vincent et disciples de la Chanteflûte (1971), Confrérie de Saint-Vincent de Mâcon (1971 aussi), Confrérie de Saint Vincent et des Grumeurs de Santenay (1989), Confrérie des Foudres Tonnerrois (1994)…
À la fin des années 1960-70 apparaît l'enjambeur, qui remplace le cheval. À la fin des années 1970, la Bourgogne comptait environ 34 000 hectares en AOC. Les techniques en viticulture et œnologie ont bien évolué depuis 50 ans (vendange en vert, table de triage, cuve en inox, pressoir électrique puis pneumatique…).

#### XXIesiècle
Avec la canicule de 2003, les vendanges débutèrent pour certains domaines cette année-là à la mi-août, soit avec un mois d'avance, des vendanges très précoces qui ne s'étaient pas vues depuis 1422 et 1865 d'après les archives.

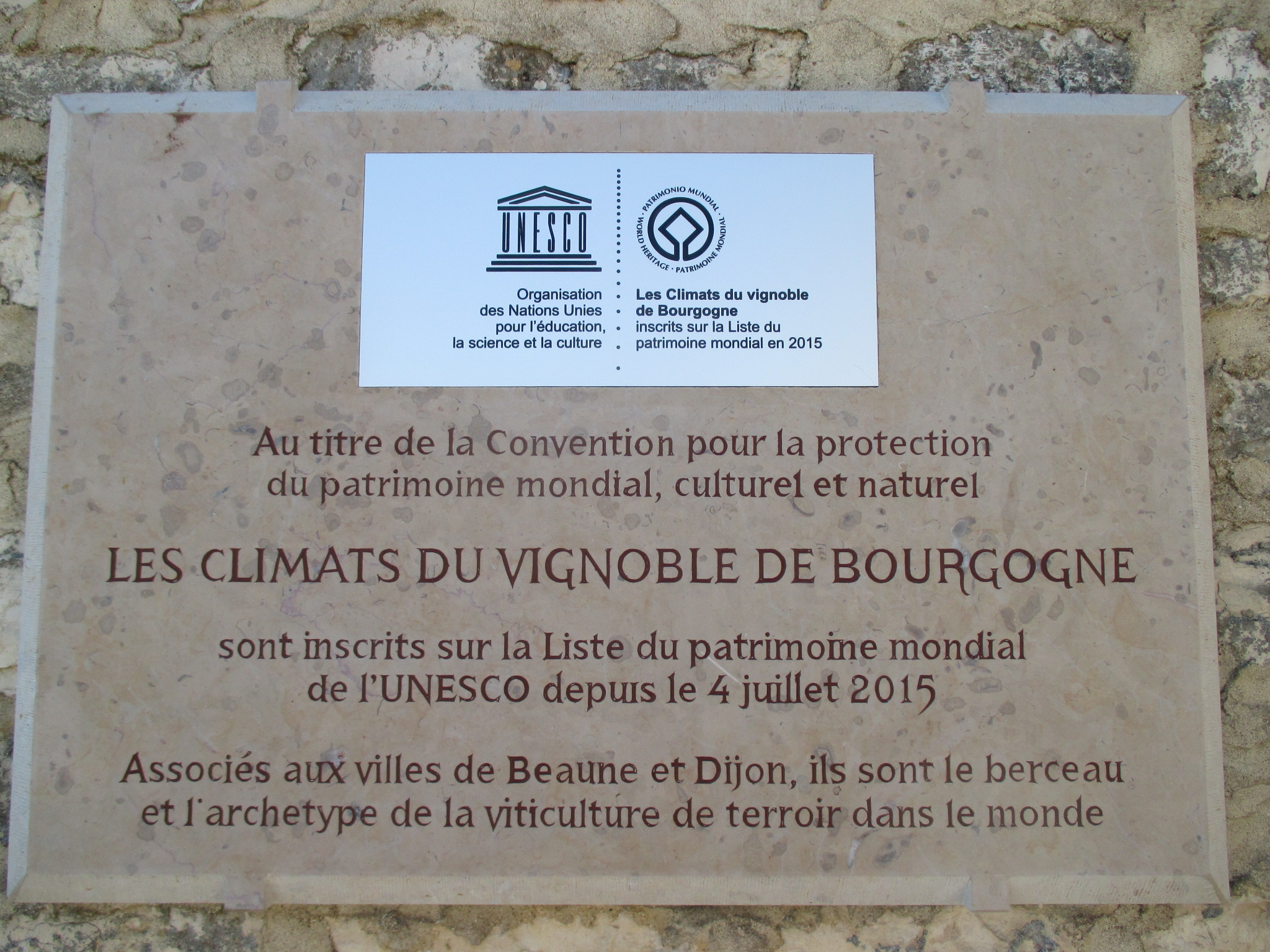
Plaque des « Climats du vignoble de Bourgogne », au Clos de Vougeot

En 2012, une candidature au patrimoine mondial de l’Unesco est déposée pour y classer les climats du vignoble de Bourgogne. La procédure a été entamée en 2009, et le classement a été obtenu le 4 juillet 2015,. Le Bien inclut les vignobles autour de Beaune (côte de Beaune et côte de Nuits), ainsi que les centres-villes historiques de Beaune et Dijon.
Dans la nuit du 27 au 28 avril 2016, la Bourgogne est touchée par le gel : 7 000 hectares sont touchés en Côte d'Or (surtout la Côte de Beaune et plus particulièrement puligny-montrachet Grands crus et Premiers crus, chassagne-montrachet, meursault, saint-aubin…, chambolle-musigny, marsannay en Côte de Nuits), 1 500 hectares dans l'Yonne et 300 hectares en Saône-et-Loire.

## Vignoble

### Présentation
La Bourgogne viticole couvre 29 500 hectares au total, dont 27 626 hectares en production et 25 000 hectares en AOC. L'aire géographique du vignoble de Bourgogne s'étend sur 994 communes pouvant produire au moins un vin d'appellation ou IGP. Pour une production moyenne en volume d'environ 1,5 million d'hectolitres, 200 millions de bouteilles environ sont commercialisées chaque année. Cela donne 60,5 % de vins blancs, 31,5 % de vins rouges et rosés et 8 % de crémant. La Bourgogne représente 3 % de la production française, 6,5 % de la production d'AOC en France et 0,4 % de la production mondiale. Au total, en 2011, la Bourgogne peut produire 1413 vins différents, toutes appellations, dénominations et couleurs confondues.

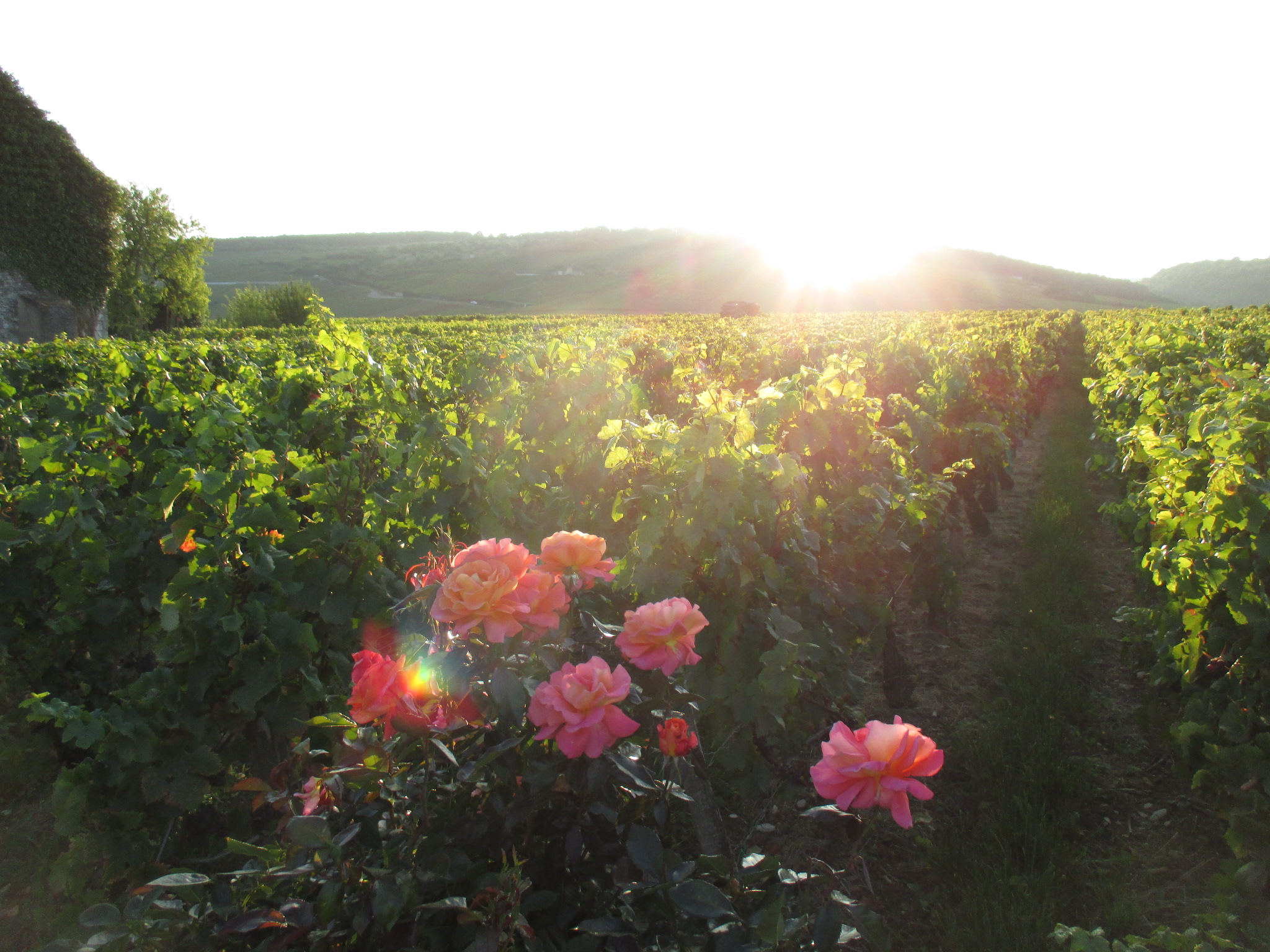
Rosiers de vigne du domaine de la Romanée-Conti
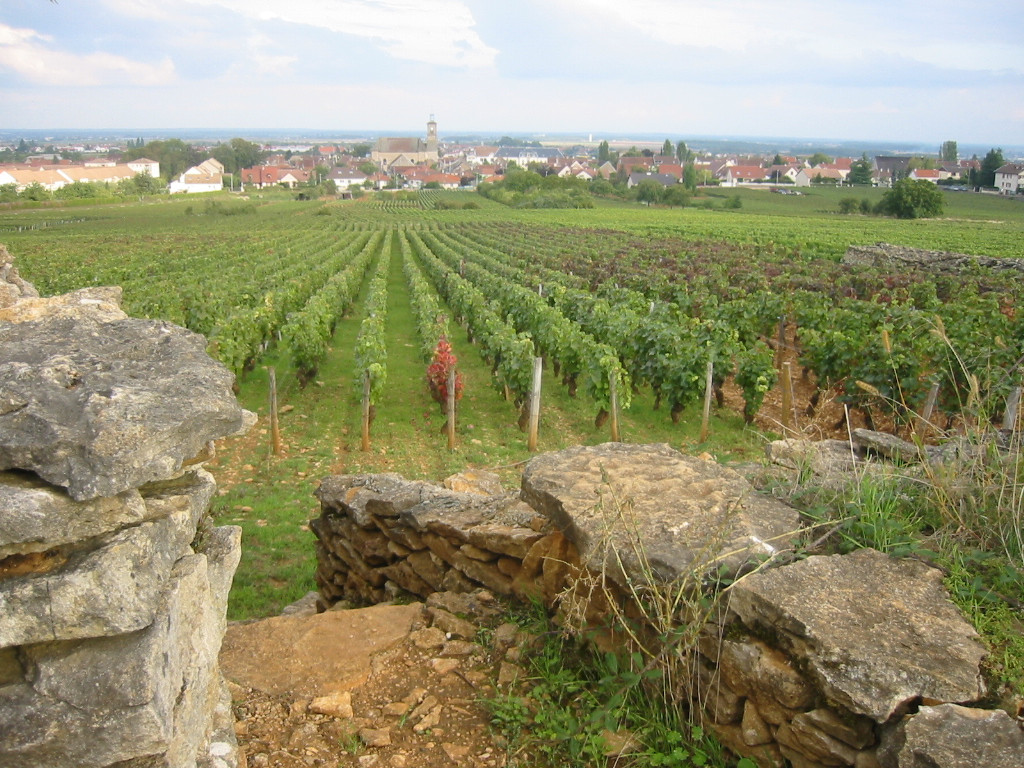
Marsannay (AOC)
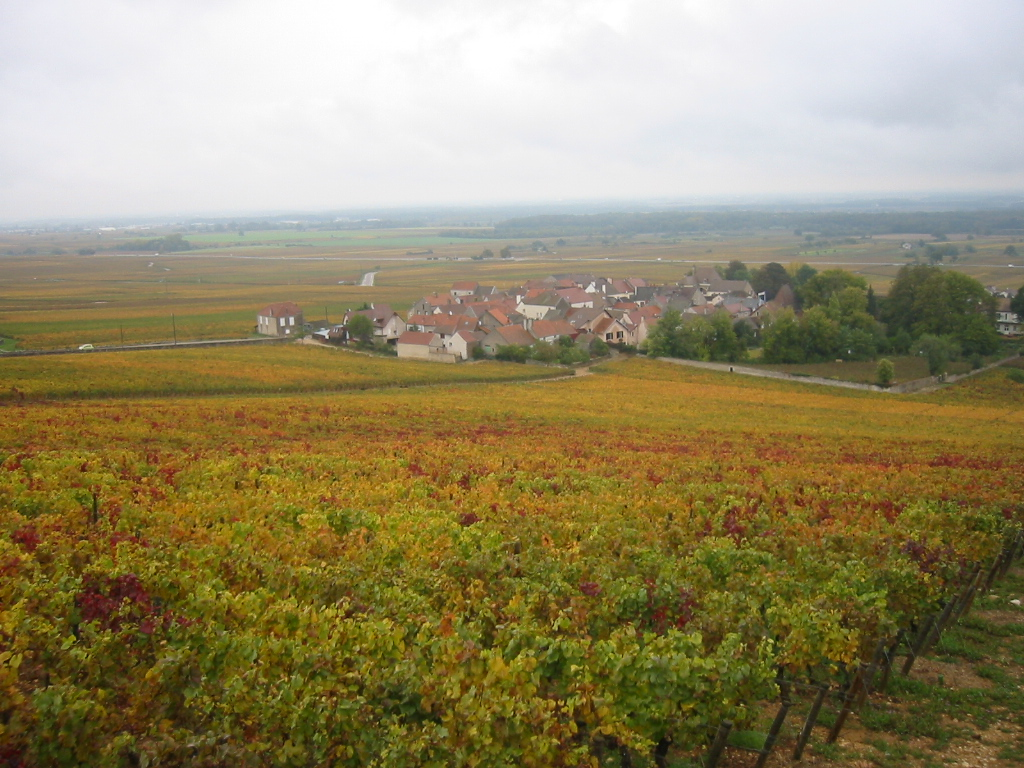
Morey-saint-denis (AOC)
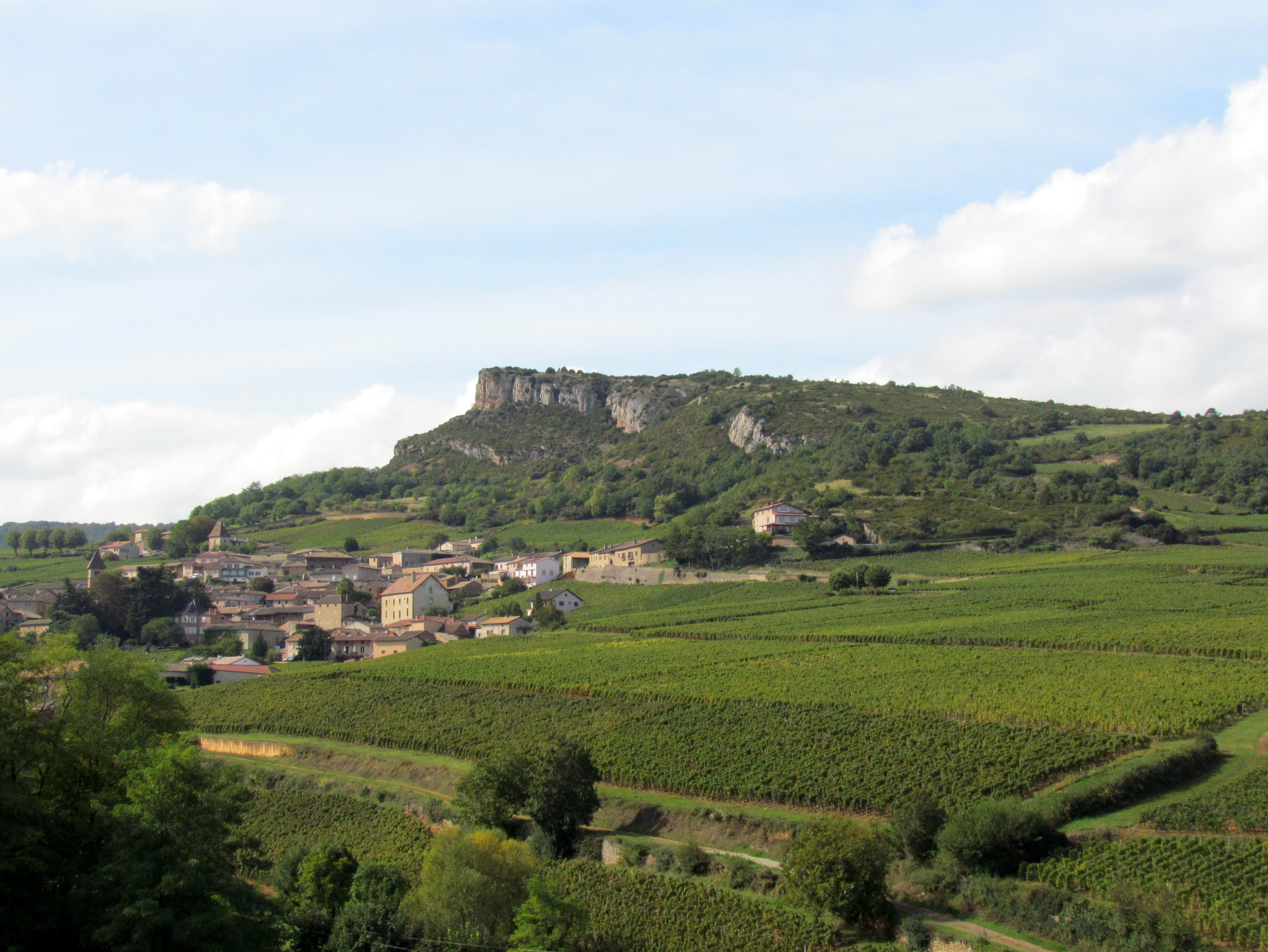
Solutré-Pouilly et Roche de Solutré
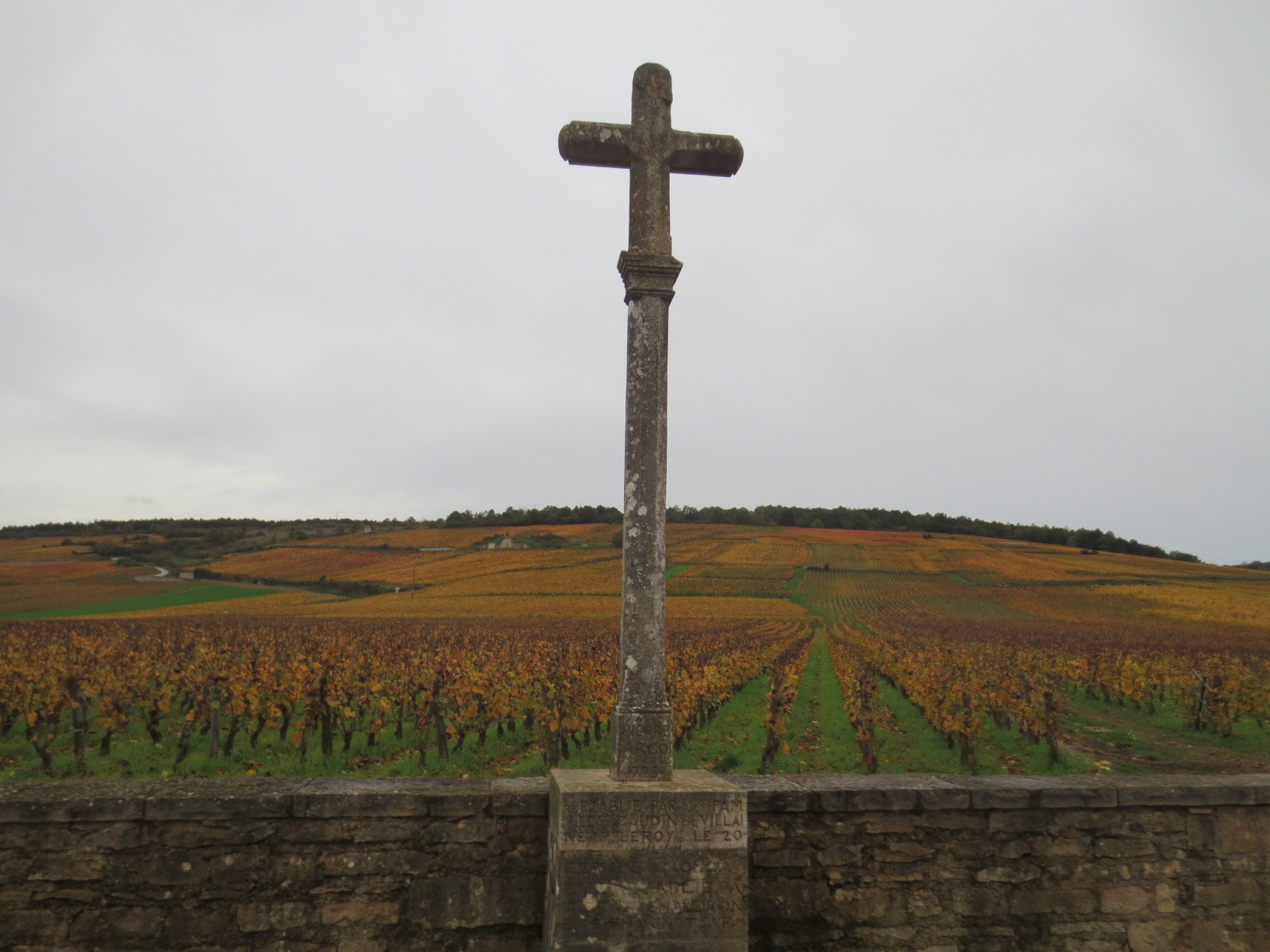
Romanée-Conti du domaine de la Romanée-Conti

La Bourgogne des vins ne recouvre pas exactement la Bourgogne administrative. Ainsi la Nièvre, qui se rattache administrativement à la Bourgogne fait partie du vignoble du Centre et du vaste ensemble de la vallée de la Loire. Dans le même temps, le Rhône, pays du beaujolais, tout en appartenant pour les autorités judiciaires et administratives au vignoble bourguignon (l'aire de production des appellations régionales bourguignonnes s'étend sur l'ensemble du Beaujolais), a acquis une identité propre liée à l'usage presque unique du cépage gamay. Dans une approche géographique, le vignoble bourguignon est décrit comme constitué de trois grandes zones de production :
- les vignobles de l'Yonne (Basse-Bourgogne) ;
- les vignobles de la Côte-d'Or (la côte d'Or est composée des côte de Nuits et côte de Beaune) ;
- les vignobles de Saône-et-Loire (côte chalonnaise et Mâconnais).

### Hiérarchie des appellations de Bourgogne

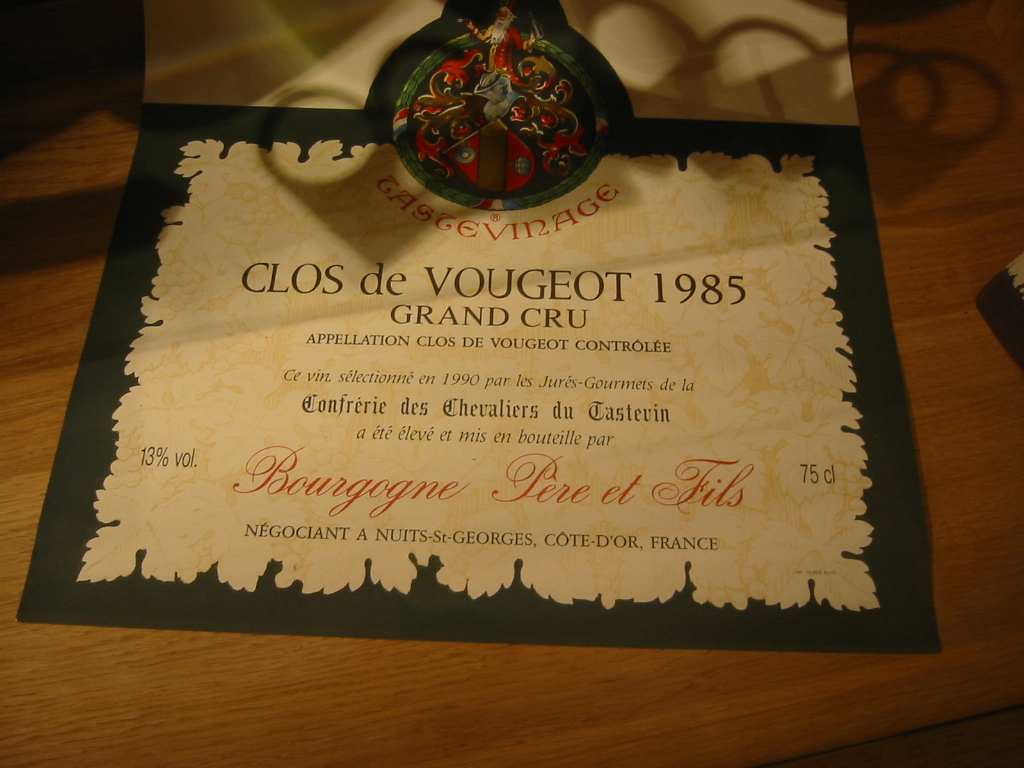
Grand cru clos-vougeot, tasteviné par la Confrérie des chevaliers du Tastevin du Château du Clos de Vougeot.

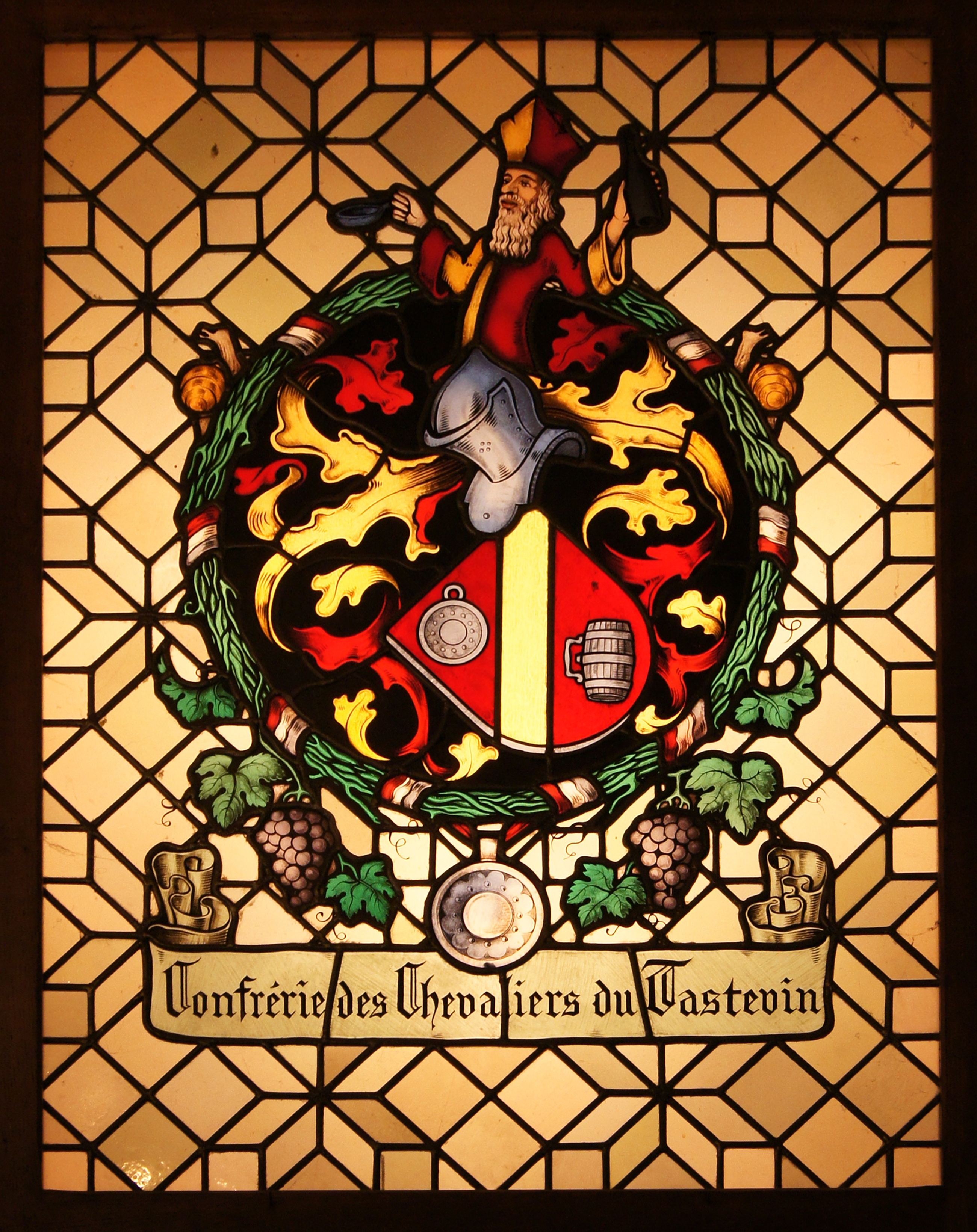
Armoiries de la Confrérie des chevaliers du Tastevin.

Avec 84 appellations, des dénominations et un très grand nombre de « climats », la compréhension de la Bourgogne viticole peut paraître complexe.
L'Institut national des appellations d'origine des vins et eaux-de-vie est créé par le décret-loi du 30 juillet 1935, devient en 1947 l'Institut national des appellations d'origine (INAO), puis l'Institut national de l'origine et de la qualité. Les décrets aboutissent à caractériser en Bourgogne six types d’appellations réparties en quatre grands niveaux.
Les appellations régionales : 54,5 % de la production avec six AOC régionales. Elles constituent le niveau de base de la hiérarchie.
- Les six appellations régionales de type générique, récoltées dans les quatre départements de la Bourgogne viticole (l'Yonne, la Côte-d'Or, la Saône-et-Loire et l'arrondissement de Villefranche-sur-Saône dans le Rhône). On y compte les appellations : bourgogne, coteaux-bourguignons (anciennement bourgogne-grand-ordinaire), bourgogne-passe-tout-grains, bourgogne-aligoté, bourgogne-mousseux et crémant de Bourgogne.
- L'appellation bourgogne comporte quatorze dénominations géographiques (chitry, côte-chalonnaise, côte-d'auxerre, côtes-du-couchois, côte-Saint-Jacques, coulanges-la-vineuse, épineuil, hautes-côtes-de-beaune, hautes-côtes-de-nuits, le-chapitre, la-chapelle-notre-dame, montrecul et tonnerre).
- Les deux appellations régionales plus réduites qui sont souvent dénommées « sous-régionales » n'intéressant qu'une région : côte-de-beaune-villages et mâcon (et ses 27 dénominations géographiques), qui sont souvent rangées parmi les appellations communales.

Les appellations communales, villages ou locales : 34 % de la production avec quarante-cinq appellations communales (en y comptant le côte-de-beaune-villages et le mâcon). C'est le nom d'une commune qui sert le plus souvent de nom à l'appellation. On différencie :
- les appellations intercommunales, qui portent le nom de la commune la plus réputée et qui comprennent souvent deux communes, parfois davantage (jusqu'à cinq communes pour le côte-de-nuits-villages). On y compte les appellations gevrey-chambertin, chassagne-montrachet, mercurey, montagny, pouilly-fuissé…
- les appellations communales, qui portent le nom de la seule commune de l'AOC concernée. On y compte les appellations volnay, pommard, meursault, beaune, morey-saint-denis, fixin, bouzeron…

Les premiers crus : ils correspondent à 10 % de la production, avec un total de 562 « premiers crus » qui sont des dénominations géographiques au sein des appellations « communales ». Dans l'appellation locale concernée, ce sont des lieux-dits (on dit des « climats » en Bourgogne) reconnus particulièrement favorables à la culture de vigne sur le plan de la qualité, qui sont distingués par la mention « premier cru ». On compte par exemple vingt-sept dénominations différentes pour les premiers crus récoltés dans la commune de Nuits-Saint-Georges (tel que le nuits-saint-georges « Les Pruliers ») pour une centaine d'hectares seulement. La notion de premier cru est une mention facultative de dénomination géographique qui peut être adjointe au nom d'une appellation locale, mais ce n'est pas une AOC en tant que telle. En revanche, l'usage de ce terme oblige généralement le viticulteur à des pratiques viticoles plus restrictives que celles de l'AOC.
Les appellations grands crus : elles correspondent à 1,5 % de la production avec trente-trois « grand crus », en Côte-d'Or et à Chablis. La renommée des lieux-dits est telle que la référence à la commune devient inutile. À l'inverse, les communes ont souvent adjoint le nom d'un grand cru à leur nom. C'est pourquoi nombre de communes ont un nom double (Gevrey-Chambertin, Vosne-Romanée, Chassagne-Montrachet…). Les « grand crus » de la Bourgogne atteignent des prix élevés.

Quelques clos de prestiges
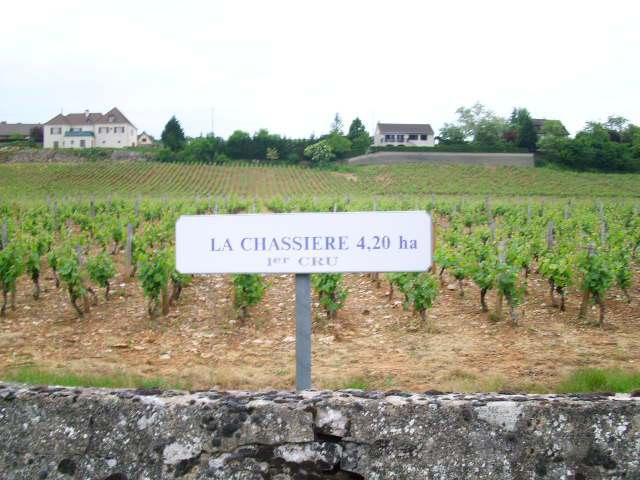
Le premier cru « La Chassière », à Saint-Martin-sous-Montaigu (appellation mercurey).
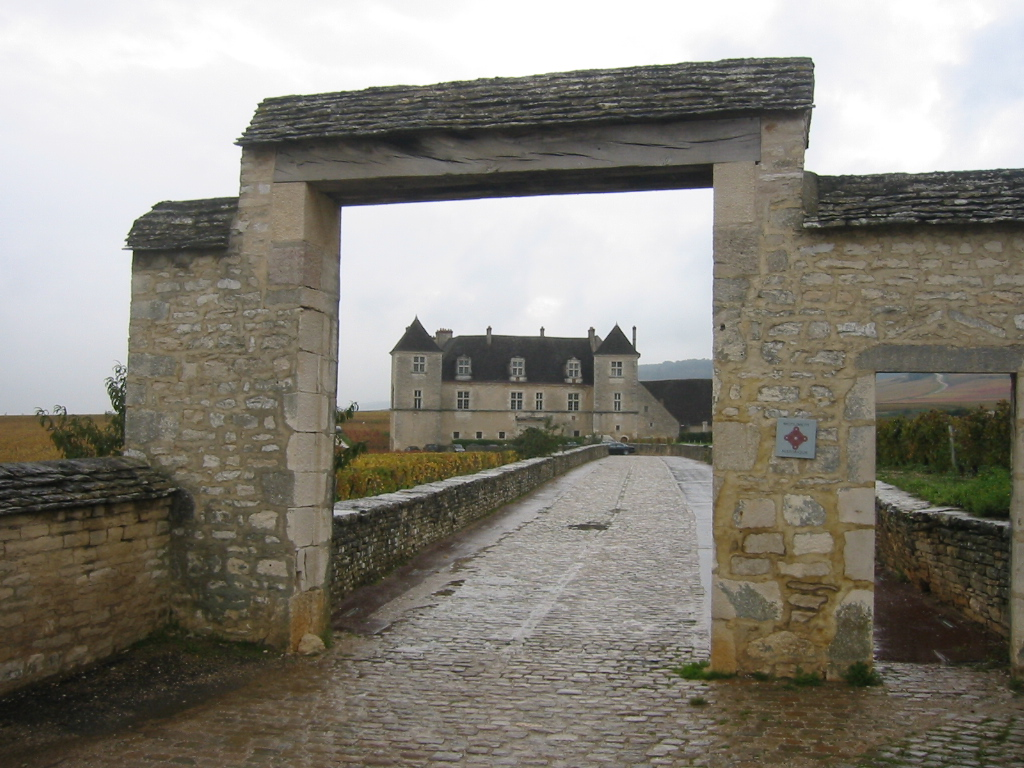
Le clos de Vougeot et le château du Clos de Vougeot.
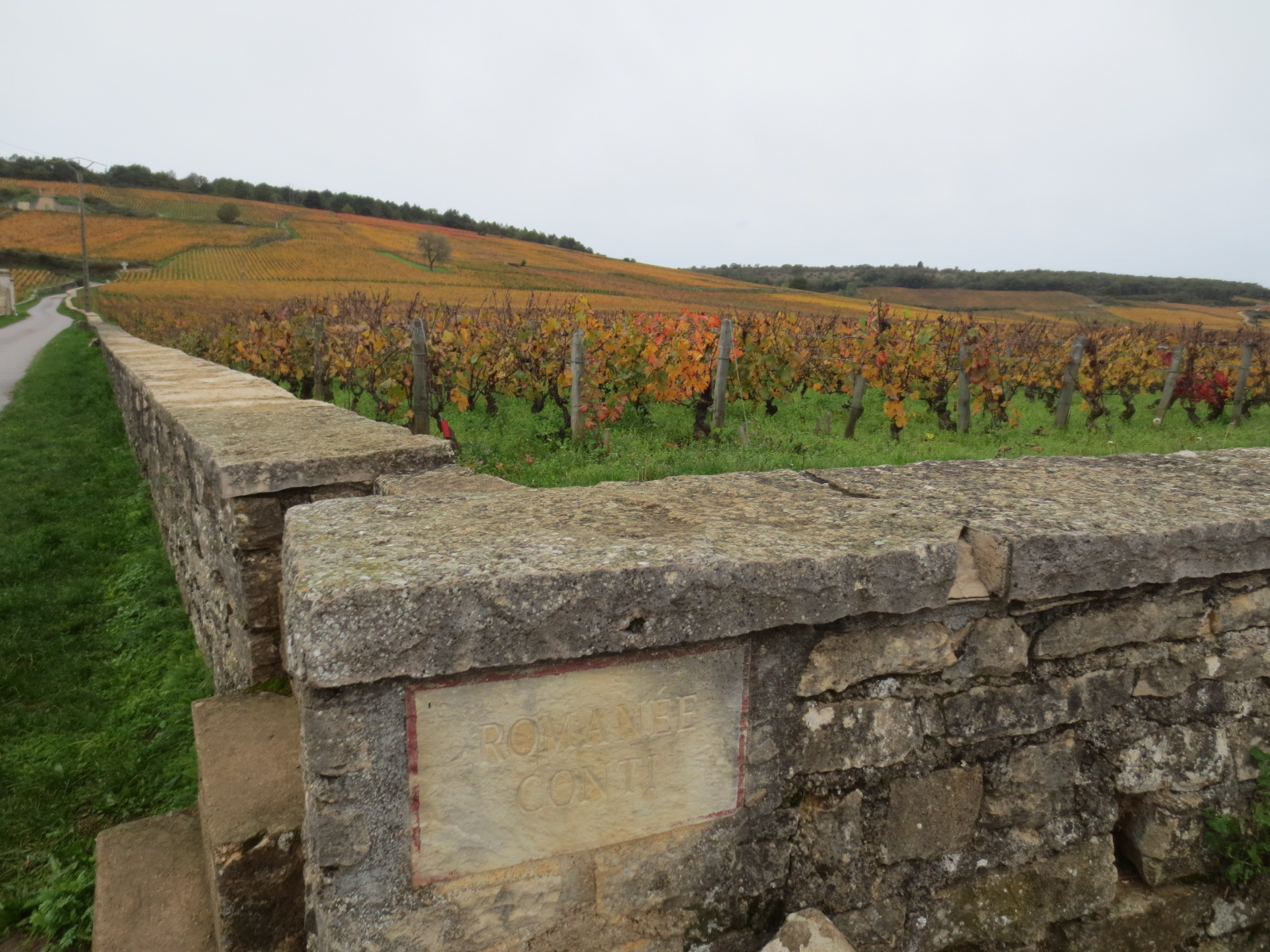
Le clos de la Romanée-Conti du domaine de la Romanée-Conti.
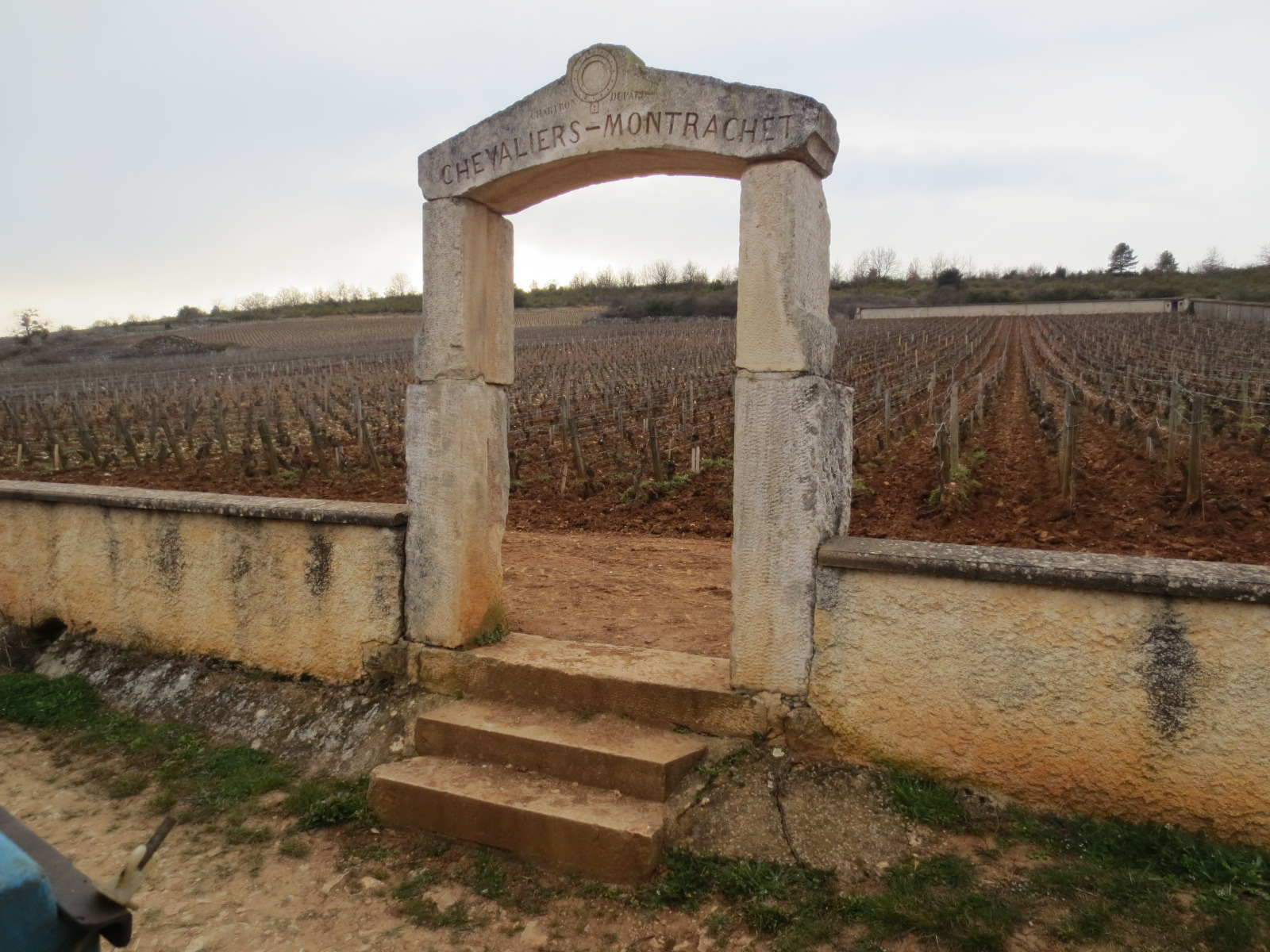
Le Chevalier-Montrachet (à Puligny-Montrachet).
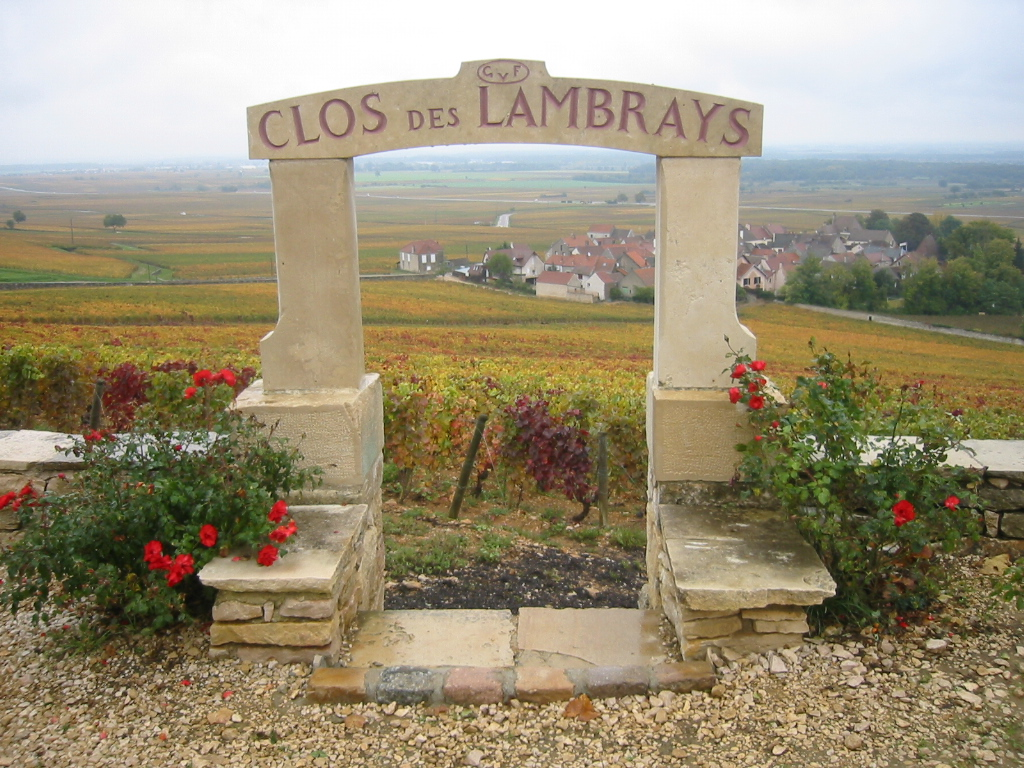
Le clos des Lambrays (à Morey-Saint-Denis).
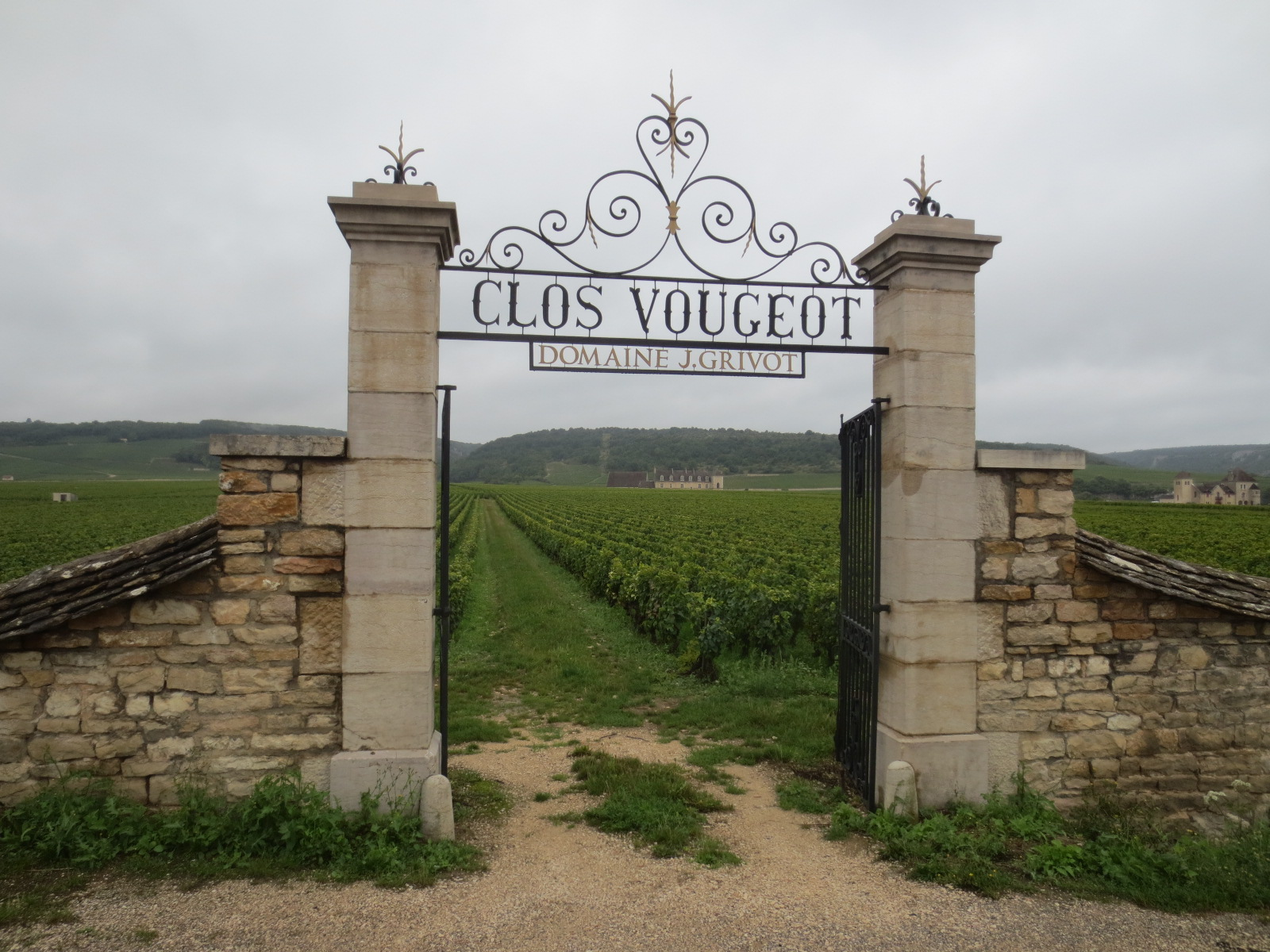
Une des entrées du clos Vougeot.
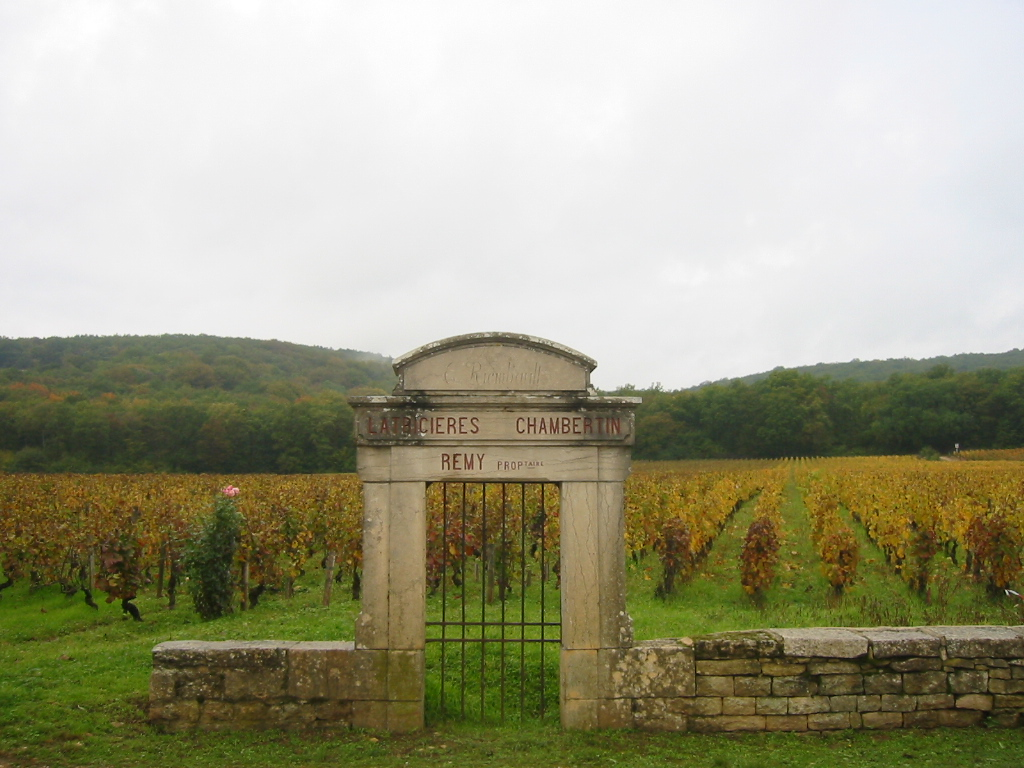
En Latricière (grand cru latricières-chambertin, à Gevrey-Chambertin).
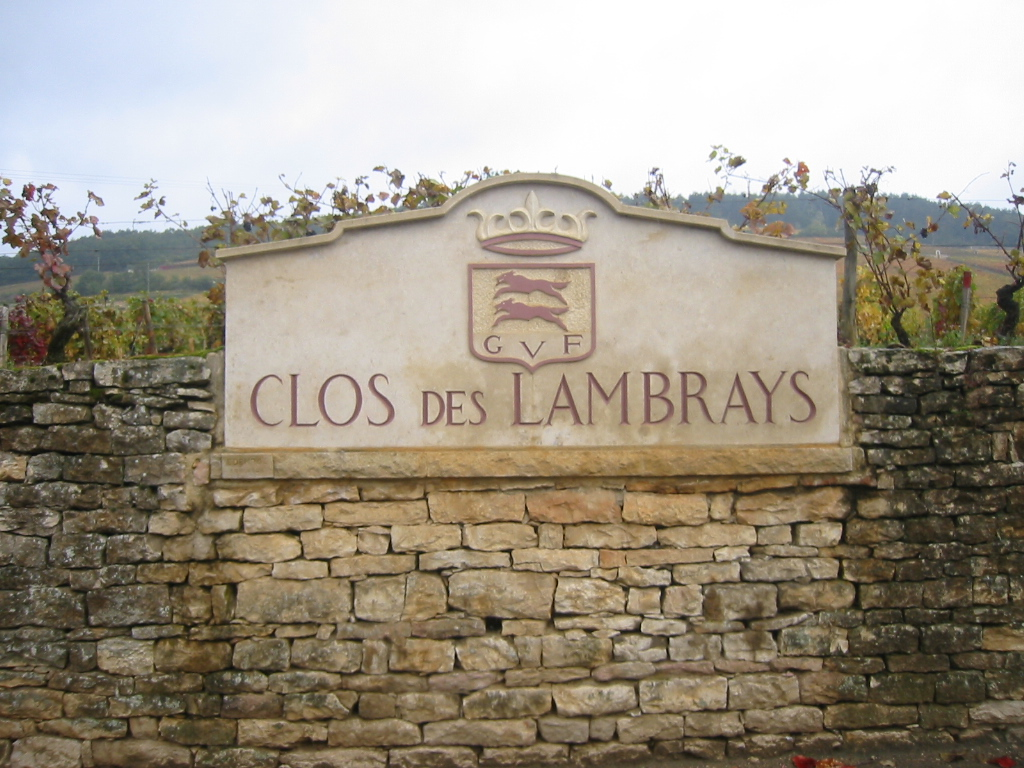
Mur entourant le clos des Lambrays.
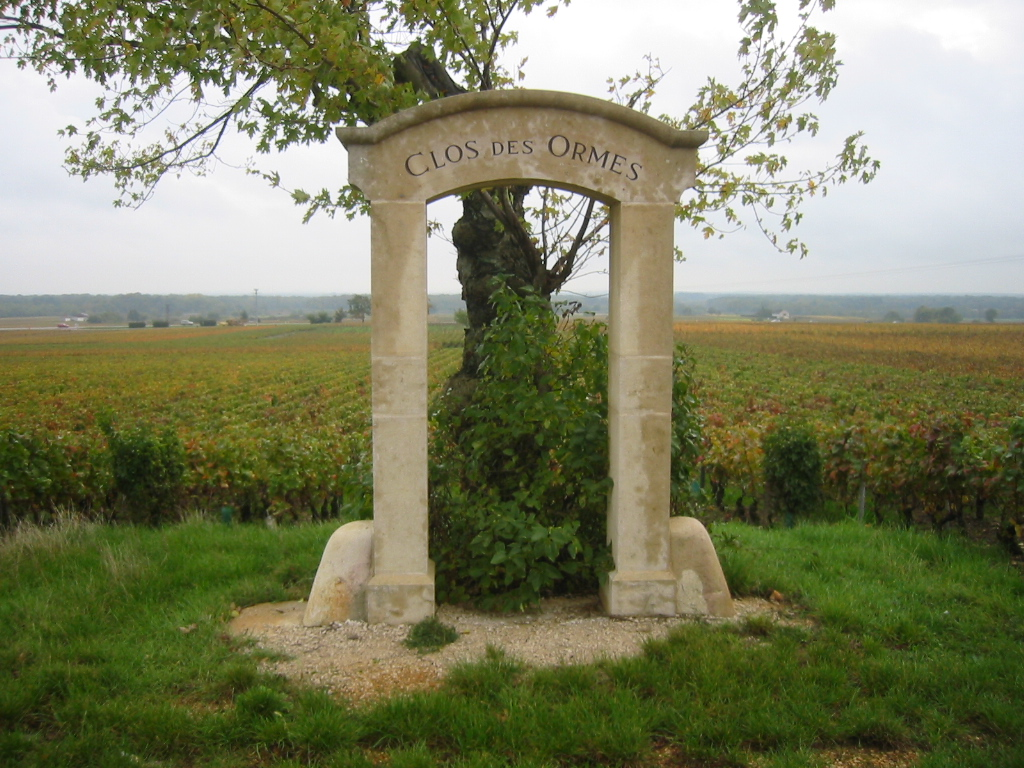
Clos des Ormes (un morey-saint-denis premier cru).
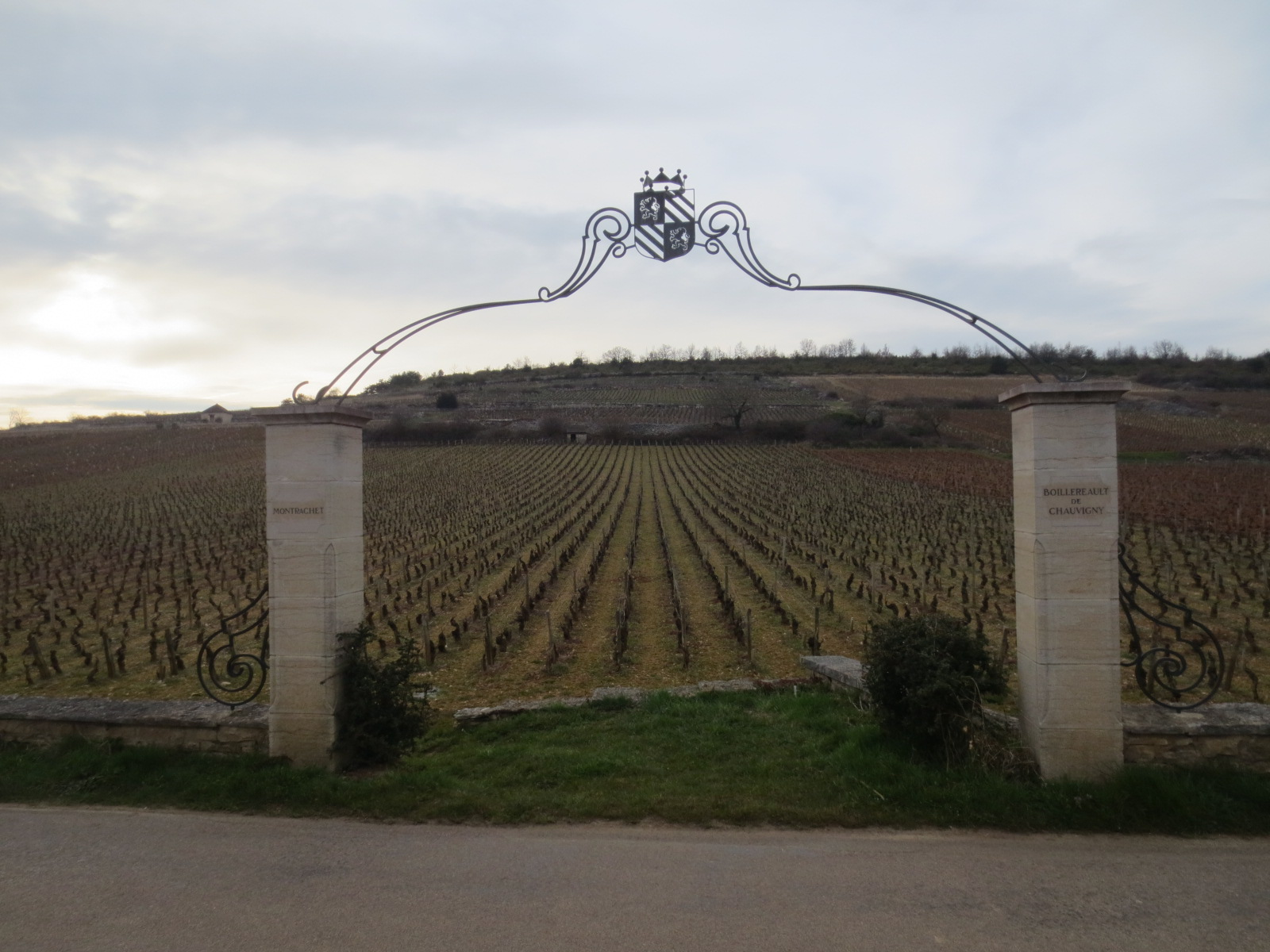
Une des entrées du Montrachet (ici, côté Puligny).
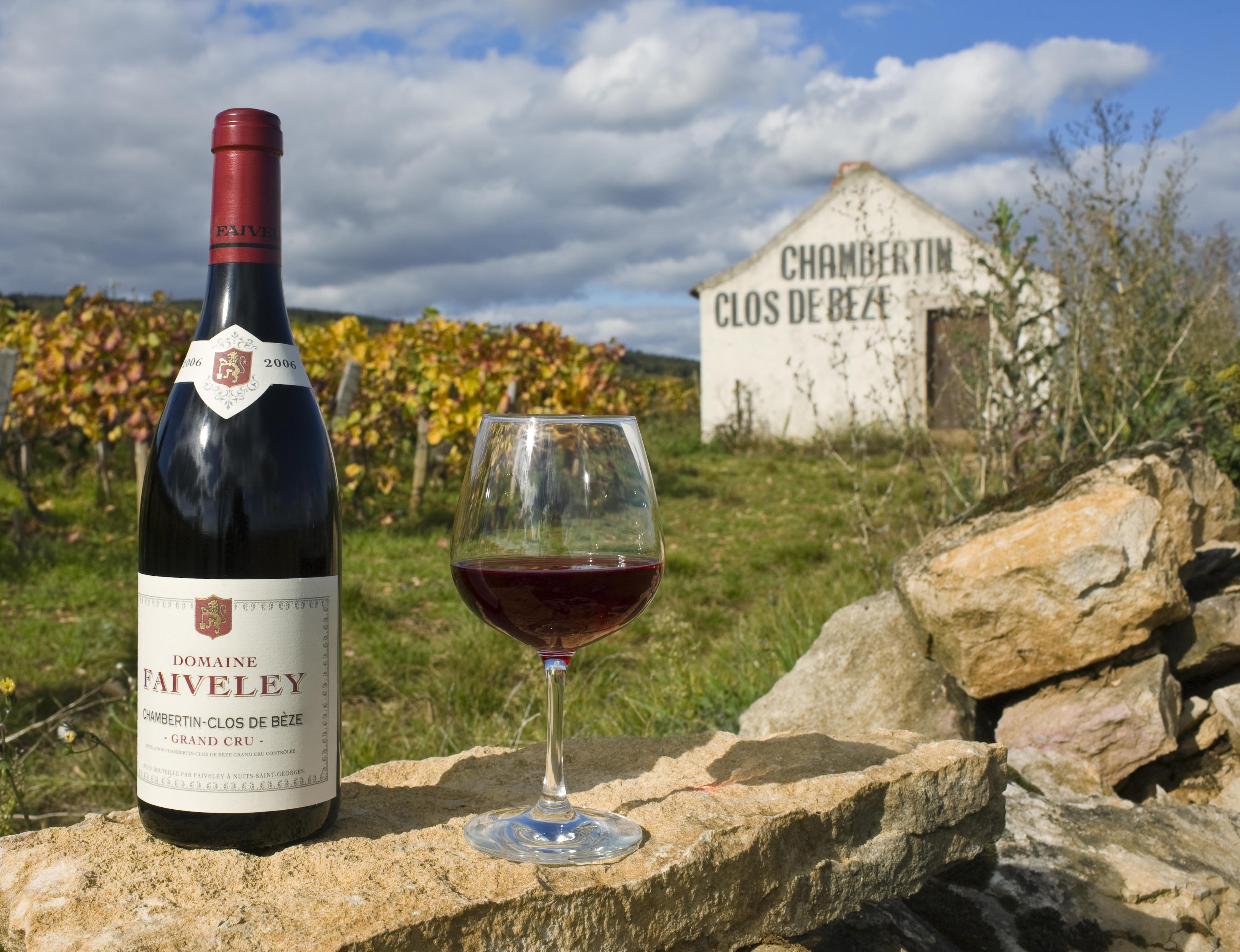
Un chambertin-clos-de-bèze sur le muret du clos.
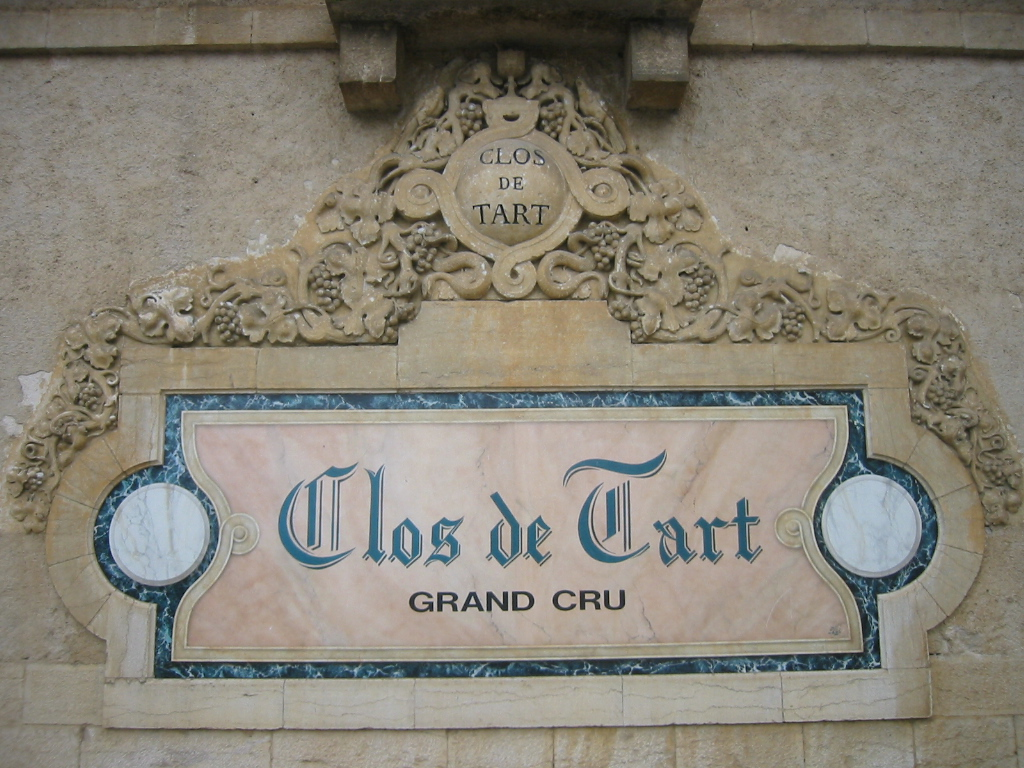
Façade décorée avec le nom du grand cru clos-de-tart (à Morey-Saint-Denis).

### Appellations régionales (générales)

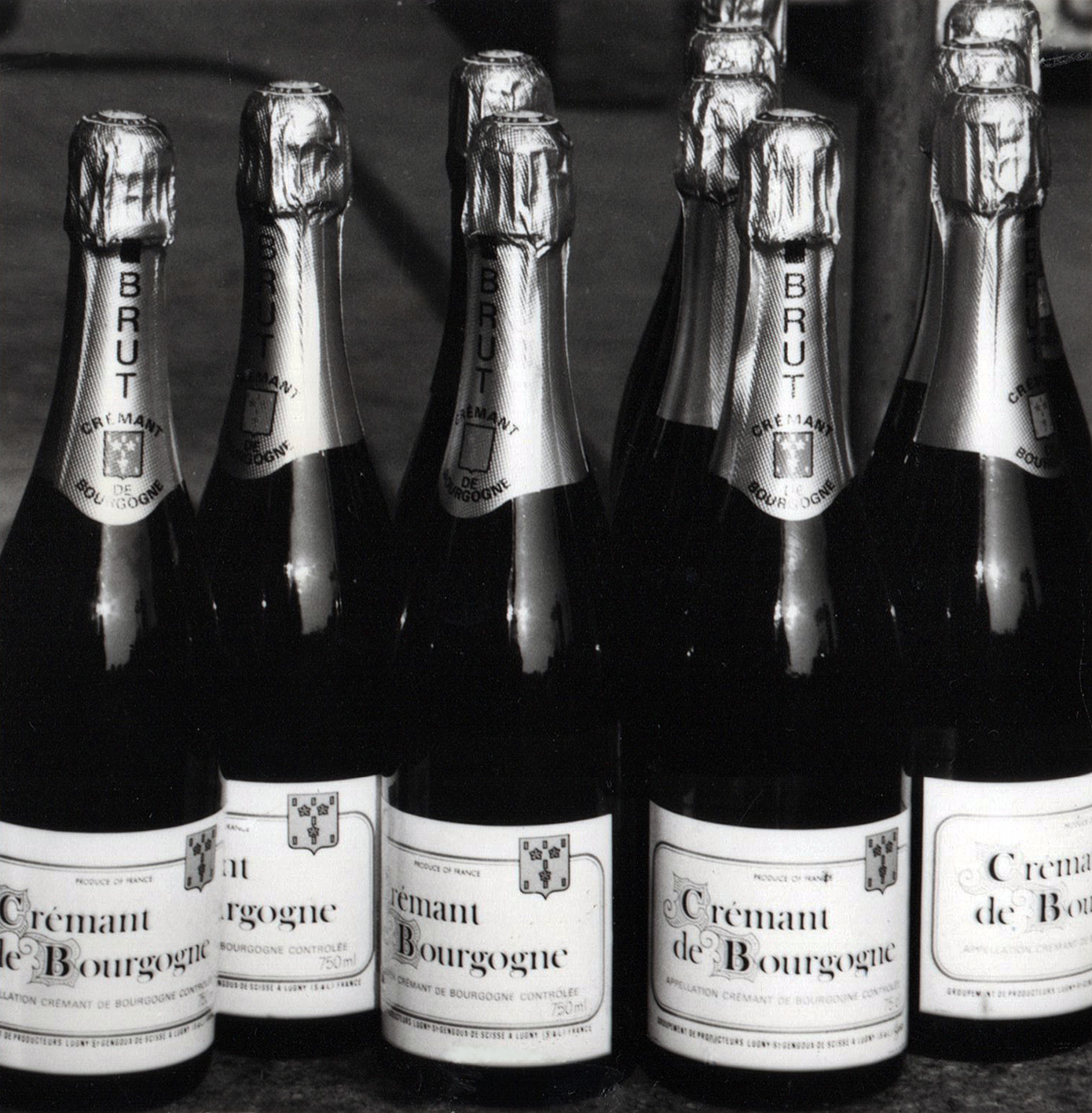
Bouteilles de crémant aux couleurs du groupement de producteurs Lugny-Saint-Gengoux-de-Scissé (vers 1980, peu après l'adoption du décret du 17 octobre 1975 définissant l'appellation d'origine contrôlée « crémant de Bourgogne »).

Les appellations régionales de Bourgogne sont produites sur quatre départements : l'Yonne, la Côte-d'Or, la Saône-et-Loire et le Rhône. Ce dernier n'est pas en Bourgogne, mais les décrets permettent de replier un beaujolais dans une des appellations régionales bourguignonnes.
Le bourgogne peut être produit par 55 communes de l'Yonne, 91 communes de la Côte-d'Or, 154 communes de Saône-et-Loire et 85 communes du Rhône. D'une surface d'environ 2 813 hectares, il comprend le « bourgogne rouge » (fait essentiellement avec du pinot noir N), le « bourgogne clairet » (pinot noir ou gamay), le « bourgogne nouveau ou primeur » et le « bourgogne blanc » (essentiellement du chardonnay B).
La deuxième AOC régionale se nomme le bourgogne aligoté ; elle couvre une superficie de 1 575 hectares avec le cépage aligoté.
Le bourgogne passe-tout-grains apparaît en troisième position ; il comprend une superficie de 695 hectares. C'est l'un des seuls vins de Bourgogne à être un vin d'assemblage de cépages à la cuve (gamay et pinot noir).
La quatrième AOC régionale, intitulée coteaux-bourguignons ; il s'étend sur 135 hectares. Les cépages utilisés sont le pinot noir, le gamay, le césar et le tressot pour les vins rouges et rosés ; le chardonnay, l'aligoté, le melon de Bourgogne et le sacy pour les vins blancs. Les vins rouges représentent la grosse majorité de la production.
Les vins effervescents sont au nombre de deux :
- le crémant de Bourgogne ; ce type de vin est élaboré d'après la méthode champenoise. Il couvre une superficie de 1 115 hectares. Le chardonnay, l'aligoté, le pinot noir (seul ou en assemblage) peuvent être les cépages utilisés.
- Le deuxième se nomme le bourgogne mousseux ; ce vin effervescent est exploité sur une superficie de 600 hectares environ[36]. Les cépages pouvant rentrer dans sa composition sont le pinot noir, le chardonnay, le gamay, l'aligoté, le melon de Bourgogne et le sacy.

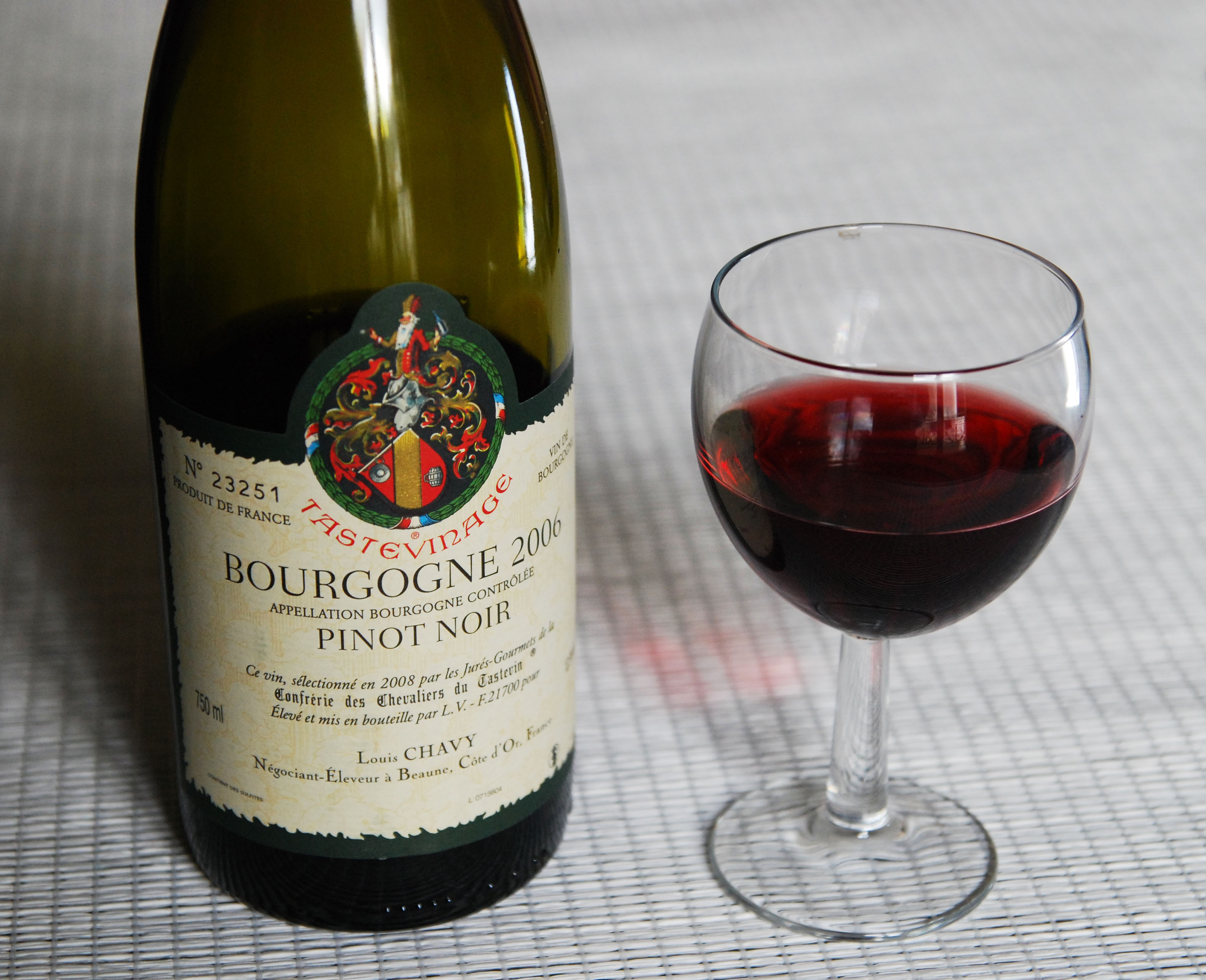
Bouteille et verre de bourgogne rouge.
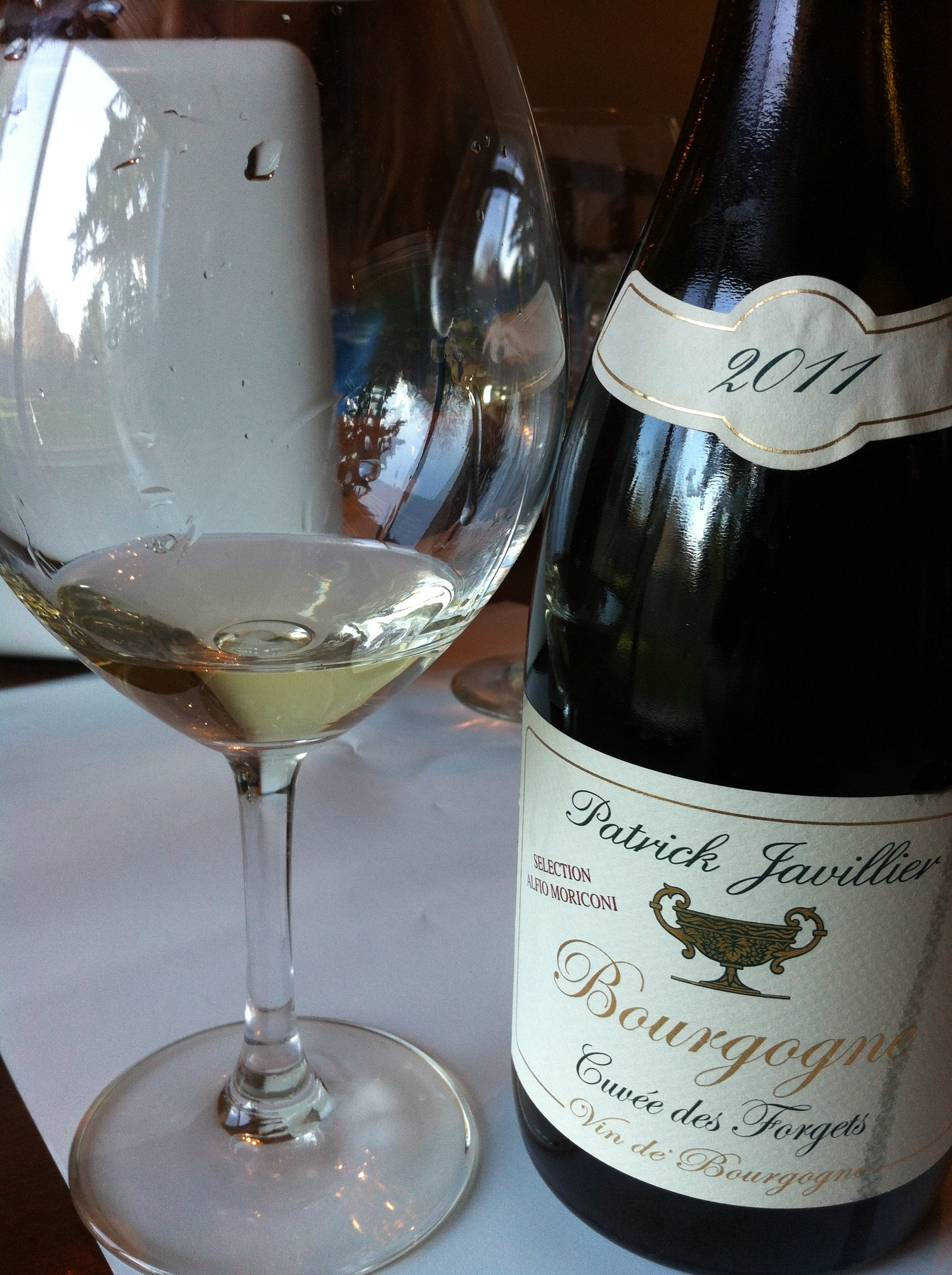
Bouteille de bourgogne blanc.
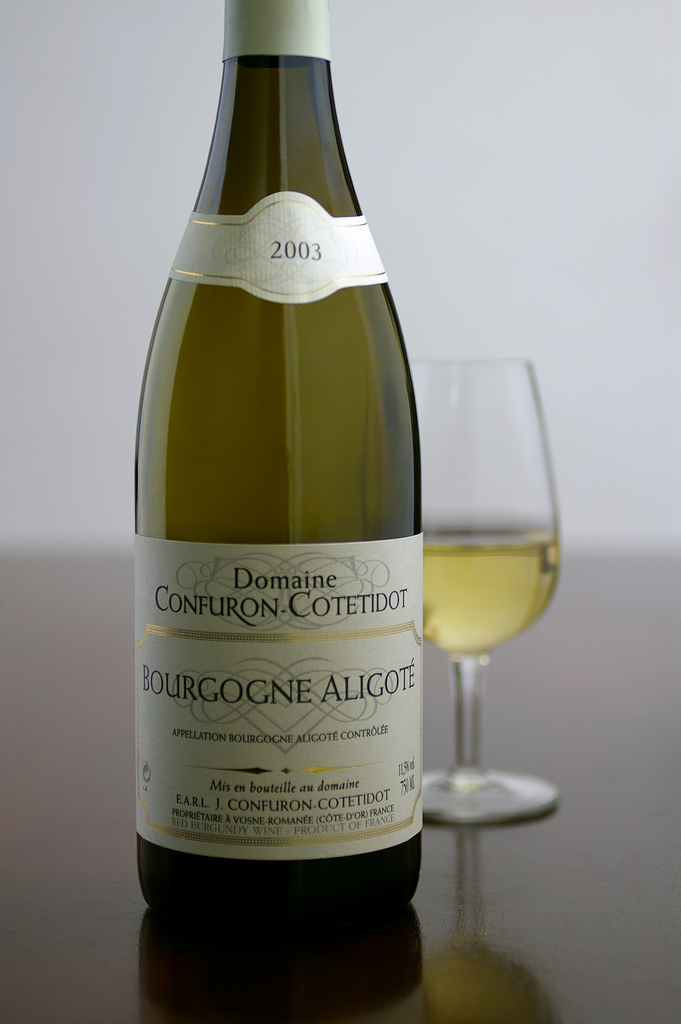
Bouteille et verre de bourgogne-aligoté.
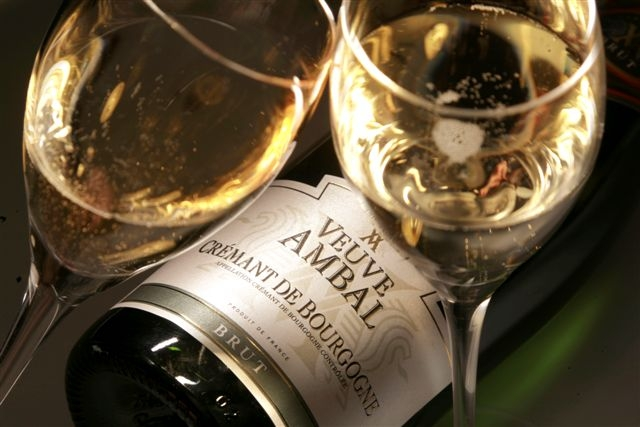
Bouteille et verre de crémant de Bourgogne.
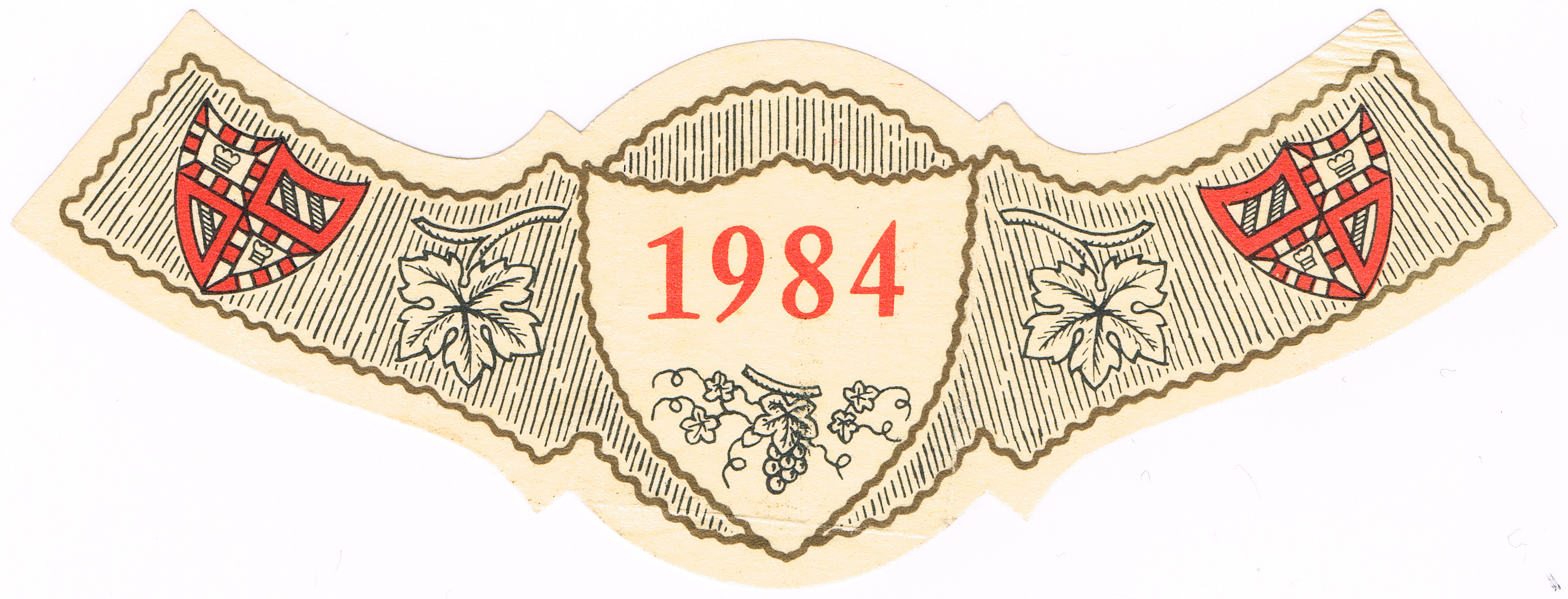
Une étiquette du col d'une bouteille de vin de Bourgogne datant de 1984.

### Vignobles de l'Yonne

Les vignobles de Chablis et de l'Yonne.

Le vignoble de l'Yonne, appelé aussi vignoble de la Basse-Bourgogne, est constitué par le vignoble de Chablis, le vignoble auxerrois, le vignoble du Vézelien, le vignoble du Tonnerrois et le vignoble de Joigny. Il couvre une superficie totale de vignes d'environ 5 300 hectares.

#### Vignoble du Chablis

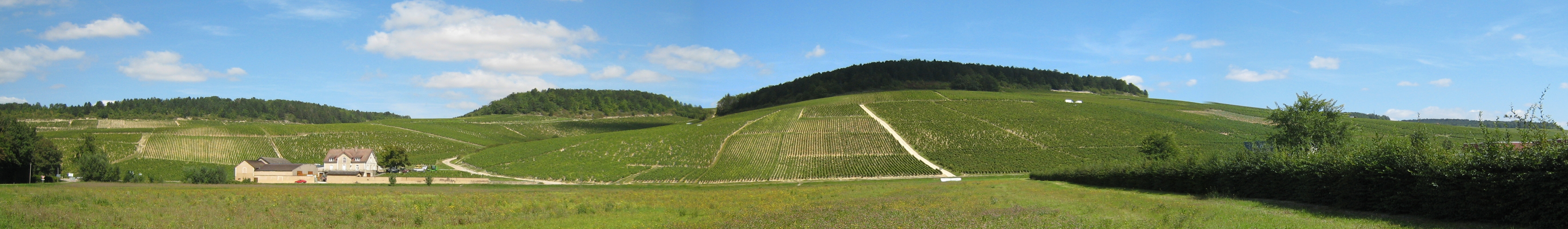
Le vignoble de Chablis.

Le vignoble de Chablis est situé près d'Auxerre et est exploité exclusivement en vins blancs. Vingt-sept communes exploitent cette AOC d'une superficie d'environ 4 870 hectares, comprenant le « petit chablis » (768 hectares), le « chablis » (3 218 hectares), le « chablis premier cru » (755 hectares) et le « chablis grand cru » (100 hectares, comprenant « Les Clos » (26 hectares), « Vaudésirs » (14,7 hectares), « Valmur » (13,2 hectares), « Blanchot » (12,7 hectares), « Bougros » (12,6 hectares), « Preuses » (11,4 hectares) et « Grenouilles » (9,3 hectares)).

#### Vignoble auxerrois

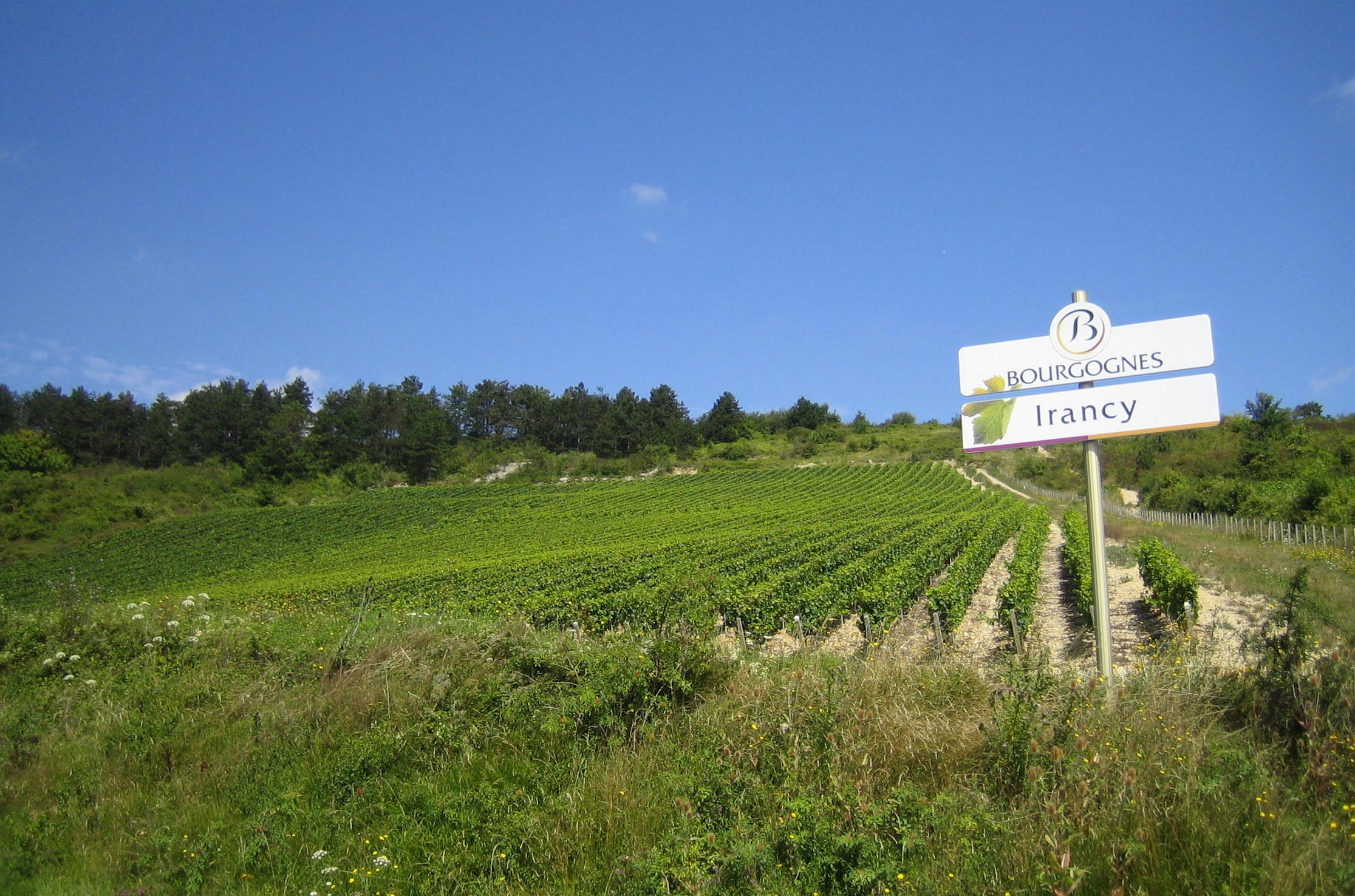
Le vignoble à Irancy.

Le vignoble auxerrois représente une superficie totale d'environ 1 300 hectares. Deux appellations spécifiques et trois dénominations géographiques le composent ; le reste est exploité en appellation bourgogne rouge et blanc. Ces AOC sont :
- en appellation communale :
  - l'irancy, appellation créée le 26 février 1999[38], située sur les communes d'Irancy, de Cravant et de Vincelottes situées à environ quinze kilomètres au sud-est d'Auxerre ; il comprend une superficie de 160 hectares[BIVB 9] et est exploité exclusivement en vins rouges (Le pinot N est le cépage principal, avec le césar N comme cépage secondaire),
  - le saint-bris, appellation créée le 10 janvier 2003, située à une dizaine de kilomètres au sud-est d'Auxerre, plus précisément sur les territoires des communes de Chitry, Irancy, Quenne, Saint-Bris-le-Vineux et Vincelottes. Il comprend une superficie de 103 hectares[37] et est exploité exclusivement en vins blancs (cépage sauvignon et sauvignon gris) ;
- En dénomination de l'appellation régionale :
  - le bourgogne-côtes-d'auxerre se trouve sur les communes de Augy, Auxerre, Vaux, Quenne, Saint-Bris-le-Vineux, Vincelottes et Champs-sur-Yonne. Cette AOC s'étend sur 213 hectares[BIVB 10]. Il est exploité en vins blancs et vins rouges,
  - le bourgogne chitry, dans la commune de Chitry, couvre une superficie de 64 hectares[BIVB 11]. Il est exploité en vins blancs (environ 60 %) plus qu'en vins rouges et rosés,
  - le bourgogne coulanges-la-vineuse se trouve sur les communes Coulanges-la-Vineuse, Escolives-Sainte-Camille, Jussy, Migé, Mouffy et Val-de-Mercy ; il représente une superficie de 124 hectares[BIVB 12]. Il est exploité majoritairement en vins rouges.

#### Vignoble du Tonnerrois
Couvrant une surface totale de 756 hectares, le vignoble du Tonnerrois est exploité en vins rouges, rosés et blancs en appellations régionales. Parmi celles-ci, deux aires ont le droit de mentionner le nom de leur commune d'origine comme dénomination géographique au sein de l'AOC bourgogne. La première se nomme le bourgogne épineuil, AOC implantée dans la commune d'Épineuil ; elle représente 86 hectares en superficie. Ce vignoble est exploité presque exclusivement en vins rouges et rosés, les vins blancs bénéficiant de la deuxième appellation, le bourgogne Tonnerre. Celle-ci est implantée sur les communes de Tonnerre, d'Épineuil, de Dannemoine, de Junay, de Molosmes et de Vézinnes ; elle s'étend sur une superficie d'environ 110 hectares, exploités uniquement en vins blancs. C'est la dernière AOC créée en Bourgogne en 2006.

#### Vignoble du Vézelien
Le vézelay est produit sur les communes de Vézelay, Asquins, Saint-Père et Tharoiseau. Avec une superficie de 90 hectares, il produit des vins blancs à partir du chardonnay.

#### Vignobles de Joigny
Le bourgogne côte-saint-jacques est produit dans la commune de Joigny ; elle couvre une superficie de 12,36 hectares. Elle produit surtout du vin rouge, du vin gris et très peu de vin blanc.

### Vignobles de la Côte-d'Or
Les vignobles de la Côte-d'Or s'étendent sur une superficie totale exploitée d'environ 9 300 hectares. Les trois sous-régions viticoles sont le Châtillonnais, la côte de Nuits et la côte de Beaune. Une appellation globale plus récente, le bourgogne côte-d'or, se répartit sur 40 communes.

#### Vignoble du Châtillonnais
Le vignoble du Châtillonnais est situé tout au nord de la Côte-d'Or, vers Châtillon-sur-Seine. Il regroupe 23 communes et s'étend sur 180 hectares. Le Châtillonnais produit du crémant de Bourgogne qui est la spécialité locale mais aussi du bourgogne rouge, rosé et blanc.

#### Vignoble de la côte de Nuits

Le vignoble de la côte de Nuits.

La région de la côte de Nuits se situe du sud de Dijon jusqu'à Corgoloin (soit sur 22 kilomètres de longueur), avec entre les deux la ville de Nuits-Saint-Georges. Elle traverse quatorze communes viticoles de prestige le long de la route des grands crus. Sa superficie est de 3 806 hectares. Le vignoble des Côtes de Nuits comprend du nord au sud les appellations et dénominations suivantes :
Le bourgogne montrecul, situé sur une petite partie de la commune de Dijon, au lieu-dit de « Montrecul » (ou « En Montre-cul ») ; il comprend une superficie de 16,11 hectares, produisant du vin rouge, du vin rosé et du vin blanc.
Le bourgogne le chapitre est situé dans la commune de Chenôve. Il s'étend sur 5,24 hectares, produisant du vin rouge, du vin rosé et du vin blanc.
Le côte-de-nuits villages est une appellation s'étendant sur 163,5 hectares et produisant surtout des vins rouges. Elle est réservée uniquement à cinq communes aux deux extrémités de la Côte : Fixin, Brochon, Premeaux-Prissey, Comblanchien et Corgoloin.
Le marsannay est réparti sur les villages de Marsannay-la-Côte, Chenôve et Couchey. Le vignoble recouvre 208 hectares, réparti en 20 % de rosé, 15 % de blanc et 65 % de rouge.
Le fixin n'a pas de grand cru mais quelques premiers crus très réputés. D'une superficie assez faible, le vignoble est situé dans la commune de Fixin ; l'AOC communale « fixin » couvre 89,26 hectares produisant essentiellement des vins rouges auxquels il faut ajouter les 13,92 hectares des premiers crus tels que le « Clos-Napoléon », « La Perrière », « Les Hervelets », « Les Arvelets » ou « Le Clos du Chapitre ».

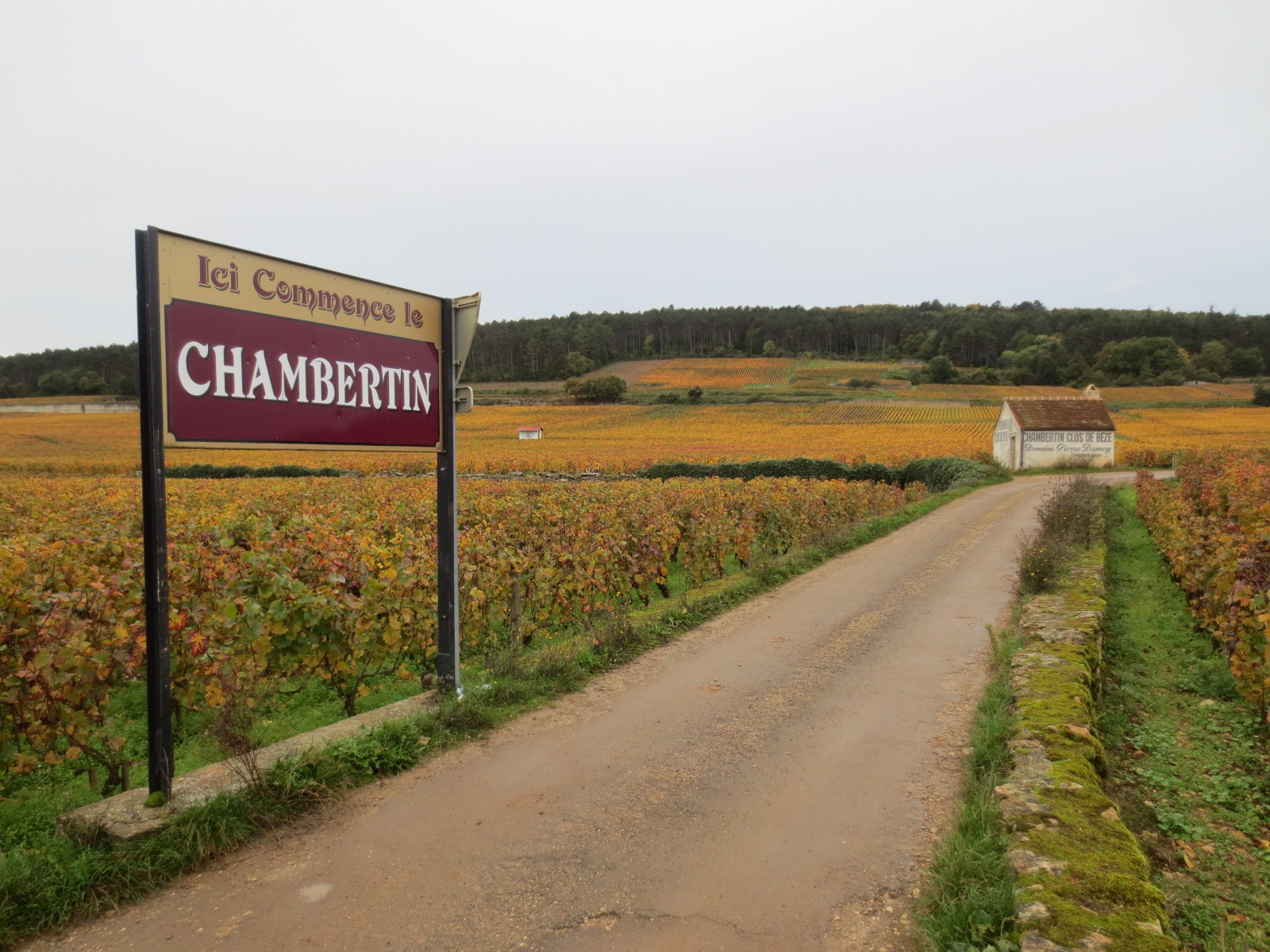
Le Chambertin, à Gevrey-Chambertin.

Le gevrey-chambertin est situé sur les communes de Gevrey-Chambertin et Brochon. Le vignoble s'étend sur 433,91 hectares pour les appellations « village » et « premier cru ». Elle ne produit que des vins rouges. Sa renommée vient des grands crus chambertin (14,1 hectares), chambertin-clos-de-bèze (14,40 hectares, chapelle-chambertin (5,49 hectares), charmes-chambertin (29,57 hectares), mazis-chambertin (8,4 hectares), griotte-chambertin (2,7 hectares), latricières-chambertin(7,1 hectares), ruchottes-chambertin (3,07 hectares) et mazoyères-chambertin(1,72 hectare). Ces huit grands crus ont un caractère puissant, charpenté, riche en matière
Le morey-saint-denis est situé dans la commune de Morey-Saint-Denis. Le vignoble constitue avec 90,74 hectares (« village » et « premier cru ») une des plus petites appellations communales de la Côte de Nuits. Il est exploité presque exclusivement en vins rouges. Les cinq « grand crus » de la commune (uniquement en rouge) sont les clos-de-tart (7,53 hectares), clos-saint-denis (5,45 hectares), clos de la roche (17,20 hectares) et clos des lambrays (8,30 hectares). Une petite partie du bonnes-mares (1,5 hectare) est présente dans la commune de Morey-Saint-Denis, partagée avec Chambolle-Musigny (13,25 hectares). Bien que la production de morey-saint-denis soit principalement constituée de vins rouges, l'appellation propose également une petite quantité de vins blancs.
Le chambolle-musigny est situé dans la commune de Chambolle-Musigny. D'une superficie de 148,16 hectares elle est exploitée presque uniquement en vins rouges dont le grand cru musigny (10,51 hectares) qui offre une production confidentielle de musigny blanc et une grosse partie des bonnes-mares (15 hectares avec les deux communes) uniquement produit en vins rouges.
Le vougeot couvre une superficie de 15,86 hectares et est située dans la commune de Vougeot. Sa production donne presque 80 % de vins rouges et 20 % de vins blancs.
Le clos-vougeot, grand cru renommé, est situé dans la commune de Vougeot. Elle couvre une superficie de 50,60 hectares, exploitée exclusivement en vins rouges.

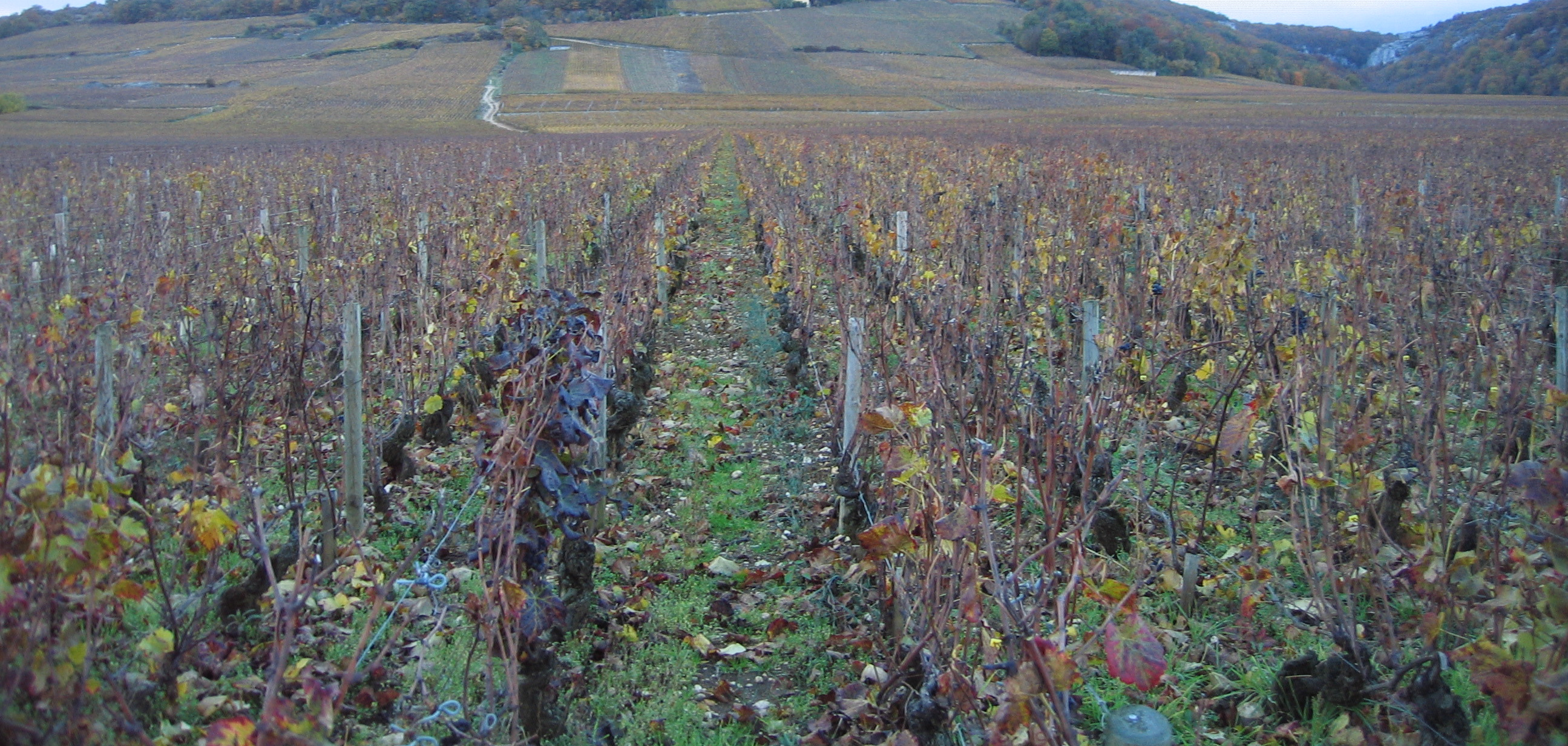
Vignoble des grands-échezeaux, à Flagey-Echézeaux.

L'échezeaux et le grands-échezeaux, deux grands crus, sont situés dans la commune de Flagey-Echézeaux. Elles représentent une superficie de 36,34 hectares pour le premier et 8,04 hectares pour le second. Ils produisent uniquement en vins rouges.

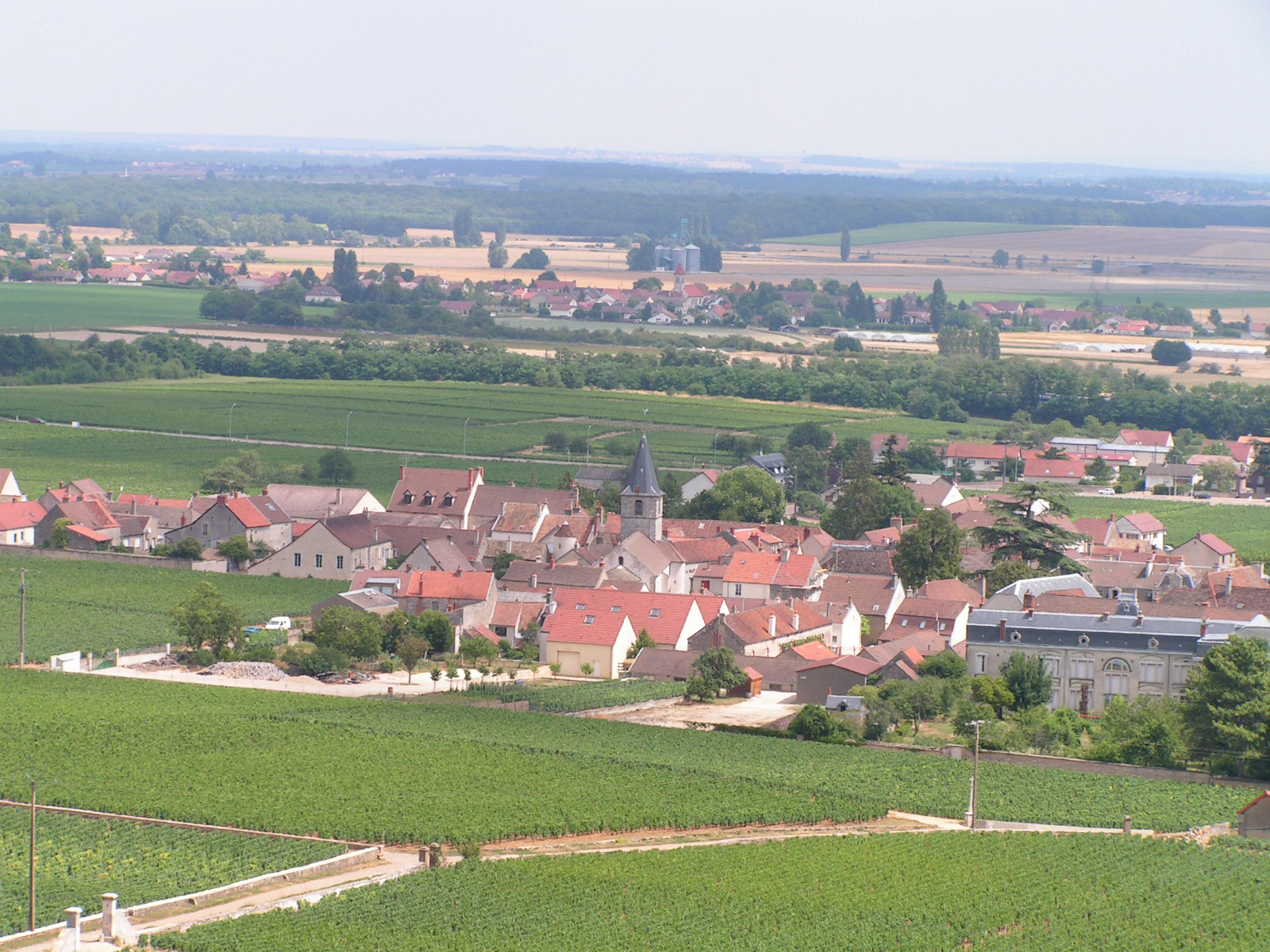
Vignoble de Vosne-Romanée dans les Côtes de Nuits.

Le vosne-romanée est situé sur les communes de Vosne-Romanée et Flagey-Echézeaux. 150,48 hectares en appellations « village » et « premier cru », exploités uniquement en vins rouges. Les grands crus d'une superficie totale de 27,11 hectares : romanée-conti (1,63 hectare), richebourg (8,03 hectares), la romanée (0,85 hectare), la Tâche (6,06 hectares), romanée saint-vivant (8,71 hectares) et la grande rue (1,65 hectare).
Le nuits-saint-georges, situé sur les communes de Nuits-Saint-Georges et Premeaux, s'étend sur 308,22 hectares, exploitée presque exclusivement en vins rouges.
Le bourgogne hautes-côtes-de-nuits, implanté sur vingt communes à l'ouest de la Côte, est d'une superficie de 680,08 hectares exploités en grosse majorité en vins rouges (17 % de vins blancs seulement).

#### Vignoble de la côte de Beaune

Le vignoble de la côte de Beaune.

La région de la côte de Beaune prolonge vers le sud la côte-de-Nuits, du village de Ladoix-Serrigny au nord à celui de Cheilly-lès-Maranges au sud, en passant par Beaune. Elle traverse vingt communes viticoles de prestige le long de la route de grands crus. Elle représente une superficie de 5 980 hectares. Le vignoble comprend du nord au sud les AOC et dénominations suivantes :
Le ladoix, situé dans la commune de Ladoix-Serrigny, représente une superficie de 98,70 hectares. Sa production est constituée pour un peu plus de 80 % de vins rouges et un peu moins de 20 % de vins blancs, dont onze premiers crus.
Le bourgogne-la-chapelle-notre-dame est produit sur 4,53 hectares situés dans la commune de Ladoix-Serrigny, en rouge, rosé et blanc.

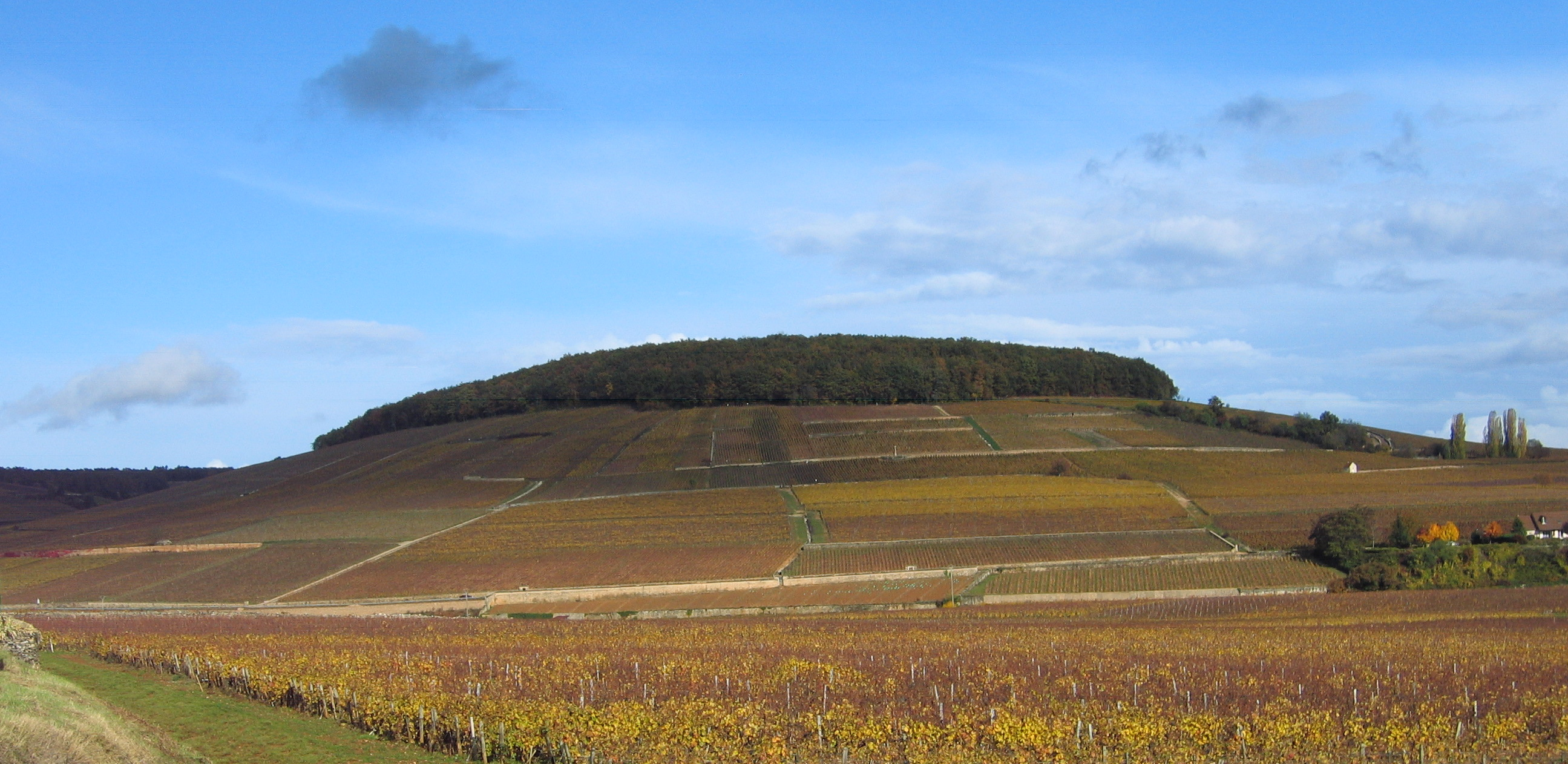
La colline de Corton, vue du sud-ouest. Au premier-plan : les premiers crus d'Aloxe-Corton et de Pernand-Vergelesses.

L'aloxe-corton, situé sur les communes d'Aloxe-Corton et de Ladoix-Serrigny, couvre une superficie de 122 hectares exploitée presque entièrement en vins rouges, comprenant les premiers crus : Clos des Maréchaudes, Clos du Chapitre, la Coutière, la Maréchaude, la Toppe au Vert, les Chaillots Blanc, les Fournières, les Guérets, les Maréchaudes, les Moutottes, les Paulands, les Petites Folières, les Valozières et les Vercots.
Le corton, situé sur les communes d'Aloxe-Corton, de Ladoix-Serrigny et de Pernand-Vergelesses, regroupe les seuls grands crus rouges de la Côte de Beaune, pour une superficie totale de 100,40 hectares exploitée presque exclusivement en vins rouges. Les grands crus qui la constituent sont : les Pougets, le Clos du Roi, les Languettes, les Bressandes, le Corton, les Paulands, les Renardes, les Maréchaudes, les Grèves, les Fiètres, le Meix Lallemand, Clos du Meix, les Combes, la Vigne au Saint, les Chaumes, les Perrières, le Rognet, les Moutottes, les Carrières, Basses Mourottes, Hautes Mourottes, les Vergennes, les Grandes Lolières et la Toppe au Vert.
Le corton-charlemagne, situé sur les communes d'Aloxe-Corton, de Ladoix-Serrigny et de Pernand-Vergelesses est un grand cru blanc, internationalement reconnu, couvrant une superficie de 51 hectares, exploitée uniquement en vins blancs, notamment sur les climats : les Languettes, les Pougets, le Charlemagne et En Charlemagne.
Le pernand-vergelesses, situé dans la commune de Pernand-Vergelesses, s'étend sur 132 hectares. Sa production représente 65 % de vins rouges et 35 % de vins blancs.
Le savigny-lès-beaune, situé dans la commune de Savigny-lès-Beaune, s'étend sur 354 hectares. Sa production est constituée à 89 % de vins rouges et 11 % de vins blancs.
Le chorey-lès-beaune, situé dans la commune de Chorey-lès-Beaune, possède une superficie de 134 hectares exploitée presque exclusivement en vins rouges.
Le beaune et le côte-de-beaune, situés dans la commune de Beaune. Connue dans le monde entier, la ville représente la capitale viticole des vins de bourgogne. Ces AOC s'étendent sur une superficie de 440 hectares et leur production est constituée à 87 % de vins rouges et 13 % de vins blancs. Le haut lieu de l'appellation et de la ville sont les Hospices de Beaune qui organisent chaque année une vente de prestige donnant une valeur indicative des prix des millésimes.

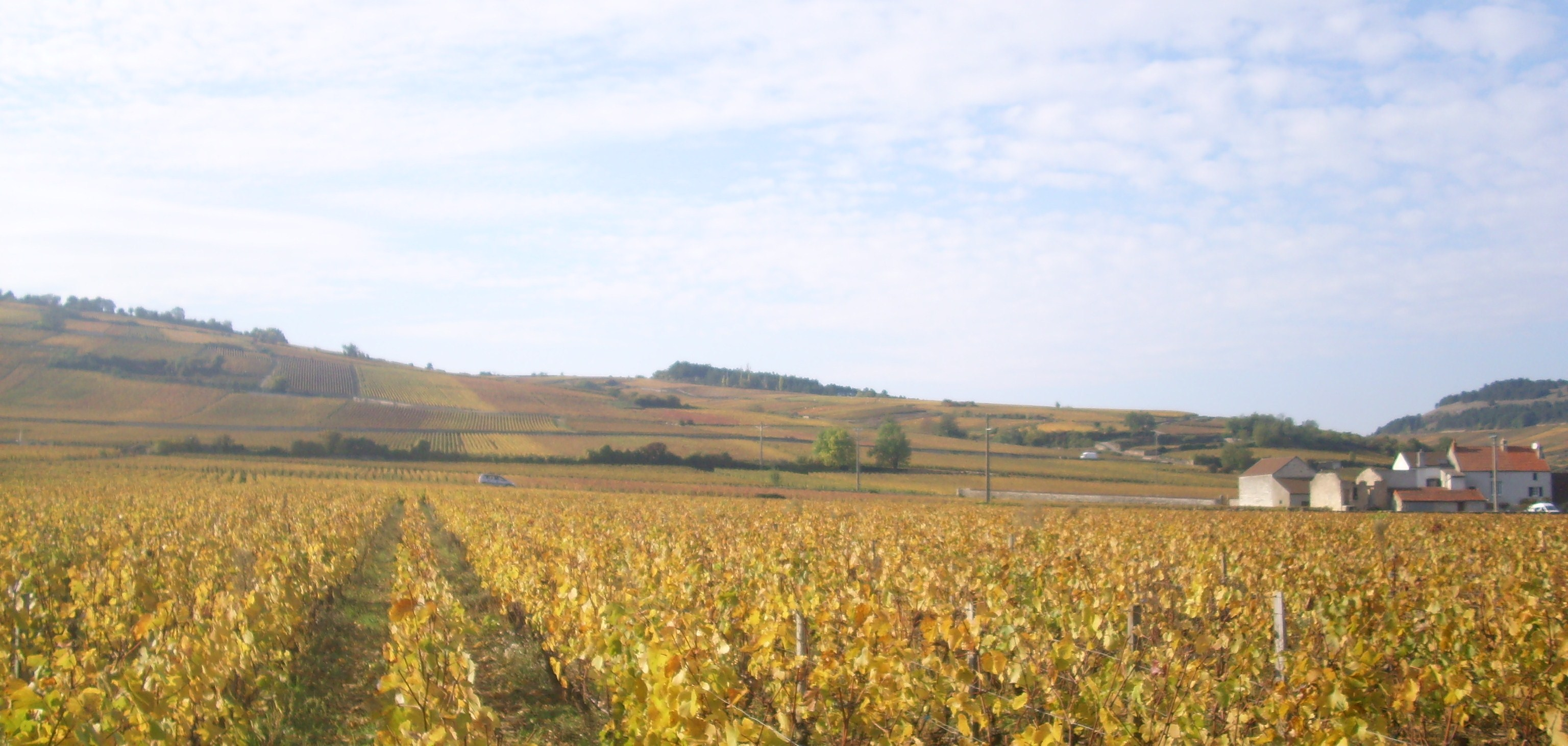
Vue d'une partie du vignoble de Pommard.

Le pommard, située dans la commune de Pommard, l'appellation compte 320 hectares produisant exclusivement en vins rouges. Ce vignoble donne des vins assez structurés et de bonne garde.

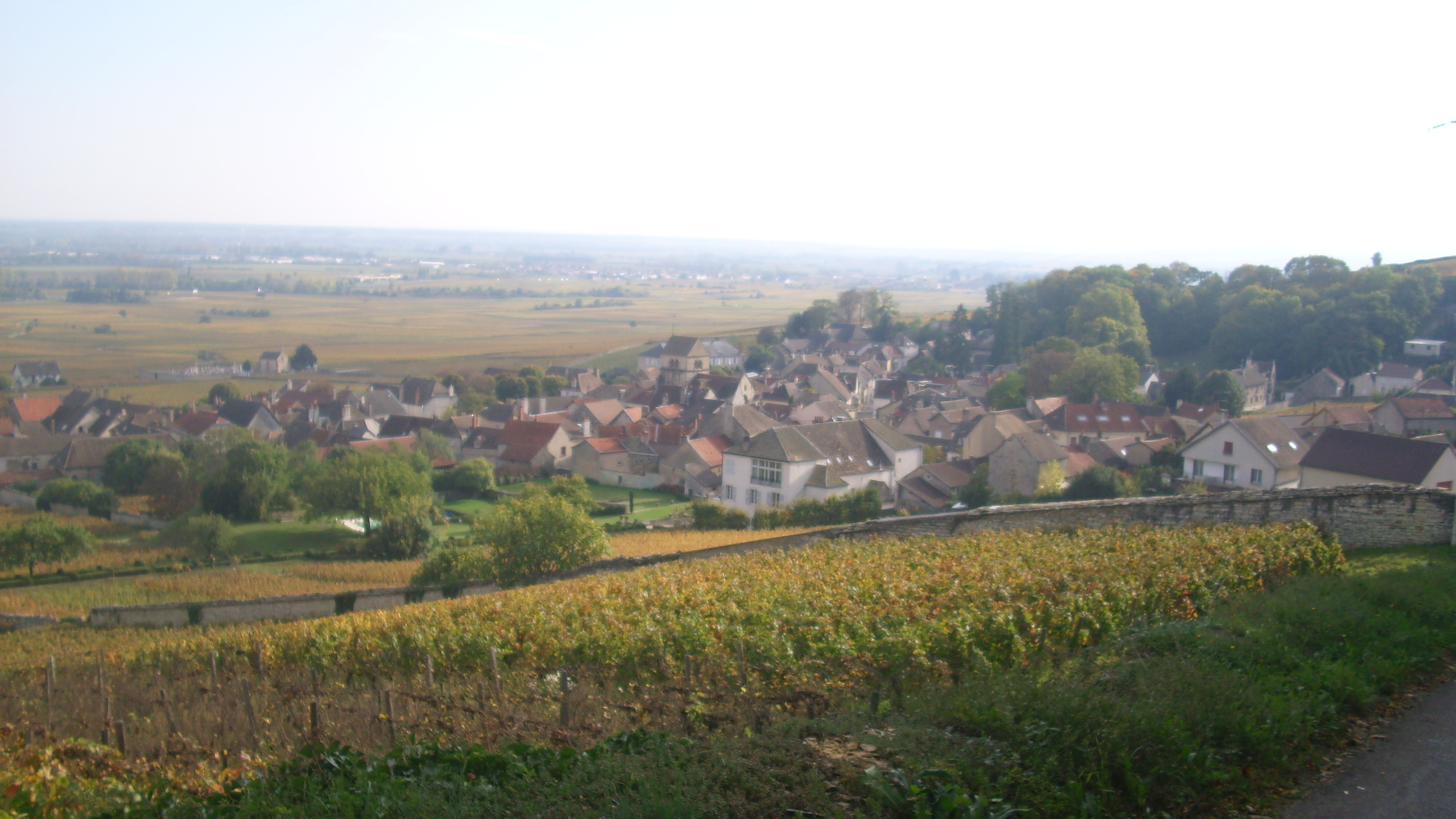
Le village de Volnay.

Le volnay, situé dans la commune de Volnay, s'étend sur 213 hectares qui produit uniquement des vins rouges.
Le meursault, situé dans la commune de Meursault, représente une superficie de 389 hectares produisant presque exclusivement (96 %) des vins blancs.
L'auxey-duresses, situé dans la commune de Auxey-Duresses, couvre une superficie de 115,60 hectares et produit environ 70 % de vins rouges et 30 % de vins blancs.
Le monthélie, situé dans la commune de Monthelie, couvre une superficie de 119,34 hectares et produit 91 % de vins rouges et 9 % de vins blancs.

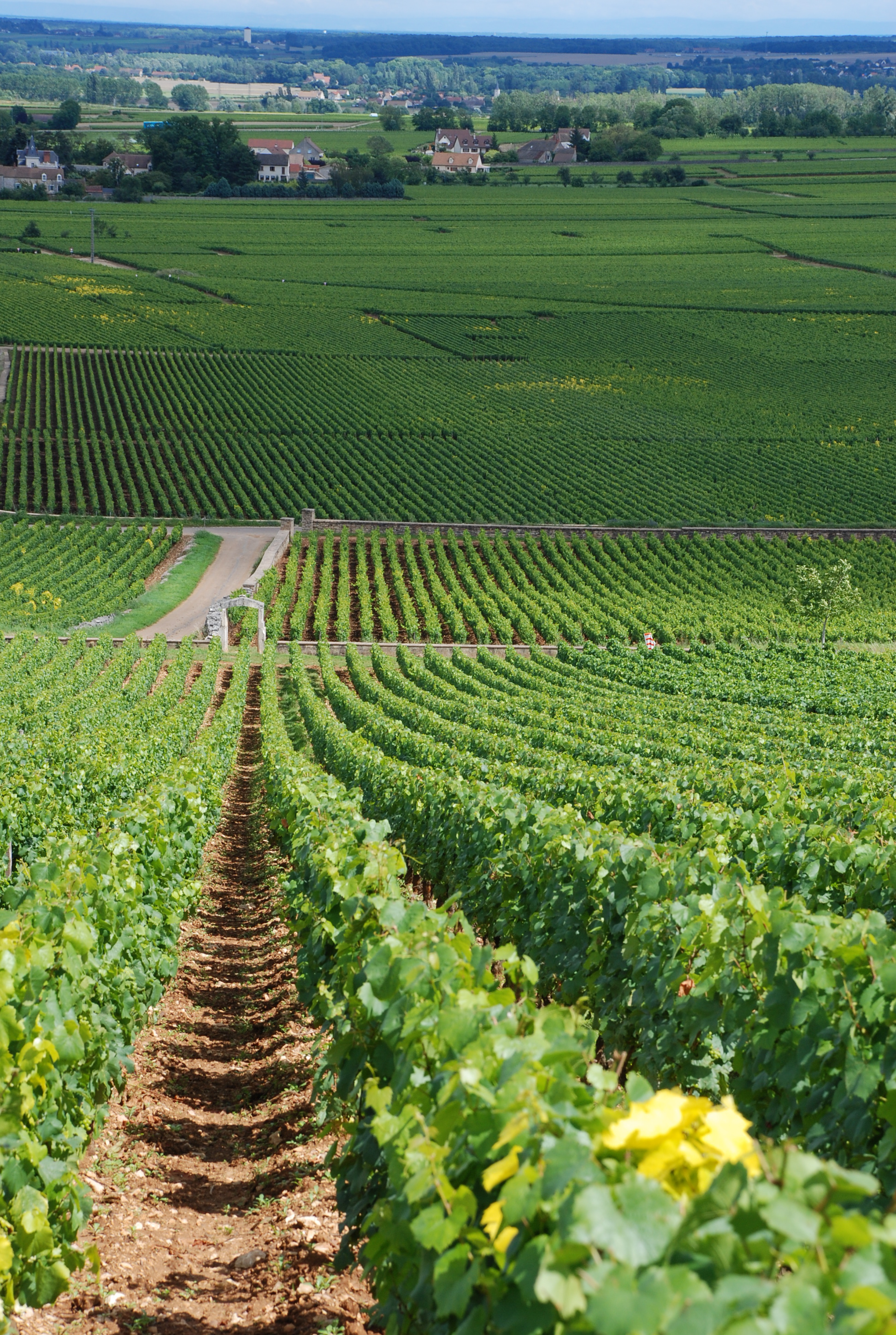
Le Chevalier-Montrachet, à Puligny-Montrachet.

Le puligny-montrachet, situé dans la commune de Puligny-Montrachet, représente une superficie de 206,90 hectares (pour les appellations village et premier cru), et produit presque exclusivement en vins blancs. Les grands crus de renommée mondiale sont : chevalier-montrachet (7,361 4 hectares), bienvenues-bâtard-montrachet (3,686 0 hectares), montrachet (5,93 hectares), bâtard-montrachet (11,864 2 hectares).
Le chassagne-montrachet, situé dans la commune de Chassagne-Montrachet, s'étend sur 315 hectares (pour les appellations village et premier cru) qui produit 60 % de vins blancs et 40 % de vins rouges. Le grand cru criots-bâtard-montrachet (1,572 1 hectare) est implanté sur ce vignoble. Le montrachet et le bâtard-montrachet sont implantés en partie sur cette commune.
Le saint-aubin, situé dans la commune de Saint-Aubin, représente une superficie de 172,12 hectares, produisant une majorité de vins blancs (71 % environ).
Le saint-romain, situé dans la commune de Saint-Romain, couvre une superficie de 99 hectares dont la production est à peu près égale en couleur avec 55 % de vins blancs et 45 % de vins rouges.
Le blagny, situé sur les communes de Meursault et de Puligny-Montrachet, est une toute petite AOC avec une superficie de 5,37 hectares qui produit exclusivement du vin rouge.

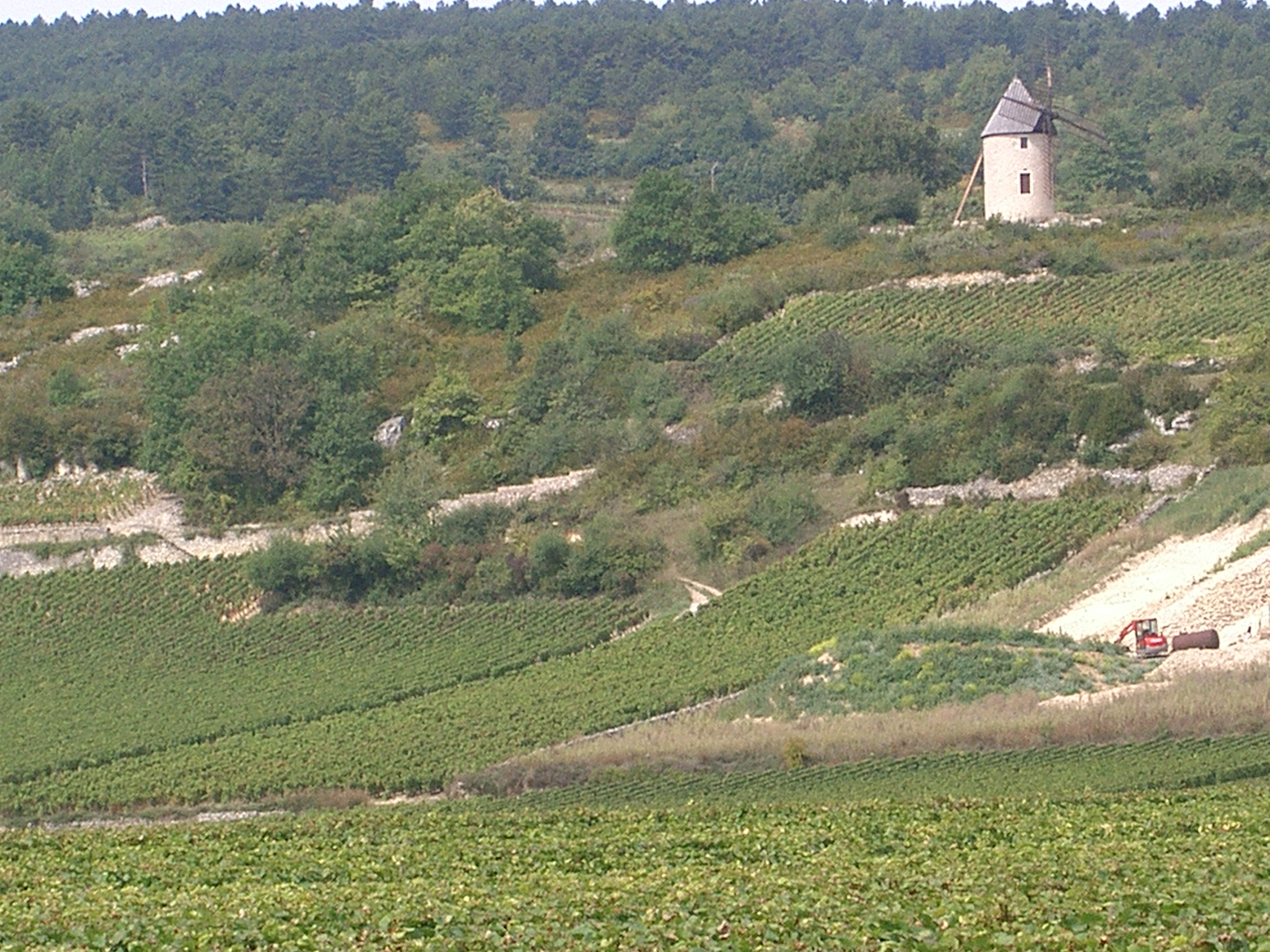
Vignoble de Santenay.

Le santenay, situé sur les communes de Santenay et de Remigny, s'étend sur 390 hectares dont la production donne 89 % de vins rouges et 11 % de vins blancs.
Le maranges, situé sur les communes de Cheilly-lès-Maranges, Sampigny-lès-Maranges et Dezize-lès-Maranges en Saône-et-Loire (cette appellation fait partie de la côte de Beaune tout en étant sur la Saône-et-Loire). Elle représente une superficie de 163 hectares et produit presque exclusivement en vins rouges.
L'AOC sous-régionale côte-de-beaune-villages est située sur seize communes de la côte de Beaune. Elle comprend une superficie de 2,91 hectares, uniquement en rouge.
Le bourgogne-hautes-côtes-de-beaune est produit sur vingt-quatre communes de la Côte-d'Or dans l'arrière-côte de Beaune et sept communes de Saône-et-Loire, il couvre une superficie de 769,23 hectares exploitée en grosse majorité en vins rouges (86 %).

### Vignobles de Saône-et-Loire
Les vignobles de Saône-et-Loire ont une superficie totale en vigne d'environ 10 300 hectares ; ils comprennent la Côte chalonnaise et le Mâconnais.

#### Vignoble de la côte chalonnaise

Les vignobles de la côte chalonnaise.

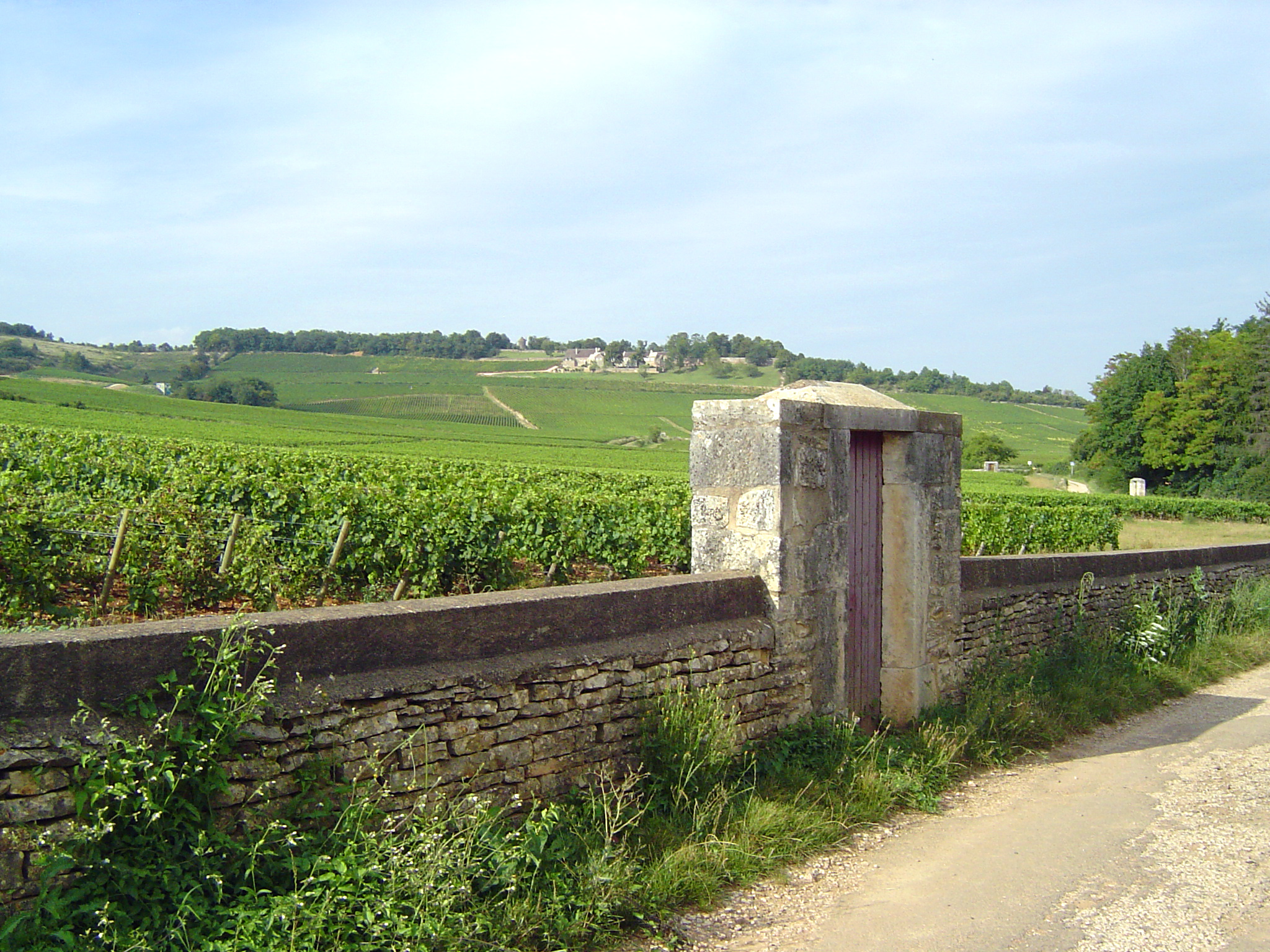
Vue d'une partie du vignoble de Givry.

La région viticole de la côte chalonnaise se présente sous la forme d'îlots de vignobles plus ou moins séparés les uns des autres. Elle s'étend de Chagny et la côte de Beaune au nord, jusque vers Saint-Gengoux-le-National et le vignoble du Mâconnais au sud. Sa superficie d'environ 4 350 hectares comprend du nord au sud les AOC suivantes :
Le bouzeron, situé dans la commune de Bouzeron, qui couvre une superficie de 60 hectares et qui produit les seules appellations de bourgogne en cépage aligoté recevant une AOC « village ». Elle produit exclusivement des vins blancs.
Le rully, situé dans la commune de Rully, s'étend sur 340 hectares et produit 64 % de vins blancs et 36 % de vins rouges.

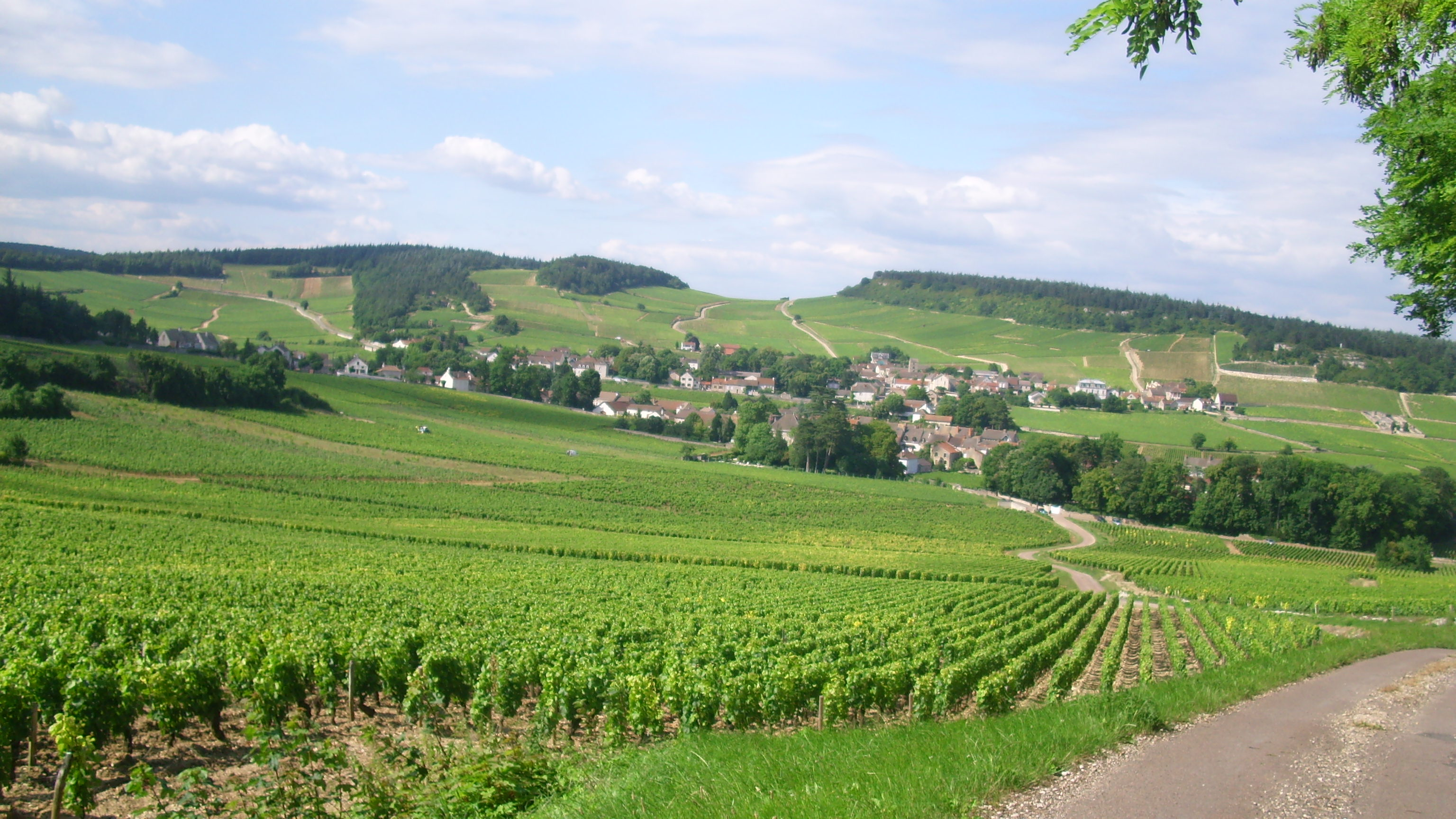
Vue d'une partie du vignoble de Mercurey.

Le mercurey, situé dans les communes de Mercurey et Saint-Martin-sous-Montaigu, s'étend sur 655 hectares dont 170 hectares en « premier cru ». C'est une des plus grandes AOC bourgogne en superficie et une des plus anciennes. Sa production donne 90 % de vins rouges et 10 % de vins blancs.
Le givry, situé sur les communes de Givry, Jambles et Dracy-le-Fort, représente une superficie de 265 hectares et produit 85 % de vins rouges et 15 % de vins blancs.
Le montagny, situé sur les communes de Montagny-lès-Buxy, Buxy, Saint-Vallerin et Jully-lès-Buxy, couvre une superficie de 300 hectares. La production est exclusivement constituée de vins blancs.
Les deux dénominations au sein de l'AOC régionale bourgogne sont d'une part le bourgogne-côte-chalonnaise qui est produit sur une quarantaine de communes du nord du département (cantons de Givry, Chagny, Buxy et Mont Saint-Vincent) et s'étend sur 454,38 hectares. Cette appellation produit trois quarts de vins rouges et un quart de vins blancs. D'autre part, le bourgogne-côtes-du-couchois est implanté sur les communes de Couches, Dracy-lès-Couches, Saint-Jean-de-Trézy, Saint-Maurice-lès-Couches, Saint-Pierre-de-Varennes et Saint-Sernin-du-Plain. Le vignoble s'étend sur 250 hectares. Cette appellation récente (créée en 2000) vinifie exclusivement en vins rouges.

#### Vignoble du Mâconnais

Les vignobles du Mâconnais.

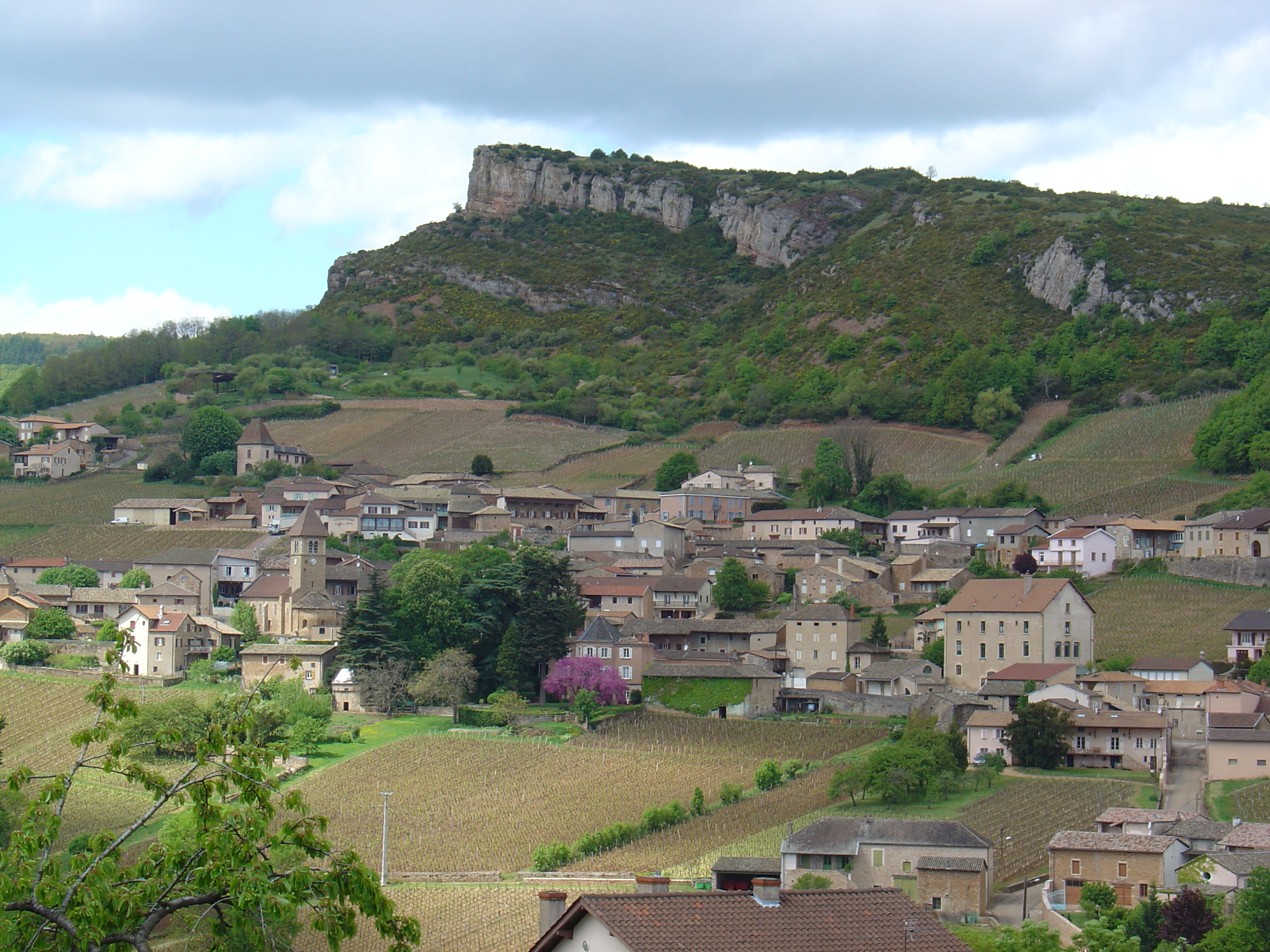
Le vignoble au pied de la Roche de Solutré.

La région viticole du Mâconnais s'étend de Saint-Gengoux-le-National (limite de la côte chalonnaise) au nord, jusque vers Saint-Amour (Beaujolais) au sud, et comprend une surface de 6 797 hectares. Elle comprend les AOC suivantes :

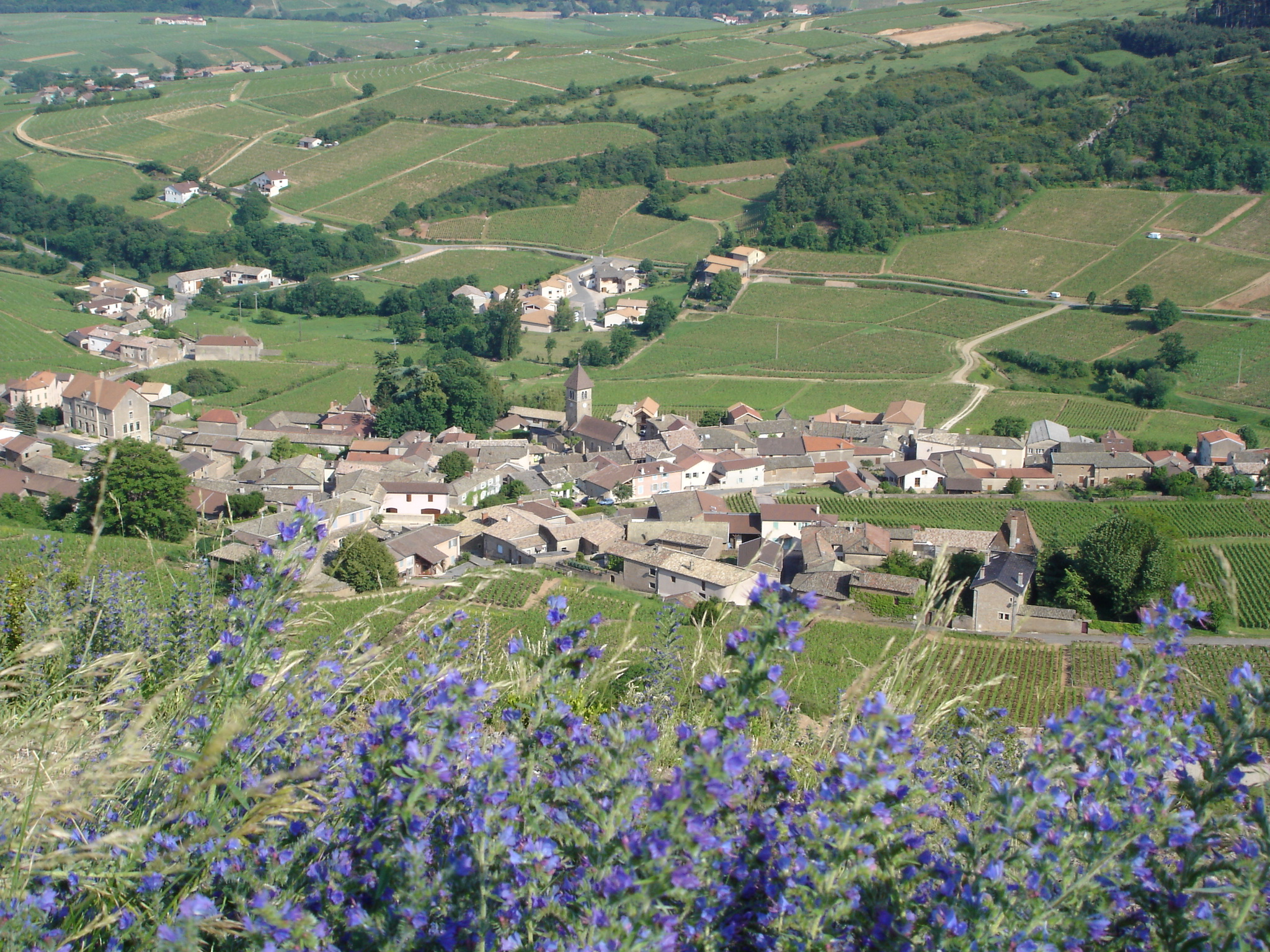
Le vignoble près de Solutré-Pouilly.

Le mâcon couvre une surface de 2 040 hectares, produit environ deux tiers en vins blancs et un tiers en vins rouges et rosés ; la dénomination géographique mâcon-village est située sur vingt-six communes, représente 1 785 hectares et produit uniquement des vins blancs.
Le pouilly-fuissé, situé sur les communes de Chaintré, Fuissé, Solutré-Pouilly et Vergisson, couvre une superficie de 753 hectares qui produit uniquement des vins blancs. Cette appellation réputée constitue en quelque sorte le chef de file des vins du Mâconnais. Il aura fallu 10 ans à l'ODG Pouilly-Fuissé pour obtenir en 2020 le classement de 22 Climats en Premier Cru, représentant 194 hectares (soit 24 % de l’aire de l’AOC Pouilly-Fuissé). Ils sont répartis sur les quatre communes de l’appellation : Chaintré, Fuissé, Solutré-Pouilly et Vergisson.
Le pouilly-loché, situé dans la commune de Loché, comprend une superficie de 32 hectares qui produit exclusivement des vins blancs.
Le pouilly-vinzelles, situé dans les communes de Vinzelles et Loché, s'étend sur une surface de 52 hectares et produit uniquement des vins blancs.
Le saint-véran, situé dans les communes de Davayé, Prissé, Solutré-Pouilly, Chânes, Chasselas, Leynes, Saint-Amour et Saint-Vérand, représente une superficie de 645 hectares produisant uniquement des vins blancs.
Le viré-clessé, situé sur les communes de Clessé, Viré, Montbellet et Laizé, s'étend sur 360 hectares et produit exclusivement des vins blancs.

### Vignobles du Rhône

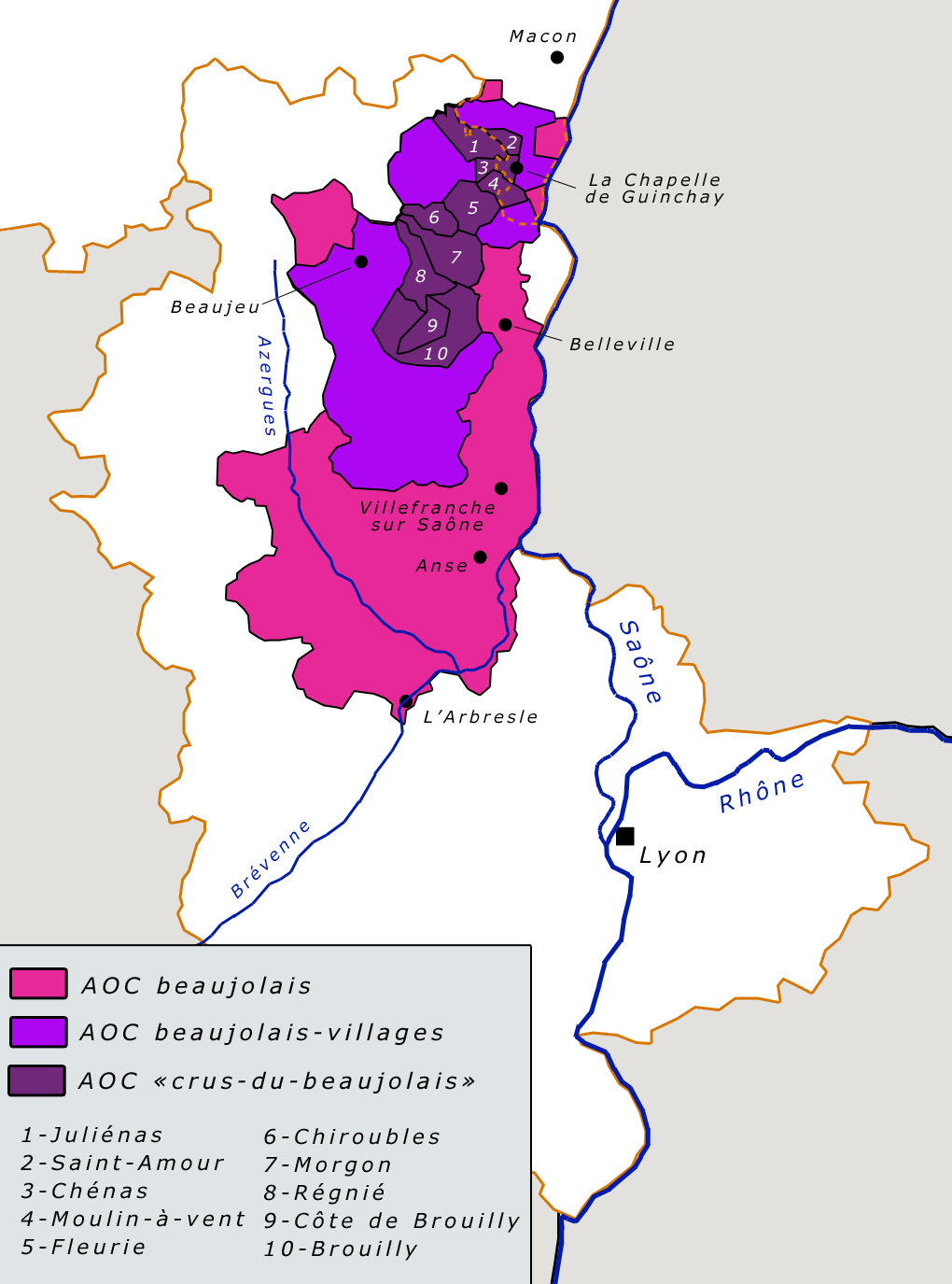
Le vignoble du Beaujolais.

Les vignobles du Rhône rattachés au vignoble de Bourgogne sont le beaujolais et les coteaux-du-lyonnais.

#### Vignoble du Beaujolais
Légalement, le vignoble du Beaujolais est rattaché au vignoble de Bourgogne par le jugement du 29 avril 1930 du tribunal civil de Dijon, repris par le décret du 31 juillet 1937 créant l'AOC bourgogne (y compris pour les rouges de gamay de Saône-et-Loire et du Beaujolais), modifié par le décret du 24 février 1942 qui le limite aux seuls beaujolais blancs, puis de nouveau étendu aux rouges issus du gamay le 6 mai 1946 pour quatorze communes beaujolaises (les crus) ; aujourd'hui les appellations bourgogne s'étendent sur 85 communes rhodaniennes, soit l'ensemble du Beaujolais (selon le décret du 16 octobre 2009).
Les beaujolais se rattachent aussi aux bourgognes par les pratiques, car le négoce bourguignon est depuis le début du XXe siècle un gros acheteur de beaujolais ; des négociations pour fusionner les interprofessions ont très timidement commencé.
Le Beaujolais n'en a pas moins une spécificité largement consacrée par l'usage, ce qui fait que la presque totalité des publications mentionnent le Beaujolais comme un vignoble à part de la Bourgogne.
Le premier argument est administratif, l'arrondissement de Villefranche-sur-Saône (où se trouve le vignoble du Beaujolais) appartient au département du Rhône et donc à la région Rhône-Alpes, et non à celle de Bourgogne.
Le deuxième argument est géologique, le vignoble bourguignon est planté sur des sols argilo-calcaires, tandis que le vignoble des crus de beaujolais l'est sur des sols granitiques, schisteux ou sableux.
Le troisième argument est historique, on le fait remonter à Philippe le Hardi qui en 1395 décida l’utilisation exclusive du pinot noir pour la production des vins rouges au nord de Mâcon et celle du « vil et déloyal gamay » au sud. Cette délimitation ancienne perdure et consacre des terroirs adaptés à chacun des cépages. Ce vignoble représente une aire de 19 000 hectares.
Les AOC régionales sont le beaujolais et le beaujolais-villages. Les mentions « nouveau », « blanc » et « rosé » peuvent être ajoutées.
Dix appellations communales ou locales, appelées « crus » sont délimités dans le Beaujolais : brouilly, chénas, chiroubles, côte-de-brouilly, fleurie, juliénas, morgon, moulin-à-vent, régnié et saint-amour.
Les communes les dix appellations de crus du Beaujolais peuvent être repliées en appellation bourgogne, avec l'indication « gamay » sur l'étiquette.
la production des autres communes beaujolaises pourront être revendiquées en « coteaux-bourguignons », une nouvelle appellation remplaçant le bourgogne-ordinaire ou bourgogne-grand-ordinaire.

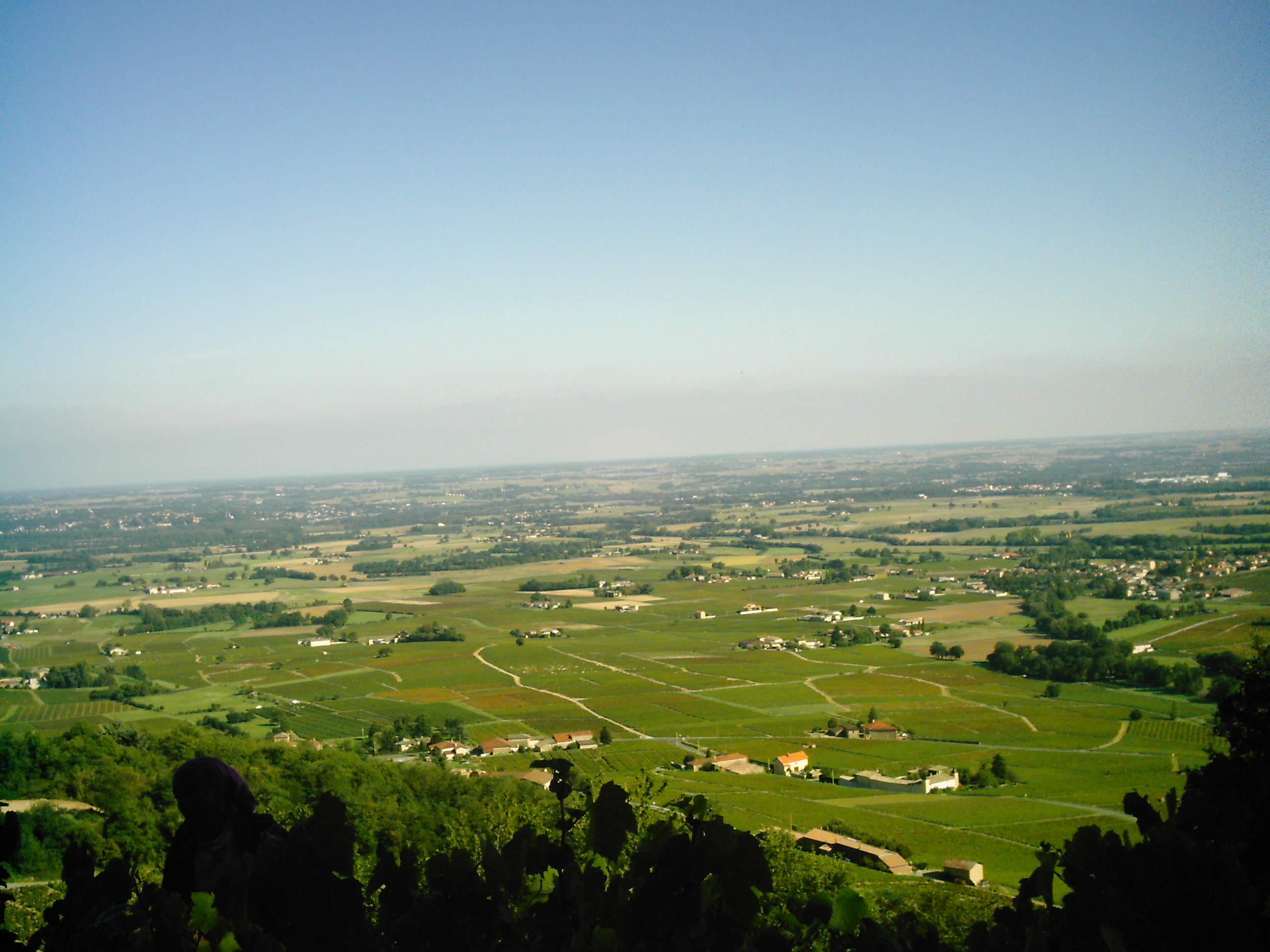
Paysage du Beaujolais et ses vignes.
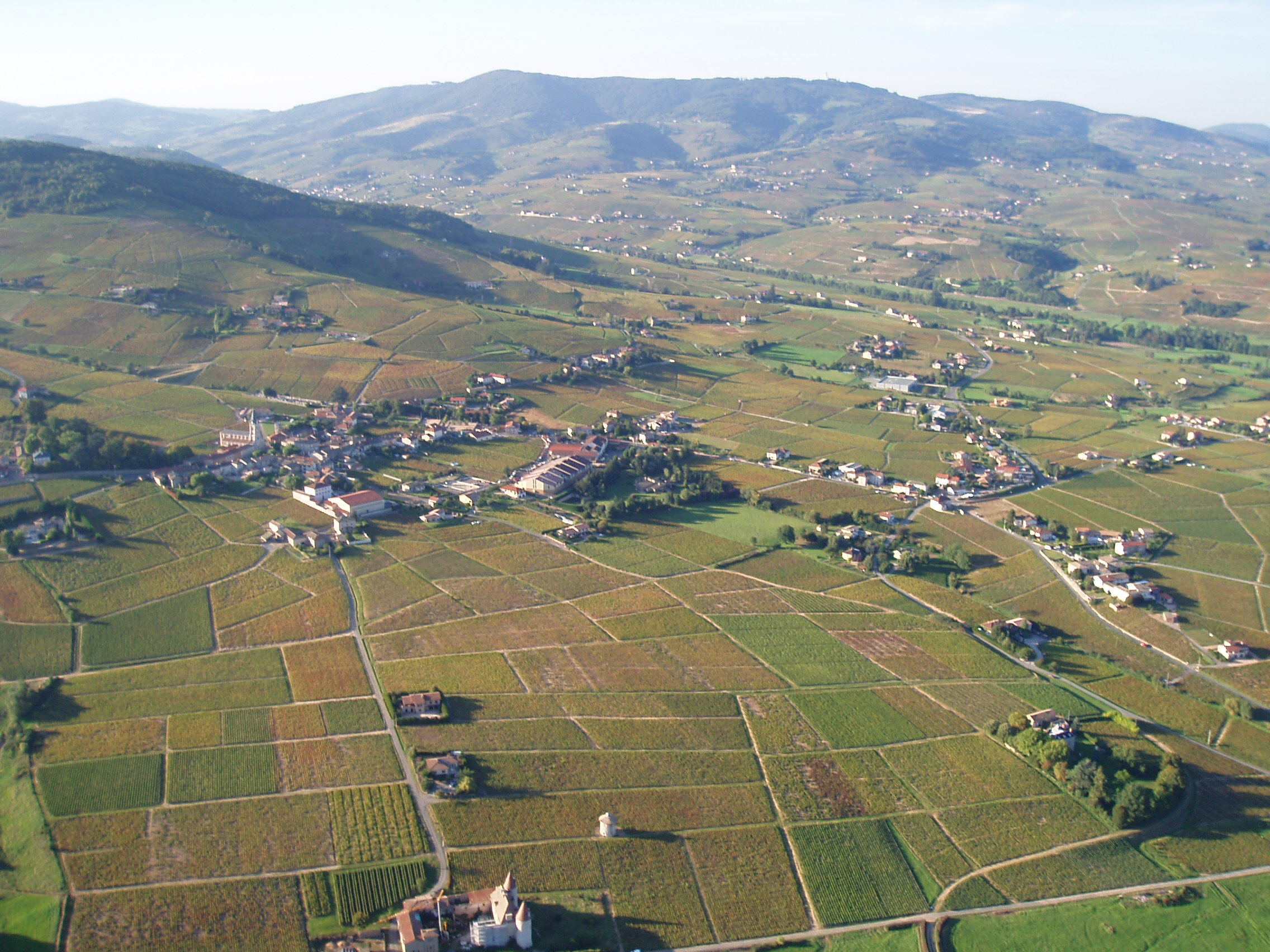
Le vignoble du Beaujolais à Quincié-en-Beaujolais.
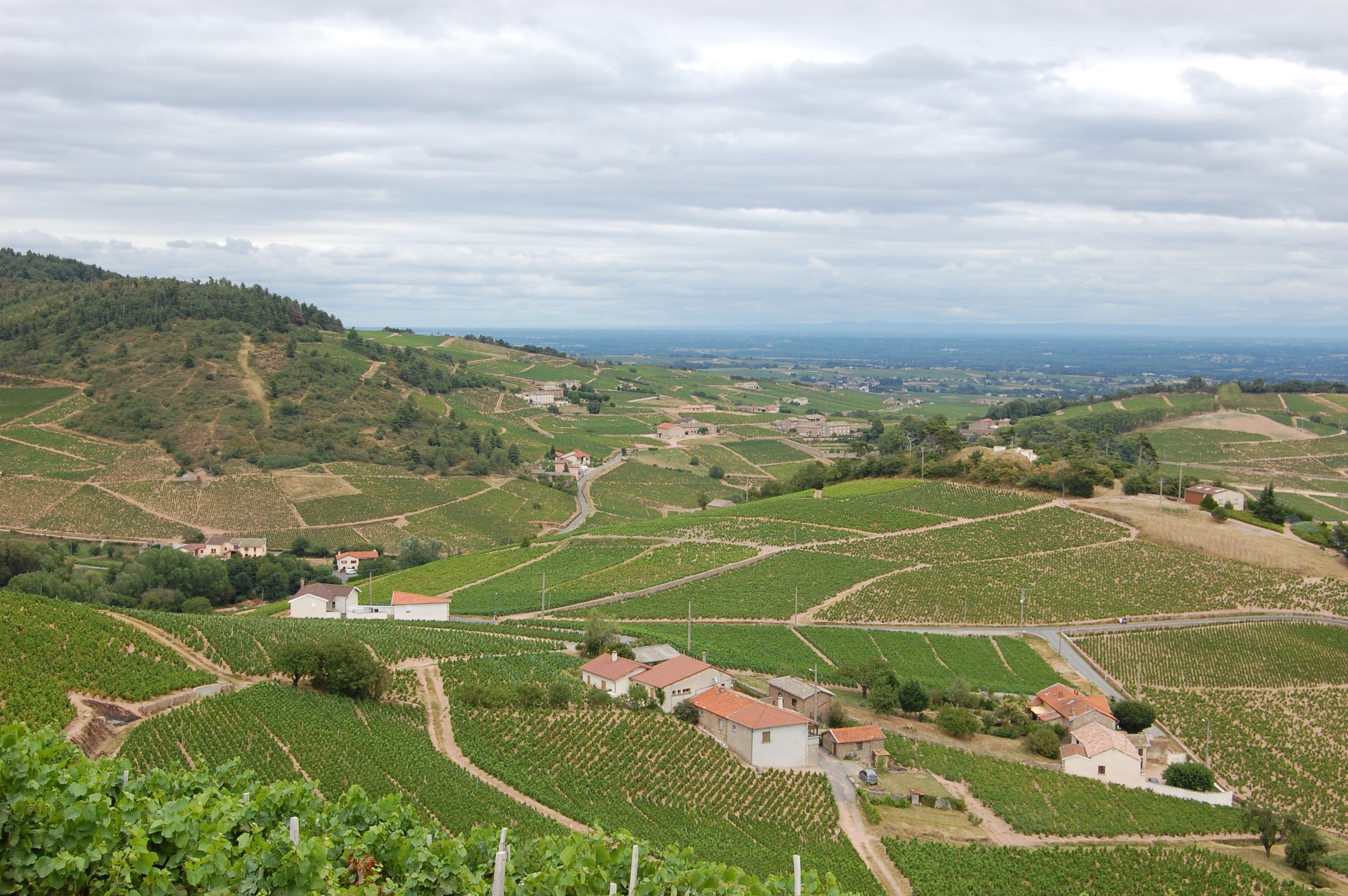
Un des crus du Beaujolais : le chiroubles.
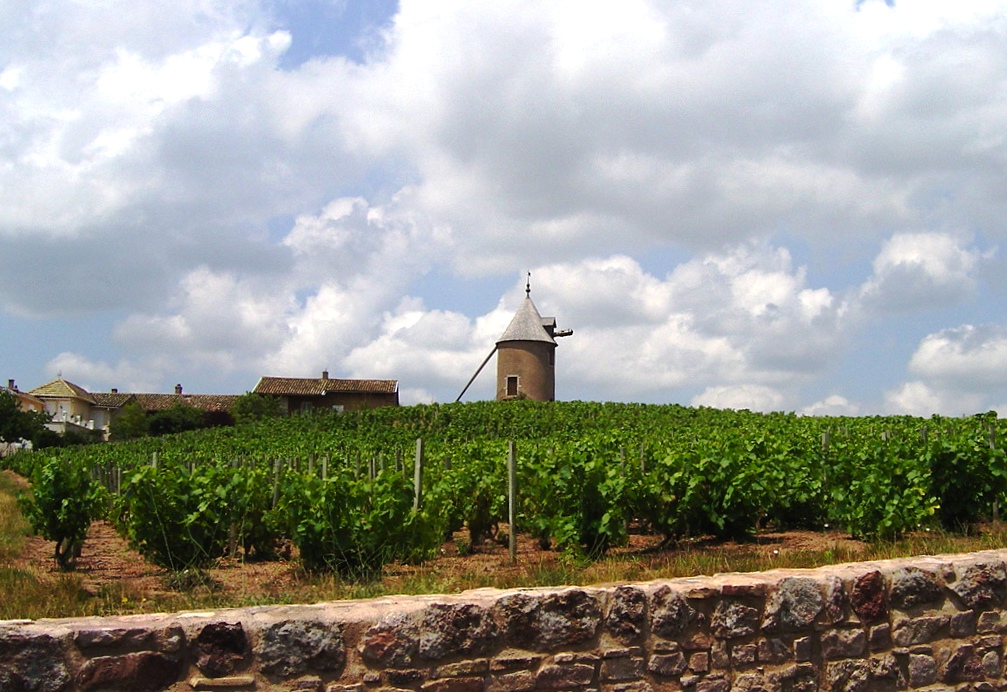
Un des Crus du Beaujolais : le moulin-à-vent.

#### Vignoble des coteaux du Lyonnais
Le vignoble des coteaux-du-lyonnais est rattaché, selon l'Institut national de l'origine et de la qualité, au Comité régional vins et eaux-de-vie (CRINAO) « Bourgogne Beaujolais Savoie Jura ». AOC depuis 1984, ce vignoble épars se situe sur les monts du Lyonnais, à l'ouest de Lyon.

## Encépagement
L'ordre des cépages s'organise, pour les vins de prestige autour du pinot noir pour les rouges et du chardonnay pour les blancs, du gamay (rouge) et de l'aligoté (blanc). Presque tous les cépages cultivés en Bourgogne sont les fruits du croisement du pinot noir et du gouais B qui composent la famille des Noiriens.

### Cépages noirs

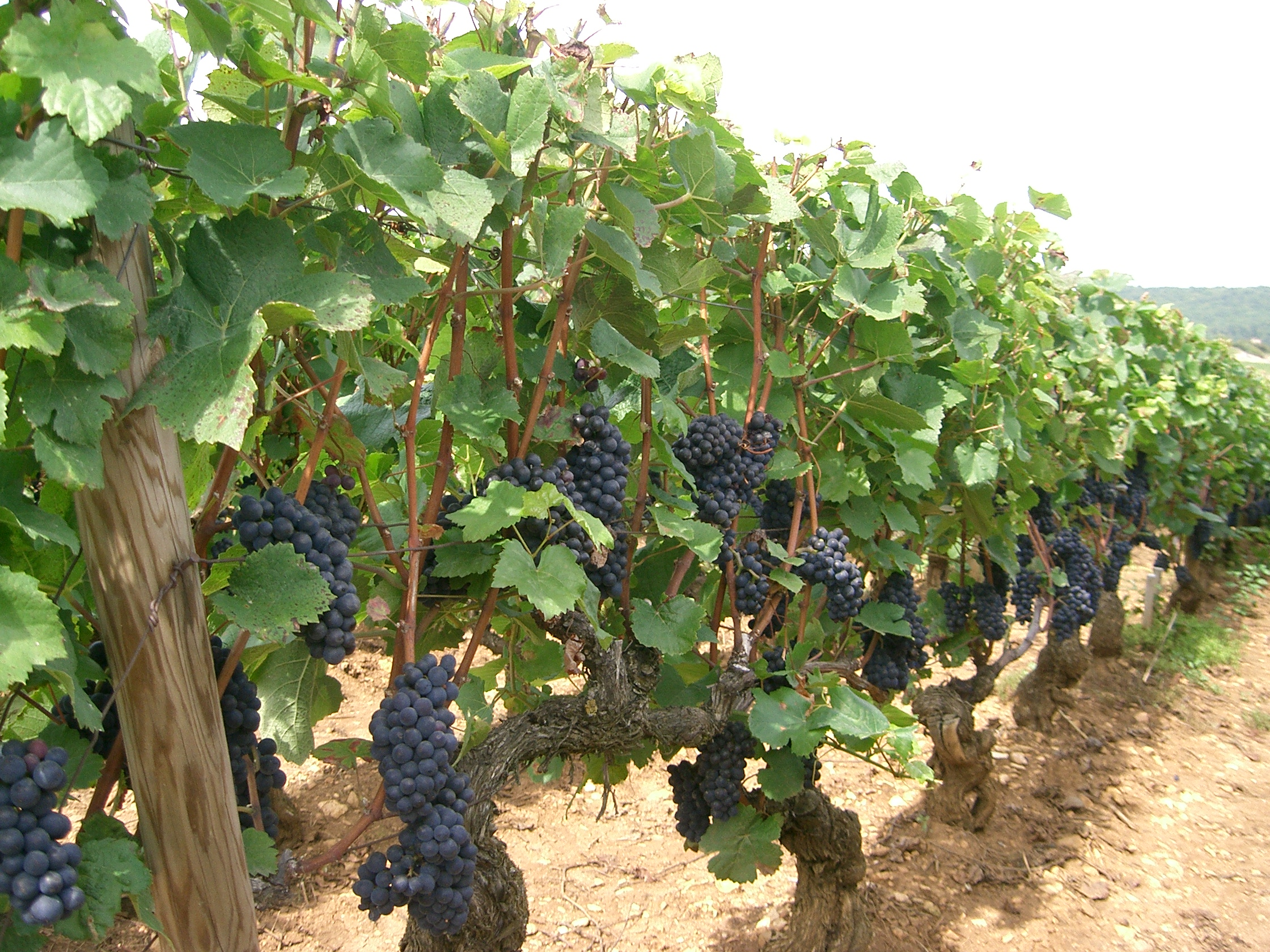
un rang de pinot noir.

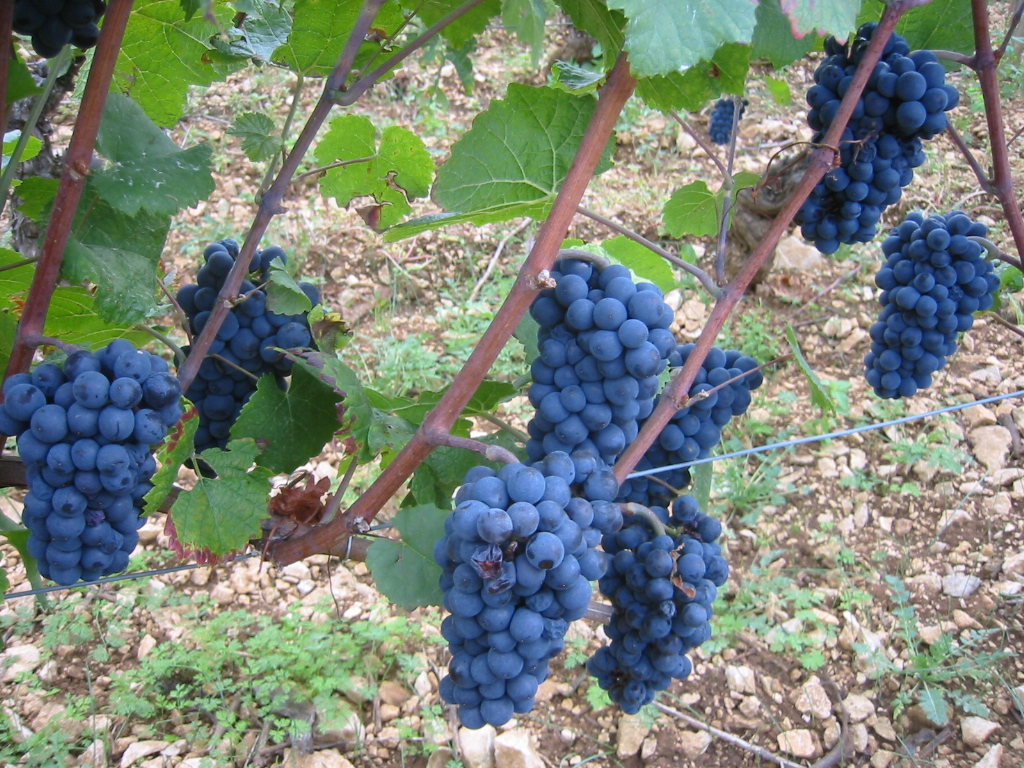
Grappe de pinot noir.

Le pinot noir N est le principal cépage noir de la Bourgogne. Il représente 36 % de la production de vin en Bourgogne. Il est probablement originaire de cette région et était sans doute déjà cultivé par les Gaulois avant la conquête de la Gaule par les Romains. Les meilleurs vins de pinot sont obtenus dans les terrains calcaires de coteaux, bien drainés, et sous des climats tempérés ; tandis que les sols acides et argileux produisent des vins communs. Le pinot noir est connu mondialement comme un cépage inconstant et problématique et la sélection sur place explique probablement sa bonne adaptation aux conditions de la Bourgogne. C'est un cépage délicat, sensible aux principales maladies et en particulier au mildiou, au rougeot parasitaire, à la pourriture grise (sur grappes et sur feuilles), et aux cicadelles. Son débourrement précoce le rend sensible aux gelées de printemps. Par conséquent, il ne doit pas être planté en plaine ou en bas des pentes. Ce cépage, qui nécessite des ébourgeonnages soignés, a tendance à produire un nombre important de grapillons. Il profite pleinement du cycle végétatif pour mûrir en première époque. Le potentiel d'accumulation des sucres est élevé pour une acidité juste moyenne et parfois insuffisante à maturité. Les vins possèdent une robe d’une couleur peu intense mais susceptible de se maintenir dans le temps. Ils sont moyennement tanniques et titrent naturellement entre dix et douze degrés d'alcool. Certains vins rouges somptueux et veloutés sont d’une grande renommée mondiale. Ils se prêtent à une garde de cinq à douze ans, parfois plus. Leur aptitude au vieillissement varie en fonction des millésimes et du vignoble d’origine.

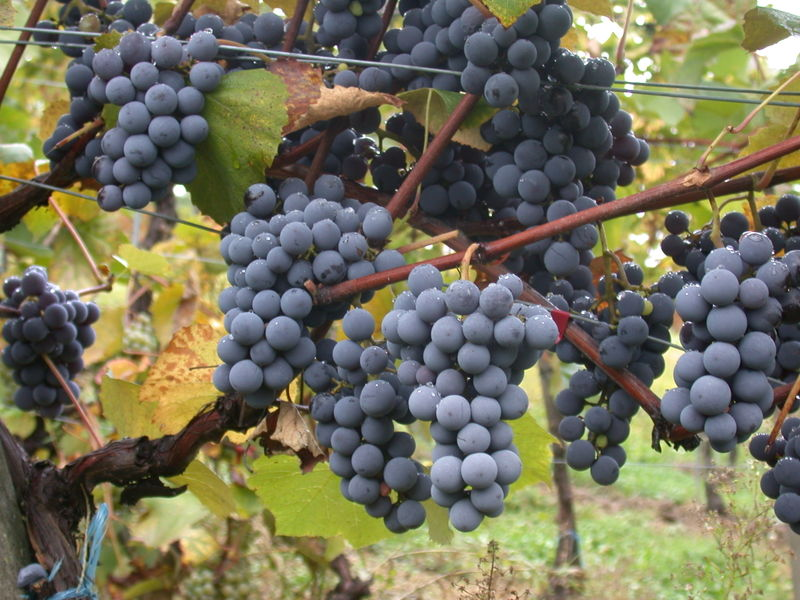
Grappes de gamay.

Le gamay N est aussi très présent en Bourgogne où il représente 11 % de la surface viticole. C'est le cépage exclusif des beaujolais rouges. Le gamay noir est un cépage peu vigoureux, faible mais fertile et dont la production doit être maîtrisée car il a tendance à s'épuiser. Les meilleurs vins de gamay sont obtenus, à l’opposé du pinot noir, sur des sols acides et granitiques. En Côte-d'Or, ses meilleures conditions de développement se trouvent dans les sols profonds argileux, parfois décarbonatés, qui jalonnent le piémont vers la plaine et dans lesquels il réussit mieux que le pinot noir. Son débourrement précoce le rend également sensible aux gelées de printemps. Il se montre parfois sensible au millerandage lorsque les conditions climatiques sont défavorables au moment de la floraison. Le gamay présente l’avantage de produire en cas de gelées une petite récolte sur les contre-bourgeons. Le vin de gamay possède une couleur rouge nuancée de violet, il est pauvre en tanins et dévoile une bonne acidité. Il possède généralement un caractère fruité (fruits rouges, fruits noirs) mais exprime peu de complexité au niveau aromatique. Il ne se bonifie pas avec l'âge, à l'exception des terroirs particulier des crus du beaujolais, mais se conserve bien un an ou deux. Le gamay produit également du bourgogne passe-tout-grains en assemblage avec le pinot noir.
Le pinot gris G, appelé localement pinot beurot, figurait dans les anciens vignobles bourguignons pour un quinzième à un vingtième dans l’encépagement rouge. Il donne des vins fins qui possèdent une couleur jaune doré et des arômes agréables. Il est produit actuellement en très petite quantité et présent par exemple dans l'AOC bourgogne côte-saint-jacques.
Le césar N représente moins de 1 % de la surface en Bourgogne. Il donne un vin fruité (cerise, fruits rouges) et apporte beaucoup de tanins. Il rentre dans la composition d'un irancy, moins de 10 % dans l'encépagement de l'appellation.

### Cépages blancs

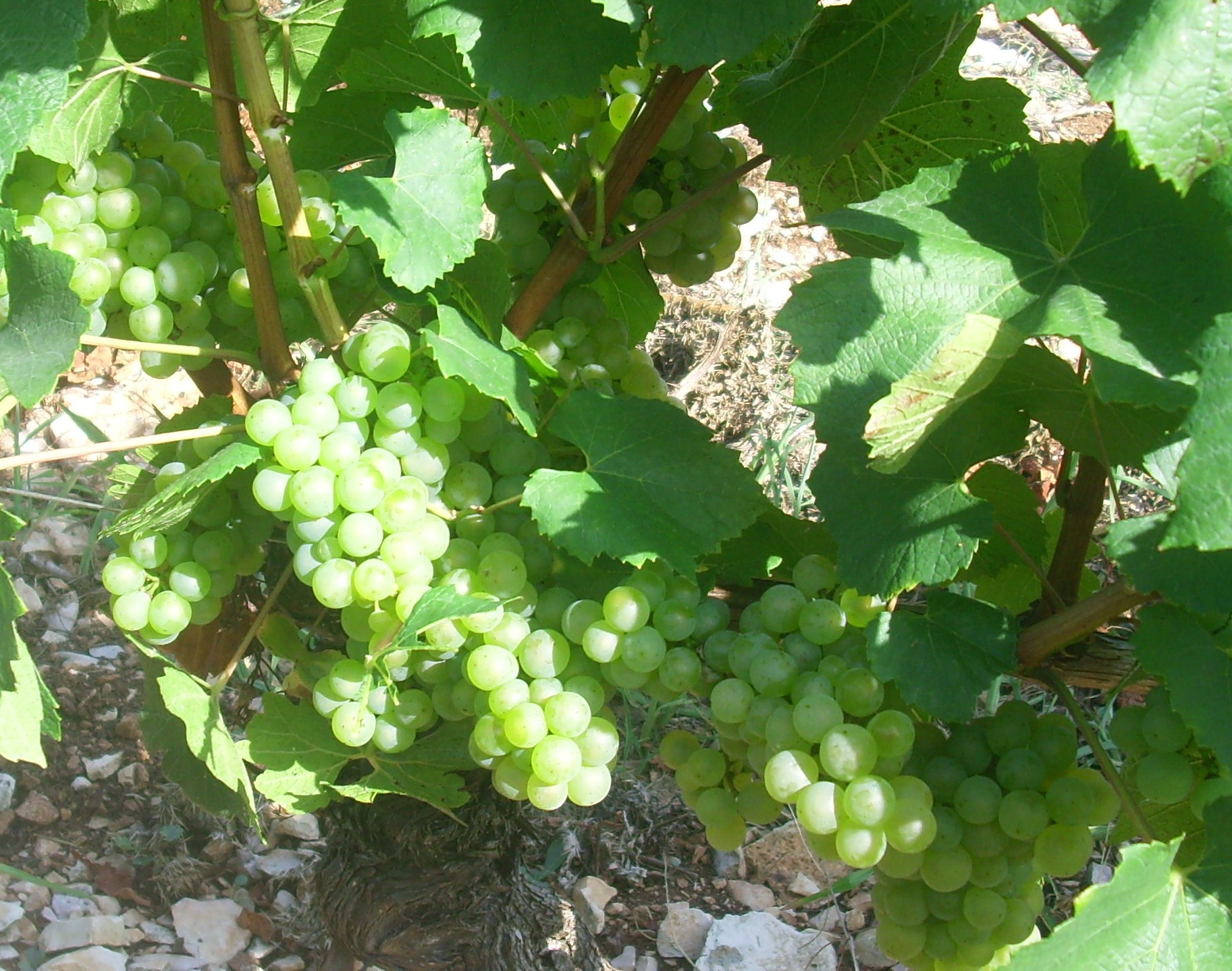
Grappes de chardonnay.

Le chardonnay B, très fréquent en France et à travers le monde, donne des vins de haute qualité en Bourgogne dont il est originaire. De maturation plus tardive que le pinot noir, il s'accommode mieux d'une humidité de fin de saison avec une meilleure résistance à la pourriture s'il n'est pas en situation de forte vigueur. Ses terrains de prédilection sont moyennement fertiles à dominante calcaire, en position de coteaux, sur des formations marneuses parfois très argileuses, que ce soit les marnes kimméridgiennes de Chablis, les marnes oxfordiennes du vignoble du corton-charlemagne, ou celles de Meursault, Puligny-Montrachet, ou Chassagne.

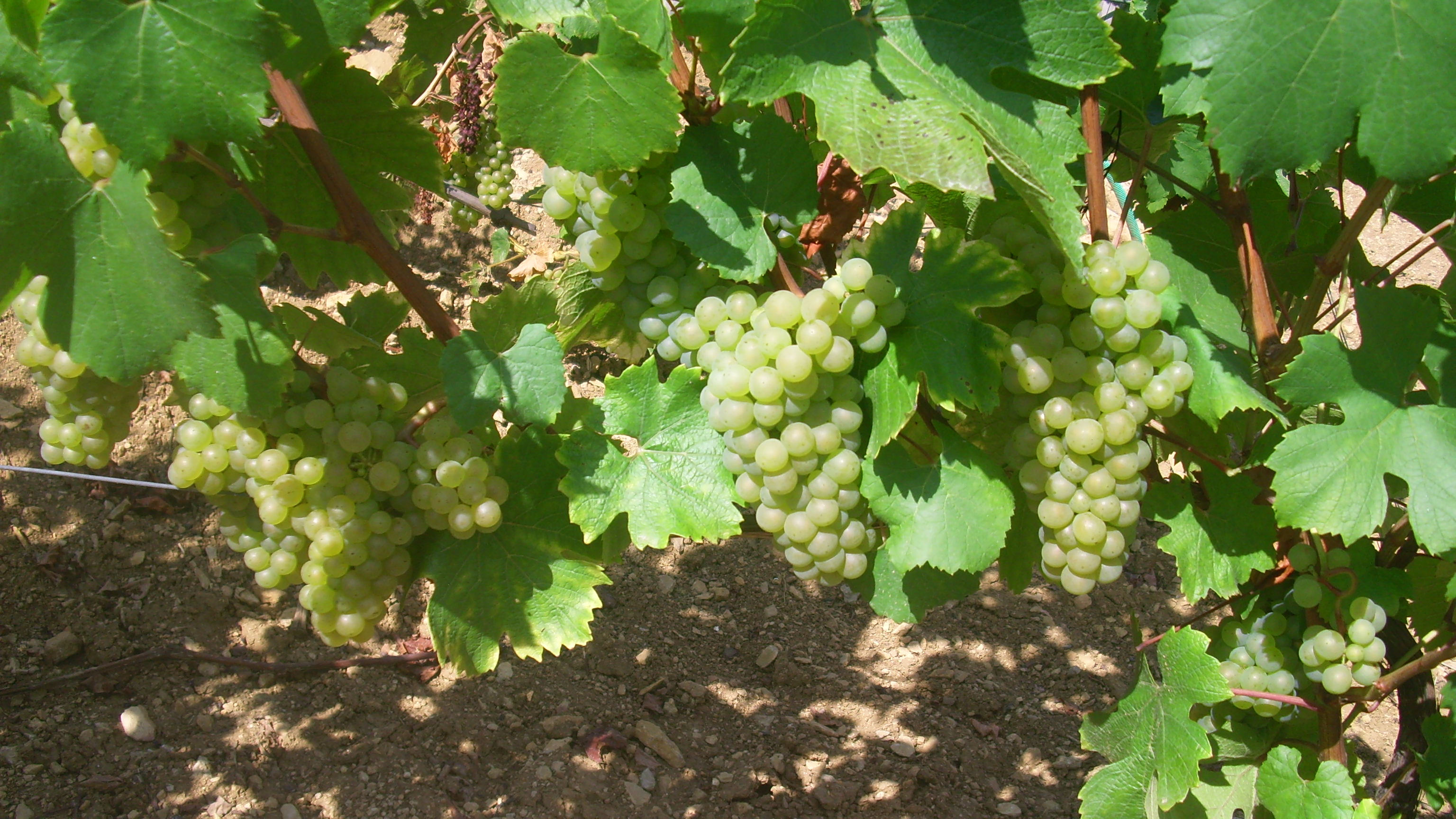
Grappes de chardonnay.

Le chardonnay est taillé généralement à long bois et, en taille courte, son rendement ne dépasse même pas les trente hectolitres par hectare. Il est sensible à l'oïdium et à la flavescence dorée. Il débourre un peu après le pinot noir, ce qui le rend également sensible aux gelées printanières. Le chardonnay est assez vigoureux ; des essais réalisés en Bourgogne ont montré que la qualité des vins diminuait au-delà d'un rendement de 70 hectolitres par hectare. Les teneurs en sucre des baies peuvent atteindre des niveaux élevés tout en conservant une acidité importante ce qui permet d'obtenir des vins particulièrement bien équilibrés, puissants et amples, avec beaucoup de gras et de volume. Les arômes sont typiques, complexes et intenses (fruits secs, noisette, grillé, fruits tropicaux, beurre, etc.). En Bourgogne, où il représente 46 % de la surface de vignes, il donne des grands vins blancs secs qui sont généralement élevés en fûts de chêne. Ses vins sont moyennement aromatiques dans leur jeunesse et gagnent avec l'élevage et un vieillissement de deux à quatre ans. À Chablis, les vins sont dominés par le minéral et la pierre. Dans la côte de Beaune, les vins sont gras, riches, avec des arômes de fumé et de fruits secs ou exotiques. Dans le mâconnais, ils ont de la fraîcheur, sont légers, vifs avec des arômes caractéristiques de fleur blanche.

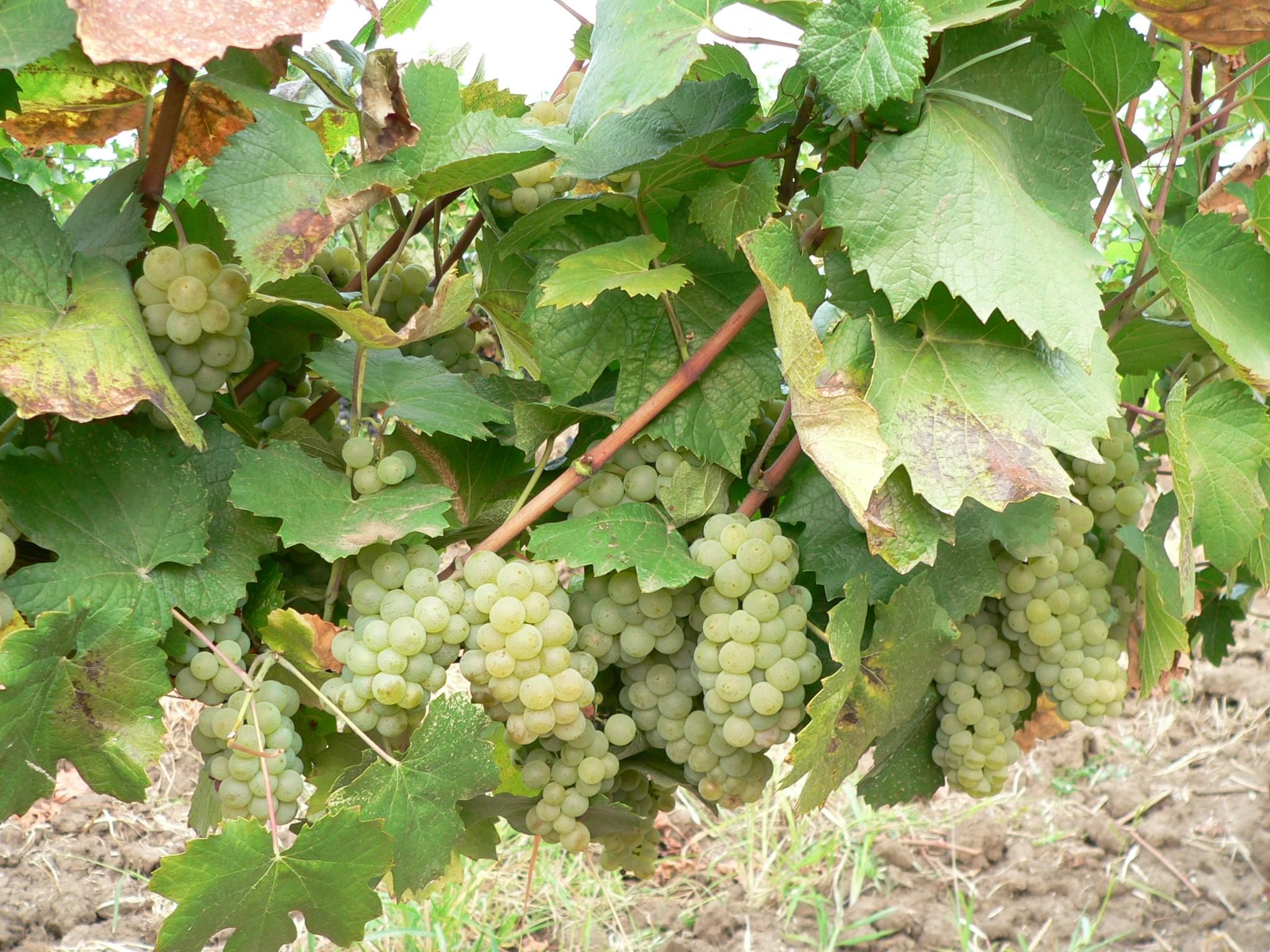
Grappes d'aligoté.

L'aligoté B, qui représente 6 % de la surface viticole de Bourgogne, est un cépage vigoureux et productif ; une analyse d'ADN a révélé que sa lignée est la même que celle du chardonnay : c'est un hybride naturel du gouais blanc avec le pinot noir. L'aligoté est très sensible à la pourriture grise et aux gelées de printemps ; il réussit mieux sur les plateaux et les hauts de versants que dans les piémonts. Il donne des vins légers, un peu acides et frais. Ils sont pauvres en tanins et peu parfumés. Les vins sont à boire jeunes et l'aligoté est souvent consommé en mélange avec de la crème de cassis qui donne le kir. À Bouzeron, il profite d'une appellation communale. Ailleurs, il est commercialisé en appellation régionale bourgogne aligoté.
Le melon B est un vieux cépage bourguignon peu utilisé dans sa région d'origine. Il débourre de bonne heure et est fréquemment atteint par des gelées printanières. Toutefois, ses bourgeons secondaires sont fertiles et permettent d'obtenir une partie de la récolte primaire. Aujourd'hui, il est plutôt connu sous le nom de muscadet (d'où le nom du vin de Loire le muscadet). En Bourgogne, il est encore planté à Vézelay et est utilisé (peu) comme cépage accessoire pour les appellations mâcon-blanc et crémant de Bourgogne.
Le sauvignon B occupe moins de 1 % de la surface en Bourgogne. C'est l'unique cépage de l'appellation saint-bris qui a accédé au statut d'AOC en 2002.
Le pinot blanc B est produit en toute petite quantité dans quelques AOC de Bourgogne (comme le marsannay par exemple).
Le sacy B donne des coteaux-bourguignons et crémant dans l'Yonne mais il est de plus en plus remplacé par le chardonnay.

## Les sols

### Géologie
En Bourgogne, le rôle de l'exposition par rapport à l'ensoleillement est primordial, de sorte que la géologie intervient d'abord en permettant de telles expositions. Le façonnement par les rivières intervient ensuite, en créant, par exemple, des versants exposés au sud dans une façade de faille ou de cuesta à regard vers l'est.
D'un point de vue géologique, le vignoble de Bourgogne se répartit en deux grands ensembles :

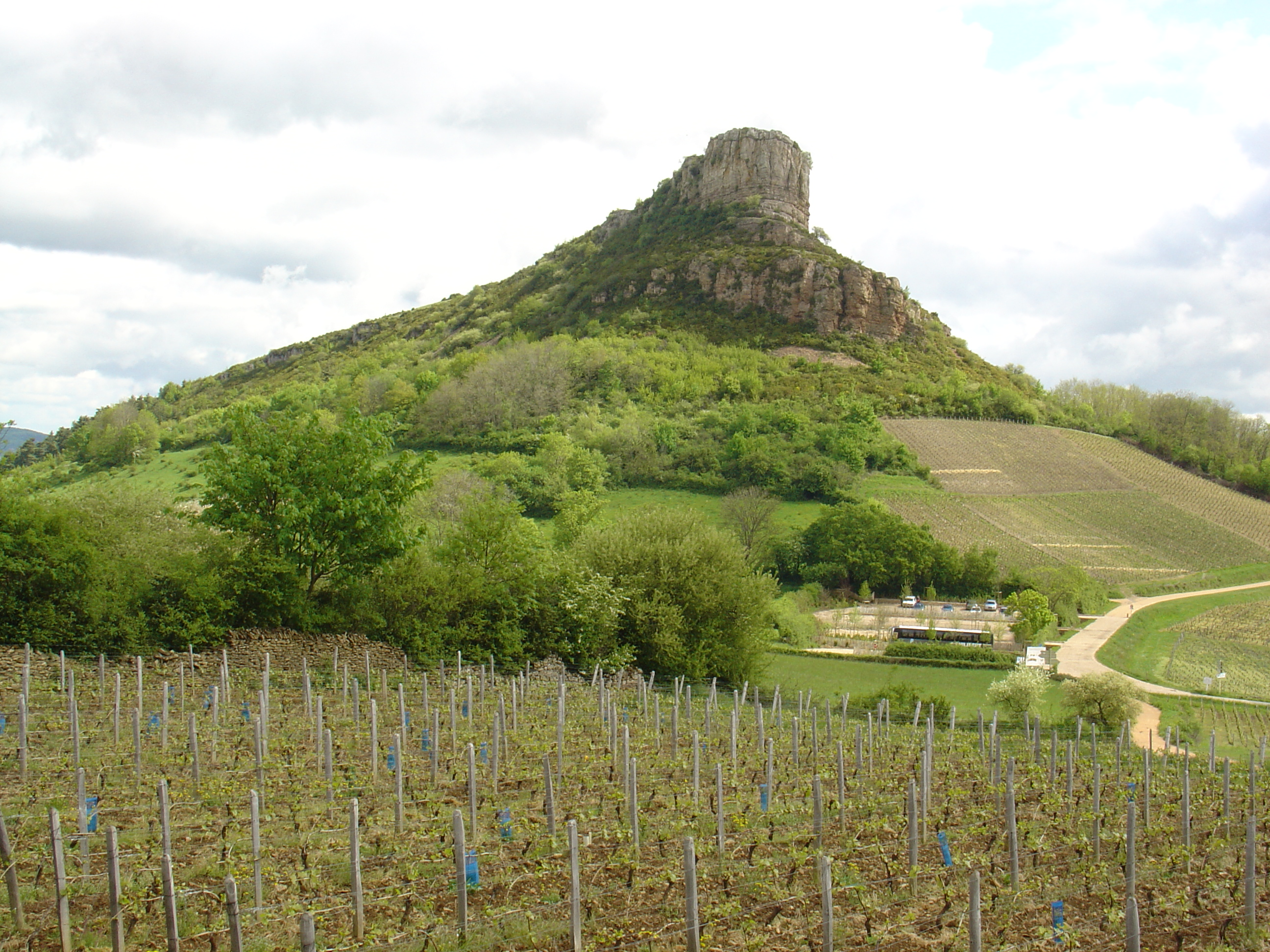
Vignoble au pied de la roche de Solutré.

- la façade orientale, sur faille : des reliefs du Massif central et des plateaux calcaires bourguignons, formant une suite presque rectiligne sur près de deux cents kilomètres de la côte de Nuits au Beaujolais. C'est une façade d'origine tectonique, due au système de failles le long duquel, à l'ère tertiaire, s'est affaissé le fossé de la Saône (fossé bressan). Cette façade est aujourd'hui façonnée par l'érosion et disséquée par les rivières descendant vers la Saône. Ce contact tectonique, assez brutal, entre les reliefs granitiques ou calcaires à l'ouest, et la plaine, née du remplissage sédimentaire du fossé bressan, à l'est, change de style, en même temps que la dénivellation s'atténue, du sud au nord[59] :
  - En Beaujolais, le socle cristallin du granite dit de Fleurie[61], vient au contact même de la plaine. La zone la plus qualitative pour le vignoble est le bas de la pente, où l'érosion a accumulé une bonne épaisseur de granite décomposé assurant un bon drainage : la « roche pourrie », mélange de sable acide et d'une quantité plus ou moins forte d'argile.
  - Le Mâconnais est découpé en une série de blocs parallèles, inclinés vers la Saône, qui ont chacun conservé une part de leur couverture sédimentaire d'âge triasique et jurassique. Ceci crée une série de crêtes calcaires et de versants très découpés, mais alignés parallèlement sur une cinquantaine de kilomètres, de Fuissé jusqu'au nord de Tournus.
  - La côte chalonnaise, moins rigoureusement ordonnée, est aussi faite de panneaux à ossature calcaire d'âge jurassique. La partie sud plonge vers l'ouest, en faisant vis-à-vis aux chaînons du Mâconnais, de l'autre côté de la vallée du Grosne. La partie nord est inclinée vers la plaine de la Saône, en enveloppant de manière presque périclinale l'extrémité nord-est du horst cristallin de Mont-Saint-Vincent.
  - Quant à la côte d'Or, divisée en côte de Beaune et côte de Nuits, elle est un relief de faille presque tiré au cordeau et correspond au tracé de la cassure majeure entre les plateaux calcaires, datant du Jurassique moyen ou supérieur, et le fossé bressan.
- La côte (cuesta) du Jurassique supérieur en Basse-Bourgogne pour le vignoble de Chablis et de Pouilly-sur-Loire. Prolongeant ce que, dans l'est du bassin de Paris, on appelle la Côte des Bar, la côte du Chablisien et de l'Auxerrois est due à la légère inclinaison des terrains vers le centre du bassin de Paris, c'est-à-dire vers le nord-ouest. Ces côtes proviennent de la superposition de deux formations géologiques différentes du Jurassique supérieur : les marnes et marno-calcaires à Exogyra virgula (petites huîtres), d'âge kimméridgien, et les calcaires du Barrois, d'âge tithonien.

Les calcaires forment la partie sommitale, résistante, du relief ; les marnes donnent le talus au-dessous. Dans ce relief, orienté nord-est sud-ouest, l'Yonne et ses affluents coulant vers Paris au nord-ouest, ont ouvert de grandes encoches qui augmentent considérablement la surface des versants porteurs des vignobles en leur donnant une exposition variée.

### Pédologie
Les types de sols sont à l'origine des différents terroirs viticoles de Bourgogne : ce sont eux qui spécifie les caractères propres des très nombreux vins produits ; car si l'extrême morcellement des parcelles est la règle partout, il se fonde en grande partie sur une juxtaposition d'affleurements géologiques variés : granites du socle hercynien du Primaire, couverture argileuse et calcaire du Secondaire, dépôts caillouteux ou argilo-sableux du Tertiaire et du Quaternaire. La diversité pédologique qui en résulte est à l'origine de la notion de terroir, appelé « climat » dans le vignoble bourguignon. Ces climats, aux noms particulièrement évocateurs (la Renarde, les Cailles, Genevrières, Montrecul…) sont les termes consacrés depuis au moins le XVIIIe siècle et désignent des surfaces de quelques hectares, parfois de quelques ouvrées, correspondant selon A. Vedel à « une entité naturelle s'extériorisant par l'unité du caractère du vin qu'elle produit ».
Une étude portant sur cinquante-neuf profils de sols établis dans la côte de Nuits montre que ce sont des critères morphologiques et physico-chimiques tels que la pente, la pierrosité, les taux d'argile et de calcaire qui permettent le mieux de distinguer l'échelle des appellations.
Les grandes appellations sont produites uniquement sur des sols calcaires. Le vignoble de Chablis dispose de sols calcaires ; les vignobles de la côte d'Or (côte de Beaune et côte de Nuits) bénéficient de sols argilo-calcaires ou marno-calcaires qui se sont formés par l'érosion progressive des hauts-plateaux calcaires. En Saône-et-Loire (côte chalonnaise et Mâconnais), ils sont constitués de sols argilo-calcaires avec des terres glaiseuses ou sableuses. Si l'on descend vers le sud jusqu'à atteindre le district du Beaujolais, le sol devient granitique et riche en argile, convenant davantage au cépage gamay qui domine dans cette contrée.

### Orographie
La plupart des grands crus de Bourgogne sont orientés à l'est avec une faible pente. D'autres terroirs viticoles de Bourgogne sont orientés au sud ou au sud-est avec une pente en moyenne assez faible (gevrey-chambertin entre autres) sauf pour quelques appellations qui, à certains endroits, présentent une pente plus élevée (Saint-Vallerin, notamment pour l'appellation montagny, Saint-Aubin…). L'altitude se situe généralement entre deux cents et quatre cents mètres.

## Climat
La Bourgogne offre un climat semi-continental (étés chauds, hivers froids). Des orages de grêle peuvent se produire en été, endommageant les raisins et entraînant leur pourriture.
Les hivers sont très froids sur les collines élevées du Châtillonnais, de l’Auxois et du Morvan. La vallée de la Saône et les vallées abritées possèdent une température douce et tempérée. Les gelées printanières, surtout dans le Chablisien, sont parfois redoutables et diminuent la récolte comme ce fut le cas en 1902, 1921, 1930 et 1945.
Les jours de pluie se répartissent assez équitablement sur l’année avec un maximum en automne et un minimum en été. L’influence du relief joue sur la répartition géographique des pluies. Les Arrières-Côtes forment un écran au vignoble qui, de ce fait, reçoit moins d’eau.
Ainsi, l’orientation du vignoble joue un rôle important. Les expositions sud et sud–est sont privilégiées. L’implantation se fait le plus souvent sur les coteaux à l’abri des vents dominants venant du sud-ouest (deux cent quarante-neuf jours par an).
Du fait de la situation septentrionale du vignoble, la notion du millésime est importante.

### Températures, précipitations

#### Auxerre
Pour la station météorologique d'Auxerre (à 207 mètres d'altitude : 47° 48′ 05″ N, 3° 32′ 44″ E), les valeurs climatiques sont :
| Mois                              | jan. | fév. | mars | avril | mai  | juin | jui. | août | sep. | oct. | nov. | déc. | année |
| --------------------------------- | ---- | ---- | ---- | ----- | ---- | ---- | ---- | ---- | ---- | ---- | ---- | ---- | ----- |
| Température minimale moyenne (°C) | 0,1  | 0,7  | 2,5  | 4,7   | 8,2  | 11,4 | 13,3 | 13,1 | 10,7 | 7,5  | 3,2  | 0,8  | 6,4   |
| Température moyenne (°C)          | 2,9  | 4,2  | 6,7  | 9,7   | 13,4 | 16,7 | 19,1 | 18,7 | 16   | 11,9 | 6,4  | 3,5  | 10,8  |
| Température maximale moyenne (°C) | 5,6  | 7,7  | 10,9 | 14,7  | 18,6 | 22,1 | 24,9 | 24,3 | 21,4 | 16,3 | 9,7  | 6,2  | 15,2  |
| Ensoleillement (h)                | 53   | 86   | 126  | 167   | 192  | 222  | 255  | 224  | 181  | 126  | 71   | 55   | 1 758 |
| Précipitations (mm)               | 54,2 | 50,1 | 49   | 43,4  | 74,9 | 62,5 | 47,2 | 54,9 | 52,1 | 58,1 | 52,8 | 57,3 | 656,5 |

| Mois                              | jan. | fév. | mars  | avril | mai  | juin  | jui.  | août  | sep.  | oct.  | nov. | déc. | année   |
| --------------------------------- | ---- | ---- | ----- | ----- | ---- | ----- | ----- | ----- | ----- | ----- | ---- | ---- | ------- |
| Température minimale moyenne (°C) | 1,1  | 1    | 3,6   | 5,7   | 9,6  | 12,6  | 14,5  | 14,5  | 11,1  | 8,2   | 4,3  | 1,7  | 7,3     |
| Température moyenne (°C)          | 3,8  | 4,5  | 8,1   | 10,9  | 15   | 18,1  | 20,2  | 20,3  | 16,2  | 12,4  | 7,3  | 4,2  | 11,7    |
| Température maximale moyenne (°C) | 6,4  | 8    | 12,6  | 16    | 20,4 | 23,5  | 25,9  | 26,1  | 21,4  | 16,6  | 10,3 | 6,7  | 16,2    |
| Nombre de jours avec gel          | 13,2 | 11,3 | 6,1   | 1,7   | 0    | 0     | 0     | 0     | 0     | 1,3   | 5    | 11,4 | 50      |
| Ensoleillement (h)                | 60,7 | 85,5 | 142,6 | 174,2 | 205  | 212,6 | 231,2 | 225,8 | 178,2 | 119,6 | 64,3 | 50,4 | 1 750,1 |
| Précipitations (mm)               | 51,3 | 47,5 | 49,8  | 60    | 61,2 | 54,1  | 57,5  | 61,6  | 62    | 70    | 64,9 | 64,3 | 704,3   |

| Diagramme climatique                                  |        |             |         |             |              |              |              |            |           |             |            |
| J                                                     | F      | M           | A       | M           | J            | J            | A            | S          | O         | N           | D          |
| 6,41,151,3                                            | 8147,5 | 12,63,649,8 | 165,760 | 20,49,661,2 | 23,512,654,1 | 25,914,557,5 | 26,114,561,6 | 21,411,162 | 16,68,270 | 10,34,364,9 | 6,71,764,3 |
| Moyennes : • Temp. maxi et mini °C • Précipitation mm |        |             |         |             |              |              |              |            |           |             |            |

#### Dijon
Les données climatiques de la station météorologique d'Ouges (l'aéroport de Dijon-Bourgogne, anciennement Dijon-Longvic, 47° 16′ 04″ N, 5° 05′ 18″ E) sont :
| Mois                              | jan. | fév. | mars  | avril | mai   | juin  | jui.  | août  | sep.  | oct.  | nov. | déc. | année   |
| --------------------------------- | ---- | ---- | ----- | ----- | ----- | ----- | ----- | ----- | ----- | ----- | ---- | ---- | ------- |
| Température minimale moyenne (°C) | −1   | 0,1  | 2,2   | 5     | 8,7   | 12    | 14,1  | 13,7  | 10,9  | 7,2   | 2,5  | −0,2 | 6,3     |
| Température moyenne (°C)          | 1,6  | 3,6  | 6,5   | 9,8   | 13,7  | 17,2  | 19,7  | 19,1  | 16,1  | 11,3  | 5,6  | 2,3  | 10,5    |
| Température maximale moyenne (°C) | 4,2  | 7    | 10,9  | 14,7  | 18,7  | 22,4  | 25,3  | 24,5  | 21,3  | 15,5  | 8,6  | 4,8  | 14,8    |
| Nombre de jours avec gel          | 17,3 | 13,4 | 9,8   | 1,9   | 0,1   | 0     | 0     | 0     | 0     | 0,6   | 8,3  | 16,1 | 67,5    |
| Ensoleillement (h)                | 53,1 | 88,4 | 140,3 | 177,8 | 204,5 | 234,9 | 266,3 | 229,4 | 193,7 | 121,4 | 67,7 | 53,8 | 1 831,3 |
| Précipitations (mm)               | 59,2 | 52,5 | 52,8  | 52,2  | 86,3  | 62,4  | 51    | 65,4  | 66,6  | 57,2  | 64,2 | 62   | 731,8   |

| Mois                              | jan. | fév. | mars  | avril | mai   | juin  | jui.  | août  | sep.  | oct. | nov. | déc. | année   |
| --------------------------------- | ---- | ---- | ----- | ----- | ----- | ----- | ----- | ----- | ----- | ---- | ---- | ---- | ------- |
| Température minimale moyenne (°C) | −0,2 | 0    | 2,6   | 5,2   | 9,2   | 12,8  | 14,9  | 14,6  | 11    | 7,6  | 3,3  | 0,7  | 6,8     |
| Température moyenne (°C)          | 2,7  | 3,8  | 7,5   | 10,7  | 14,6  | 18,5  | 20,8  | 20,4  | 16,4  | 11,8 | 6,5  | 3,4  | 11,4    |
| Température maximale moyenne (°C) | 5,6  | 7,6  | 12,5  | 16,2  | 20    | 24,2  | 26,7  | 26,2  | 21,7  | 16,1 | 9,7  | 6,1  | 16,1    |
| Nombre de jours avec gel          | 16   | 14,6 | 7,7   | 2,1   | 0     | 0     | 0     | 0     | 0     | 1,1  | 6,5  | 13,6 | 61,6    |
| Ensoleillement (h)                | 60,8 | 95,1 | 159,8 | 193,7 | 215,5 | 240,3 | 256,9 | 239,7 | 190,9 | 118  | 66,5 | 52,9 | 1 890,1 |
| Précipitations (mm)               | 56,8 | 42,9 | 48,2  | 57,5  | 76,1  | 65,8  | 64,9  | 62    | 56,4  | 73,6 | 77,6 | 61,6 | 742,4   |

| Diagramme climatique                                  |          |             |             |           |              |              |            |            |             |            |            |
| J                                                     | F        | M           | A           | M         | J            | J            | A          | S          | O           | N          | D          |
| 5,6−0,256,8                                           | 7,6042,9 | 12,52,648,2 | 16,25,257,5 | 209,276,1 | 24,212,865,8 | 26,714,964,9 | 26,214,662 | 21,71156,4 | 16,17,673,6 | 9,73,377,6 | 6,10,761,6 |
| Moyennes : • Temp. maxi et mini °C • Précipitation mm |          |             |             |           |              |              |            |            |             |            |            |

#### Mâcon
Pour la station météorologique de Charnay-lès-Mâcon (à 219 mètres d'altitude, en bordure de l'aérodrome : 46° 17′ 40″ N, 4° 47′ 40″ E), les valeurs climatiques sont :
| Mois                              | jan. | fév. | mars  | avril | mai   | juin  | jui.  | août  | sep.  | oct.  | nov. | déc. | année   |
| --------------------------------- | ---- | ---- | ----- | ----- | ----- | ----- | ----- | ----- | ----- | ----- | ---- | ---- | ------- |
| Température minimale moyenne (°C) | −0,6 | 0,7  | 2,5   | 5,2   | 8,9   | 12,3  | 12,4  | 13,9  | 11,1  | 7,5   | 2,9  | 0,1  | 6,6     |
| Température moyenne (°C)          | 2,1  | 4    | 6,8   | 10    | 13,9  | 17,5  | 20,1  | 19,4  | 16,4  | 11,7  | 6    | 2,7  | 10,9    |
| Température maximale moyenne (°C) | 4,9  | 7,3  | 11,1  | 14,8  | 18,9  | 22,8  | 25,7  | 24,9  | 21,7  | 15,9  | 9,1  | 5,3  | 15,2    |
| Ensoleillement (h)                | 56,1 | 87,8 | 146,5 | 185,9 | 211,6 | 249,3 | 288,9 | 250,2 | 202,8 | 124,5 | 68,6 | 52,5 | 1 924,7 |
| Précipitations (mm)               | 66,3 | 60,9 | 58,7  | 69,4  | 85,9  | 74,7  | 58,1  | 77,1  | 75,7  | 71,7  | 72,7 | 70,4 | 841,4   |

| Mois                              | jan. | fév. | mars  | avril | mai   | juin  | jui.  | août  | sep.  | oct.  | nov. | déc. | année   |
| --------------------------------- | ---- | ---- | ----- | ----- | ----- | ----- | ----- | ----- | ----- | ----- | ---- | ---- | ------- |
| Température minimale moyenne (°C) | 0,7  | 1    | 3,8   | 6,5   | 10,5  | 14,1  | 15,9  | 15,4  | 11,7  | 8,6   | 4,2  | 1,5  | 7,8     |
| Température moyenne (°C)          | 3,5  | 4,6  | 8,5   | 11,7  | 15,7  | 19,5  | 21,5  | 21,1  | 17    | 12,7  | 7,4  | 4,1  | 12,3    |
| Température maximale moyenne (°C) | 6,3  | 8,3  | 13,2  | 16,8  | 20,8  | 24,8  | 27,1  | 26,9  | 22,3  | 16,9  | 10,5 | 6,7  | 16,7    |
| Nombre de jours avec gel          | 13,2 | 11,7 | 4,7   | 0,7   | 0     | 0     | 0     | 0     | 0     | 0,8   | 4,3  | 11,2 | 46,6    |
| Ensoleillement (h)                | 61,6 | 96   | 163,7 | 191,7 | 216,5 | 249,1 | 274,9 | 251,1 | 194,8 | 120,3 | 71,3 | 52,1 | 1 943,1 |
| Précipitations (mm)               | 58,1 | 48,9 | 49,1  | 65,5  | 75,7  | 69,8  | 72,2  | 72,6  | 71,1  | 91,1  | 92,8 | 66,7 | 833,7   |

| Diagramme climatique                                  |          |             |             |              |              |              |              |              |             |             |            |
| J                                                     | F        | M           | A           | M            | J            | J            | A            | S            | O           | N           | D          |
| 6,30,758,1                                            | 8,3148,9 | 13,23,849,1 | 16,86,565,5 | 20,810,575,7 | 24,814,169,8 | 27,115,972,2 | 26,915,472,6 | 22,311,771,1 | 16,98,691,1 | 10,54,292,8 | 6,71,566,7 |
| Moyennes : • Temp. maxi et mini °C • Précipitation mm |          |             |             |              |              |              |              |              |             |             |            |

### Ensoleillement
Sur ces trois villes, les valeurs d'ensoleillement de 1961 à 1990 (en nombre d'heures) :
| Mois    | Jan  | Fev  | Mar   | Avr   | Mai   | Jui   | Jui   | Aou   | Sep   | Oct   | Nov  | Dec  | Année  |
| ------- | ---- | ---- | ----- | ----- | ----- | ----- | ----- | ----- | ----- | ----- | ---- | ---- | ------ |
| Auxerre | 53   | 86   | 126   | 167   | 192   | 222   | 255   | 224   | 181   | 126   | 71   | 55   | 1758   |
| Dijon   | 53,1 | 88,4 | 140,3 | 177,8 | 204,4 | 234,9 | 266,2 | 229,4 | 193,7 | 124,4 | 67,7 | 53,8 | 1831,1 |
| Mâcon   | 56,1 | 87,8 | 146,5 | 185,9 | 211,6 | 249,3 | 288,9 | 250,2 | 202,8 | 124,5 | 68,6 | 52,5 | 1927,7 |
|         |      |      |       |       |       |       |       |       |       |       |      |      |        |

## Méthodes culturales

### Travail manuel
Le travail manuel commence par la taille :
- En guyot simple, avec une baguette de cinq à huit yeux et un courson de un à trois yeux[68]. Cette taille est réalisée sur la côte de nuits, la côte de beaune et la côte chalonnaise.
- En gobelet, avec deux à cinq coursons de deux à trois yeux[68]. Cette taille peut être réalisée sur le cépage gamay.
- En cordon de royat, avec trois à cinq coursons de deux à trois yeux implantés horizontalement sur un bras (gros sarments de plusieurs années)[68].

Ce travail s’effectue de novembre à mars maximum.

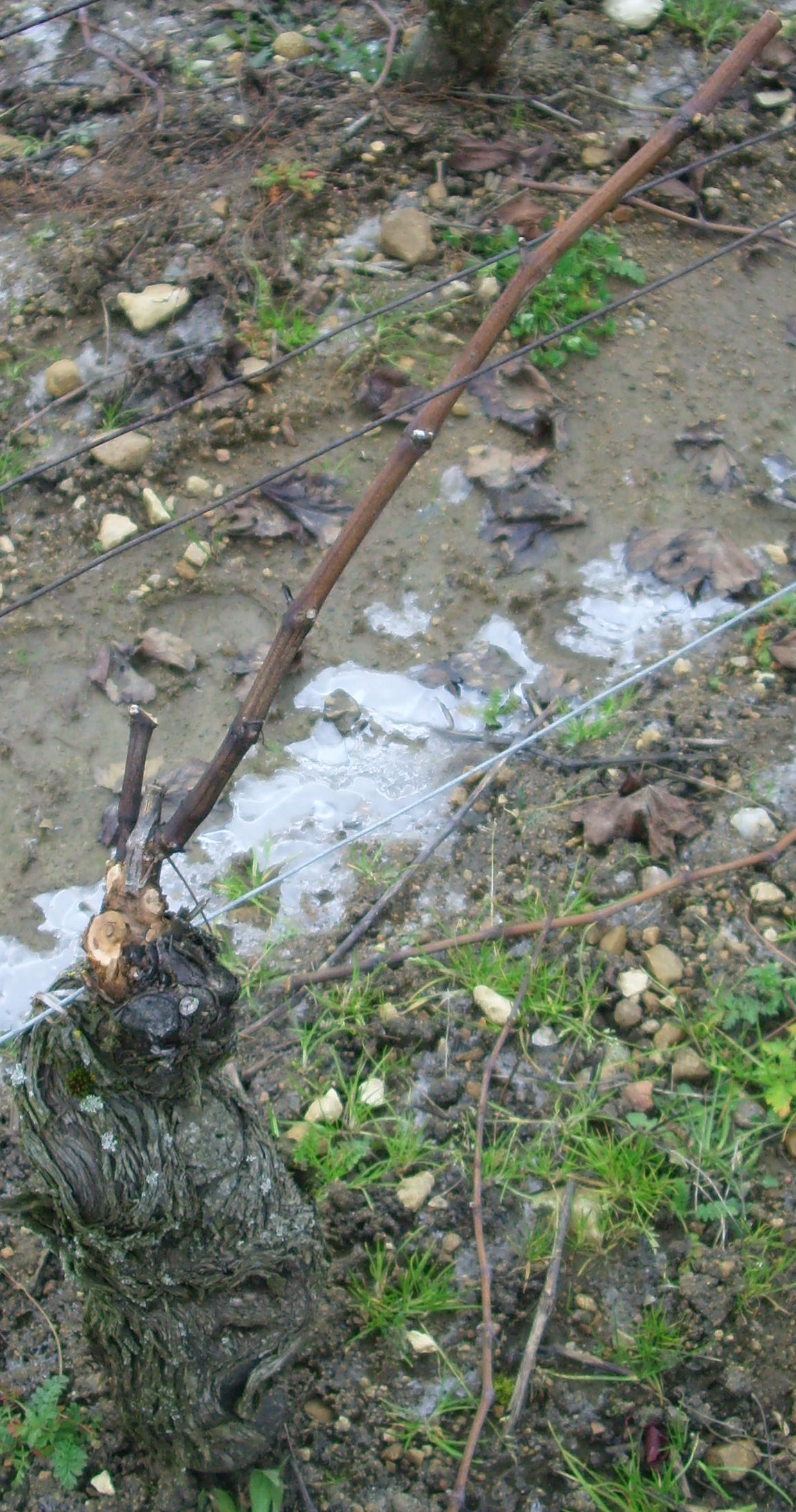
Pied de vigne taillé en « guyot simple ».
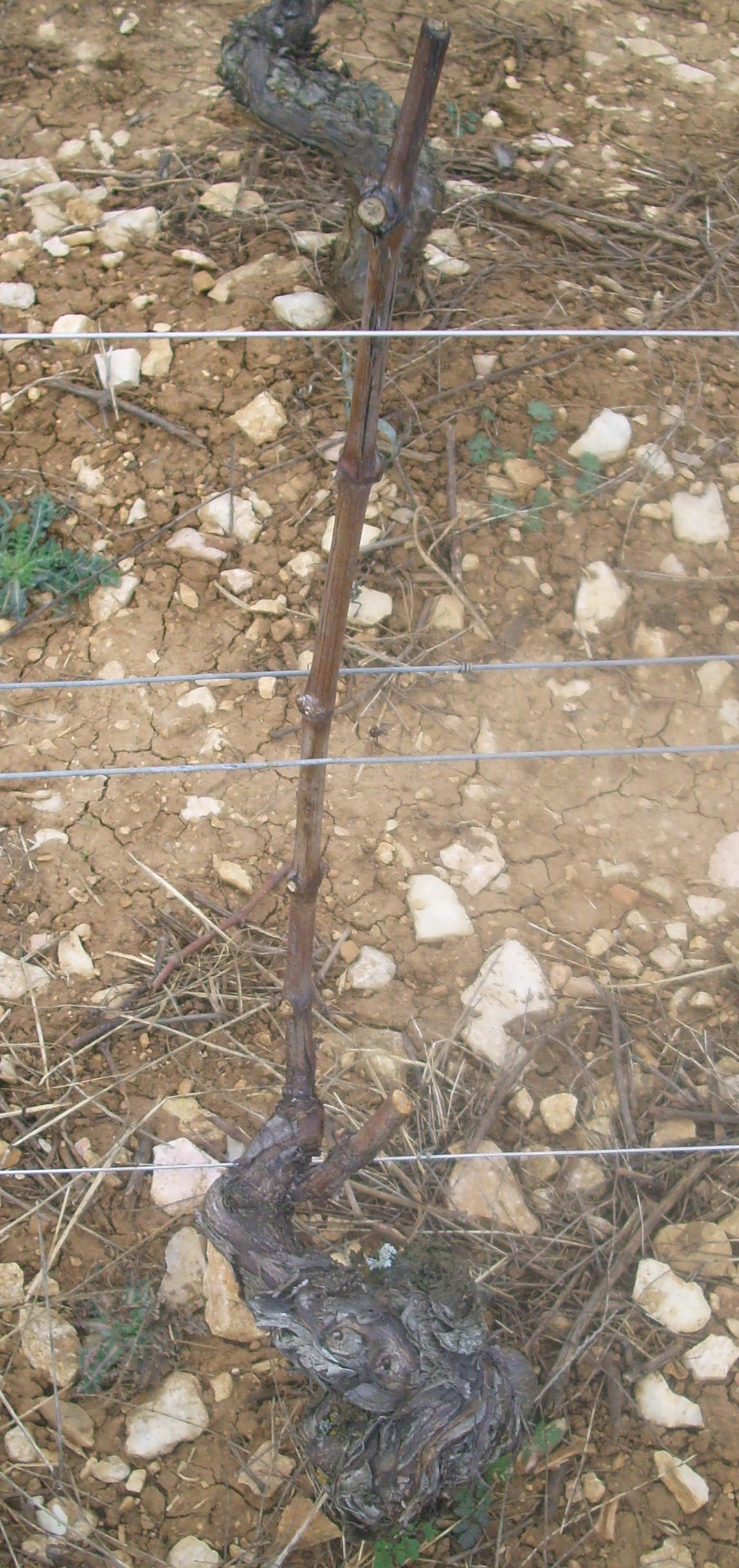
Pied de vigne taillé en « guyot simple ».
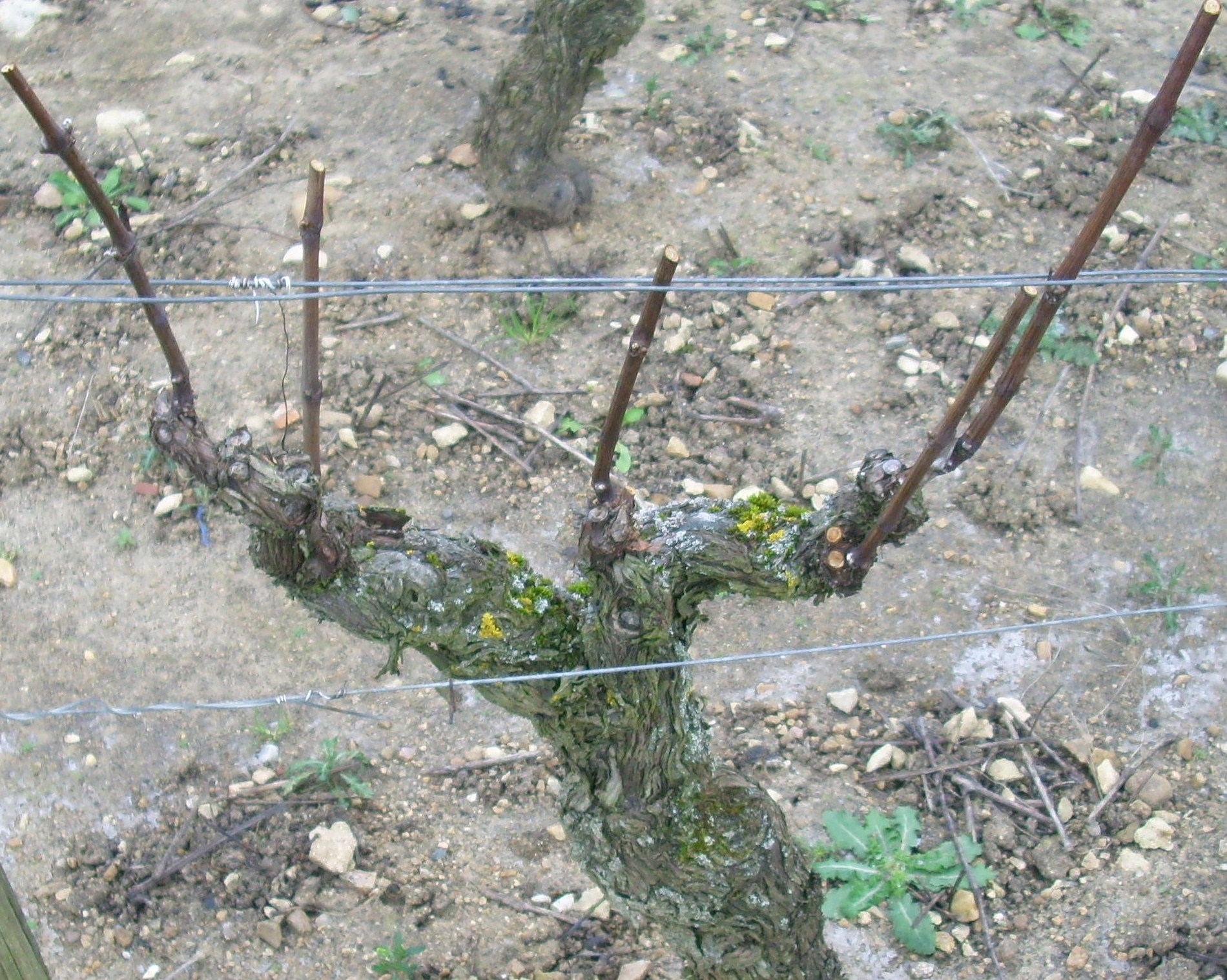
Pied de vigne taillé en « gobelet » (en pré-taille).
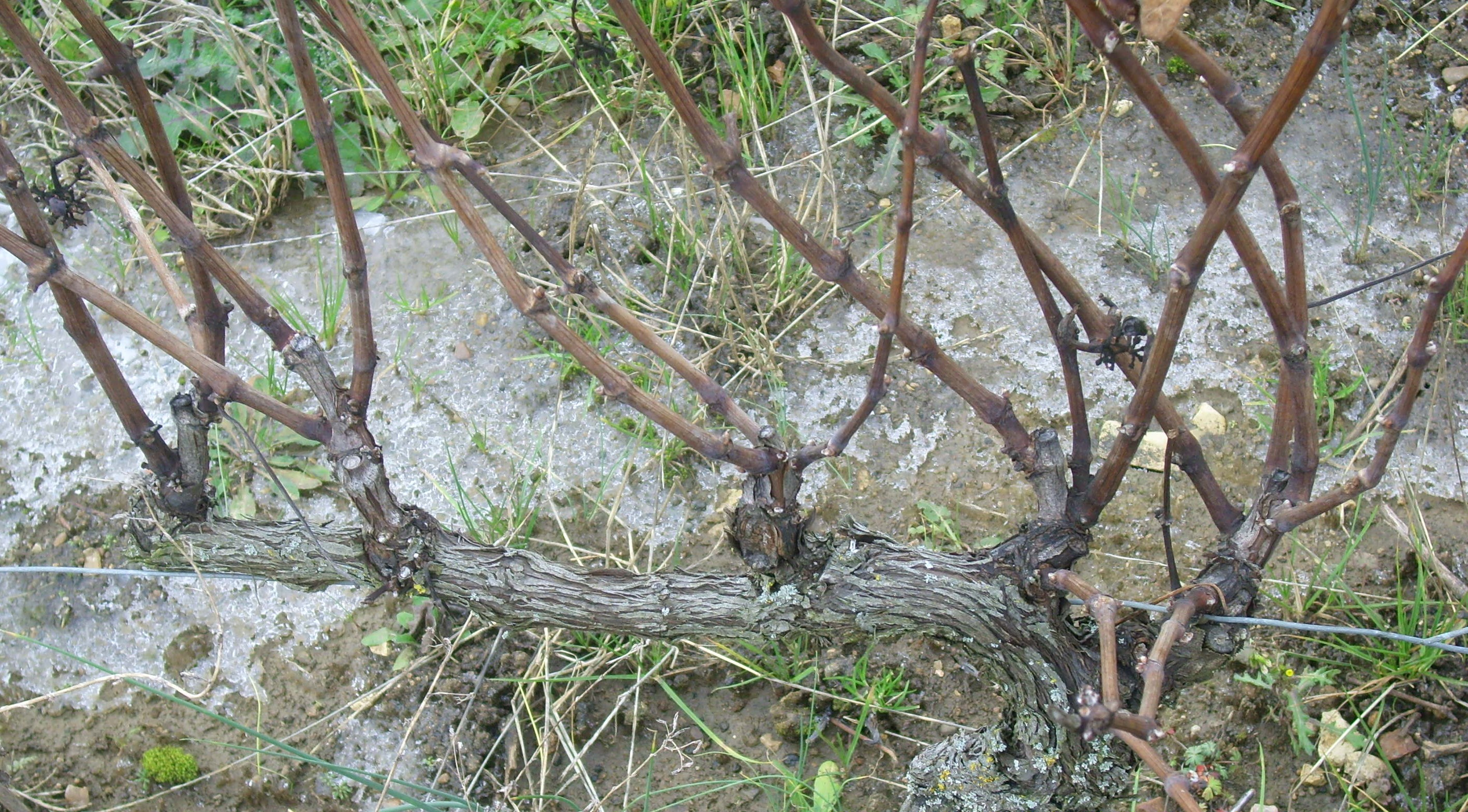
Pied de vigne ayant pour type de taille le « cordon de royat ».

Le tirage des sarments suit la taille. Les sarments sont enlevés et peuvent être brûlés (avec une charrette à sarments – dite « breulot » – ou mis en tas, sortis et brûlés au bout de la vigne) ou mis au milieu du rang pour être broyés (à l'aide d'un enjambeur). Le tirage des sarments se fait dès que la vigne est taillée (novembre à avril au plus tard).
Une fois le sarment tiré se déroulent les réparations, de février à avril au plus tard. Tout le système de palissage est réparé s'il y a de la casse : piquets, fils de fer, etc.

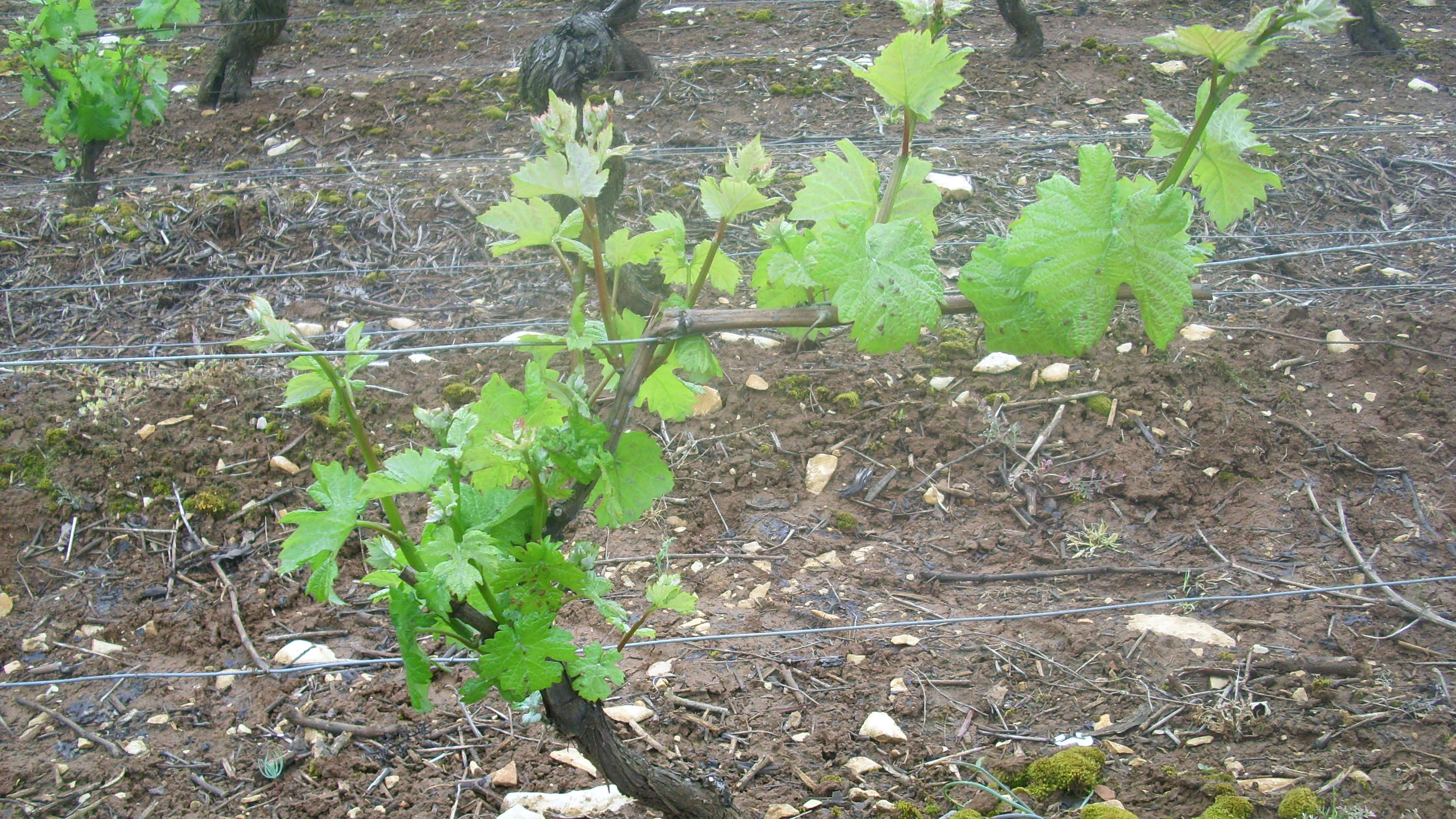
Pied de vigne avant un ébourgeonnage.

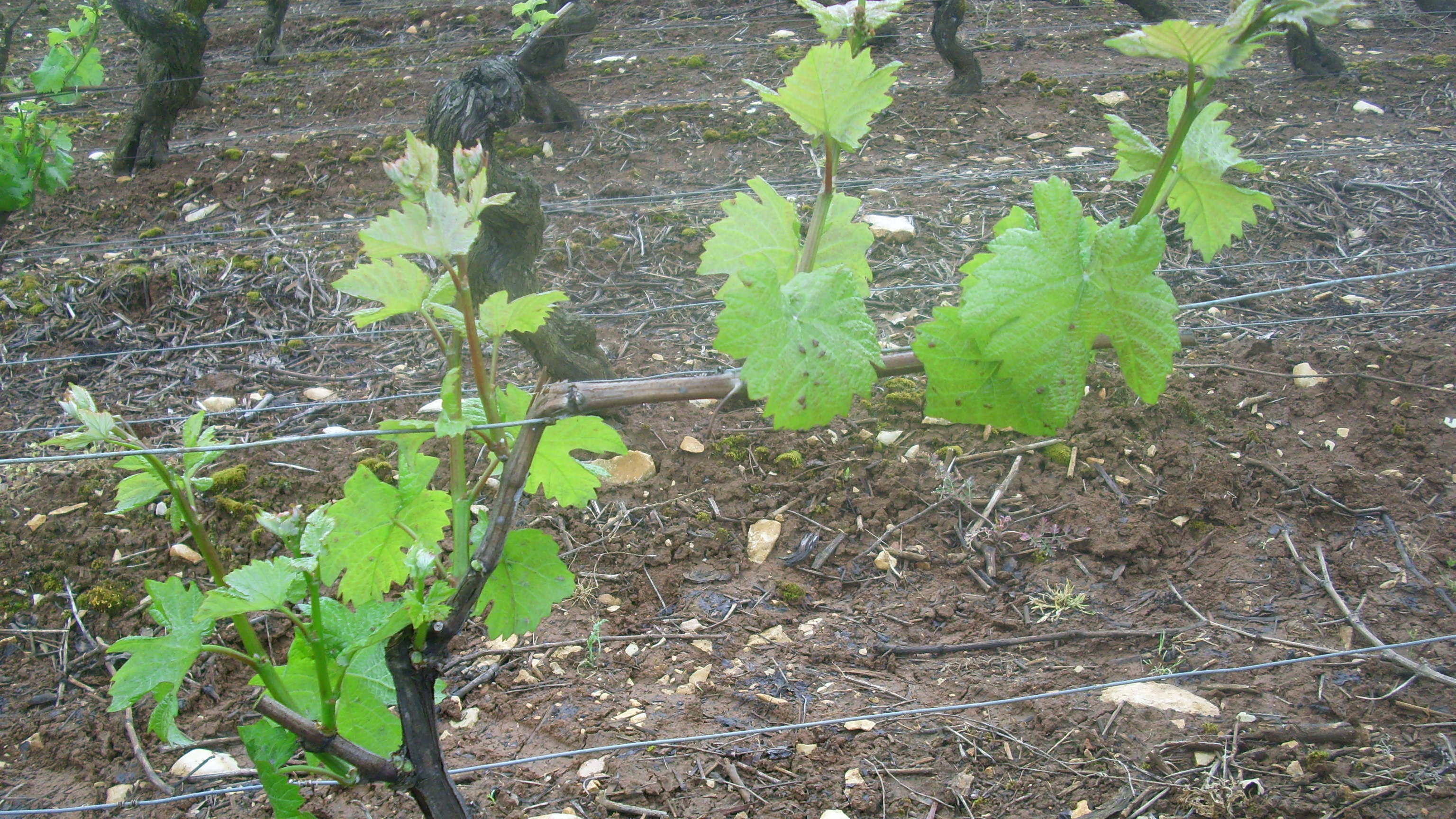
Pied de vigne après un ébourgeonnage.

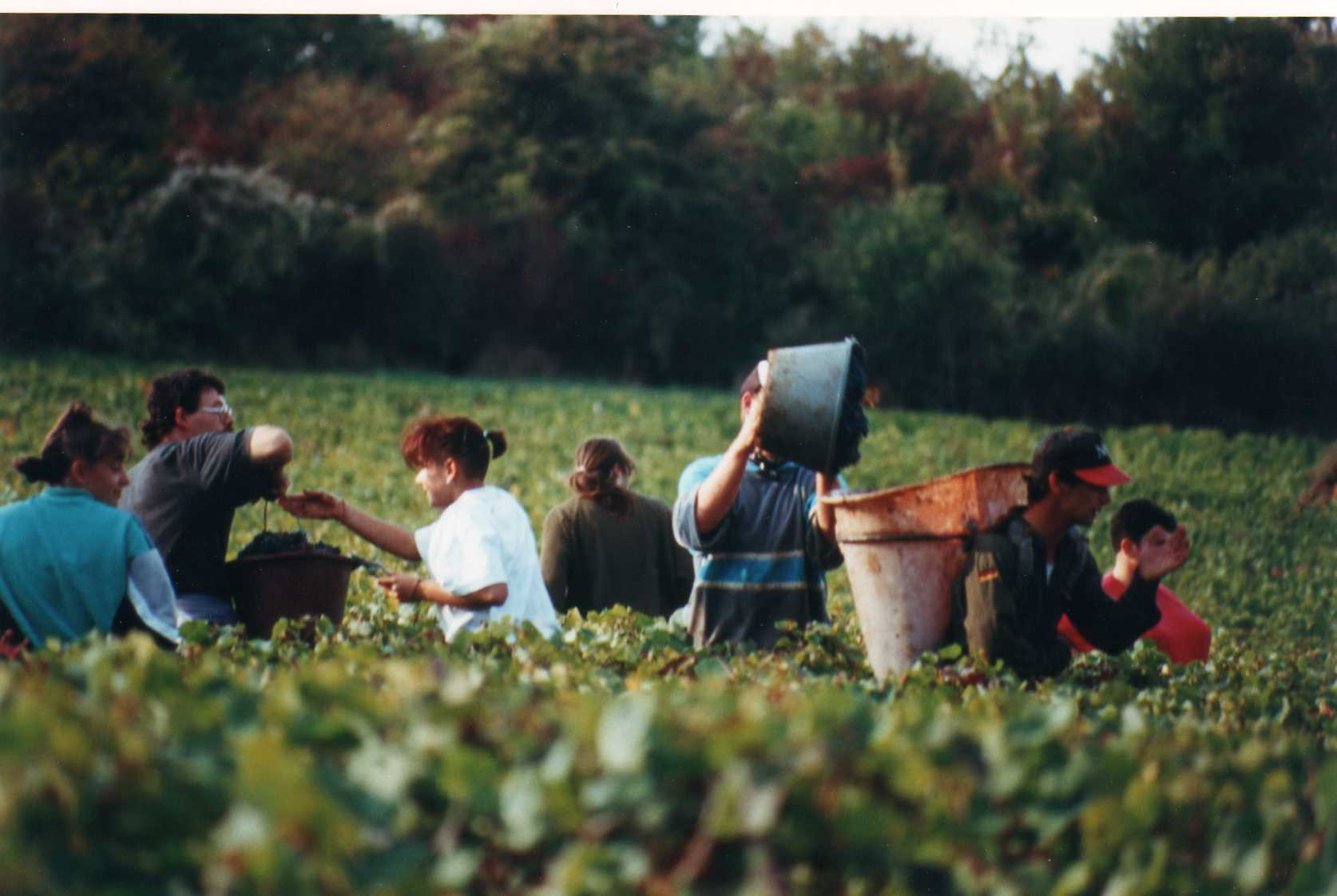
Vendanges en Côte chalonnaise.

Puis vient le pliage des baguettes. Cette méthode est applicable dans une vigne taillée en guyot simple. Les baguettes sont pliées et attachées sur le fil le plus bas du système de palissage (appelé fil baguette). Le pliage est fait de février à fin avril au plus tard.
Éventuellement après le pliage des baguettes, une plantation de nouvelles greffes est réalisée, soit en avril-mai. À la place de pieds de vignes manquants, de nouvelles greffes de vignes (ou plants de vignes) sont plantées.
L'ébourgeonnage peut commencer dès que la vigne a commencé à pousser. Cette méthode est quasiment appliquée partout dans la Bourgogne. Elle consiste d'abord à supprimer les nouvelles pousses (ou bourres) sur le vieux bois du cep, puis à enlever les doubles et triples bourres (les deux ou trois pousses implantées sur un même œil). Cette méthode permet en partie de réguler les rendements ; elle se fait de mi-avril à début juin.
Le relevage est pratiqué lorsque la vigne commence à avoir bien poussé, c’est-à-dire de fin mai à fin juin. Elle consiste à relever les deux fils releveurs (ou volants) aux piquets et à placer des agrafes spéciales entre deux piquets pour rejoindre ces deux fils. En général, deux à trois relevages sont pratiqués.
La vendange en vert est en train de se généraliser en Bourgogne. Elle consiste à supprimer des raisins verts (non mûrs, raisin avant véraison) ou rosés (pas encore mûrs mais ayant déjà passé le stade de la véraison). Cette opération est faite, de juillet à août, dans le but de réguler les rendements et surtout d'augmenter la qualité des raisins restants.
Pour finir, les vendanges en septembre (exceptionnellement au mois d'août en 2003 et 2007) : on procède à la récolte du raisin lorsque celui-ci est à maturité.

### Travail mécanique
L'enjambeur est d'une aide précieuse.
La pré-taille est effectuée avant la taille, dans le but de réduire le temps de taille ainsi que sa facilité.
Le broyage des sarments est réalisé lorsque les sarments sont tirés et mis au milieu du rang, de novembre à avril au plus tard.
Le trou (ou tarière) est fait en automne et en hiver à la tarière, là où les pieds de vignes sont manquants en vue de planter des greffes au printemps.
Le labourage ou griffage est réalisé dans le but d'aérer les sols et de supprimer des mauvaises herbes. Cette méthode est revenue en force depuis une dizaine d'années ; elle s’effectue quasiment toute l'année.
Le désherbage est fait chimiquement, de mars à août pour tuer les mauvaises herbes.
Le traitement des vignes est réalisé dans le but de les protéger contre certaines maladies cryptogamiques (mildiou, oïdium, pourriture grise, etc.), certains insectes (eudémis et cochylis) et certains acariens. Les traitements sur une année peuvent aller de six (années avec une faible pression de maladie) à dix voire douze (années avec une forte pression de maladie). La période de traitement se situe dès que la vigne a poussé un peu (avril) jusqu'à trente jours minimum avant la vendange (mi-août).
Le rognage consiste à reciper ou couper les branches de vignes (rameaux) qui dépassent du système de palissage. Période : de juin à début septembre.
Les vendanges mécaniques se font avec une machine à vendanger, normalement en septembre, comme la vendange classique.

Machines pour le travail de la vigne
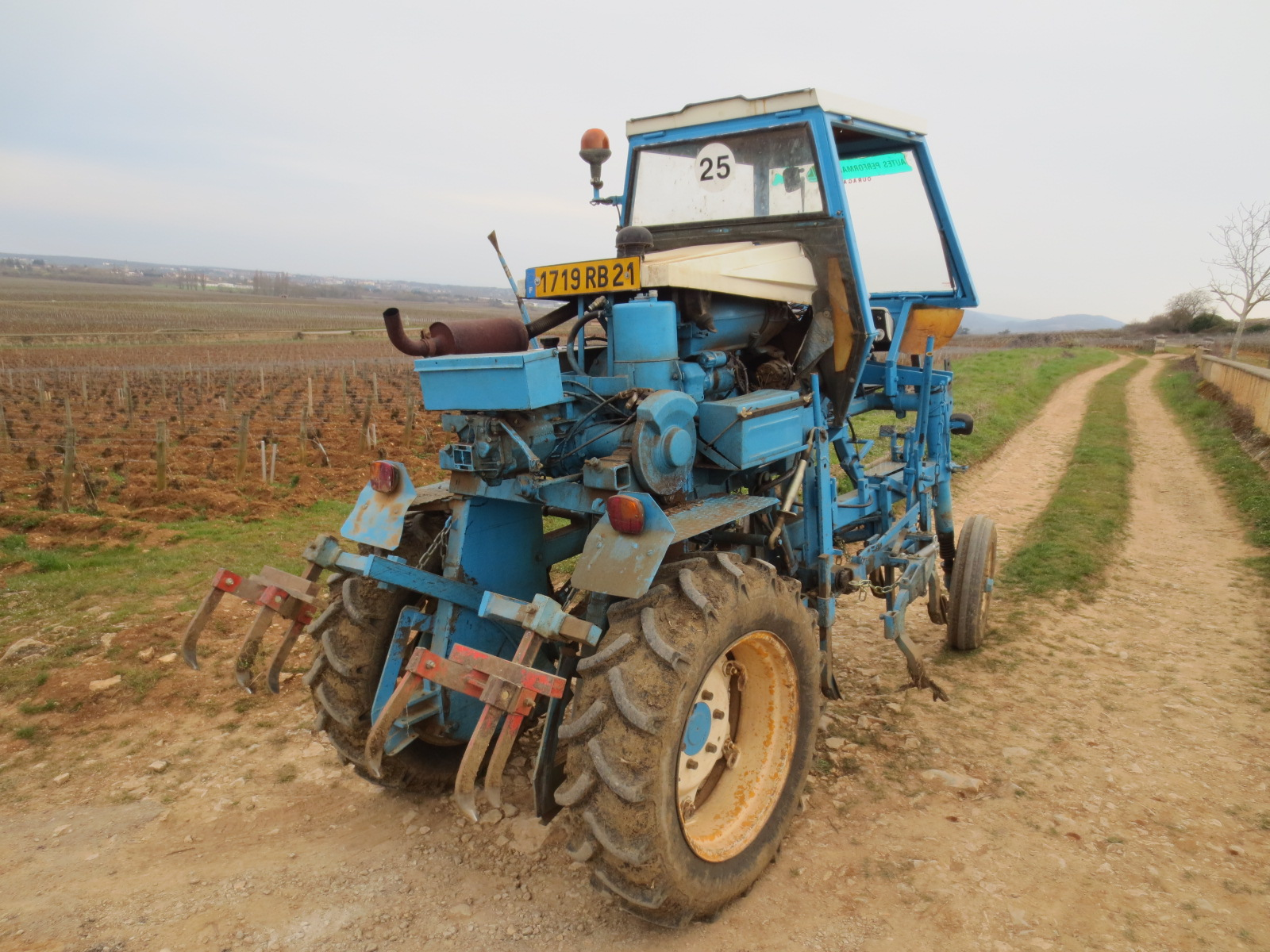
Enjambeur avec socs de labour.
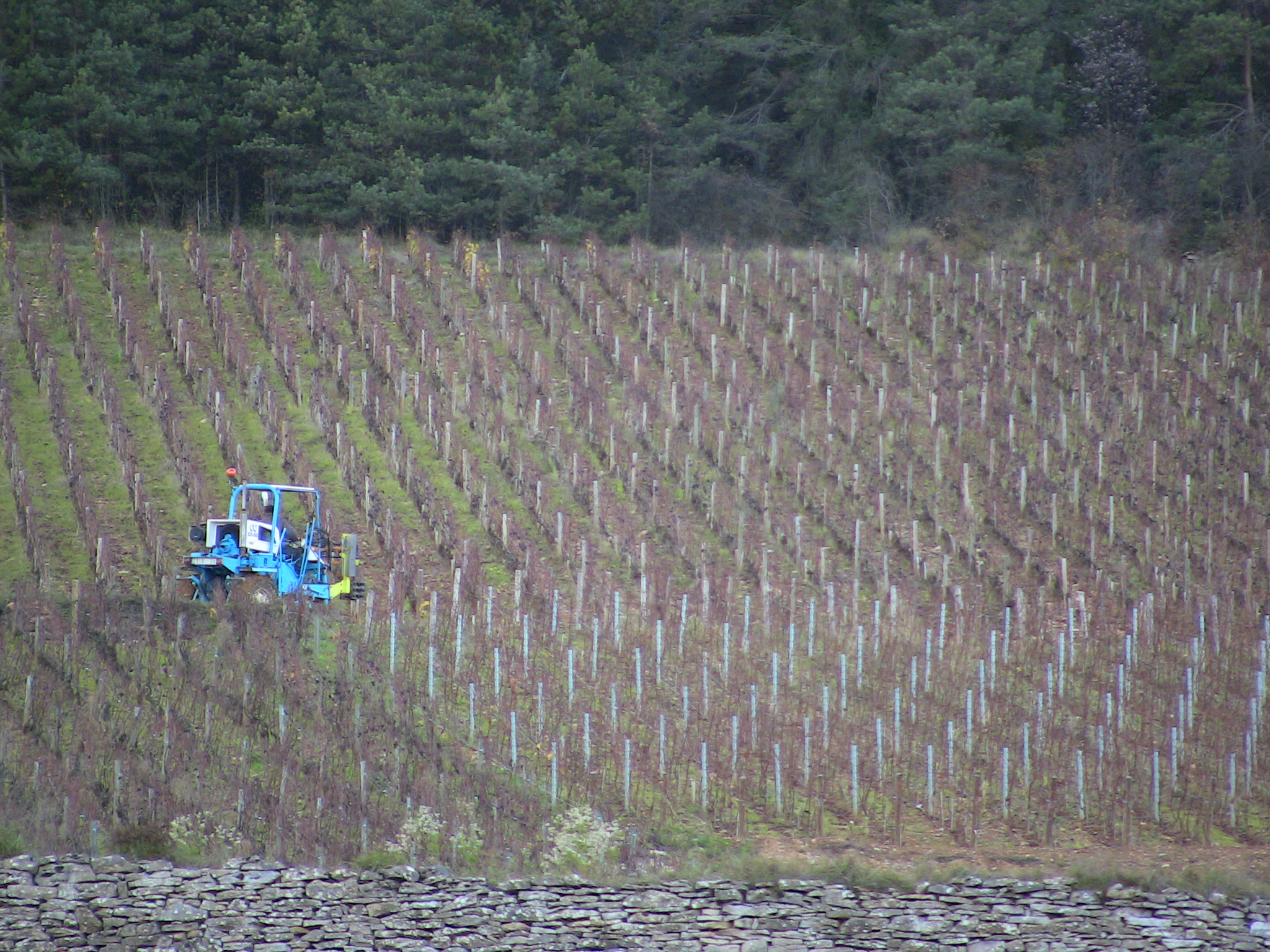
Enjambeur dans les vignes effectuant une pré-taille.
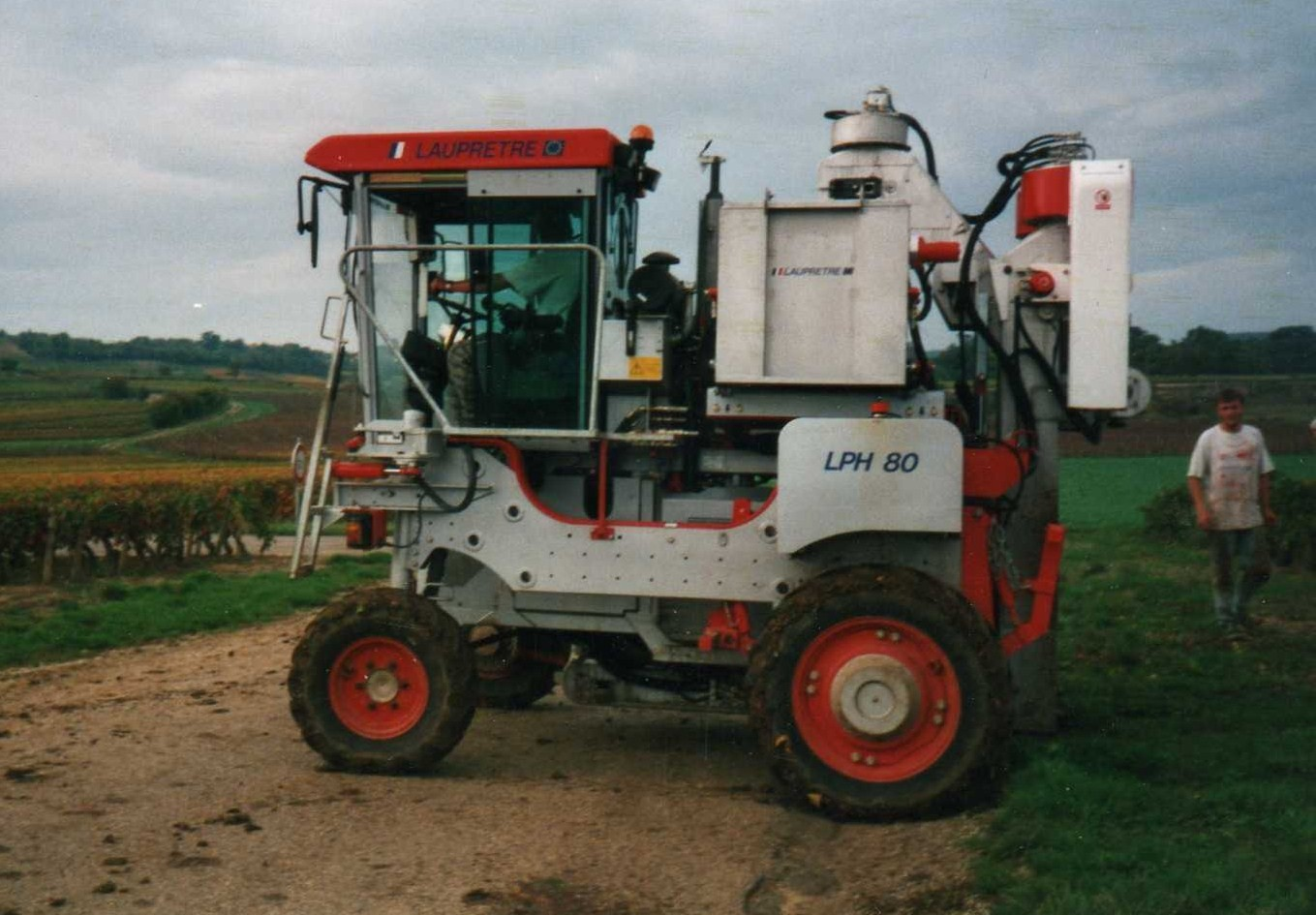
Tête de récolte montée sur un enjambeur.
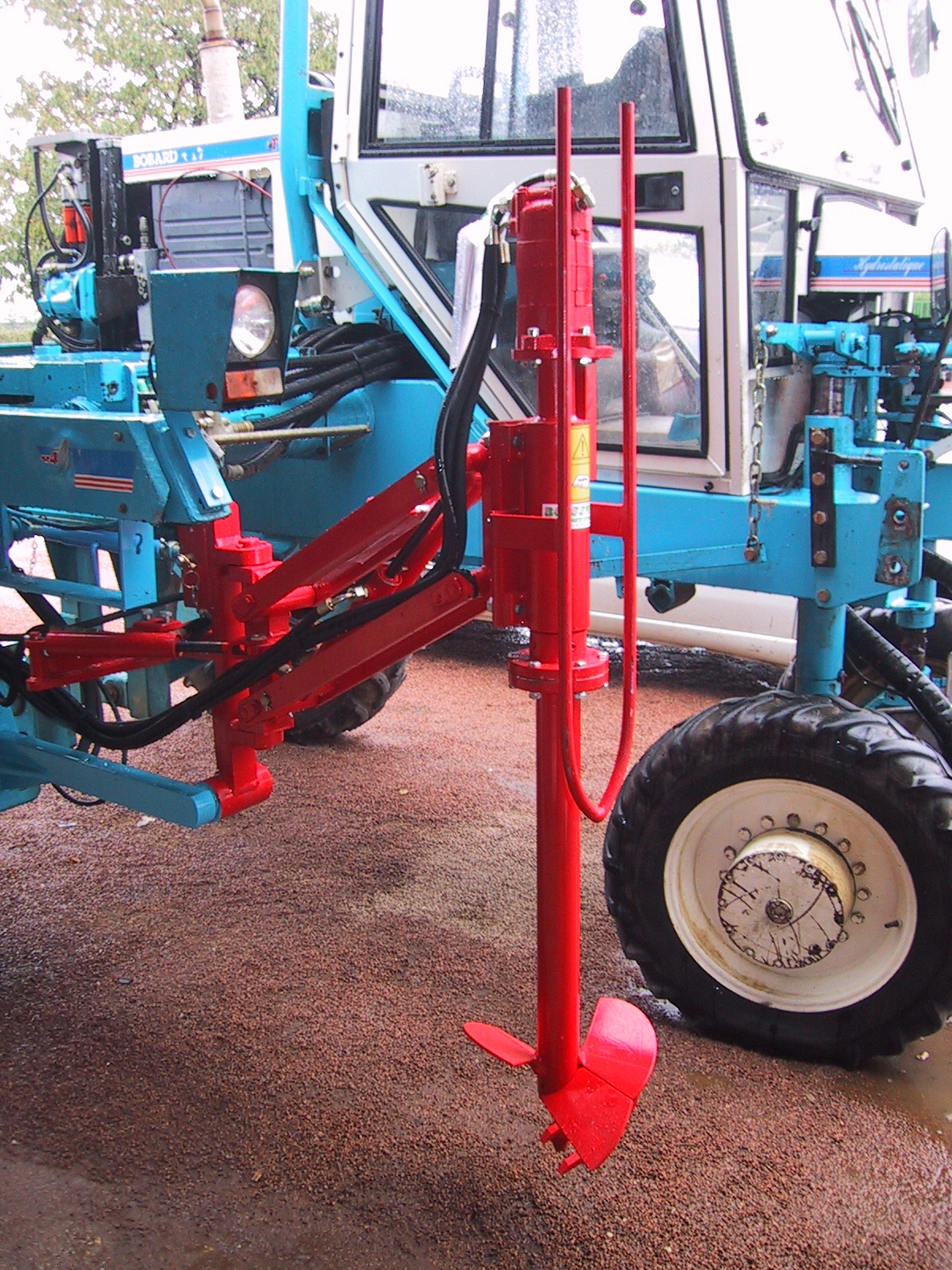
Tarière.
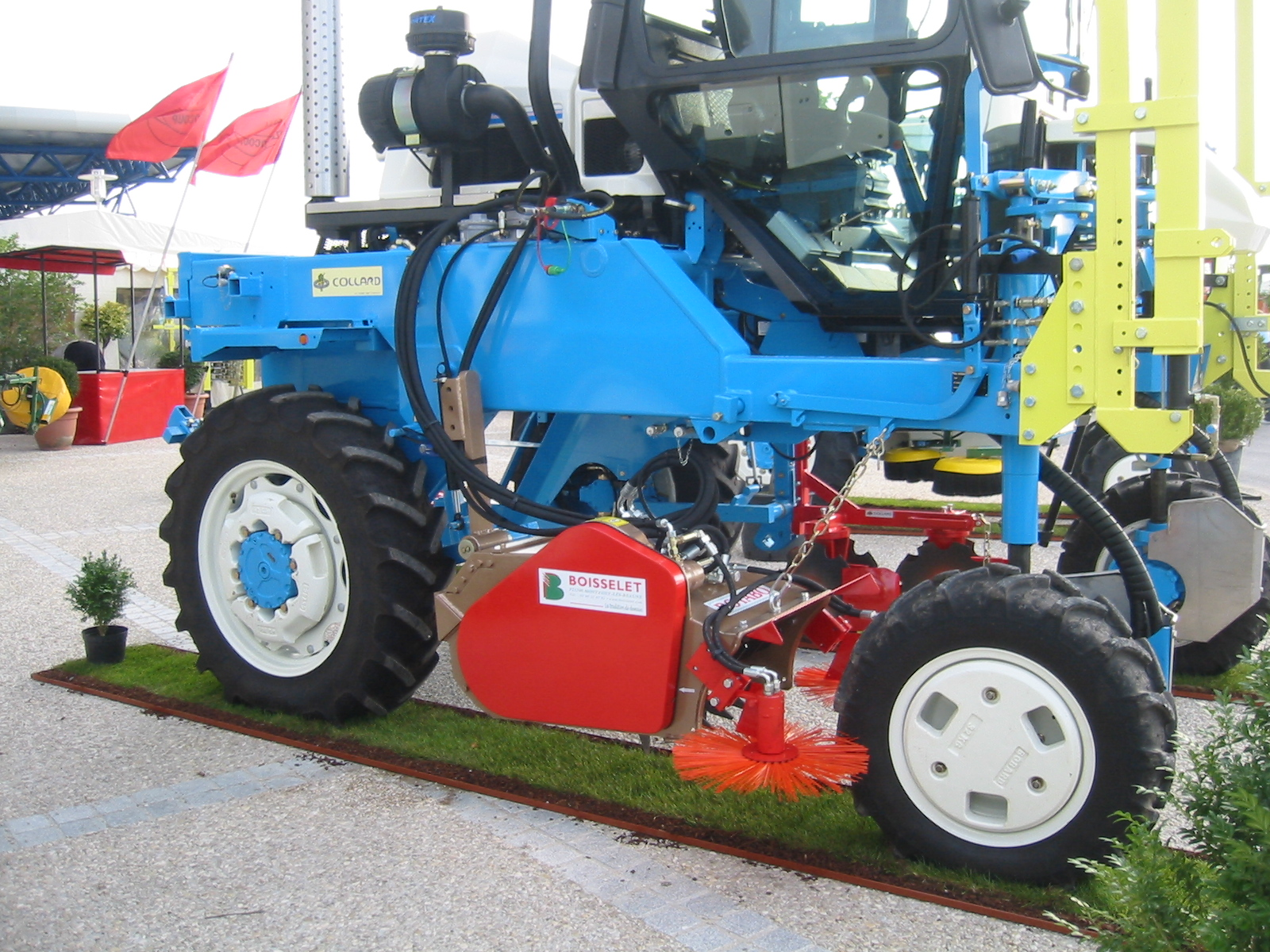
Enjambeur avec broyeur de sarment.

### Méthode biologique
En 2008, il est recensé 146 exploitations viticoles travaillant en mode biologique, représentant une surface de 1 231 hectares.

#### Mode opératoire
La culture du raisin biologique n'utilise que des produits d'origine naturelle. Elle exclut les produits de synthèse.
L'entretien du sol repose sur le travail mécanique (usage d'outils pour déraciner les adventices) sur l'enherbement contrôlé (tonte régulière de l'herbe) et sur le désherbage thermique.
Pour le maintien de la fertilité du sol, le viticulteur dispose de nombreux apports possibles de matière organique, à condition qu'ils soient compostés au moins un an. Les amendements issus de produits non transformés sont aussi utilisables. (lithothamne, guano, carbonates de calcium et de magnésium, sulfates de potassium, calcium et magnésium d'origines naturelles…).
Contre les maladies cryptogamiques, le large éventail des molécules de synthèse étant proscrit, les solutions chimiques restantes ne sont pas légion. Contre le mildiou, le cuivre est limité à 6 kg par hectare et par an. (calculé sur une moyenne quinquennale pour répondre aux aléas annuels) Contre l'oïdium, le soufre est seul efficace, mais si la quantité n'est pas régie par le règlement européen, elle ne doit pas interférer avec les populations d'insectes auxiliaires. Les mesures prophylactiques ont un rôle prépondérant. La réussite de la lutte biologique passe par une vigueur et un rendement en adéquation avec le terroir.
Le principe est de mettre la vigne dans les conditions optimales pour se débrouiller presque seule. L'équilibre biologique entre parasites et prédateurs tente d'être conservé, comme le niveau de vie microbienne du sol.

#### Aspect règlementaire
La viticulture biologique européenne est régie par le règlement européen CE 2092/911.
La liste des produits et opérations autorisés par le règlement est explicitement mentionnée dans un cahier des charges. Le viticulteur signe un engagement à respecter ce cahier des charges. Il choisit un organisme de contrôle officiel accrédité par l'INAO. Un contrôle annuel a lieu au niveau documentaire. (suivi des achats de produits phytosanitaires, calcul des doses reçues par hectare...) Des contrôles inopinés sont ensuite prévus pour procéder à des contrôles analytiques (analyse de terre, de feuilles…).

### Méthode biodynamique
La méthode biodynamique cherche surtout à rétablir l'équilibre entre la plante et son environnement. Ainsi selon la position des neuf planètes du système solaire, des douze constellations du zodiaque, du soleil et de la lune, l'influence cosmique sur les plantes varie. En ce qui concerne les travaux du sols, le choix se porte sur une influence-terre qui stimule les racines, et le travail se fait de préférence l'après-midi pour utiliser les forces descendantes du soleil. Sur la formation des fruits, l'influence-chaleur, le travail se fait le matin de bonne heure, pour bénéficier des forces ascendantes du soleil. Le calendrier des semis publié chaque année donne ces indications jour par jour. Comme produits de traitement, les viticulteurs biodynamistes peuvent utiliser le soufre et le cuivre à petites doses. Sur la vigne, peuvent être pulvérisés des préparations à base de cristaux de quartz, d'ortie, de pissenlit… Pour dynamiser les sols, il y a la possibilité d'apporter des préparations de bouse et des apports de compost.[réf. nécessaire]

## Rendements
Les rendements viticoles s'expriment en hectolitres par hectare (abréviation : hl/ha). On distingue des différences de rendements entre les différents types d'appellations, de dénominations ou de produits :
| Rendements (hectolitres/hectare)       | Appellations |
| -------------------------------------- | --- |
| 78 à 90 hl/ha                          | crémant de Bourgogne |
| 60 à 75 hl/ha                          | bourgogne blanc, bourgogne-aligoté, coteaux bourguignons blanc, bourgogne-côtes-d'auxerre blanc, bourgogne-côte-chalonnaise blanc, bourgogne-montrecul blanc, bourgogne-le-chapitre blanc, bourgogne-la-chapelle-notre-dame blanc, bourgogne-coulanges-la-vineuse blanc, bourgogne-chitry blanc, bourgogne-côte-saint-jacques blanc et mâcon blanc |
| 60 à 70 hl/ha (58 à 68 en premier cru) | chablis et petit-chablis |
| 58 à 73 hl/ha                          | mâcon-villages |
| 58 à 70 hl/ha                          | saint-bris |
| 55 à 72 hl/ha                          | bourgogne-hautes-côtes-de-nuits blanc et bourgogne-hautes-côtes-de-beaune blanc |
| 55 à 70 hl/ha                          | viré-clessé et saint-véran |
| 55 à 69 hl/ha                          | bourgogne rouge, bourgogne-passe-tout-grains, bourgogne-mousseux, bourgogne-côte-chalonnaise rouge, bourgogne-épineuil, coteaux bourguignons rouge, bourgogne-côtes-d'auxerre rouge, bourgogne-coulanges-la-vineuse rouge, bourgogne-chitry rouge, bourgogne-côte-saint-jacques rouge, bourgogne-la-chapelle-notre-dame rouge, bourgogne-le-chapitre rouge, bourgogne-montrecul rouge et mâcon rouge |
| 55 à 66 hl/ha                          | bourgogne-tonnerre et bouzeron |
| 55 à 65 hl/ha                          | vézelay |
| 54 à 64 hl/ha                          | chablis grand cru |
| 50 à 70 hl/ha                          | pouilly-fuissé, pouilly-loché et pouilly-vinzelles |
| 50 à 66 hl/ha                          | bourgogne-hautes-côtes-de-nuits rouge et bourgogne-hautes-côtes-de-beaune rouge |
| 50 à 64 hl/ha (50 à 62 en premier cru) | givry blanc et montagny |
| 50 à 64 hl/ha (46 à 58 en premier cru) | rully blanc |
| 50 à 62 hl/ha (46 à 56 en premier cru) | rully rouge |
| 48 à 58 hl/ha                          | bourgogne-côtes-du-couchois |
| 45 à 58 hl/ha (45 à 56 en premier cru) | givry rouge |
| 45 à 65 hl/ha                          | marsannay rosé |
| 45 à 64 hl/ha (45 à 62 en premier cru) | côte-de-nuits-villages blanc, fixin blanc, marsannay blanc, morey-saint-denis blanc, vougeot blanc, nuits-saint-georges blanc, côte-de-nuits-villages blanc, ladoix blanc, aloxe-corton blanc, pernand-vergelesses blanc, beaune blanc, côte-de-beaune blanc, savigny-lès-beaune blanc, chorey-lès-beaune blanc, saint-romain blanc, auxey-duresses blanc, monthélie blanc, saint-aubin blanc, chassagne-montrachet blanc, puligny-montrachet blanc, meursault blanc, santenay blanc, maranges blanc et mercurey blanc                                                                          |
| 45 à 56 hl/ha                          | irancy |
| 40 à 58 hl/ha (40 à 56 en premier cru) | morey-saint-denis rouge, marsannay rouge, fixin rouge, gevrey-chambertin, chambolle-musigny, Vougeot rouge, vosne-romanée, nuits-saint-georges rouge, côte-de-nuits-villages rouge, ladoix rouge, aloxe-corton rouge, pernand-vergelesses rouge, chorey-lès-beaune rouge, savigny-lès-beaune rouge, beaune rouge, côte-de-beaune rouge, volnay, pommard, saint-romain rouge, meursault rouge, blagny, auxey-duresses rouge, monthélie rouge, puligny-montrachet rouge, chassagne-montrachet rouge, saint-aubin rouge, santenay rouge, maranges rouge, côte-de-beaune-villages et mercurey rouge |
| 40 à 54 hl/ha                          | musigny blanc, corton blanc, corton-charlemagne, charlemagne, chevalier-montrachet, bienvenues-bâtard-montrachet, montrachet, bâtard-montrachet et criots-bâtard-montrachet |
| 37 à 53 hl/ha                          | chapelle-chambertin, charmes-chambertin, mazis-chambertin, griotte-chambertin, latricières-chambertin, mazoyères-chambertin et ruchottes-chambertin |
| 35 à 49 hl/ha                          | chambertin, chambertin-clos-de-bèze, bonnes-mares, clos-de-tart, clos-saint-denis, clos-de-la-roche, clos-des-lambrays, clos-vougeot, échezeaux, grands-échezeaux, romanée-conti, richebourg, la-romanée, la-tâche, romanée-saint-vivant, musigny rouge et corton rouge |

## Vinification et élevage

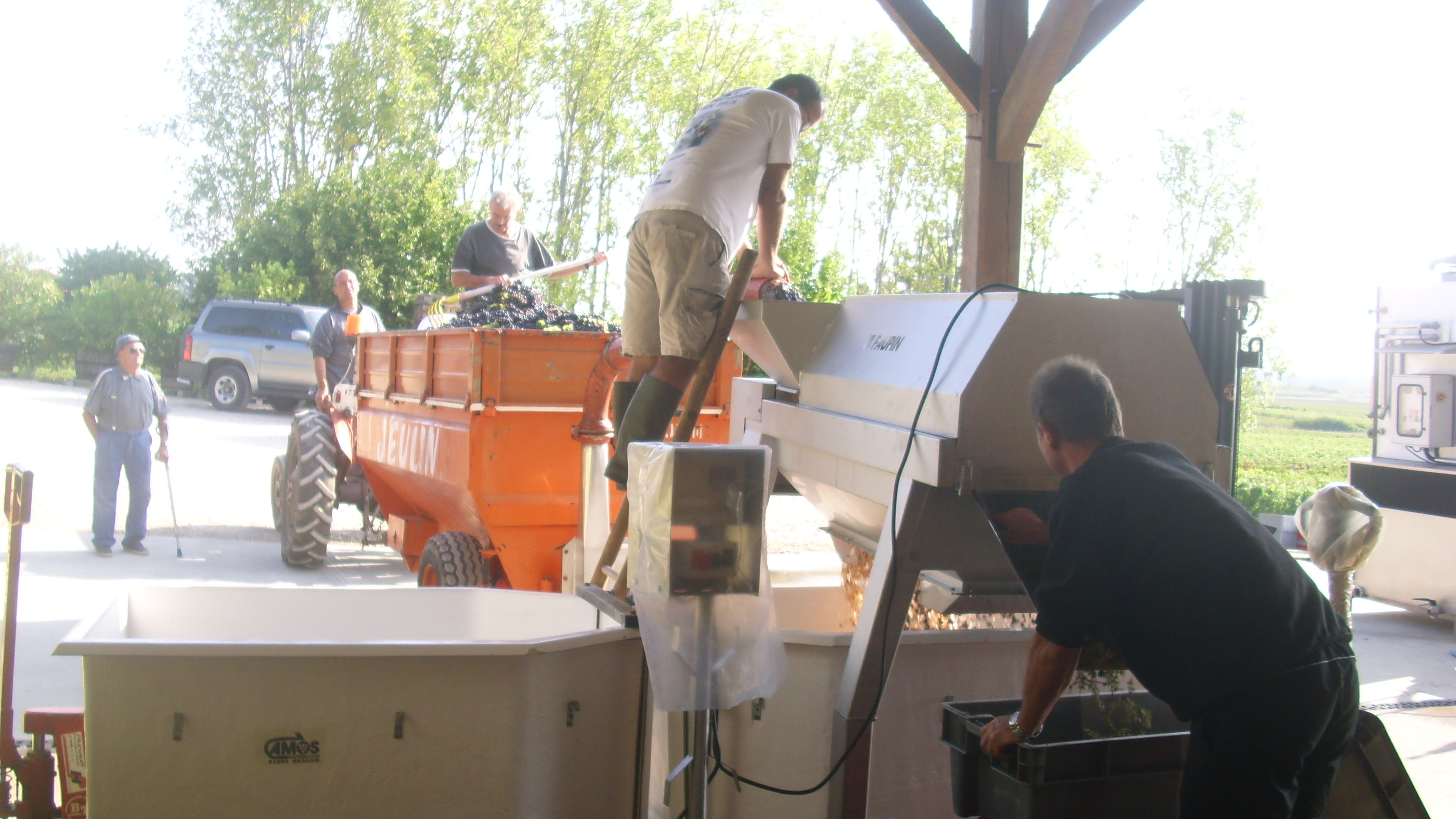
Réception de la vendange en rouge (éraflage).

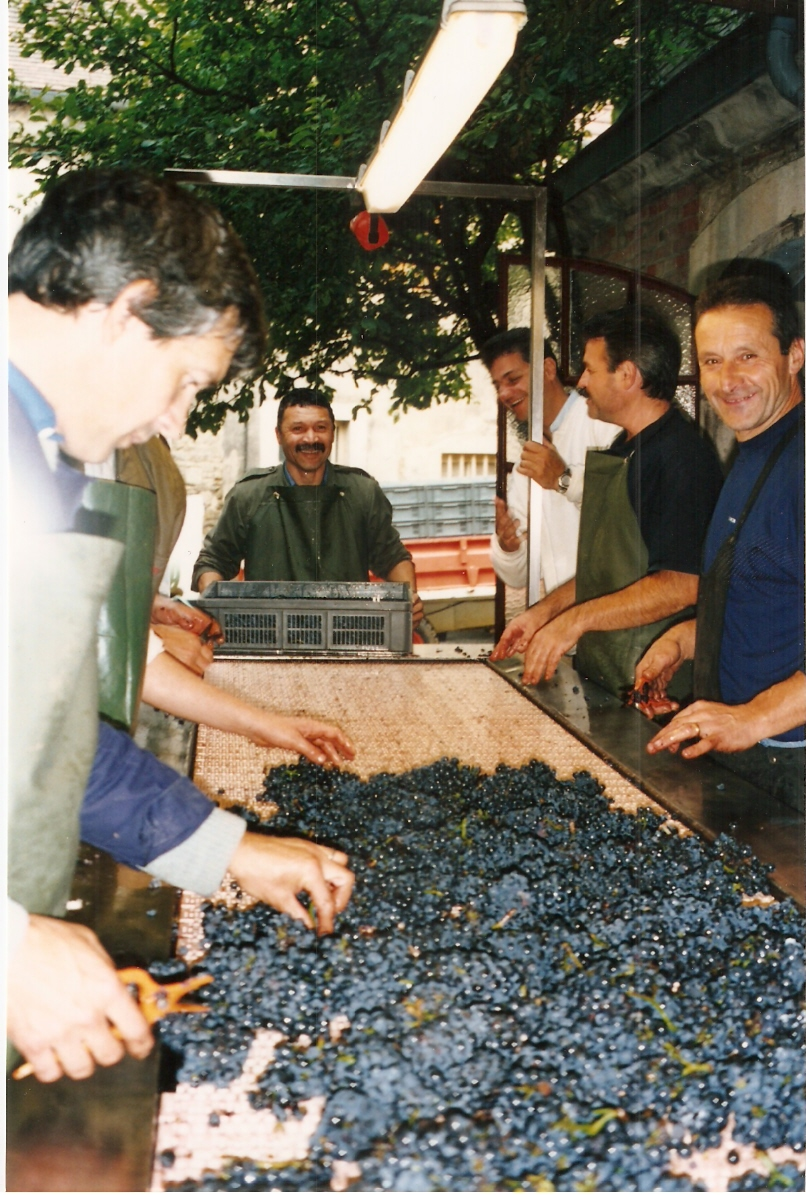
Réception de la vendange (table de tri) au domaine de la Romanée-Conti.

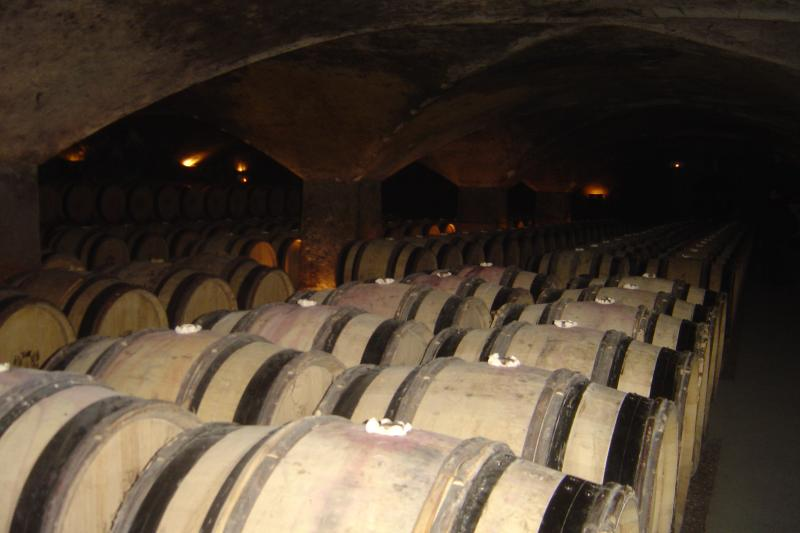
La cave d'un viticulteur à Gevrey-Chambertin.

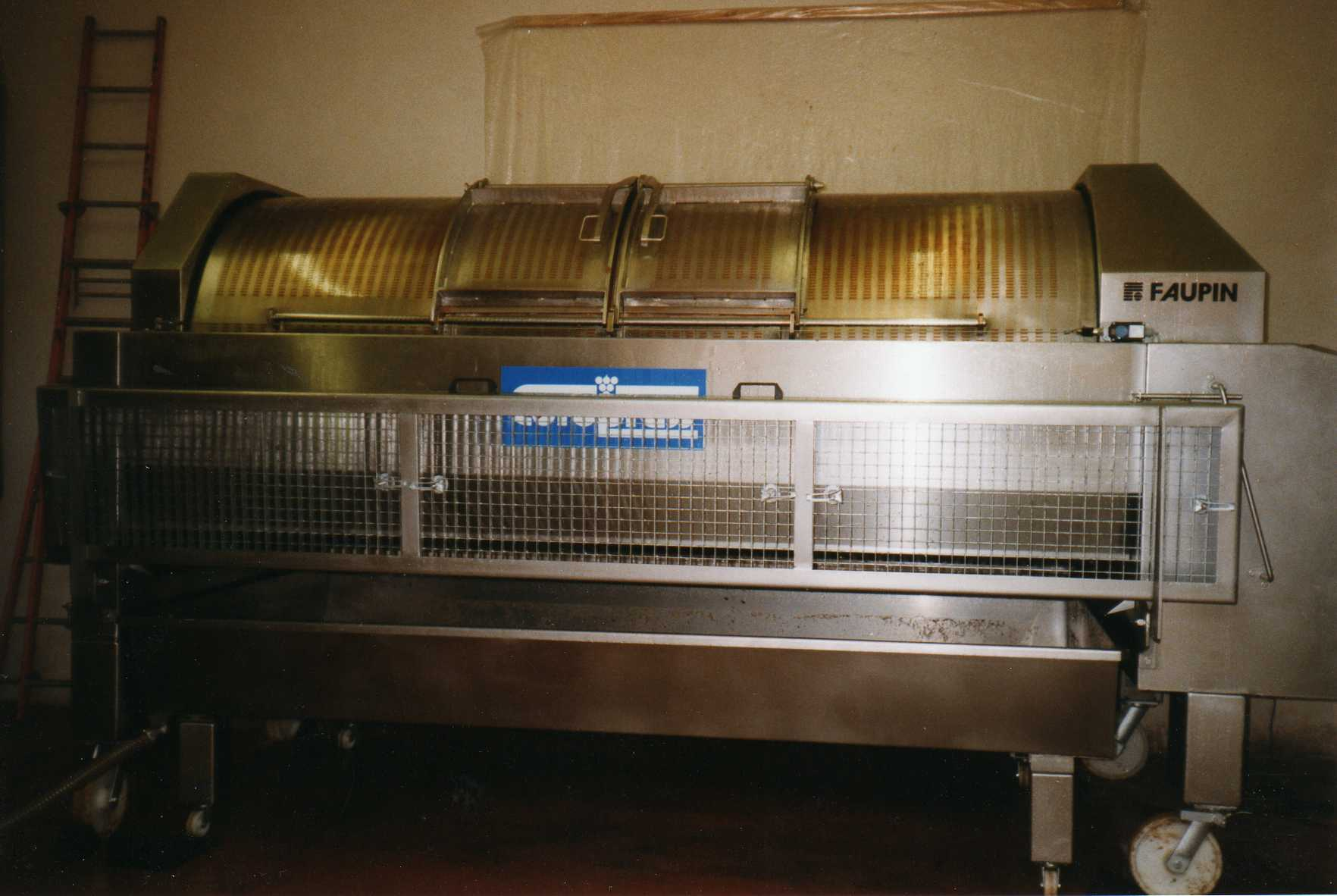
Un pressoir pneumatique servant au pressurage.

Voici les méthodes générales de vinifications en Bourgogne. Il existe cependant des petites différences de méthode entre les différentes régions, AOC, viticulteurs et négociants.

### Vinification en rouge
La récolte des raisins se fait à maturité et de façon manuelle ou mécanique. La vendange manuelle est le plus souvent triée, soit à la vigne soit à la cave avec une table de tri, ce qui permet d'enlever les grappes pourries ou insuffisamment mûres. La vendange manuelle est généralement éraflée puis mise en cuve. Une macération pré-fermentaire à froid est quelquefois pratiquée et correspond à un procédé traditionnel. La fermentation alcoolique peut démarrer, le plus souvent après un levurage. Commence alors le travail d'extraction des polyphénols (tanins, anthocyanes) et autres éléments qualitatifs du raisin (comme lepolyssacharides). Traditionnellement, l'extraction se fait par pigeage, opération qui consiste à enfoncer le chapeau de marc dans le jus en fermentation à l'aide d'un outil en bois ou aujourd'hui d'un robot pigeur hydraulique. Quelques rares domaines réalisent encore cette opération de façon ancestrale : le vinificateur entre alors dans la cuve tronconique et écrase manuellement le raisin qu'il pousse ensuite vers le fond avec les pieds. Plus couramment, l'extraction est conduite par des remontages, opération qui consiste à pomper le jus depuis le bas de la cuve pour arroser le chapeau de marc et ainsi lessiver les composants qualitatifs du raisin. Les températures de fermentation alcoolique peuvent être plus ou moins élevées suivant les pratiques de chaque vinificateur, avec une moyenne générale de vingt-huit à trente-cinq degrés au maximum de la fermentation. La chaptalisation est réalisée si le degré naturel est insuffisant : cette pratique est réglementée. À l'issue de la fermentation alcoolique, une macération post-fermentaire d'une à trois semaines peut être réalisée, puis suit l'opération de décuvage qui donne le vin de goutte et le vin de presse.
Traditionnellement la fermentation malolactique est réalisée en fûts : on dit que les vins sont écoulés « chauds » en fûts. Cette différence traditionnelle avec la vinification bordelaise, où les fermentations malolactiques sont le plus souvent réalisées en cuves, provient notamment du fait que cette fermentation est plus difficile à réaliser sur les vins de Bourgogne immédiatement après la fermentation alcoolique, en particulier du fait de la température de la cave qui peut diminuer rapidement à cette période de l'année (situation septentrionale de la région). Cette différence dans l'usage du bois confère aux vins de Bourgogne un caractère boisé sans doute mieux intégré au vin, en particulier sans notes vanillées dominantes. Il y a également une différence dans l'épaisseur des barriques bordelaises et des fûts bourguignons : ceux-ci possèdent des douelles plus épaisses qui laissent donc passer moins d'oxygène, ce qui est plus conforme à la structure généralement légère des vins de Bourgogne issus de Pinot noir. Après soutirage, l'élevage se poursuit pendant plusieurs mois puis le vin est collé, filtré et mis en bouteilles.

### Vinification en blanc
Comme pour le rouge, la récolte est manuelle ou mécanique et peut être triée. À ce stade une macération pelliculaire peut être pratiquée mais, si elle est favorable à l'obtention des vins ayant un caractère « fruité frais » (vins du Mâconnais, aligoté par exemple), elle est généralement considérée comme défavorable aux grands blancs de Bourgogne qui doivent avoir un certain potentiel de garde (Meursault par exemple). Les raisins sont ensuite transférés dans un pressoir pour le pressurage. Une fois le moût en cuve, le débourbage est pratiqué généralement après un enzymage. À ce stade, une stabulation préfermentaire à froid (environ dix à douze degrés pendant plusieurs jours) peut-être recherchée par certains vinificateurs pour favoriser l'extraction des arômes, qui diffusent difficilement vers le jus aqueux, depuis les bourbes. Mais le plus souvent, après douze à quarante-huit heures, le jus clair est soutiré et mis à fermenter. La fermentation alcoolique se déroule avec un suivi tout particulier pour les températures qui doivent rester à peu près stables (dix-huit à vingt-quatre degrés) et d'autant plus basses que l'on souhaite obtenir un vin « fruité frais ». La chaptalisation est aussi pratiquée pour augmenter le titre alcoométrique volumique si nécessaire. La fermentation traditionnelle des grands blancs de Bourgogne est réalisée en fûts (méthode « meursault »).
La fermentation malolactique, réalisée en fûts ou en cuves, est recherchée ou non selon le style aromatique souhaité et si l'on veut obtenir une désacidification naturelle du vin. Traditionnellement les grands blancs de Bourgogne sont élevés « sur lies », en fûts, dans lesquelles le vinificateur réalise régulièrement un « bâtonnage », c'est-à-dire une remise en suspension des lies afin d'accélérer les phénomènes d'autolyse des levures issues de la fermentation alcoolique. Cette opération dure pendant plusieurs mois au cours de l'élevage des blancs. Comme pour les rouges, après élevage, les vins sont collés puis filtrés avant mise en bouteilles.

### Vinification en rosé
La récolte est manuelle ou mécanique avec soit du pinot noir soit du gamay. Le raisin est parfois trié. Deux méthodes sont utilisées avec soit le pressurage (rosé de pressurage), soit une mise en cuve de la vendange pour un début de macération : c'est la saignée (rosé de saignée), effectuée avec le tirage du jus de la cuve. La fermentation alcoolique se passe en cuve comme pour le blanc avec suivi de température, chaptalisation, etc. La fermentation malolactique suit généralement. L'élevage se passe en cuve, parfois en fût. Enfin, le vin est filtré et mis en bouteille.

### Vinification du crémant
La récolte du raisin se fait en caisse percée, puis un tri de la récolte est réalisé. La vendange passe ensuite au pressurage ; et lorsque le jus est en cuve un débourbage est pratiqué. La fermentation alcoolique s'effectue après avec la même vinification qu'en blanc. La fermentation malolactique se passe après avec l'élevage du vin blanc (en cuve). À la fin de l'élevage, la champagnisation se déroule avec l'ajout de liqueur de tirage, puis la prise de mousse avec le remuage. Une fois cette fermentation en bouteille faite, le dégorgement est effectué, suivi du dosage avec l'ajout de liqueur de dosage et le bouchage juste après.

### Titre alcoométrique volumique minimal et maximal
Le titre alcoométrique volumique (TAV) s'exprime en pour cent d'alcool pur sur le volume total (abréviation : % vol). Il est aussi connu comme les degrés du vin.
Exemple de législation des TAV minimaux et maximaux en Côte-d'Or, Saône-et-Loire et dans l'Yonne :
|             |                                                                                 | Rouge      | Rouge      | Blanc      | Blanc      | Rosé       | Rosé     |
| AOC         | Dénomination                                                                    | Minimal    | Maximal    | Minimal    | Maximal    | Minimal    | Maximal  |
| ----------- | ------------------------------------------------------------------------------- | ---------- | ---------- | ---------- | ---------- | ---------- | -------- |
| Régionale   | bourgogne                                                                       | 10 % vol   | 13 % vol   | 10,5 % vol | 13,5 % vol | 10 % vol   | 13 % vol |
| Régionale   | bourgogne aligoté                                                               |            |            | 9,5 % vol  | 12,5 % vol |            |          |
| Régionale   | bourgogne passe-tout-grains                                                     | 9,5 % vol  | 12,5 % vol |            |            |            |          |
| Régionale   | coteaux bourguignons                                                            | 9 % vol    | 12 % vol   |            |            |            |          |
| Régionale   | crémant de Bourgogne                                                            |            |            | 8,5 % vol  | 13 % vol   | 8,5 % vol  | 13 % vol |
| Régionale   | bourgogne hautes-côtes-de-beaune                                                | 10 % vol   | 13 % vol   | 10,5 % vol | 13,5 % vol | 10 % vol   | 13 % vol |
| Régionale   | bourgogne hautes-côtes-de-nuits                                                 | 10 % vol   | 13 % vol   | 10,5 % vol | 13,5 % vol | 10 % vol   | 13 % vol |
| Régionale   | bourgogne épineuil, tonnerre, coulanges-la-vineuse, etc.                        | 10 % vol   | 13 % vol   | 10,5 % vol | 13,5 % vol | 10 % vol   | 13 % vol |
| Régionale   | bourgogne côte-chalonnaise                                                      | 10 % vol   | 13 % vol   | 10,5 % vol | 13,5 % vol | 10 % vol   | 13 % vol |
| Régionale   | bourgogne côtes-du-couchois                                                     | 10 % vol   | 13 % vol   |            |            |            |          |
| Régionale   | Mâconnais                                                                       | 10 % vol   | 12,5 % vol | 10 % vol   | 12,5 % vol |            |          |
| Village     | Côte-d'Or                                                                       | 10,5 % vol | 13,5 % vol | 11 % vol   | 14 % vol   | 10,5 % vol | 13 % vol |
| Village     | petit-chablis                                                                   |            |            | 9,5 % vol  | 12,5 % vol |            |          |
| Village     | chablis                                                                         |            |            | 10 % vol   | 13 % vol   |            |          |
| Village     | irancy                                                                          | 10,5 % vol | 13,5 % vol |            |            |            |          |
| Village     | saint-bris                                                                      |            |            | 10 % vol   | 12,8 % vol |            |          |
| Village     | mercurey, givry et rully                                                        | 10,5 % vol | 13,5 % vol | 11 % vol   | 13,5 % vol |            |          |
| Village     | montagny                                                                        |            |            | 11 % vol   | 13,5 % vol |            |          |
| Village     | bouzeron                                                                        |            |            | 9,5 % vol  | 12,5 % vol |            |          |
| Village     | pouilly-loché, pouilly-vinzelles et saint-véran                                 |            |            | 11 % vol   | 13,5 % vol |            |          |
| Village     | pouilly-fuissé et viré-clessé                                                   |            |            | 11,5 % vol | 13,5 % vol |            |          |
| Village     | pouilly-fuissé, pouilly-loché, pouilly-vinzelles et saint-véran + nom du climat |            |            | 12 % vol   | 13,5 % vol |            |          |
| Village     | viré-clessé                                                                     |            |            | 12,5 % vol | 14 % vol   |            |          |
| Village     | mâcon                                                                           |            |            | 10,5 % vol | 13 % vol   |            |          |
| Village     | mâcon + nom de commune                                                          | 10,5 % vol | 13 % vol   | 11 % vol   | 13,5 % vol |            |          |
| Premier cru | Côte-d'Or                                                                       | 11 % vol   | 14 % vol   | 11,5 % vol | 14,5 % vol |            |          |
| Premier cru | chablis                                                                         |            |            | 10,5 % vol | 13,5 % vol |            |          |
| Premier cru | mercurey, givry et rully                                                        | 11 % vol   | 13,5 % vol | 11,5 % vol | 13,5 % vol |            |          |
| Premier cru | montagny                                                                        |            |            | 11,5 % vol | 13,5 % vol |            |          |
| Grand cru   | Côte-d'Or                                                                       | 11,5 % vol | 14,5 % vol | 12 % vol   | 14,5 % vol |            |          |
| Grand cru   | bâtard-montrachet, criot-bâtard-montrachet et bienvenue-bâtard-montrachet       |            |            | 11,5 % vol | 14,5 % vol |            |          |
| Grand cru   | chablis                                                                         |            |            | 11 % vol   | 13,5 % vol |            |          |

## Commercialisation, économie
La campagne 2013-2014 a produit 1,42 million d'hectolitres, dont 62 % de vins blancs, 29 % de vins rouges, et 9 % de Crémant. En 2011 l’exportation représentait 48 % des ventes, elle baisse à 46,5 % pour la campagne 2013-14. En 2011, le chiffre d'affaires atteignait 1 milliard d'euros, dont 48 % pour l'export (655,5 millions d'euros). Il s’agit de la région viticole de France ayant le pourcentage d'exportation le plus important de tous les vignobles français.
Ce poids de l'exportation a amplifié l'impact de la Pandémie de Covid-19 en France en 2020, ajouté à l’instauration des sanctions américaines sur les importations de vin en novembre 2019. Un plan spécifique de soutien de la filière viti-vinicole française est mis en place. Cependant les ventes de vins de Bourgogne progressent de 0.8% en 2020.
À l'exportation en 2011, les principaux clients sont [Passage à actualiser]:
| Pays        | % en volume | % en valeur |
| États-Unis  | 16,7        | 25,1        |
| Royaume-Uni | 31,7        | 23,6        |
| Japon       | 7,6         | 10,6        |
| Belgique    | 8,6         | 5,9         |
| Canada      | 4,4         | 4,5         |
| Pays-Bas    | 6,7         | 4,3         |
| Allemagne   | 5,4         | 4,2         |
| Suisse      | 2,2         | 3,5         |

Les ventes en France se répartissaient en 2011 entre 23 % pour la grande distribution, 15 % pour les ventes en régions, 10 % pour la restauration et 4 % pour les cavistes.
L'économie viticole de Bourgogne représente environ 3 800 domaines dont 1 300 mettent leur propre vins en bouteille, 250 maisons de négoce, 23 caves coopératives, 20 000 emplois directs et 100 000 emplois indirects (tonnellerie, verrerie, etc.).
En région viticole de Bourgogne, la valeur vénale moyenne des vignes d'AOC en 2004 est de 166 000 euros par hectare.

## Structure et fonctionnement des exploitations

### Domaines
On recense environ quatre mille domaines, dont trois mille cinq cents vivent uniquement de la vigne ; ils exploitent les deux tiers des vingt-quatre mille hectares de vignes plantés en appellation d'origine. Il existe des domaines de tailles différentes (petite, moyenne ou grande). Environ mille trois cents de ces structures mettent tout ou partie de leurs propres vins en bouteilles et s'occupent aussi de le vendre. Les autres, ainsi que ceux qui ne vendent pas tous leurs vins en bouteilles, les vendent aux maisons de négoce. Parmi les domaines connus, on compte : le domaine de la Romanée-Conti, le domaine Faiveley, le domaine William Fèvre, le domaine Jacques Prieur, le domaine Leflaive, le domaine De Montille, le domaine Philippe Charlopin-Parizot, le domaine Joblot, le domaine de la Pousse d'Or, le domaine Guffens-Heynen, le domaine Lorenzon, le domaine J.-A. Ferret, etc.

Quelques domaines et châteaux de renoms
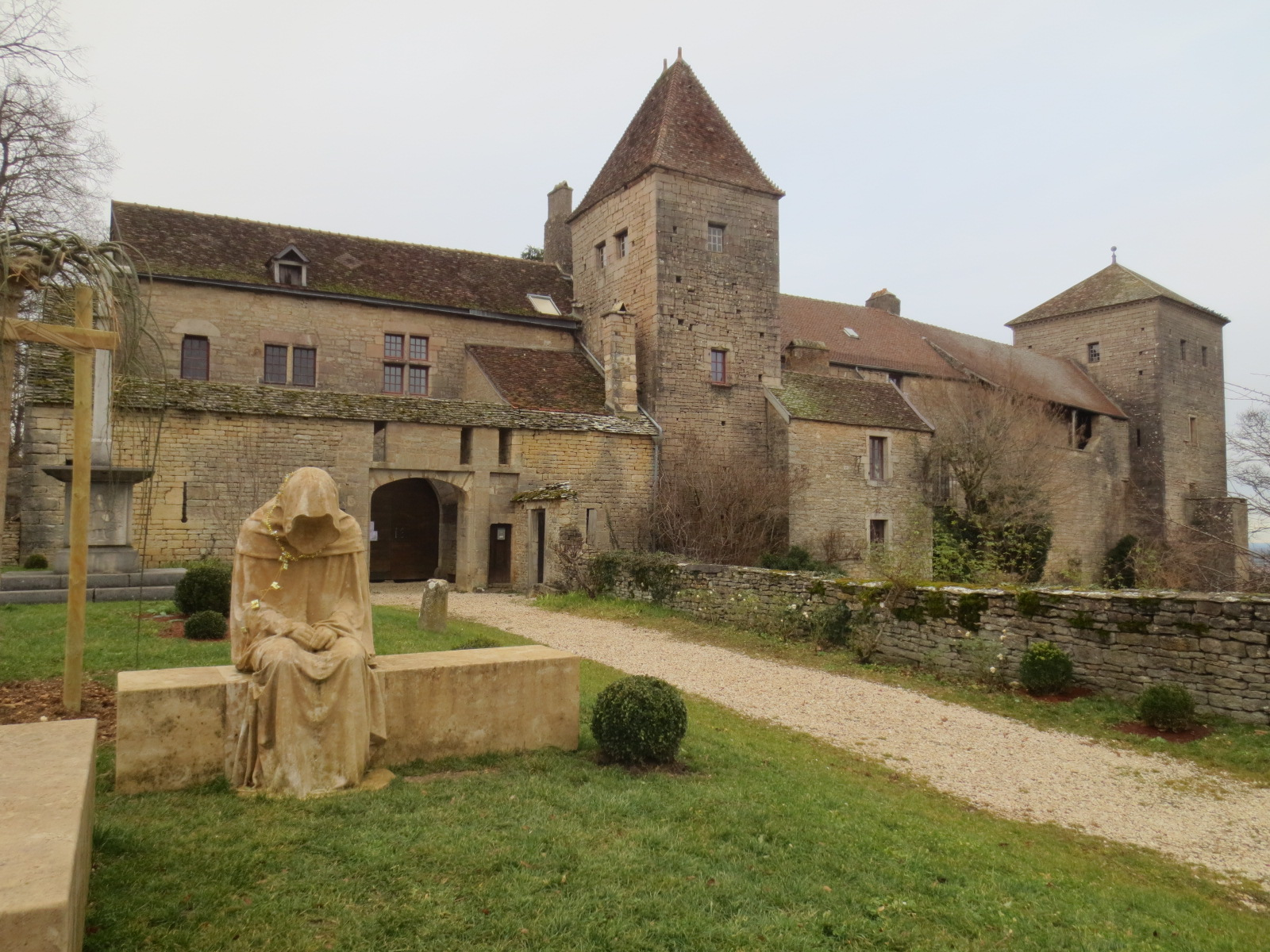
Château de Gevrey-Chambertin
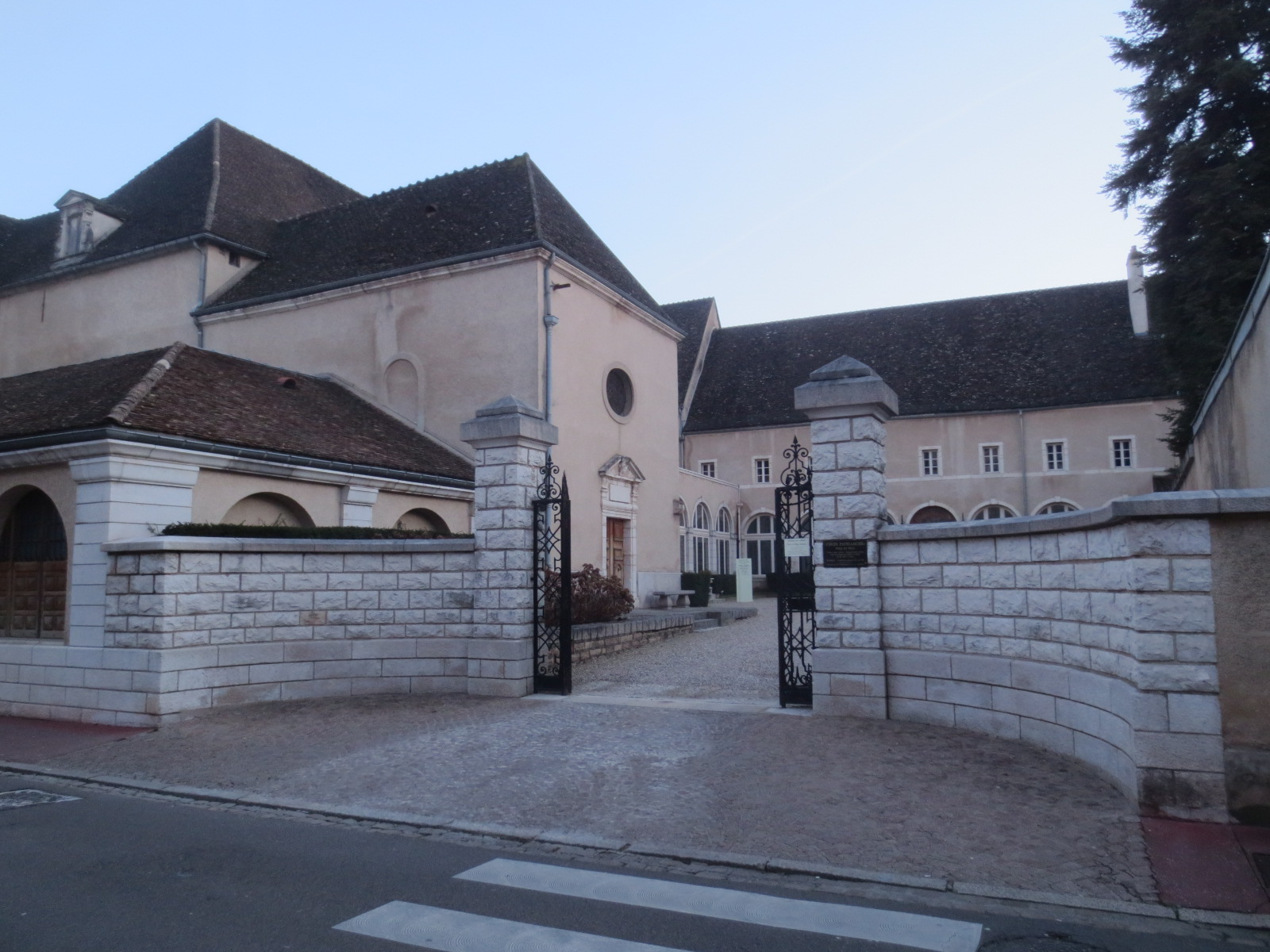
Patriarche (Beaune)
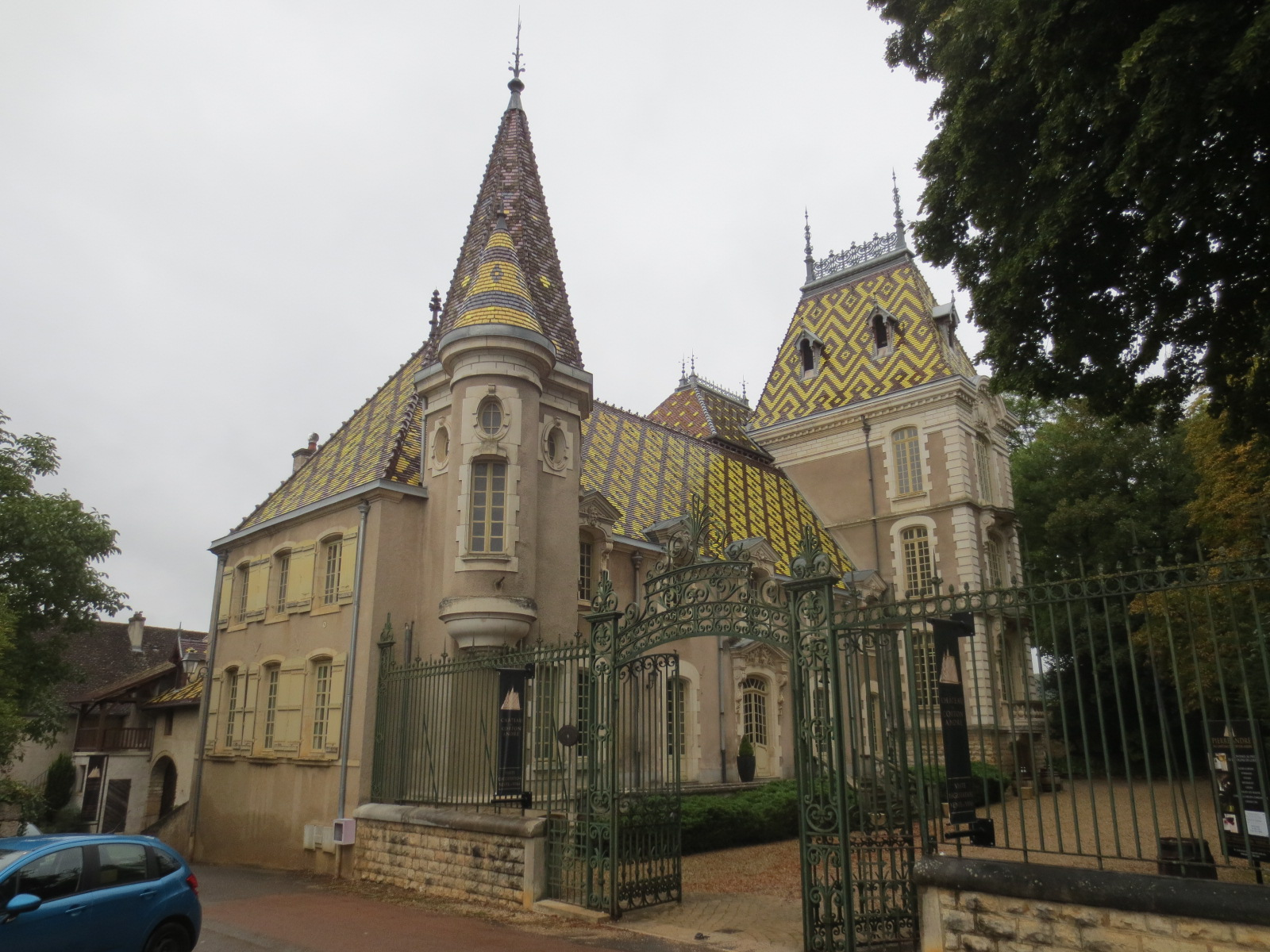
Château Corton C.
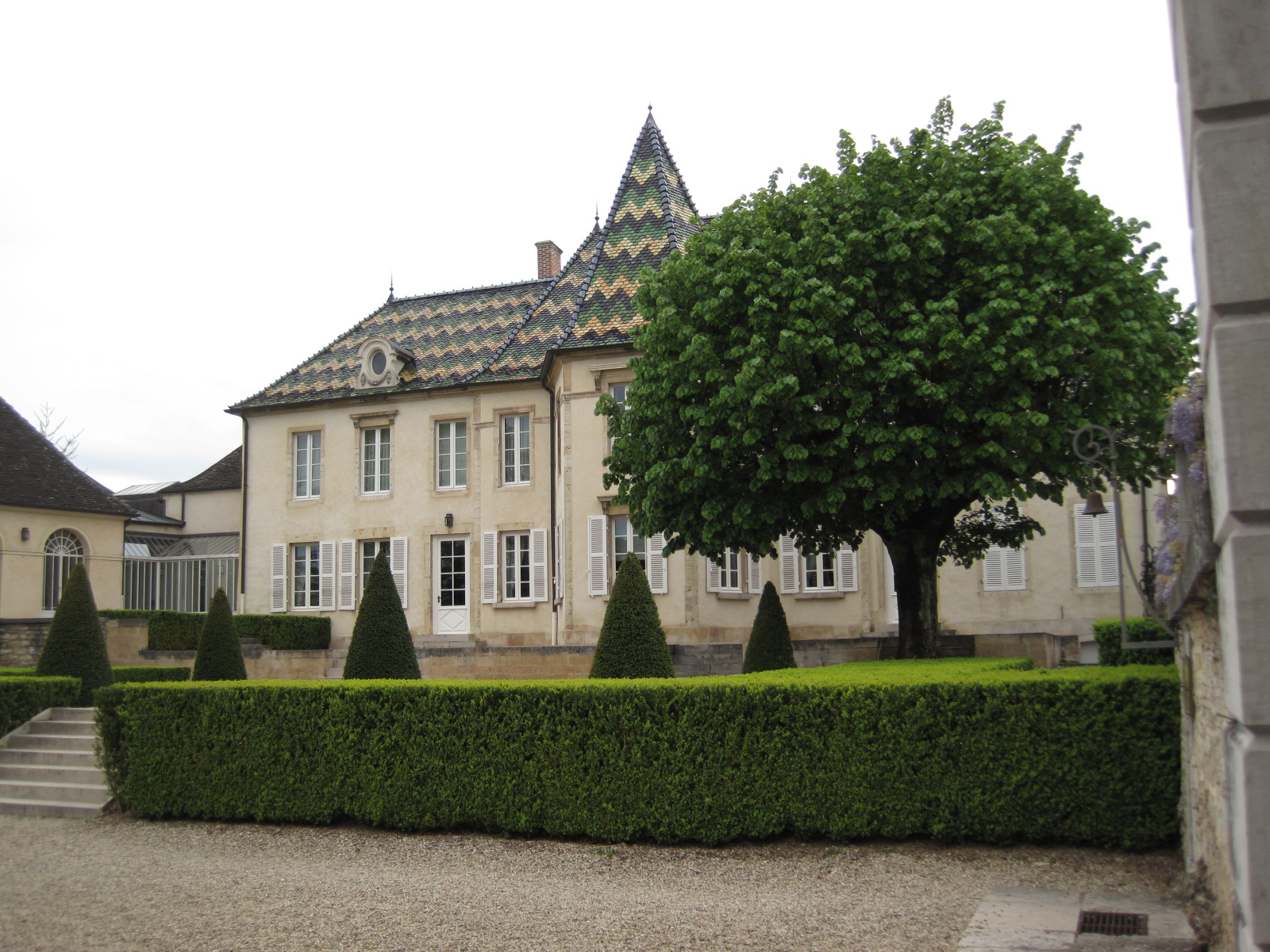
Château de Beaune
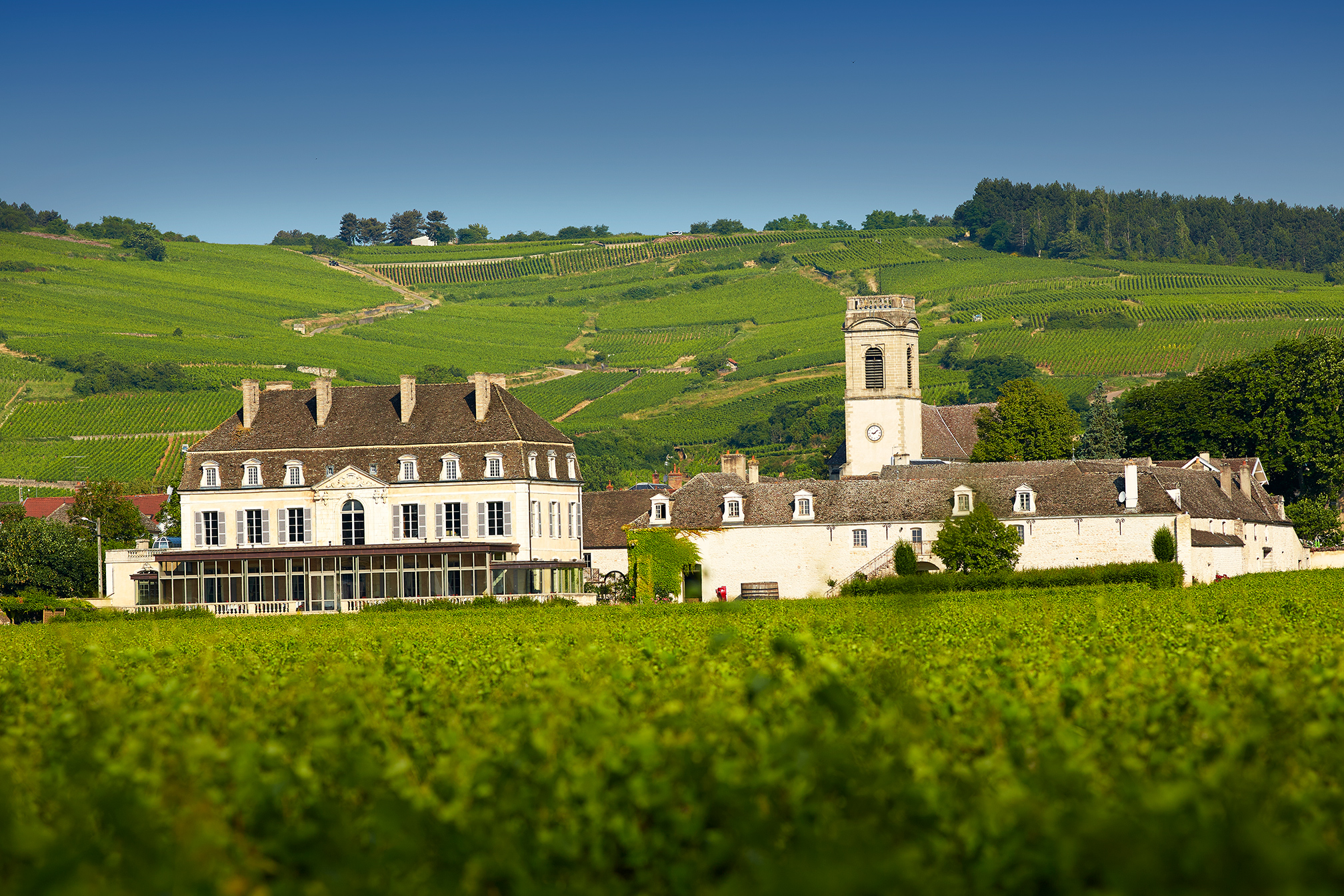
Château de Pommard
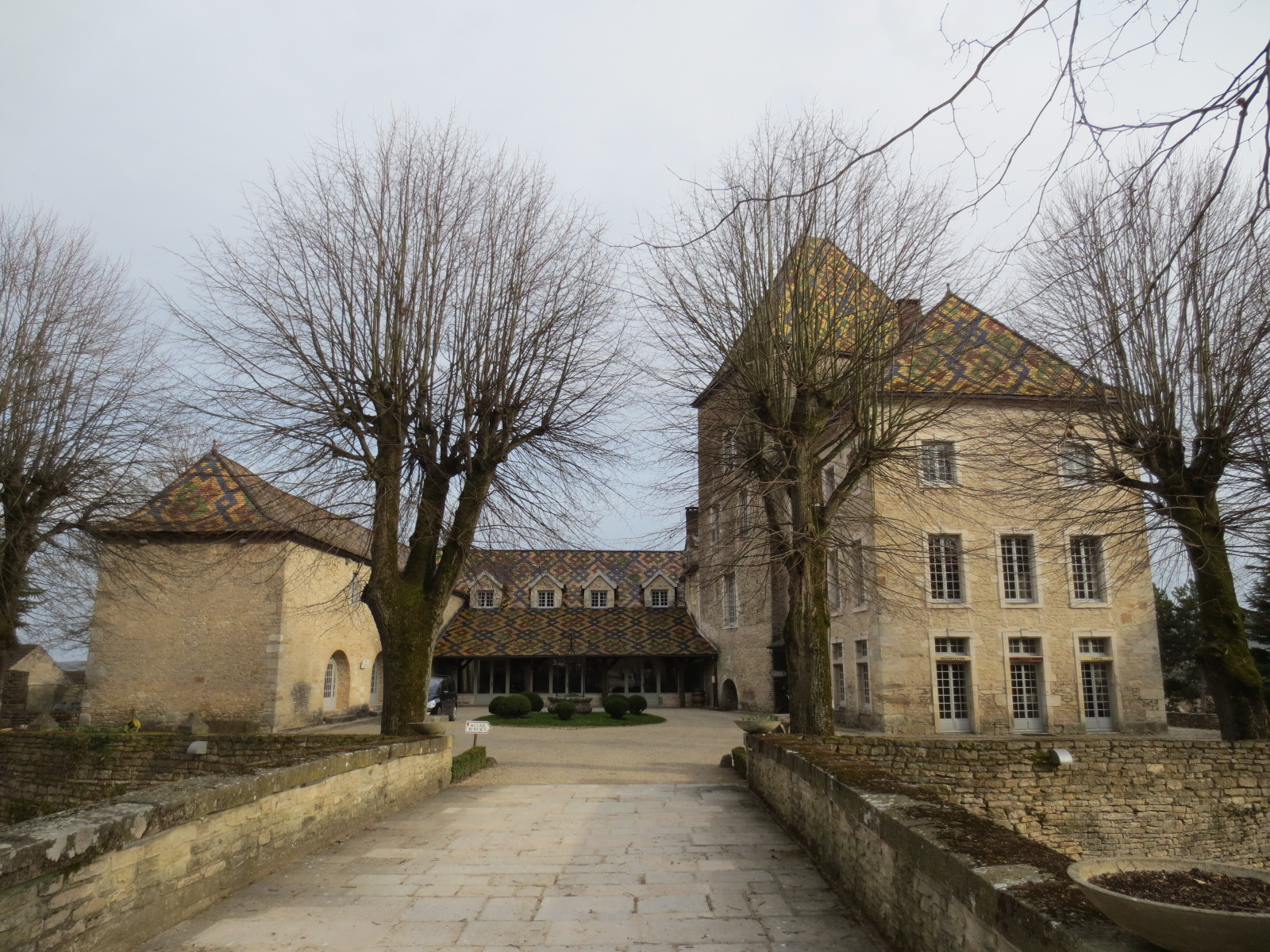
Château de Santenay
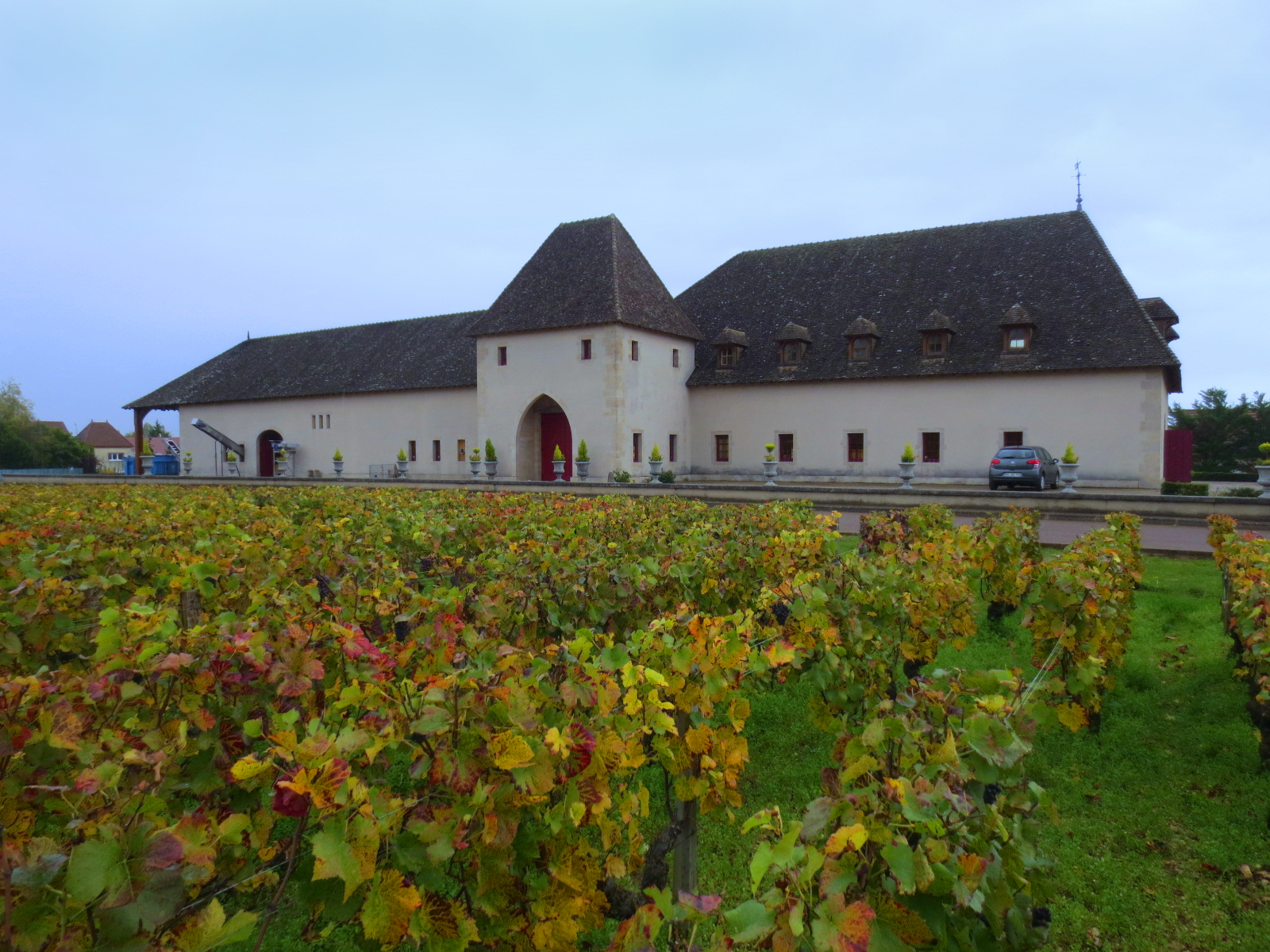
Château de Marsannay
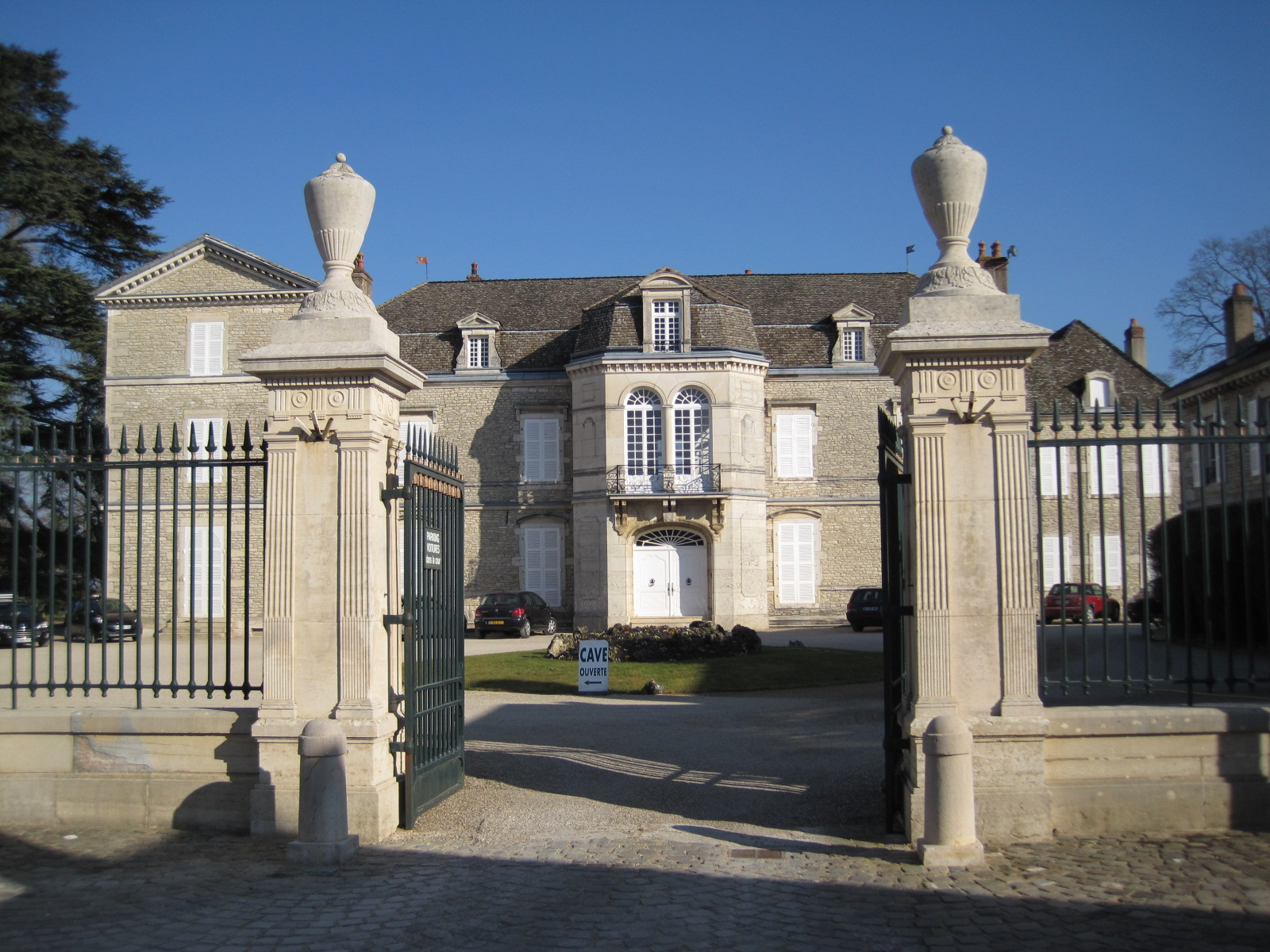
Château de Meursault
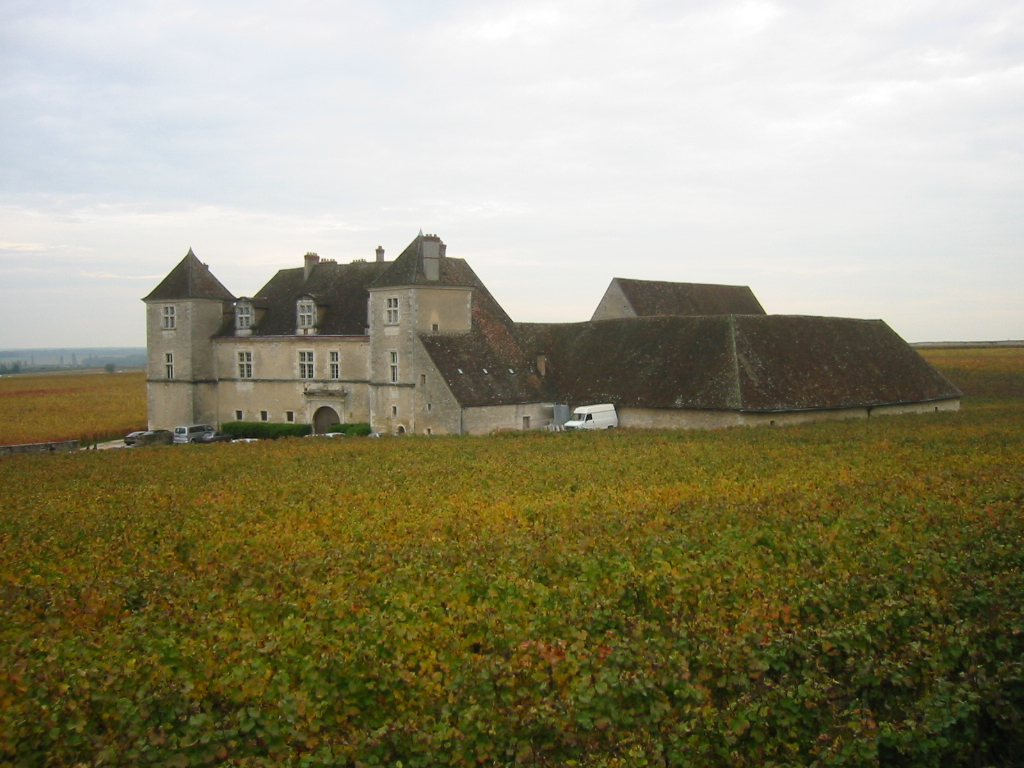
Château du Clos de Vougeot - Clos-vougeot
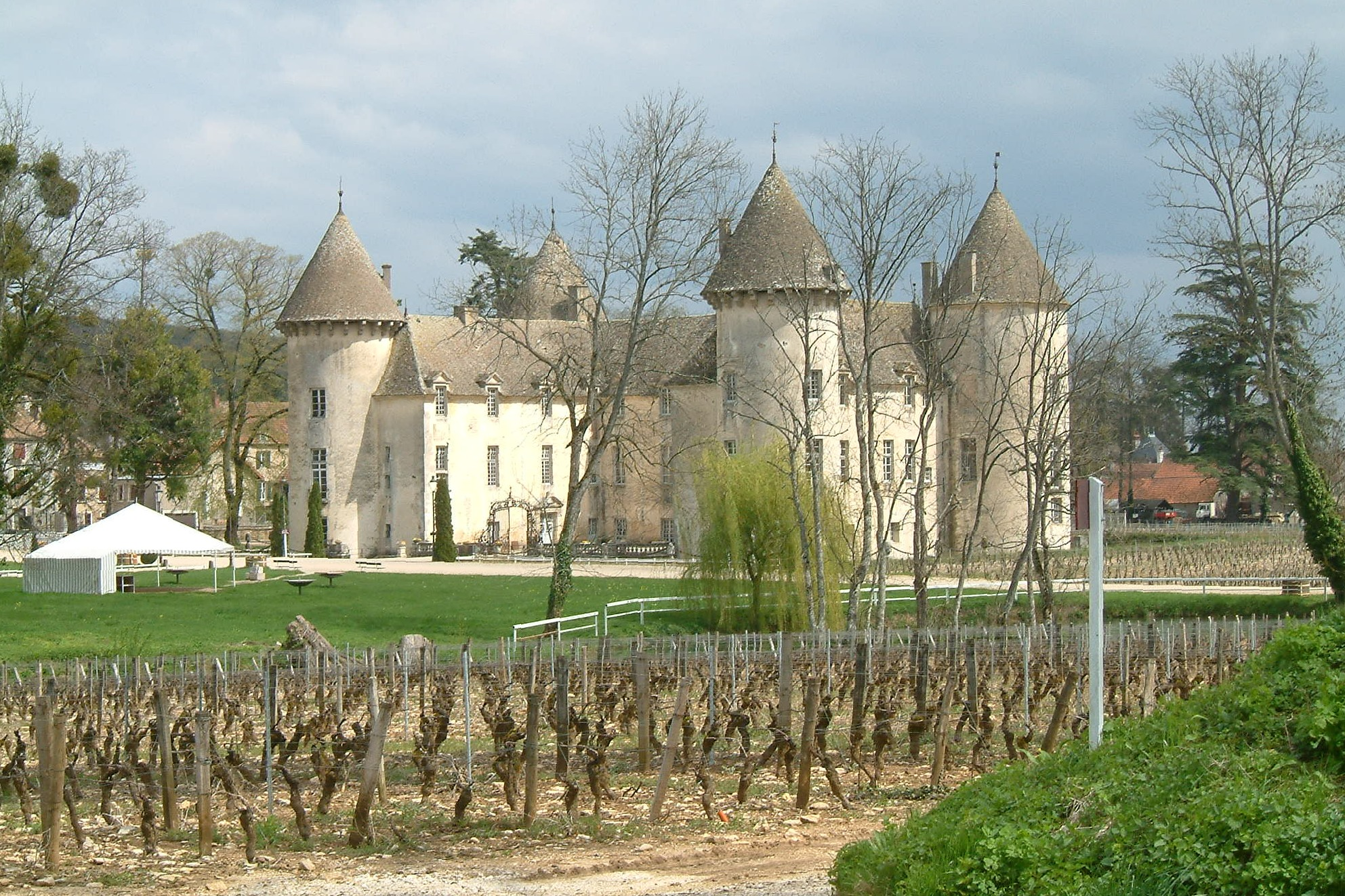
Château de Savigny-lès-Beaune
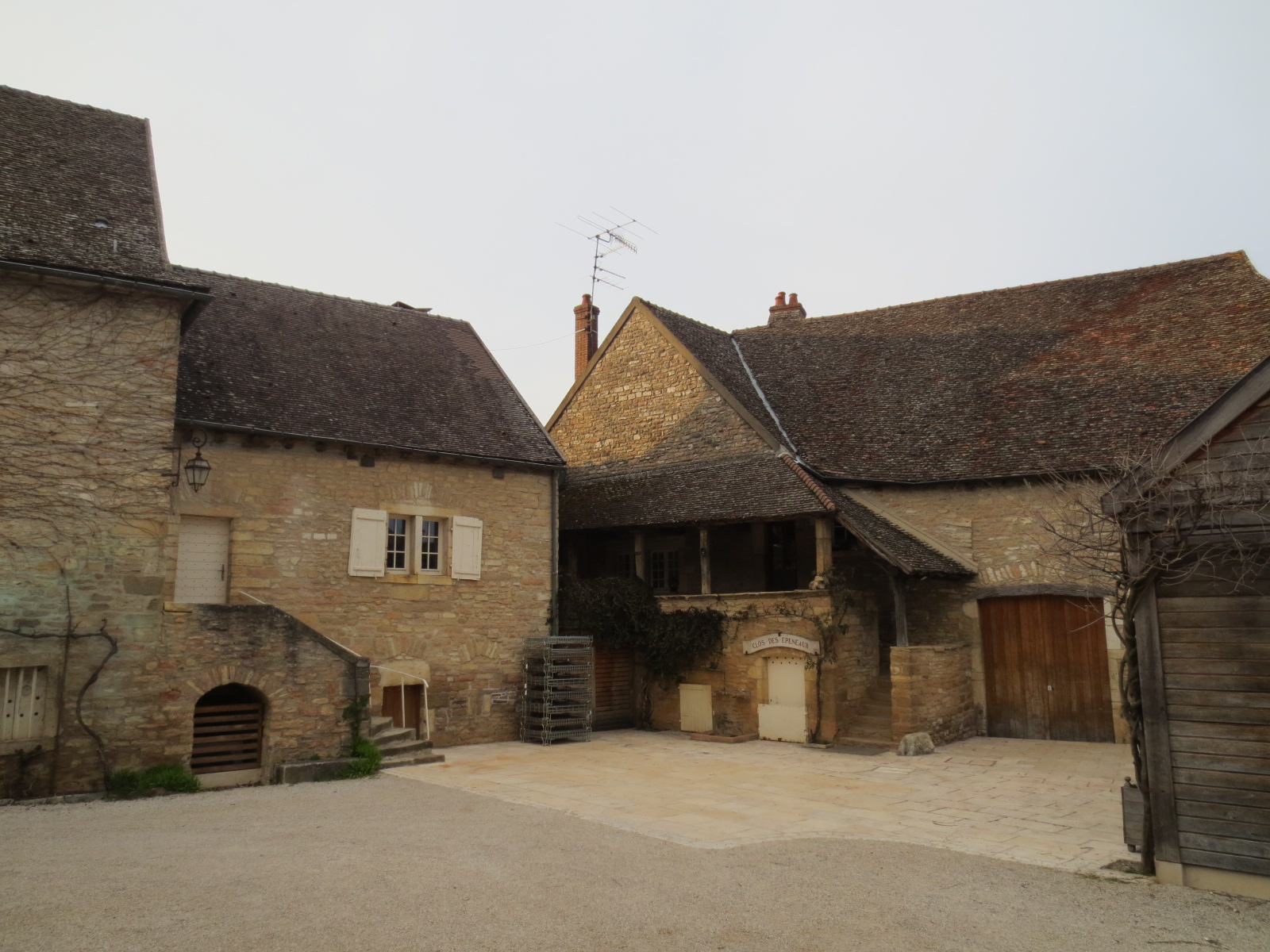
Clos des Epeneaux de Pommard
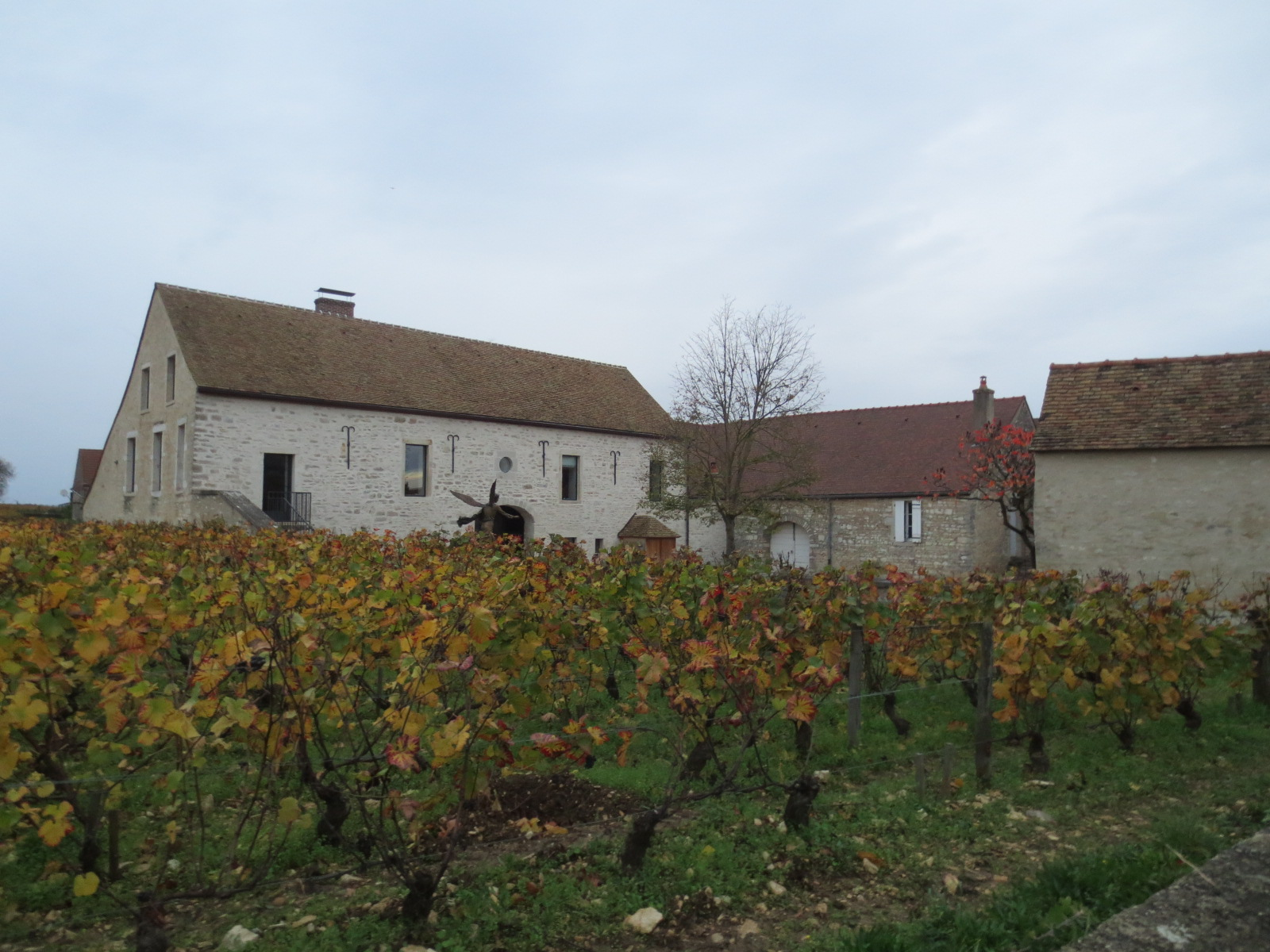
Vendangeoir de Vosne-Romanée, des moines bénédictins de l'Abbaye Saint-Vivant de Vergy

### Maisons de négoce
Avec environ deux-cent-cinquante négociants-éleveurs, les maisons de négoce jouent un grand rôle depuis le XVIIIe siècle. Elles commercialisent plus de 60 % de la production et détiennent plus de 35 % de la surface totale des grands crus de la Côte de Beaune. Avec ses domaines en propriété, le négoce produit 8 % de la récolte totale bourguignonne qui est estimée à 180 millions de bouteilles (105 en blanc et 75 en rouge). Les maisons de négoce achètent leurs vins, en général, en vin fait (vin fini) mais parfois en raisin ou en moût. Elles achètent aux domaines et passent par un courtier en vin qui sert d'intermédiaire moyennant une commission de l'ordre de 2 % à la charge de l'acheteur. Plusieurs maisons de négoce sont reconnues : Bouchard Père & Fils, Maison Louis Jadot, Maison Champy, Olivier Leflaive, Maison Dominique Laurent, Maison Goichot, Maison Joseph Drouhin, Maison Boisset, etc.

### Caves coopératives

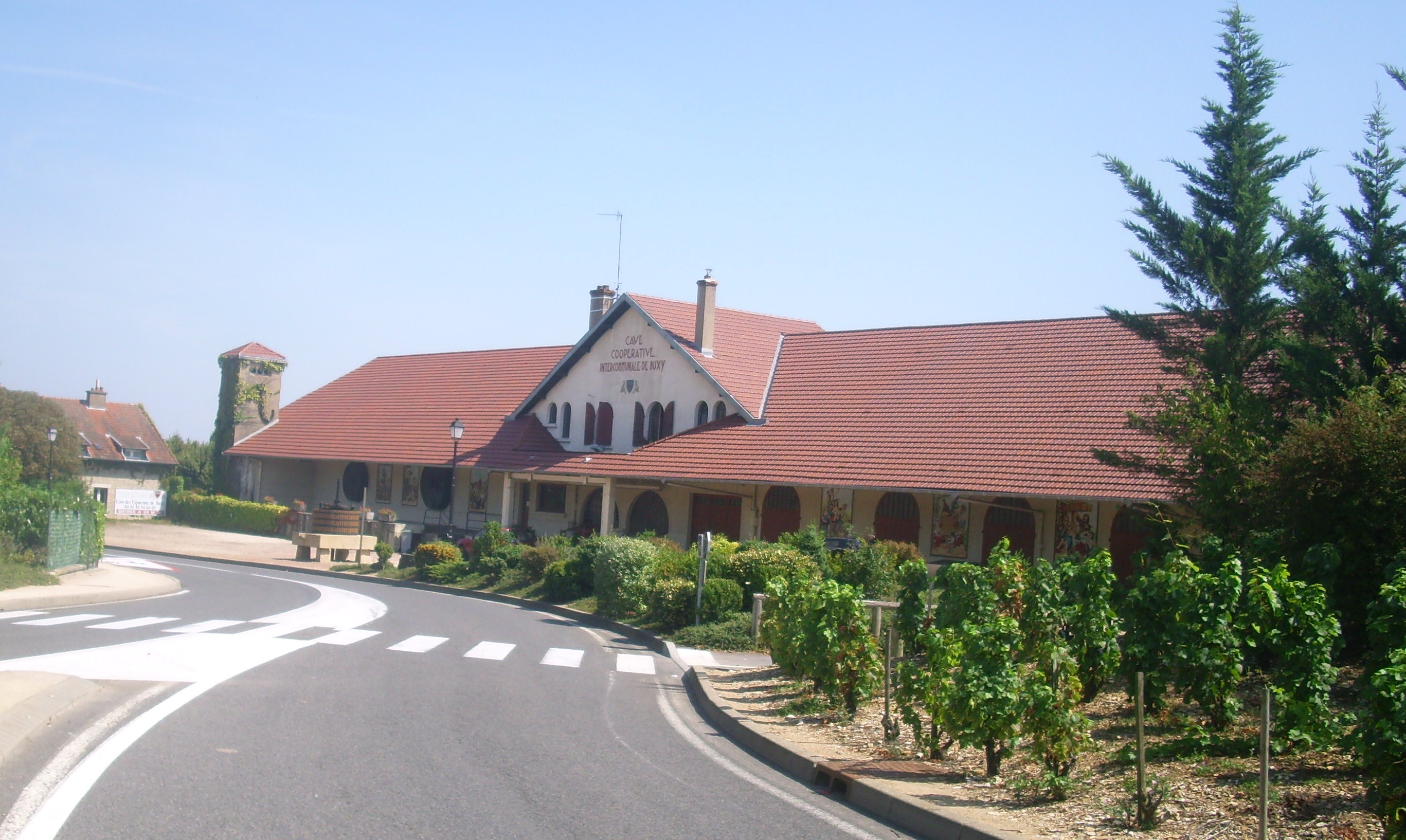
Cave Coopérative de Buxy.

Les caves coopératives sont au nombre de dix-neuf et leurs apporteurs sont des vignerons. Ces derniers peuvent leur amener leurs récoltes, ou bien la cave coopérative vendange elle-même (machine à vendanger en général). Le mouvement est très actif en Chablisien, en côte chalonnaise et surtout dans le Mâconnais qui possède treize caves coopératives. Elles produisent environ 25 % des volumes. Quelques caves coopératives de Bourgogne : la Cave de Lugny (le premier producteur de vin de Bourgogne, avec 6 % de la production totale, et 30 % pour les seuls vins du vignoble de Mâcon), La Chablisienne, la Cave des vignerons de Buxy, la Cave des Hautes-Côtes, etc.
« Avec une vingtaine de sociétés, quelque 4000 adhérents, une implantation importante, sauf en Côte de Nuits et en Côte de Beaune, la coopération vinifie l'équivalent de 60 millions de bouteilles, soit le tiers environ de la production bourguignonne. » écrivait Jean-François Bazin dans son livre Le vin de Bourgogne paru en 1996.

## Interprofession

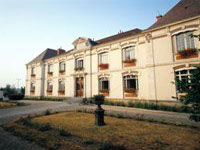
Vue extérieure du BIVB.

En 1976, les Comités de Bourgogne se regroupèrent dans un premier temps au sein d’une fédération régionale (Fédération interprofessionnel des vins de Bourgogne : FIVB) avant la création en 1989 d’une structure regroupant Comité interprofessionnel des vins de Bourgogne (CIB), Comité interprofessionnel des vins de Bourgogne et de Mâcon (CIBM) : le Bureau interprofessionnel des vins de Bourgogne (BIVB). Le BIVB est là pour représenter et défendre les intérêts des vins de Bourgogne et des professionnels de la viticulture et du négoce ; ainsi que pour définir la politique des vins de Bourgogne sur le plan technique, économique et de la communication et conduire des actions se rattachant à cette politique.

## Types de vins, gastronomie et températures de service

### Types de vins
Le Chablisien donnent des vins nerveux et élégants, les côtes d'Auxerre produit des blancs et rouges légers, les rouges d'Irancy sont parfumés et âpres. La côte de Nuits élabore des pinots noirs complexes et pleins de finesse. La côte de Beaune donne des pinots noirs plus fermes et robustes, les grands blancs avec un rapport subtil entre leurs notes fruitées et minérales. La côte chalonnaise produit des vins rouges et blancs abordables qui sont d'excellentes alternatives à ceux de la Côte d'Or. Le Mâconnais produit des chardonnays plus rustiques, mais agréables et ayant de la personnalité.
Les vins rouges sont légèrement différents suivant leur origine (il y a une grande diversité de terroirs et de producteurs) mais ils sont généralement distingués et soyeux avec une couleur peu soutenue, des arômes de fruits rouges, d'épices, de sous-bois…
Les vins blancs sont aussi marqués par des petites différences dues aux notions de terroirs mais sont globalement assez corsés (surtout lorsqu'ils sont passés en fûts), avec des arômes de fleurs (note florale), de fruits blancs, de minéraux (note minérale), d'agrumes parfois, de bois (note boisée)…
Les vins rosés sont aromatiques, frais et fins.

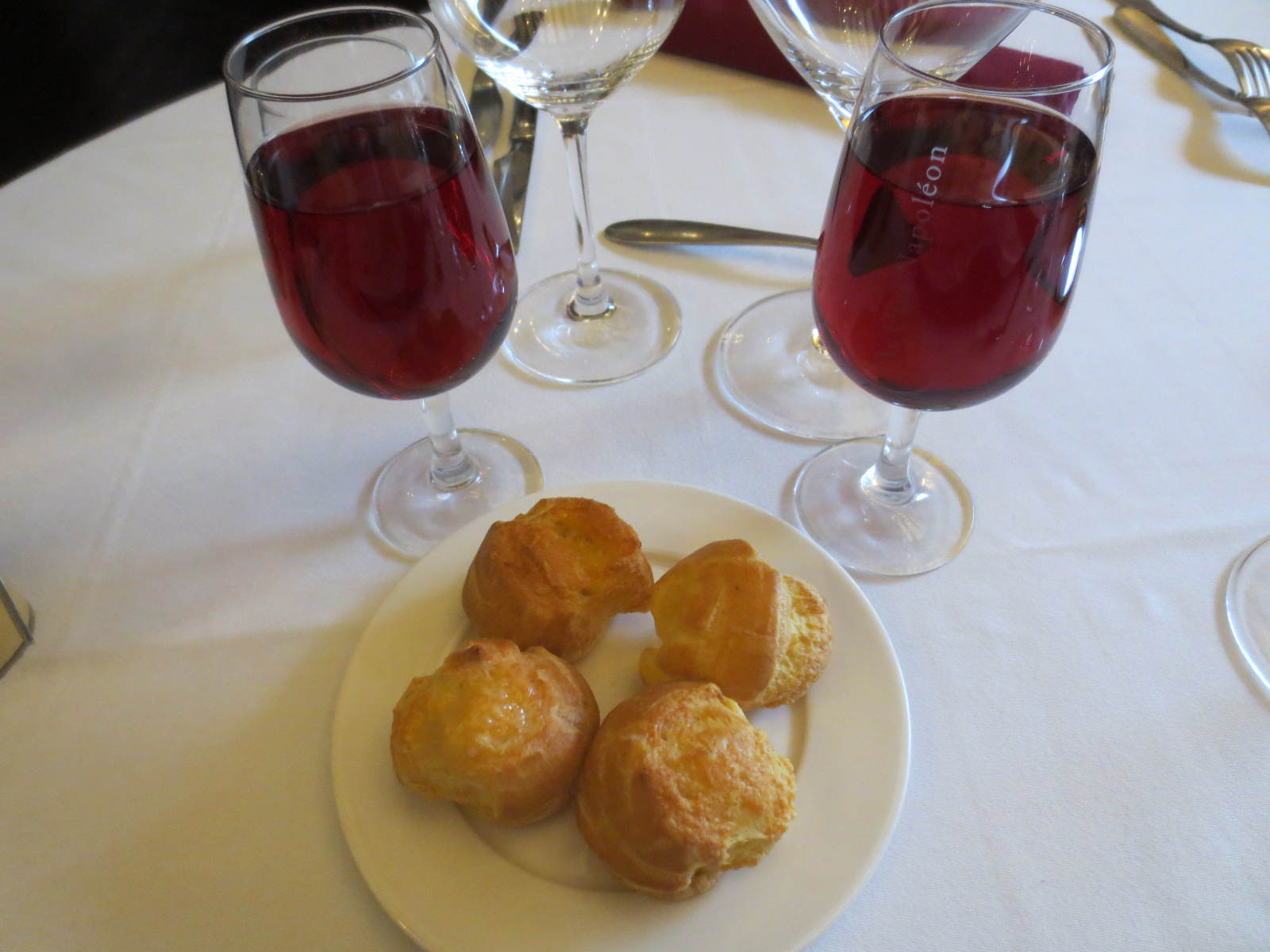
Kir et gougères
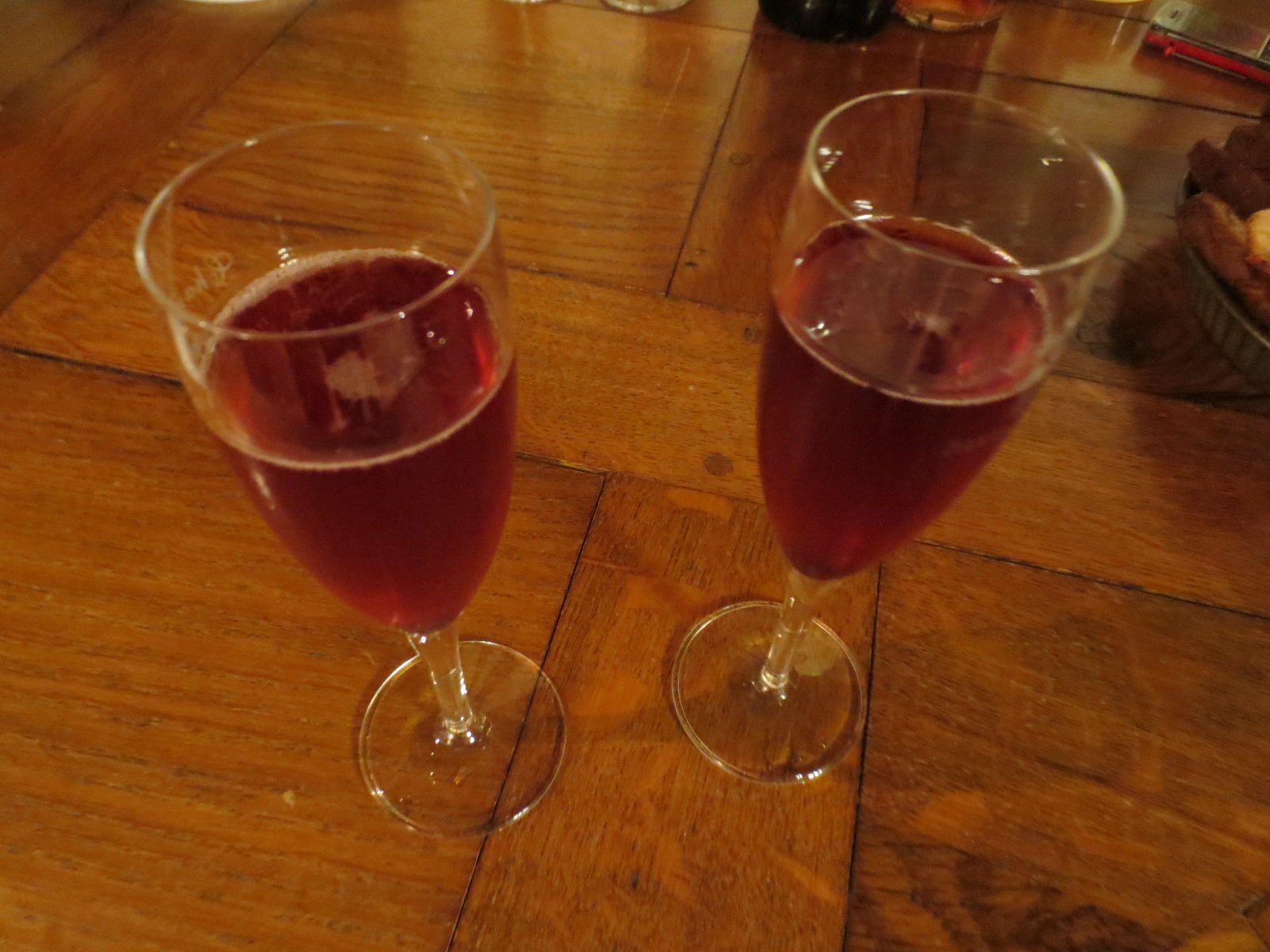
Kir royal avec crème de cassis et crémant de Bourgogne
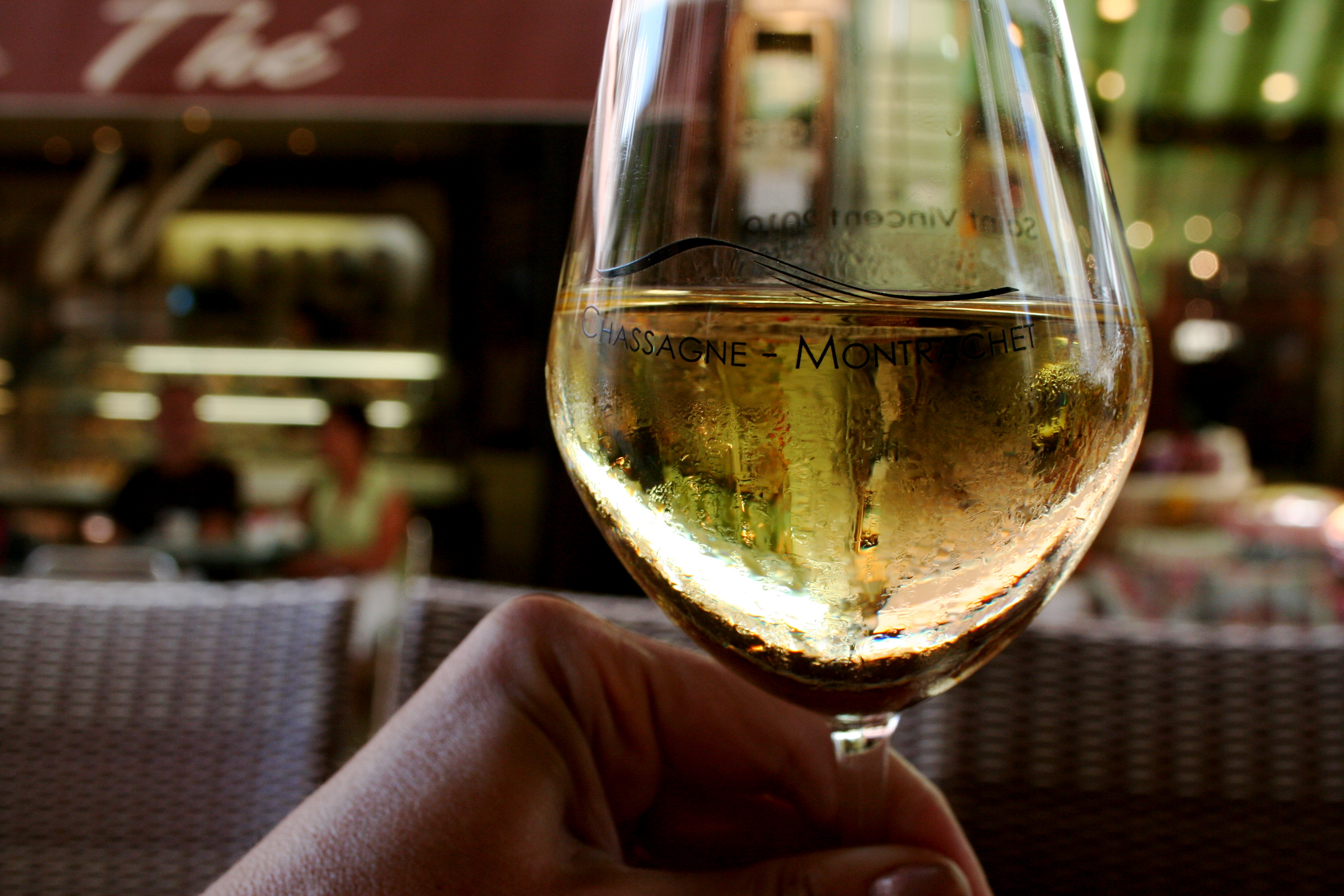
Chassagne-montrachet de garde, Premier cru ou Grand cru
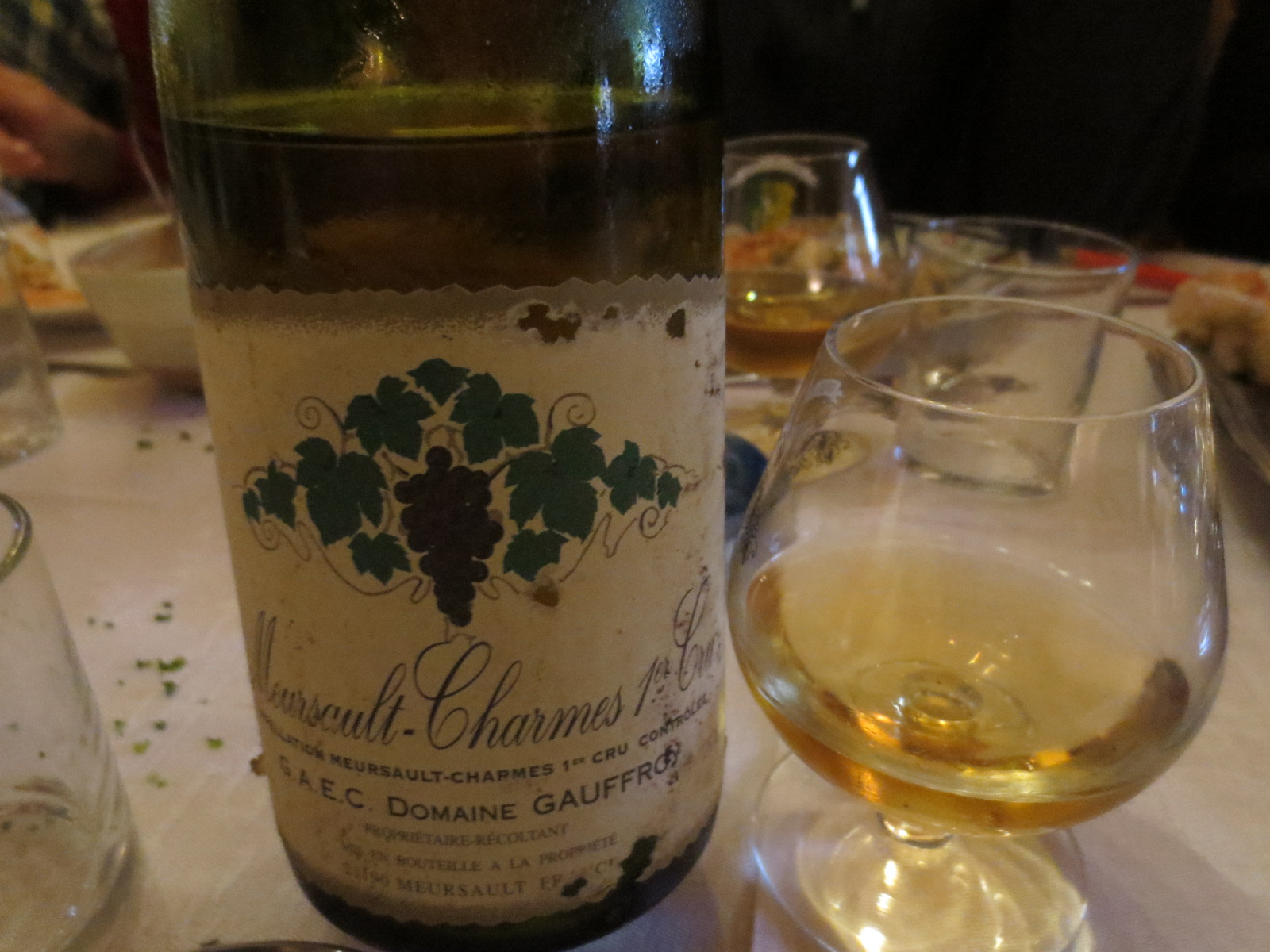
Meursault Charmes 1er cru
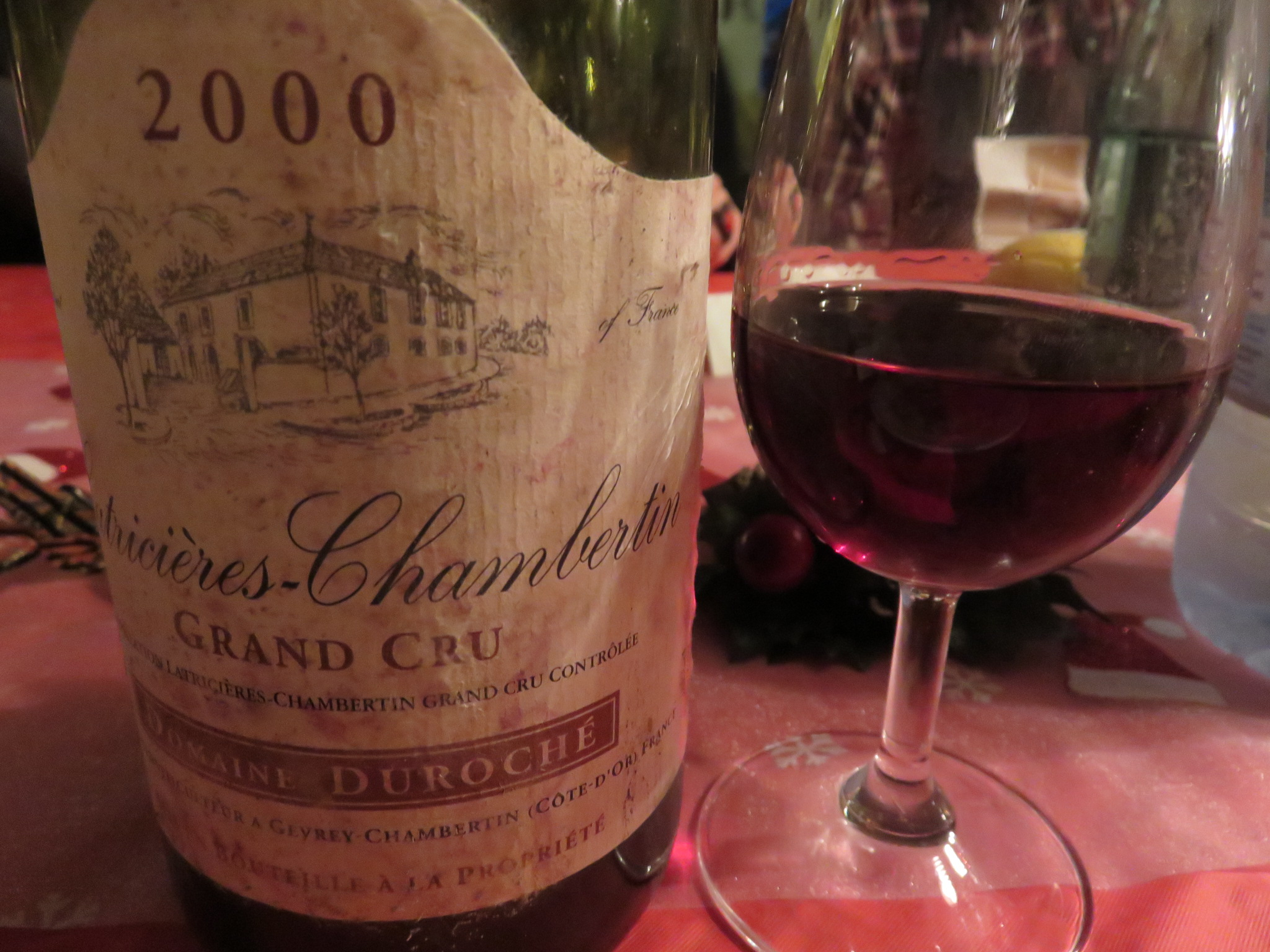
Latricières-chambertin Grand cru
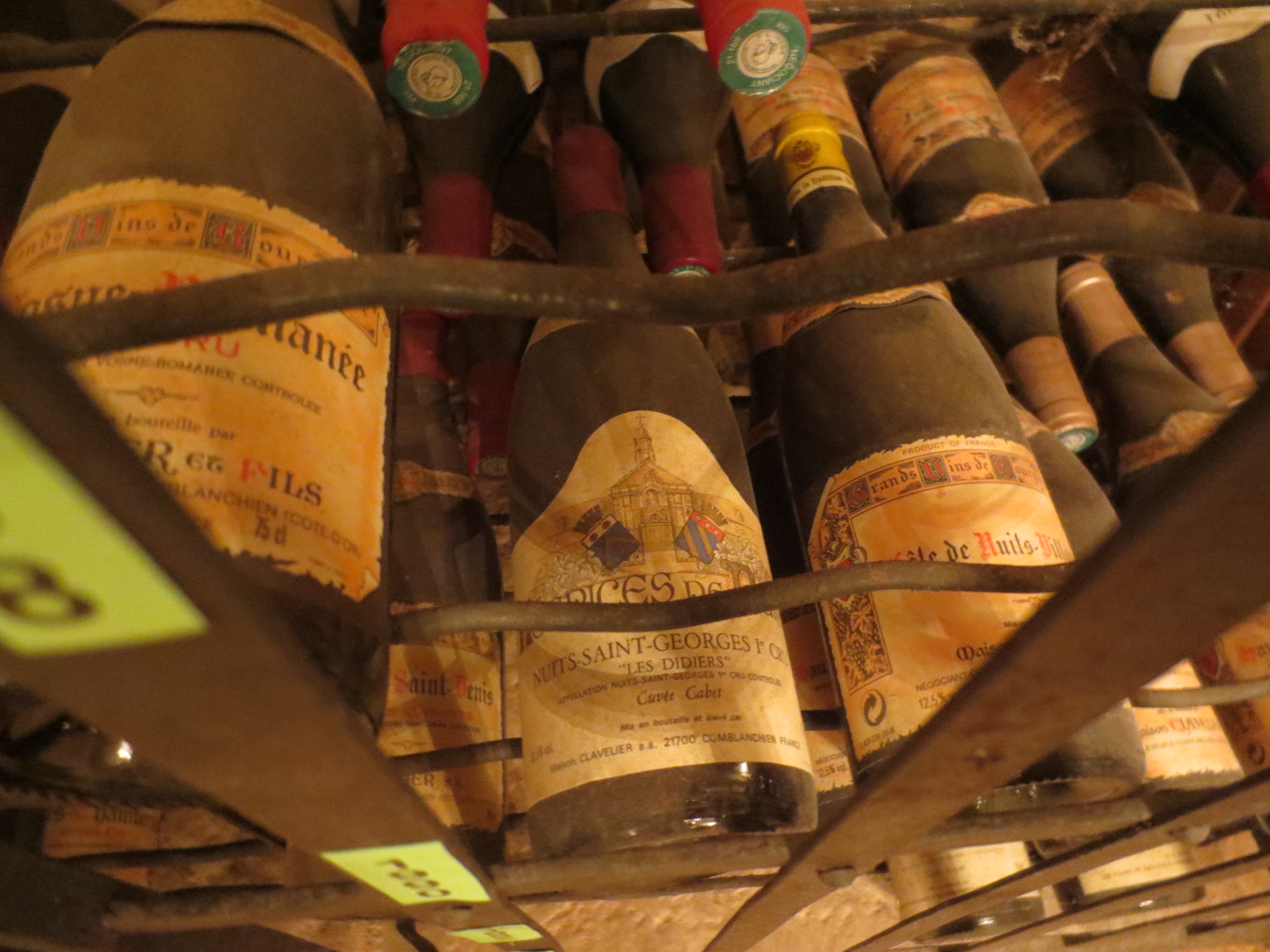
Hospices de Nuits-Saint-Georges
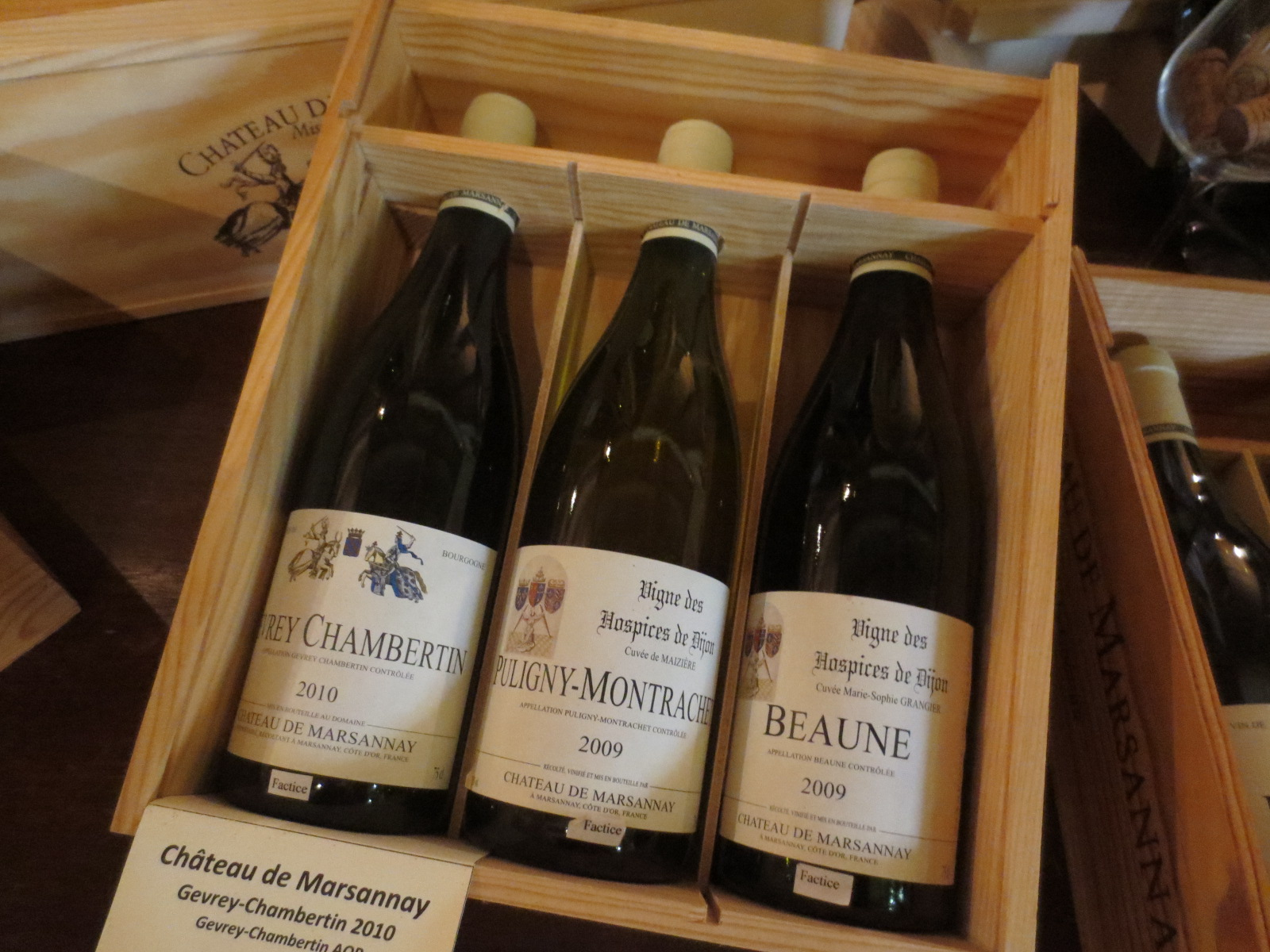
Hospices de Dijon
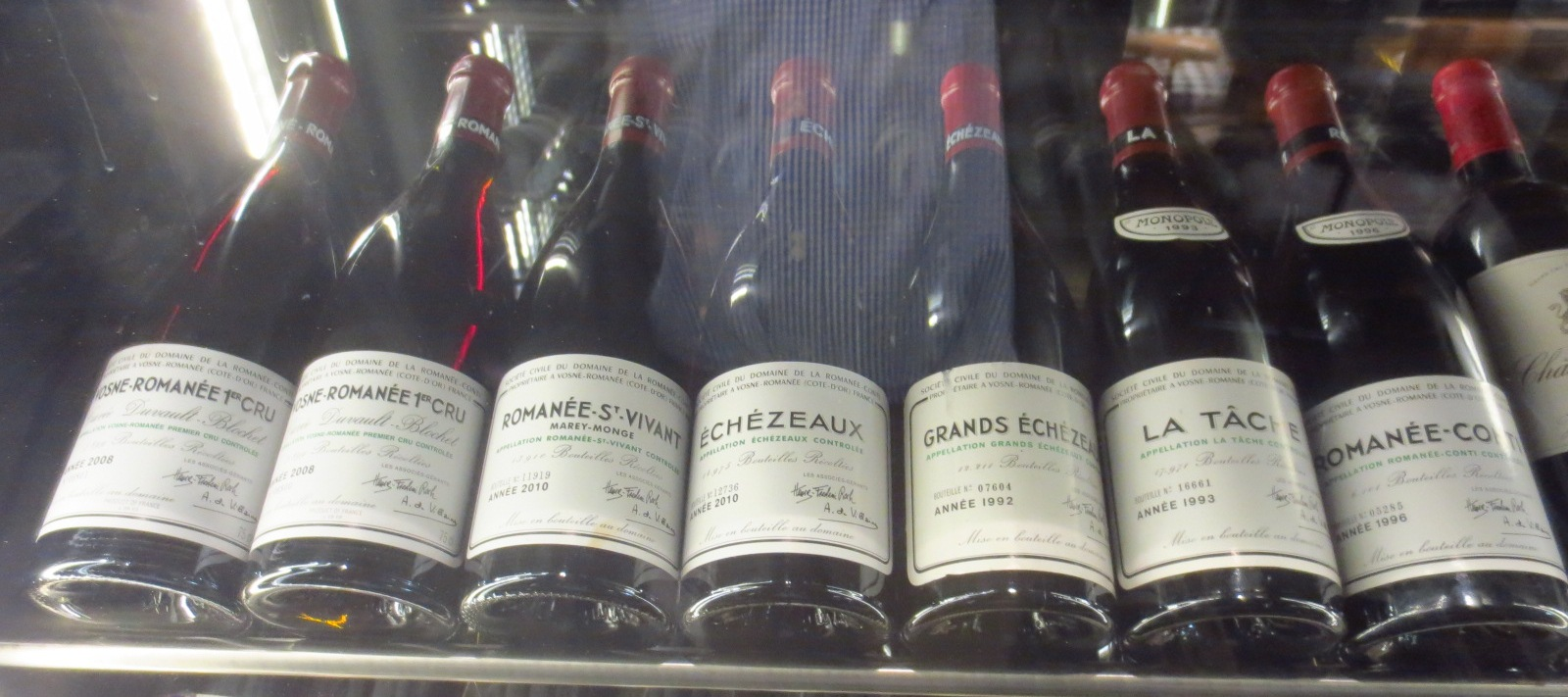
Romanée-conti / Domaine de la Romanée-Conti
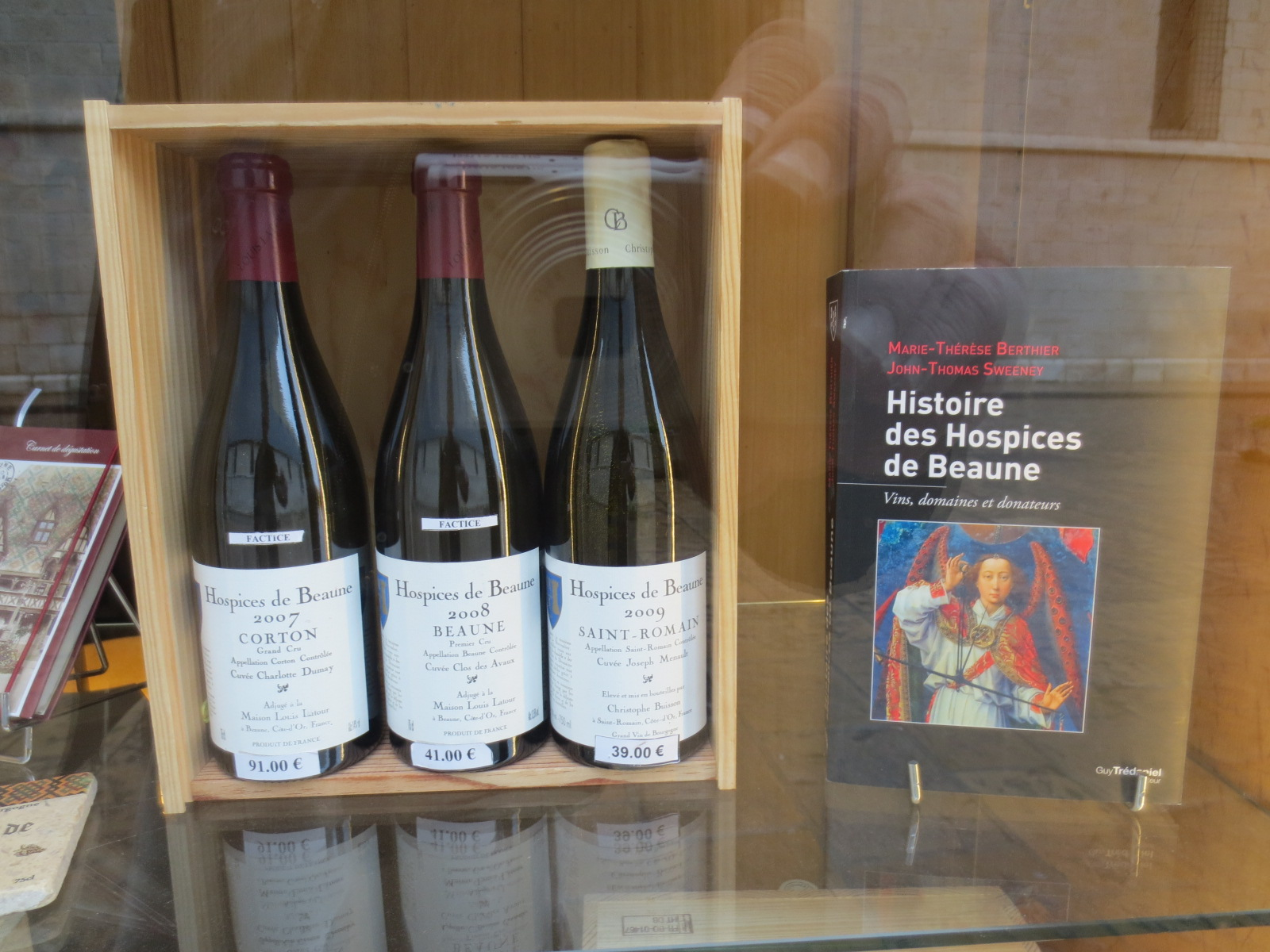
Vente des hospices de Beaune, des Hospices de Beaune
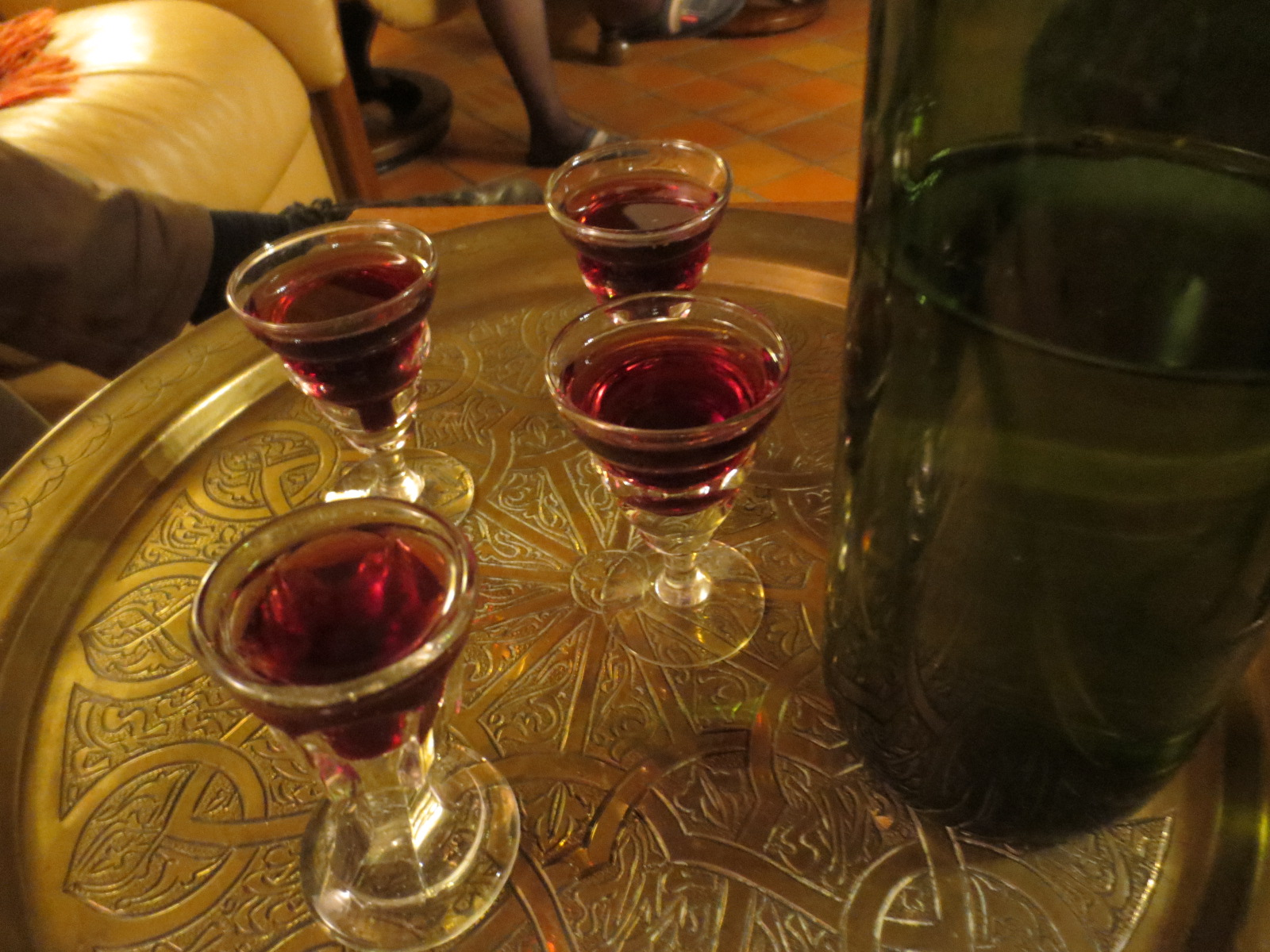
Mêlé-cass, digestif à base de crème de cassis et de marc de Bourgogne

### Gastronomie
Les vins rouges s'accordent bien avec la viande (gibier à poils ou à plumes, bœuf…) et certains fromages (époisses, brie) ; les vins blancs s'accordent bien avec la volaille, le poisson, les crustacés et certains fromages (emmental, comté) et les vins rosés s'accordent bien avec les grillades au barbecue ou des salades.
Les vins de Bourgogne s'accordent très bien avec les spécialités gastronomiques de Bourgogne : les gougères (bourgogne aligoté), les escargots à la bourguignonne (chablis), les œufs en meurette (givry rouge), la pôchouse (saint-aubin blanc), le jambon persillé (montagny), le saupiquet (meursault premier cru), le coq au vin (gevrey-chambertin, irancy), un pavé du Charolais (corton), le lapin à la dijonnaise (volnay), le bœuf bourguignon (bourgogne passe-tout-grains), l'époisses (morey-saint-denis), le pain d'épices (crémant de Bourgogne), etc.

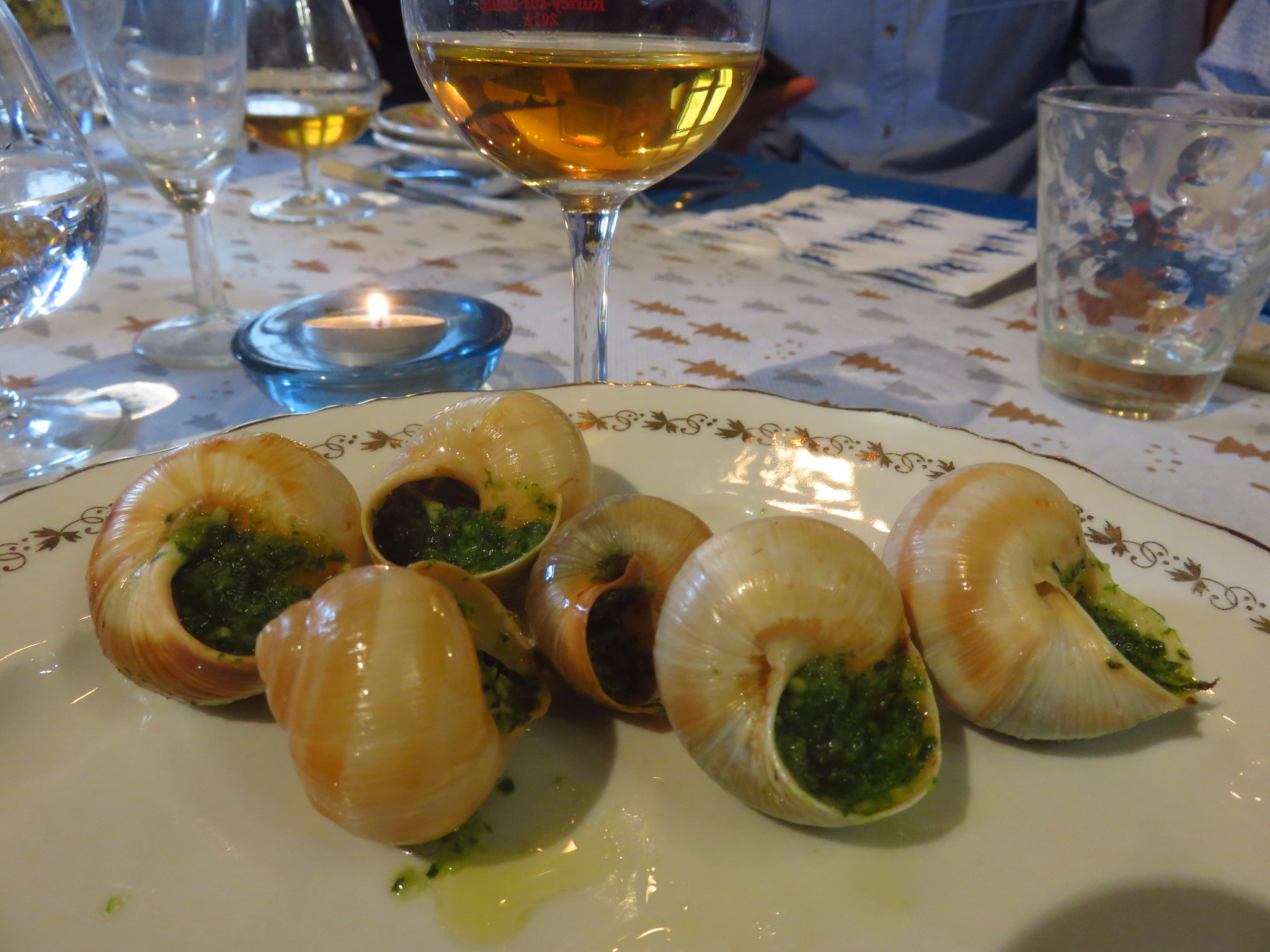
Escargots de Bourgogne et Meursault
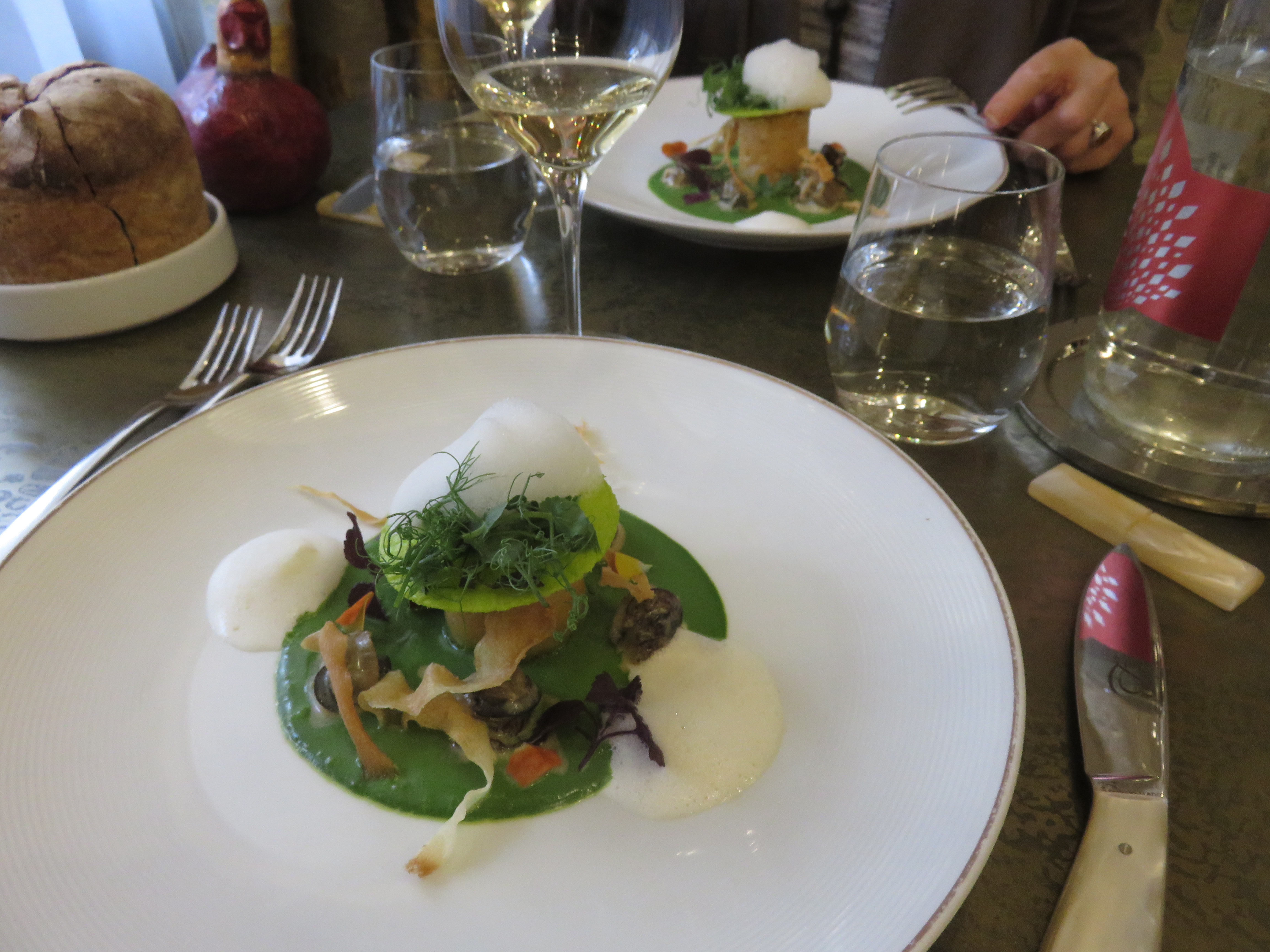
Escargots de Bourgogne et Chassagne-montrachet
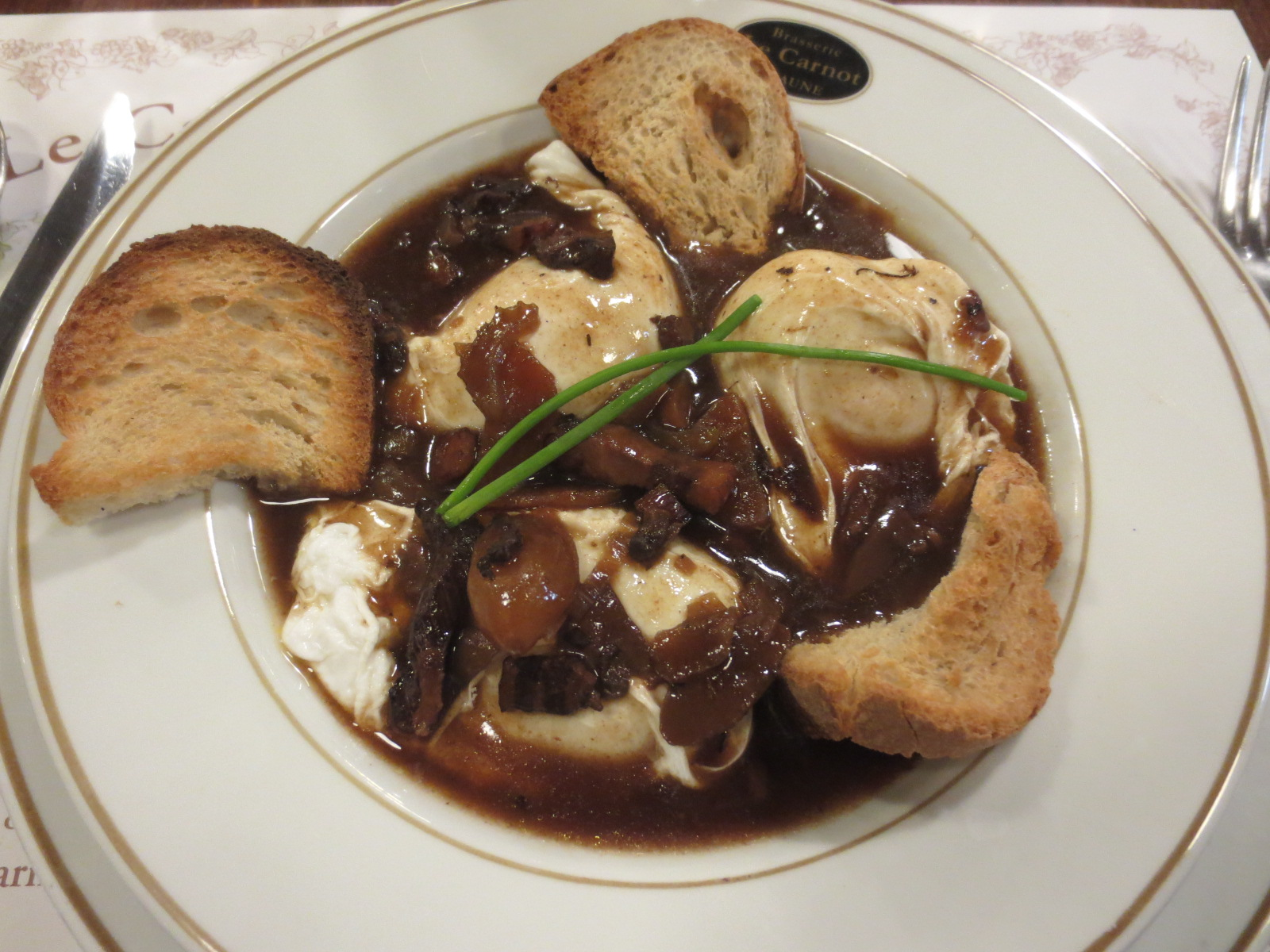
Œufs en meurette
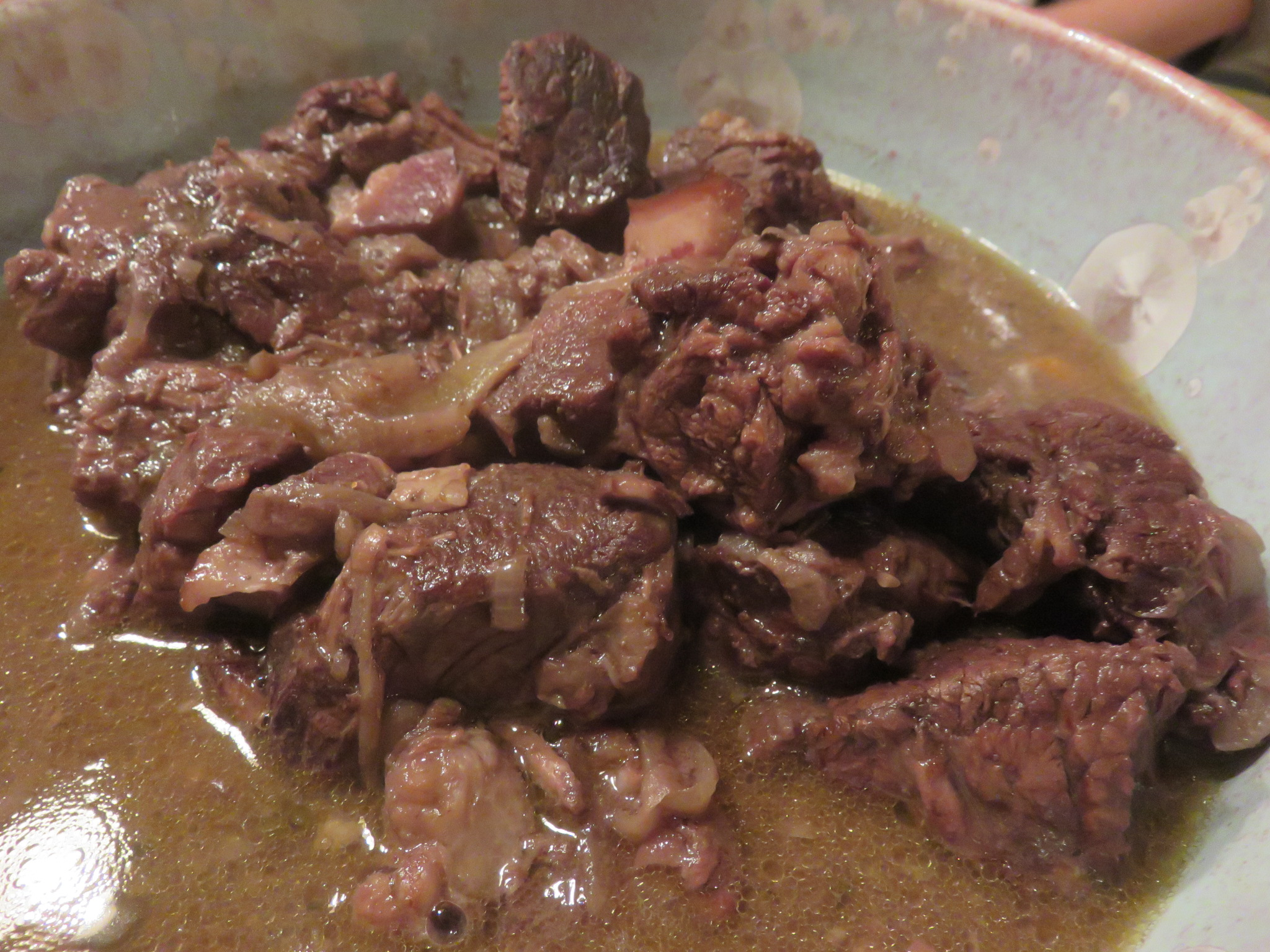
Bœuf bourguignon au vin rouge
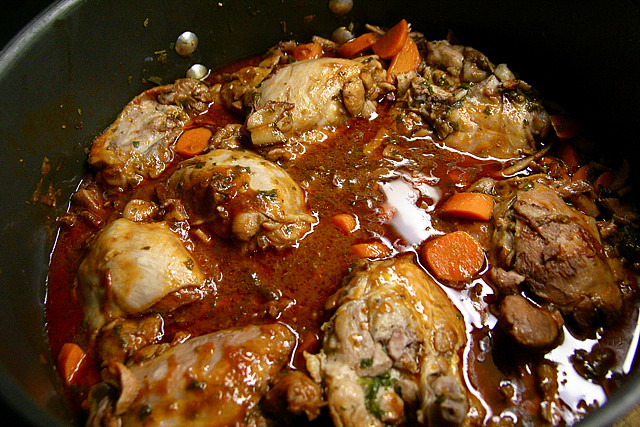
Coq au vin
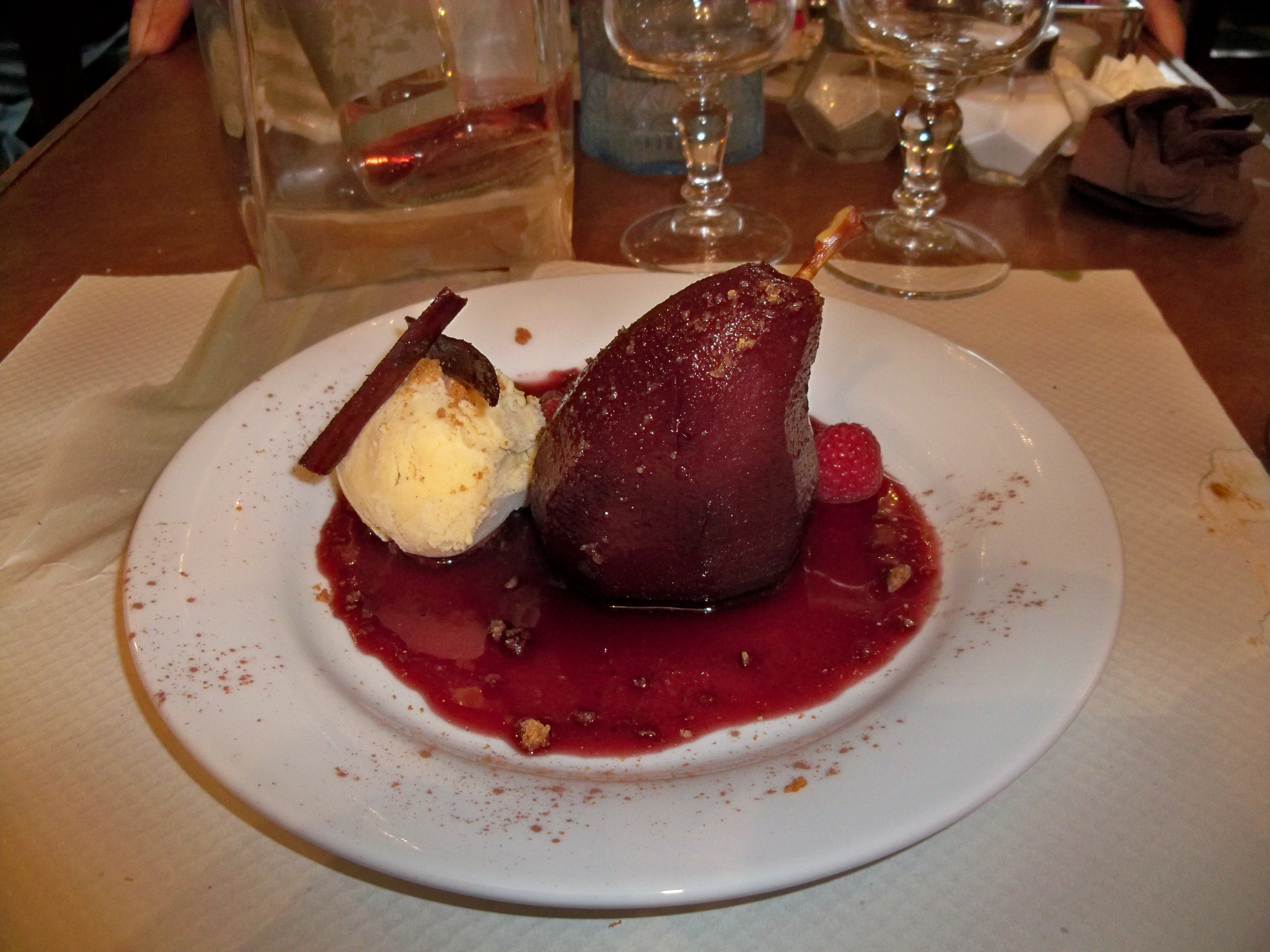
Poires au vin rouge

### Température de service
Les vins rouges se servent généralement suivant leurs caractéristiques entre quatorze et seize degrés pour les appellations régionales, AOC village, premier cru et grand cru. Après, suivant le type de vin, les températures de service varient : Les vins légers et fruités entre douze et quatorze degrés, les vins distingués et soyeux vers seize degrés, les vins charpentés et tanniques vers dix-huit degrés (température ambiante) et les vins vieux vers dix-huit degrés également.
Les vins blancs se servent généralement entre dix et douze degrés en moyenne pour les AOC régionales, les appellations village, premier cru et grand cru. Suivant le type de vin, les températures de service varient : les vins légers, frais, vifs entre six et huit degrés, les vins très aromatiques entre huit et dix degrés et les vins pleins et influencés par le bois entre quatorze et seize degrés.
Les vins rosés se servent entre six et huit degrés en moyenne.

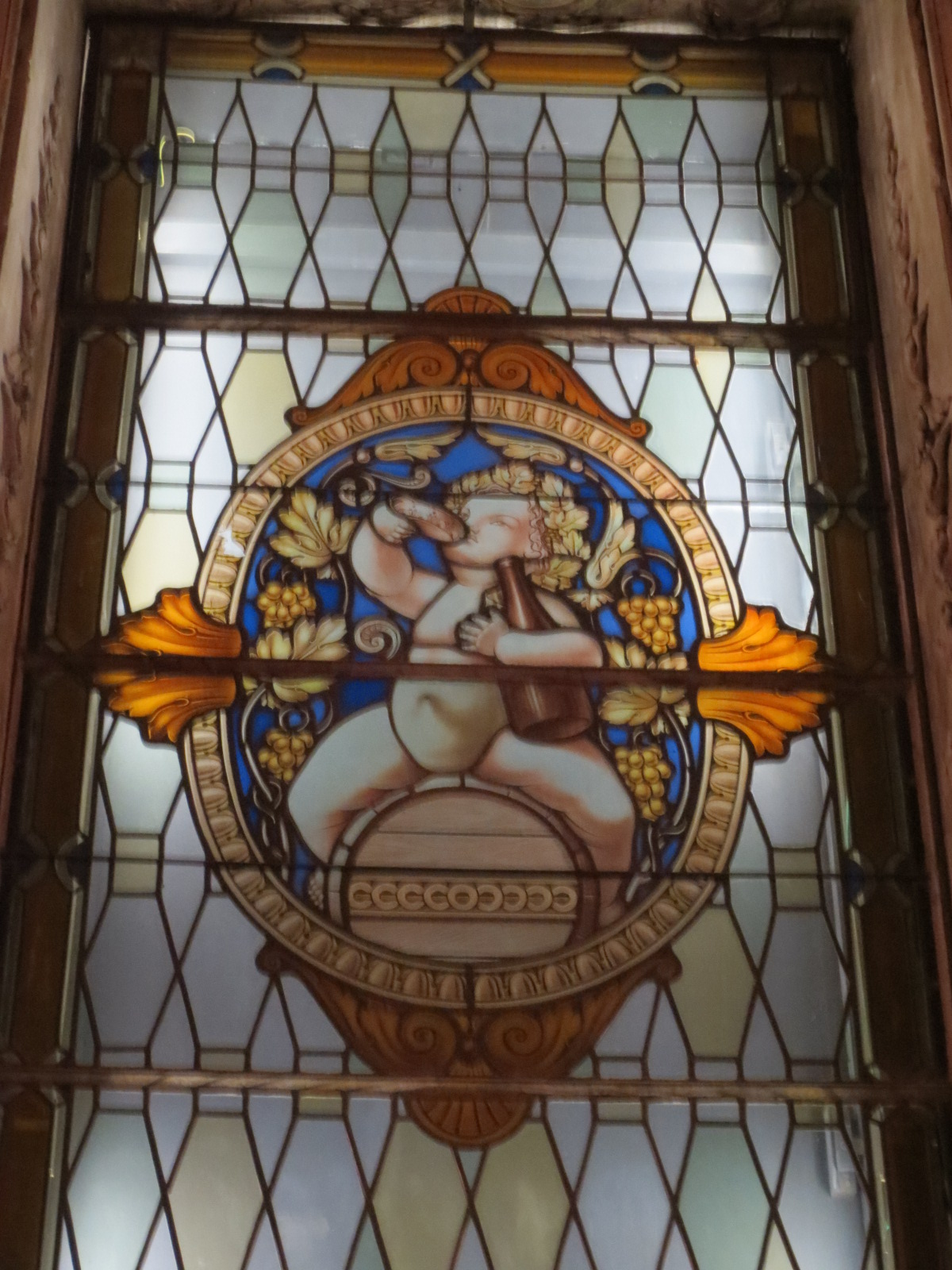
Bacchus
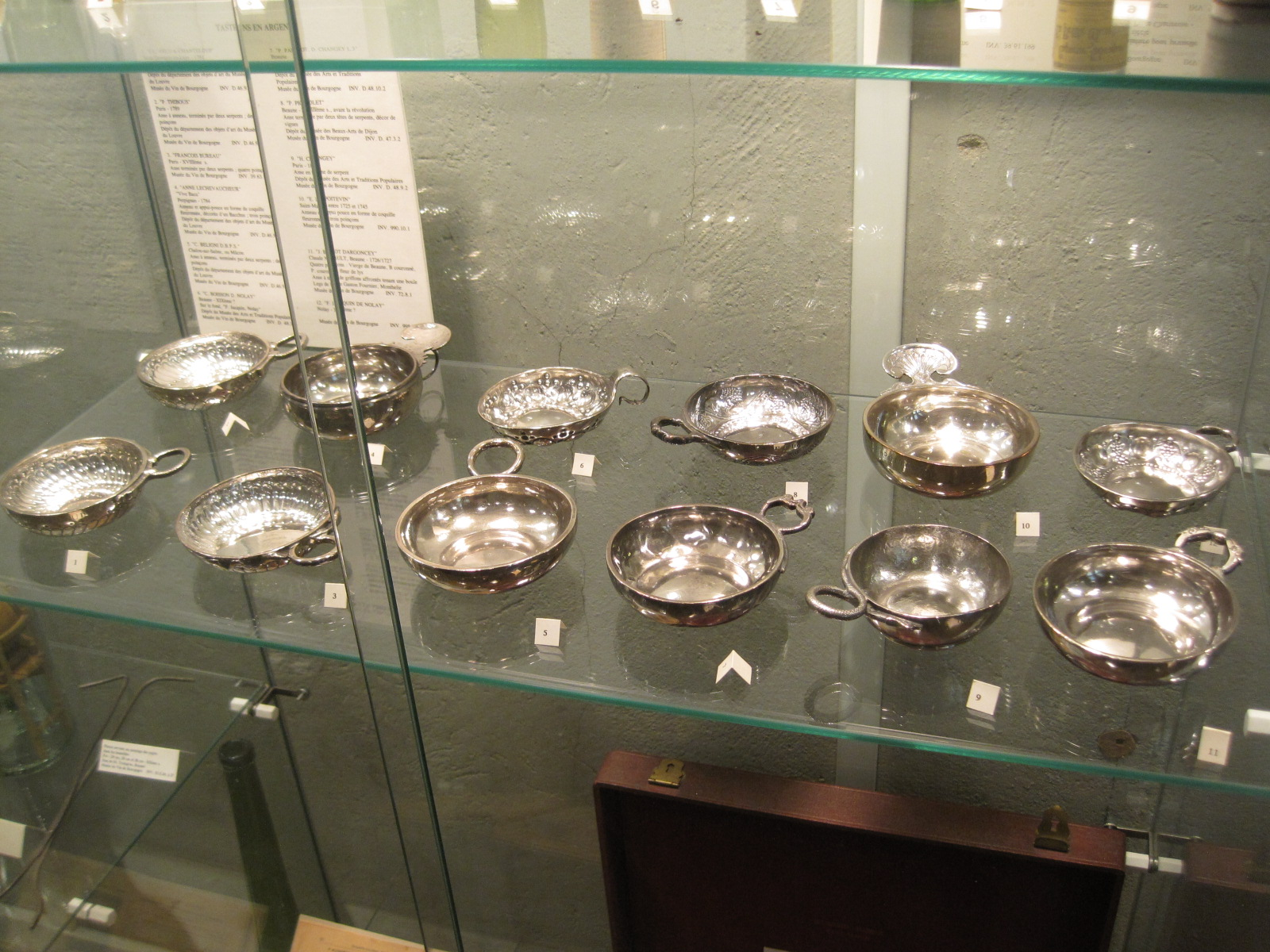
Tastevins de l'Hôtel des ducs de Bourgogne de Beaune
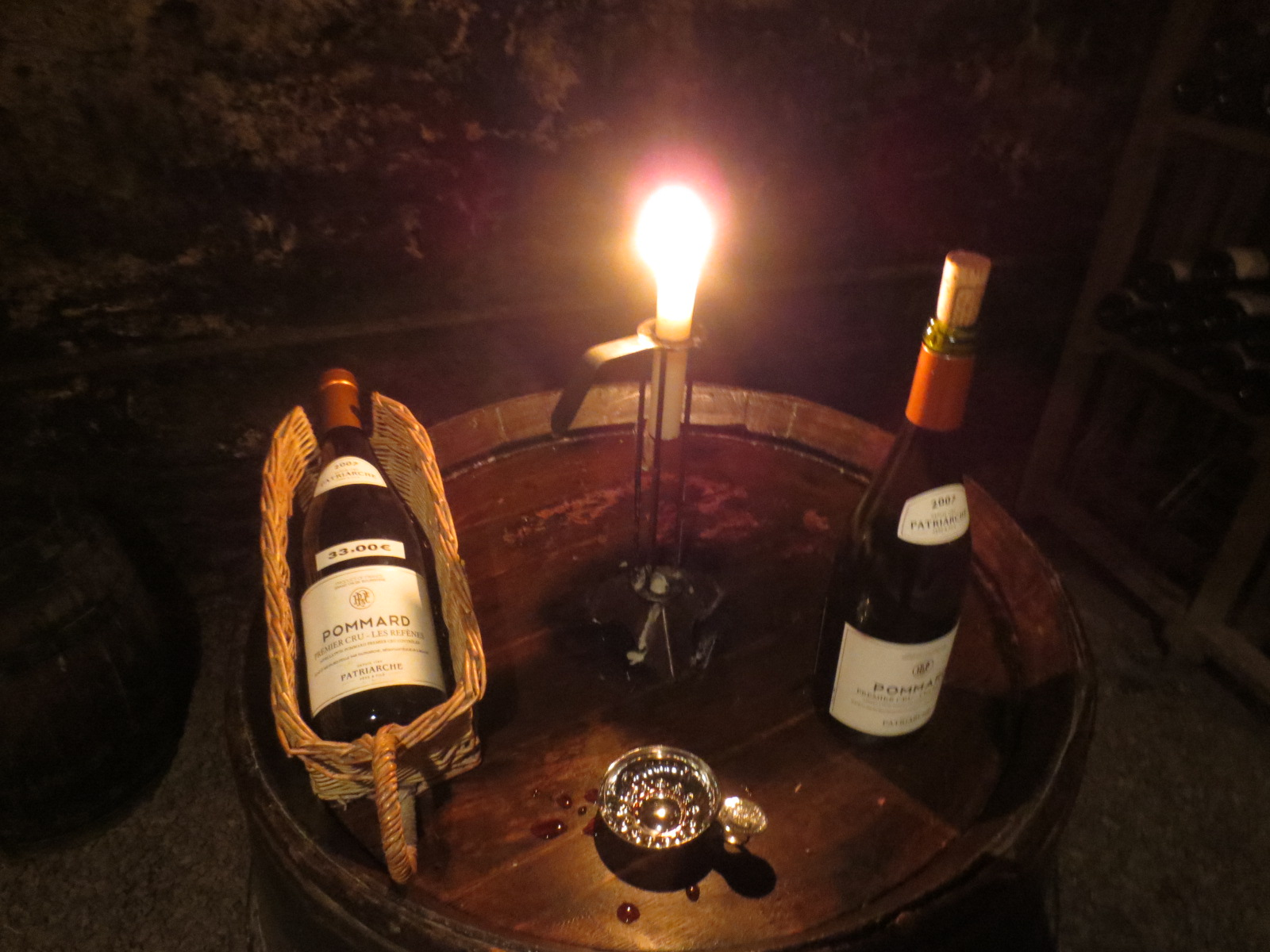
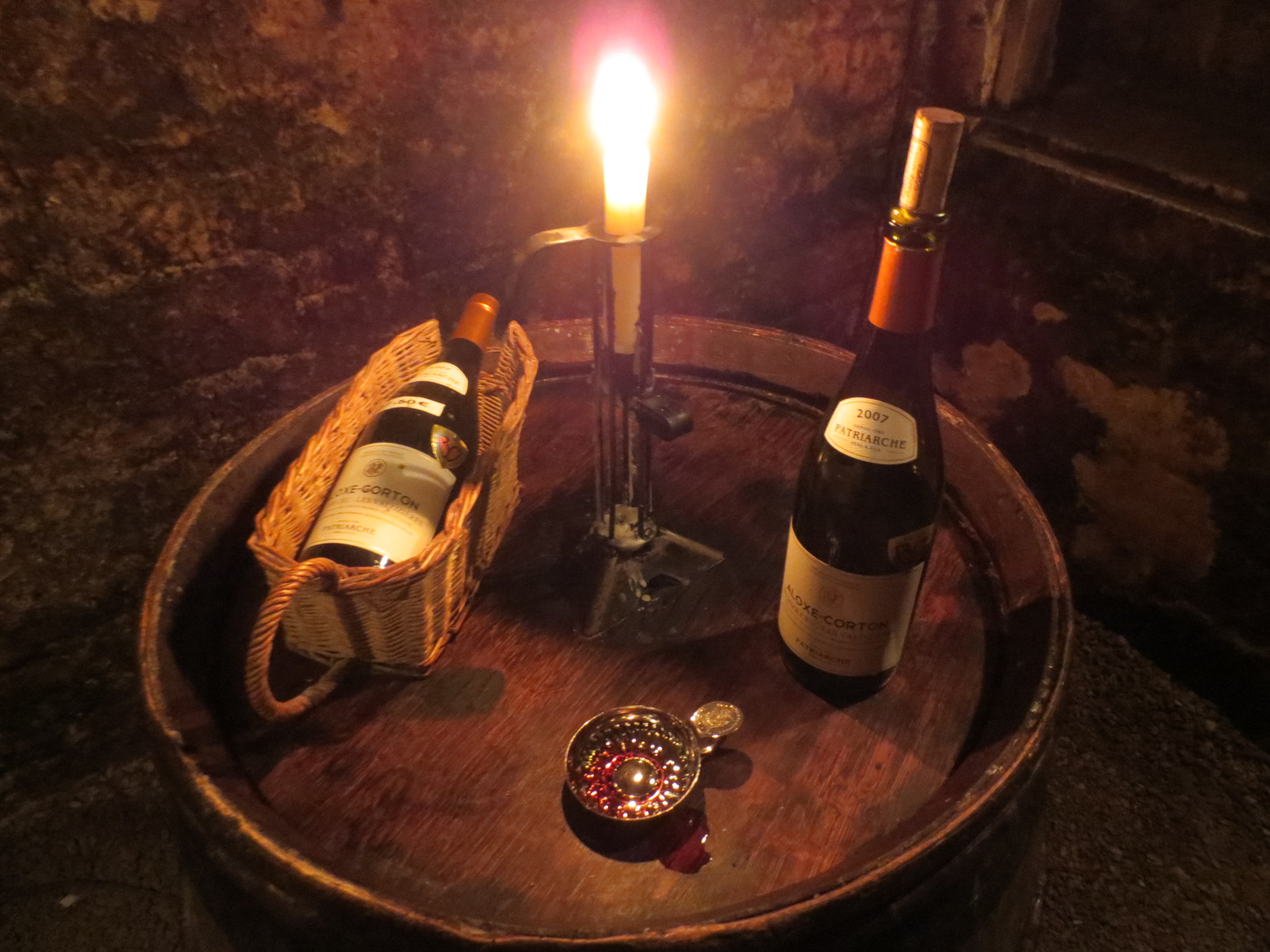
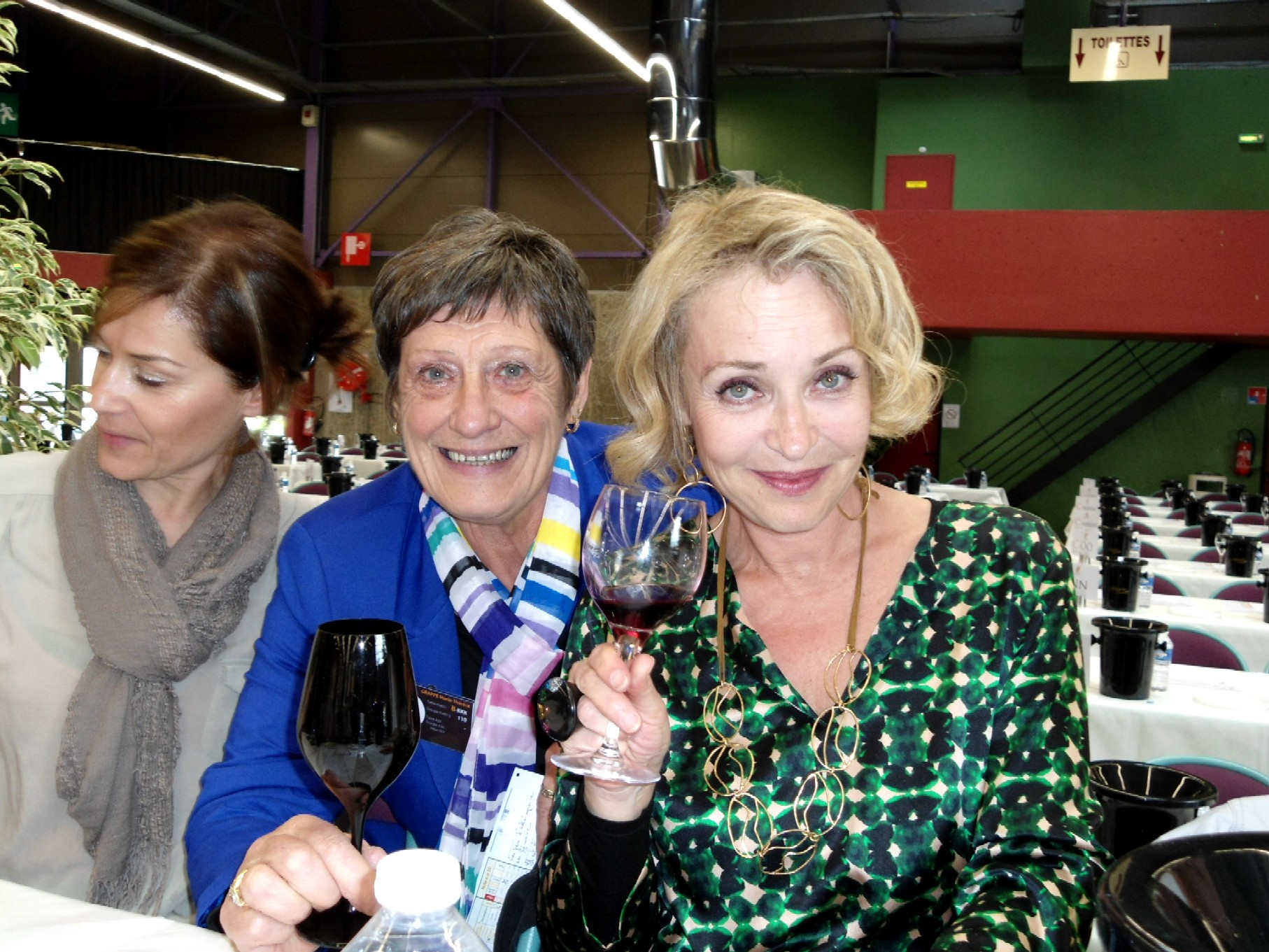
Concours des vins Féminalise 2013

### Durée de garde
La durée de garde des vins rouges va de deux à trois ans minimum pour une appellation régionale, trois à six ans en moyenne pour une AOC village, quatre à dix ans en moyenne pour un premier cru et huit à vingt ans (voire plus pour les grands millésimes) pour les grand crus.
La durée de garde des vins blancs va de deux à trois ans pour une appellation régionale, deux à cinq ans en moyenne pour une AOC village, trois à dix ans pour un premier cru et huit à quinze ans (voire plus pour les grands millésimes) pour les grands crus.
Les vins rosés peuvent être gardés de un à quatre ans maximum.
Par zone géographique de la bourgogne viticole cela donne :
En vin rouge : La Côte de Beaune produit des vins qui peuvent se garder de six à douze ans. La Côte de Nuits produit des vins pouvant être gardés de huit à quinze ans. Pour les plus grands vins de la Côte d´Or, ils peuvent surprendre dix ou vingt ans plus tard. Les vins de la Côte chalonnaise se gardent 5 ans en moyenne.
En vin blanc : Les mâcon et saint-véran se boivent dans leur jeunesse (un à deux ans). Les grands chablis et pouilly-fuissé peuvent être conservés de trois à sept ans, voire un peu plus pour un meursault. Les plus grands vins de type corton-charlemagne, se gardent de huit à quinze ans. Les vins des trois côtes (Côte de Nuits, Côte de Beaune et Côte chalonnaise) se gardent cinq ans en moyenne.

Quelques caves bourguignonnes
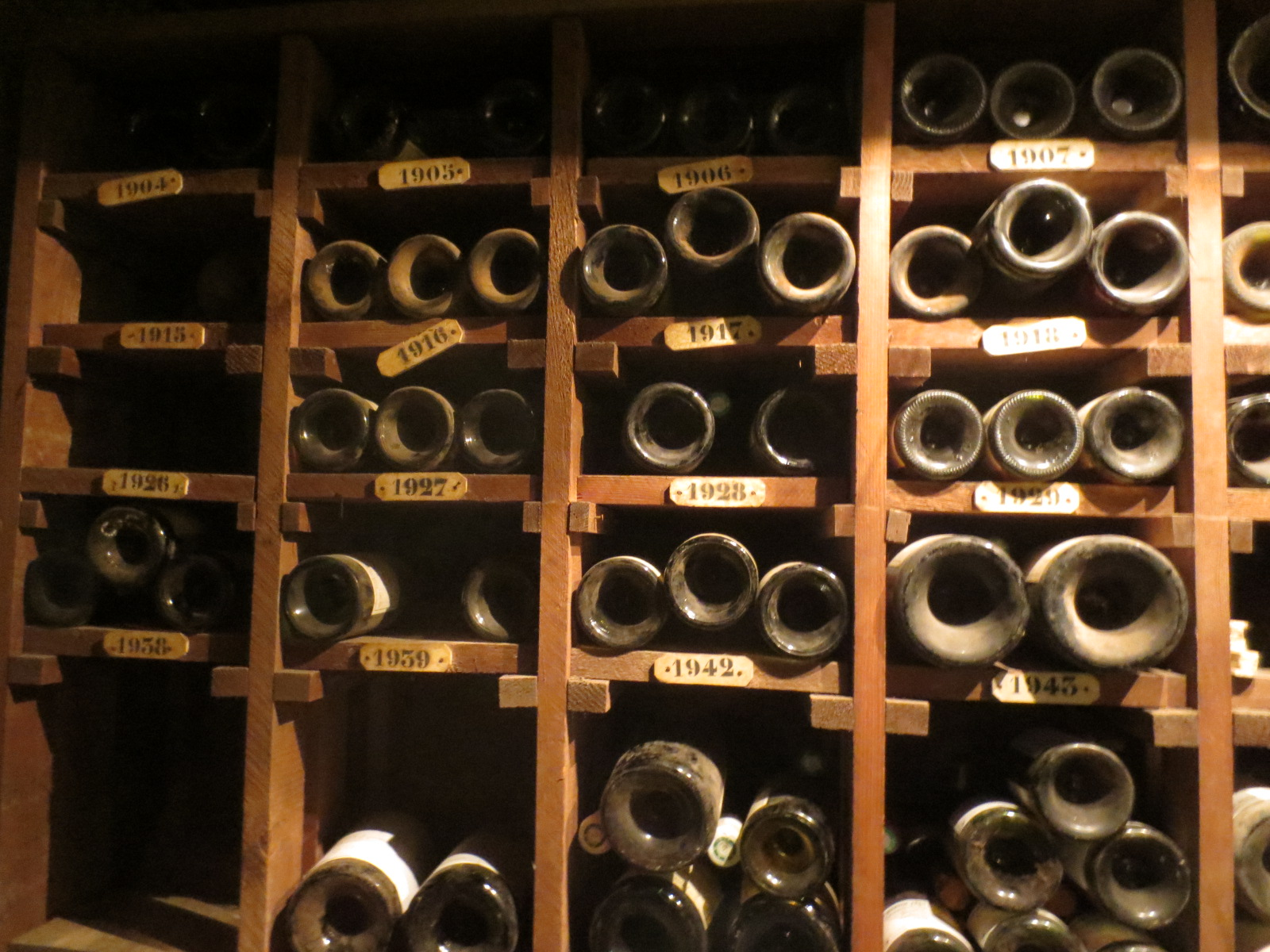
Patriarche (Beaune)
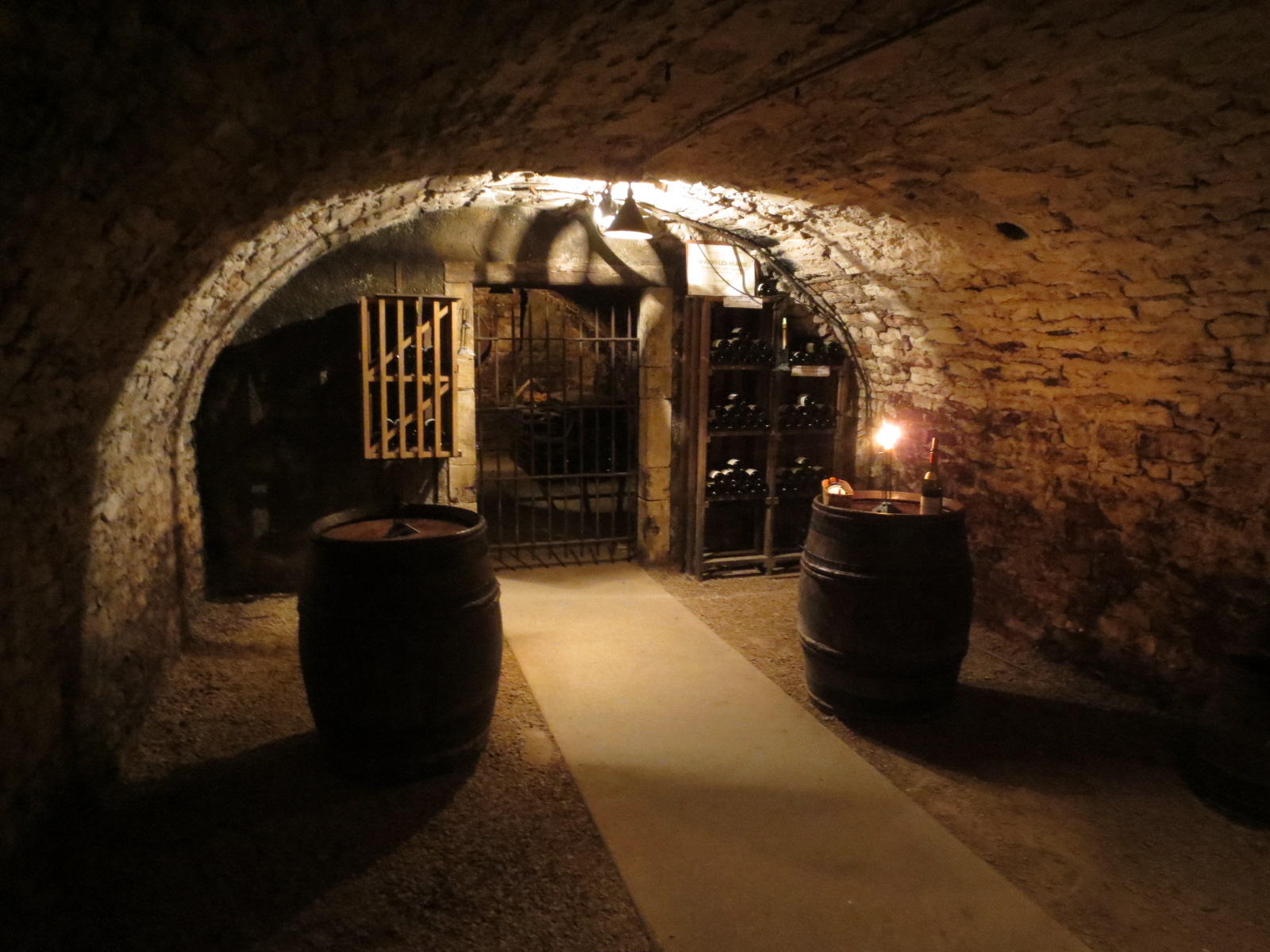
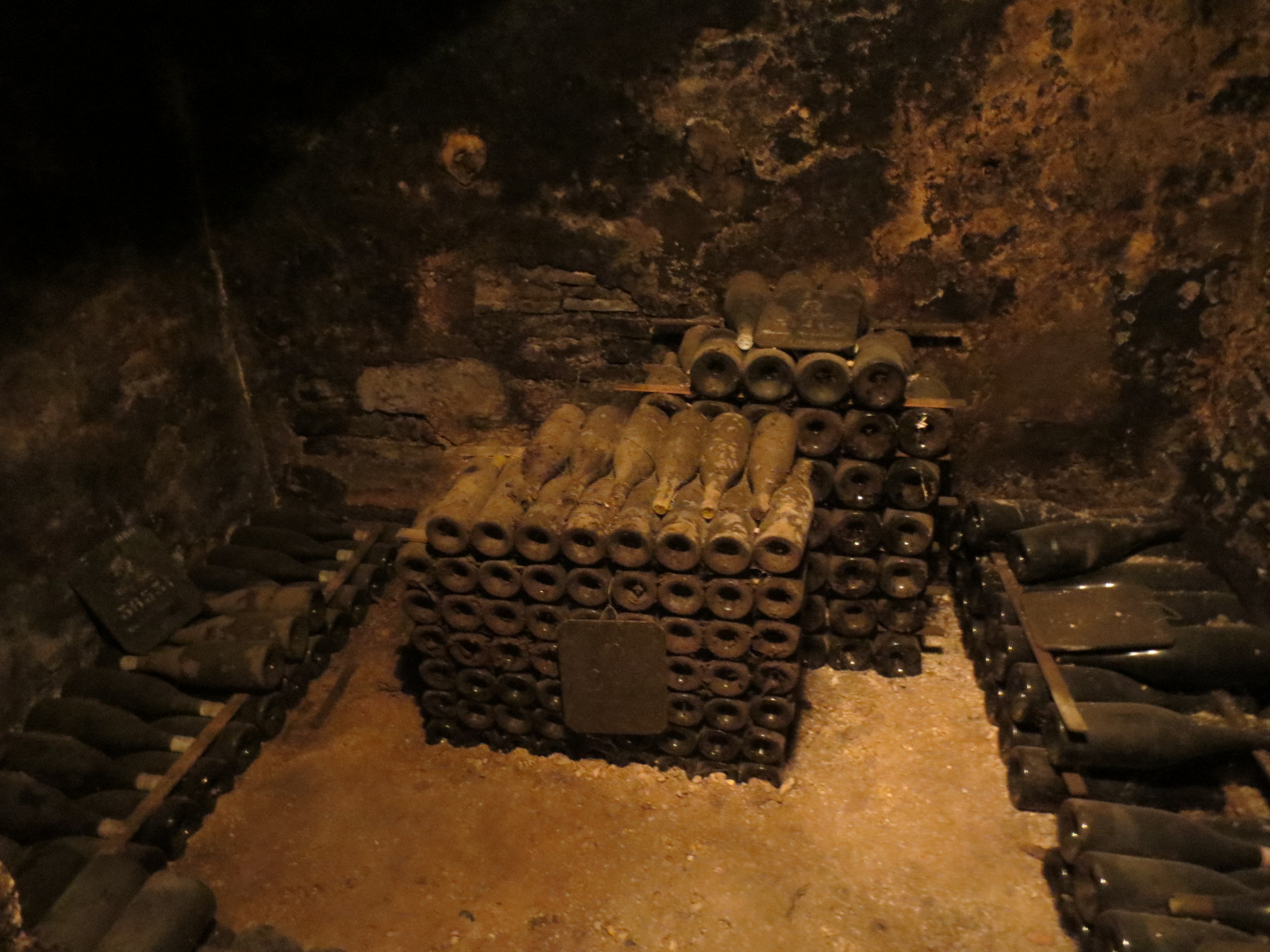
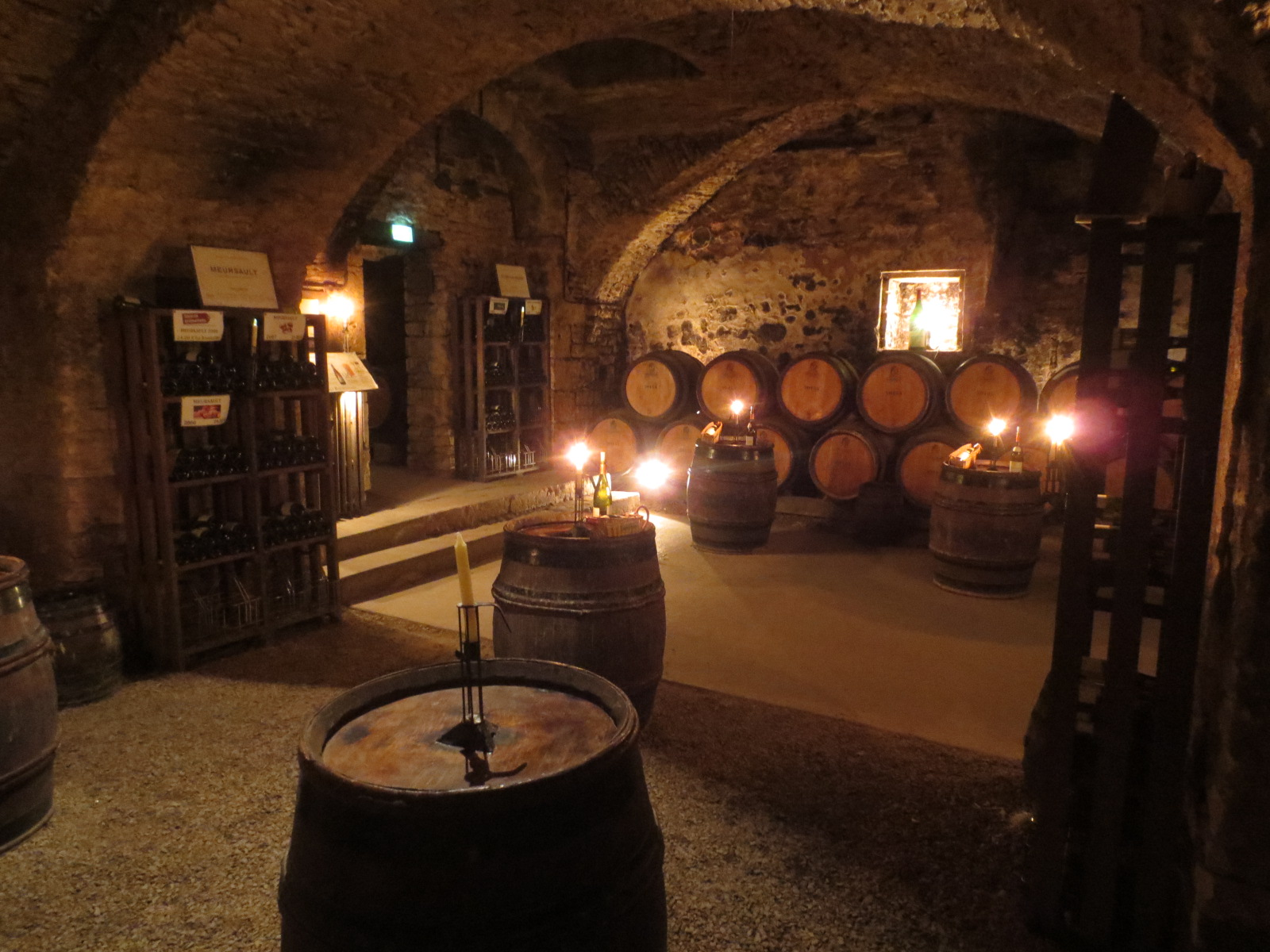
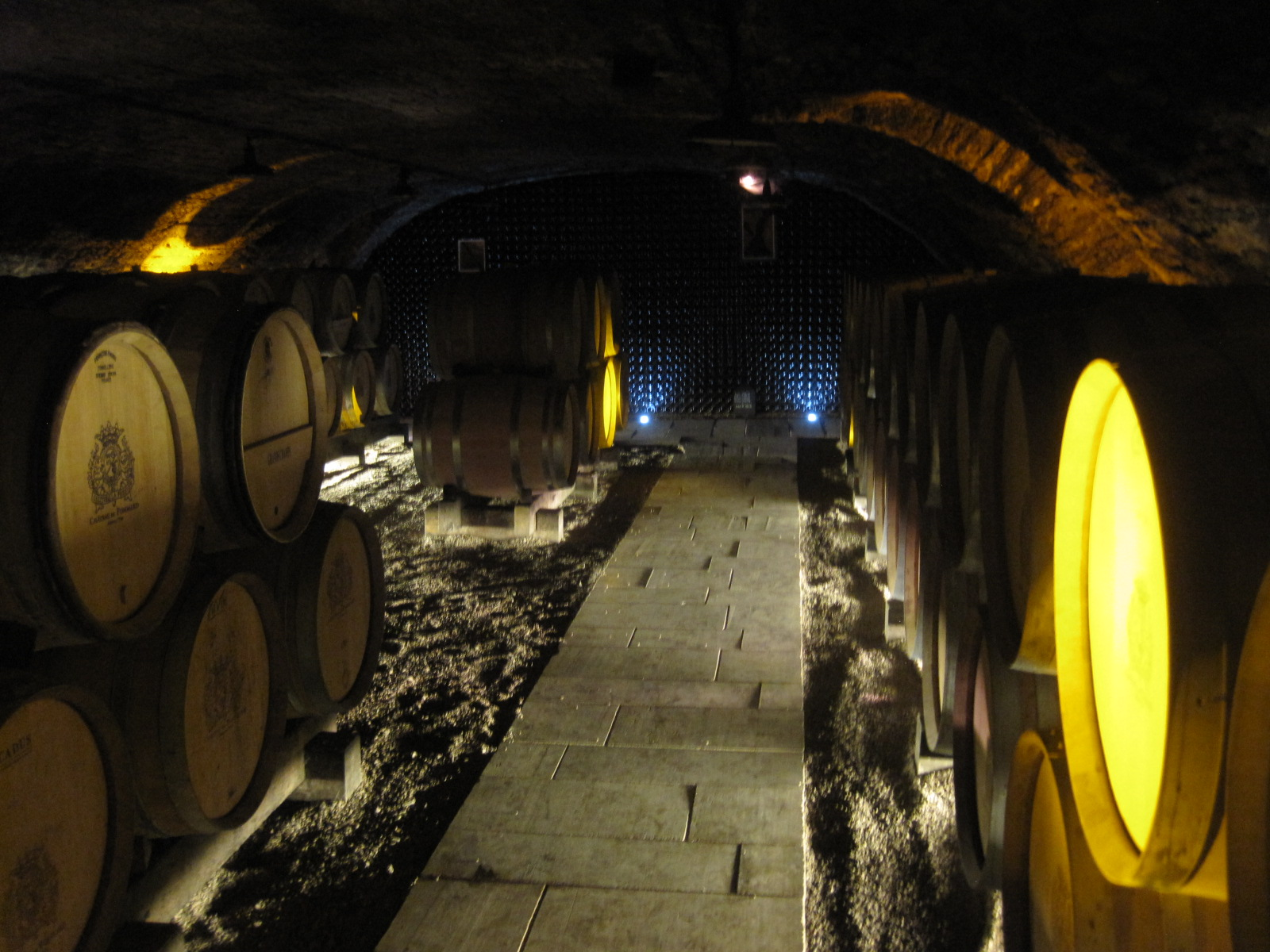
Château de Pommard
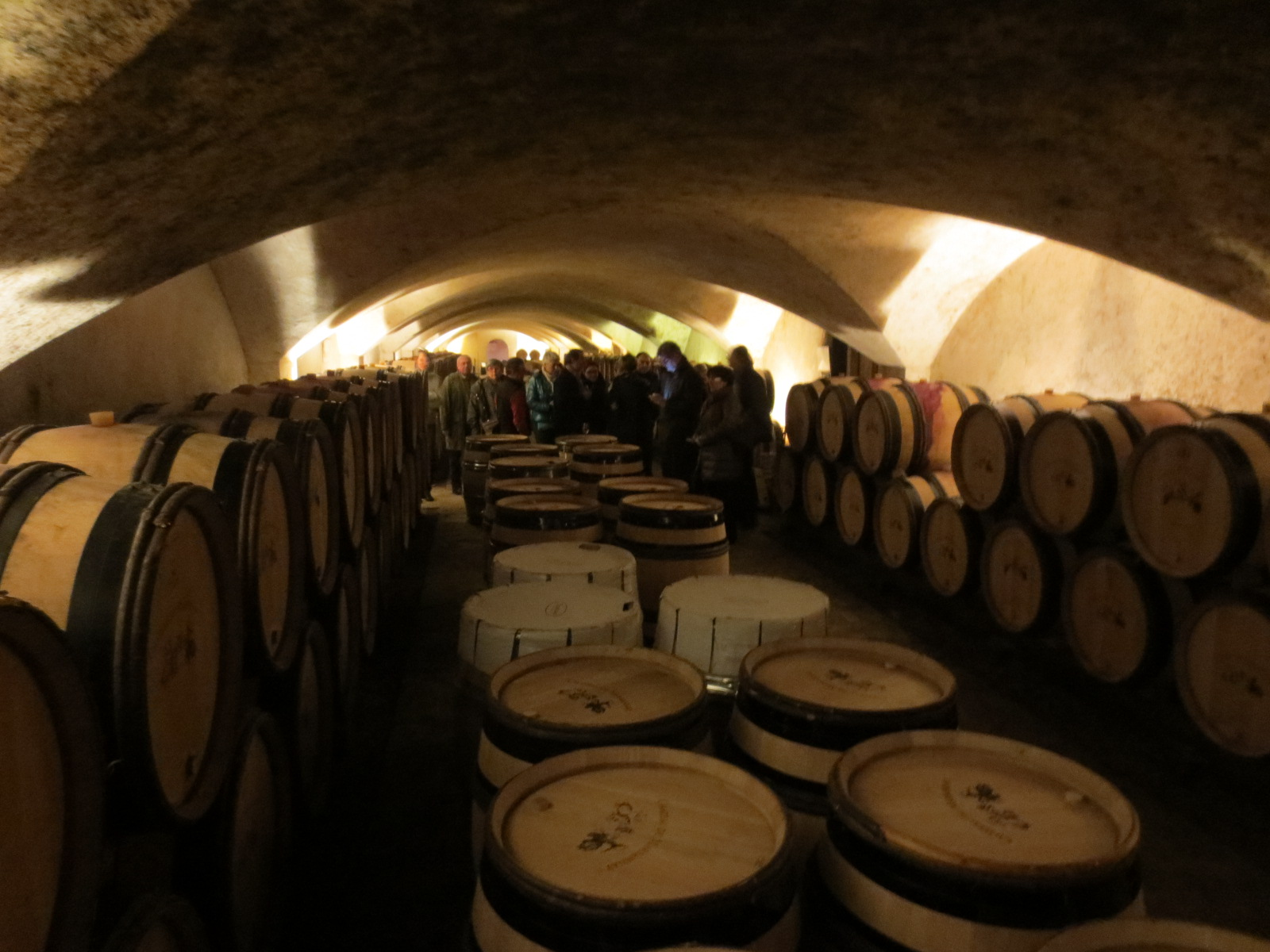
Château de Marsannay
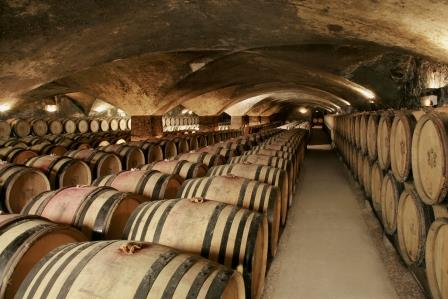
Château de Meursault
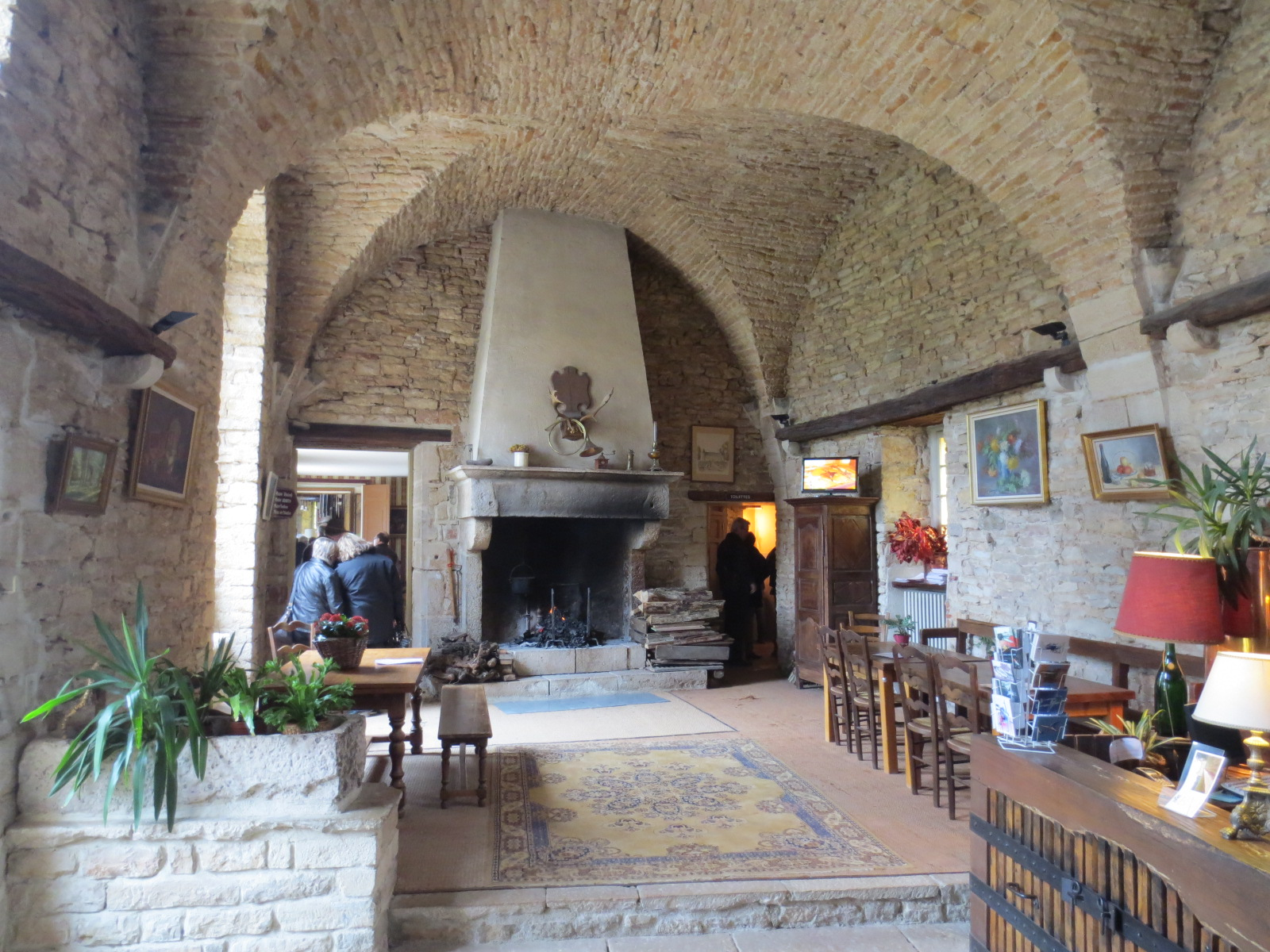
Château de Savigny-lès-Beaune
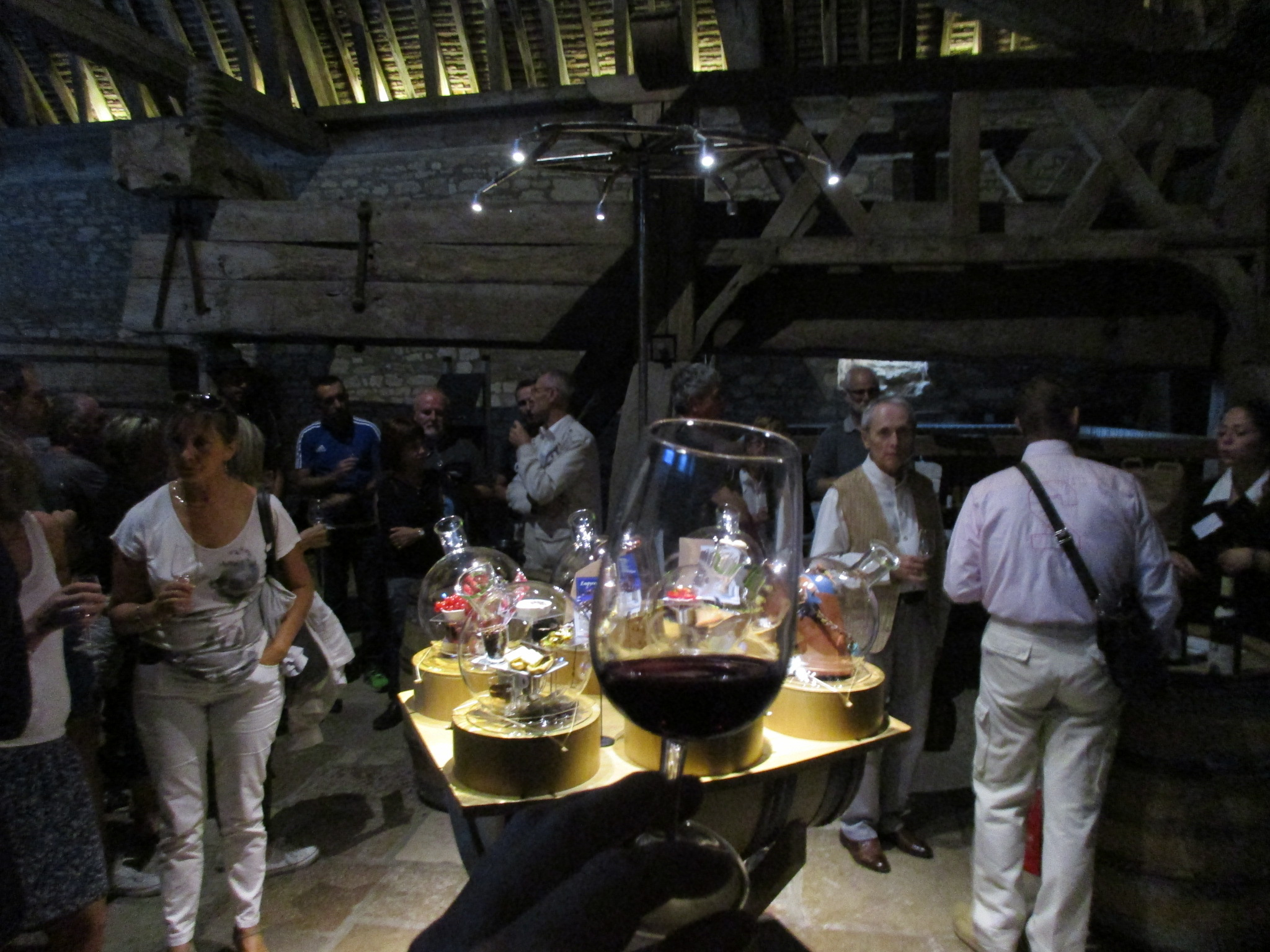
Château du Clos de Vougeot
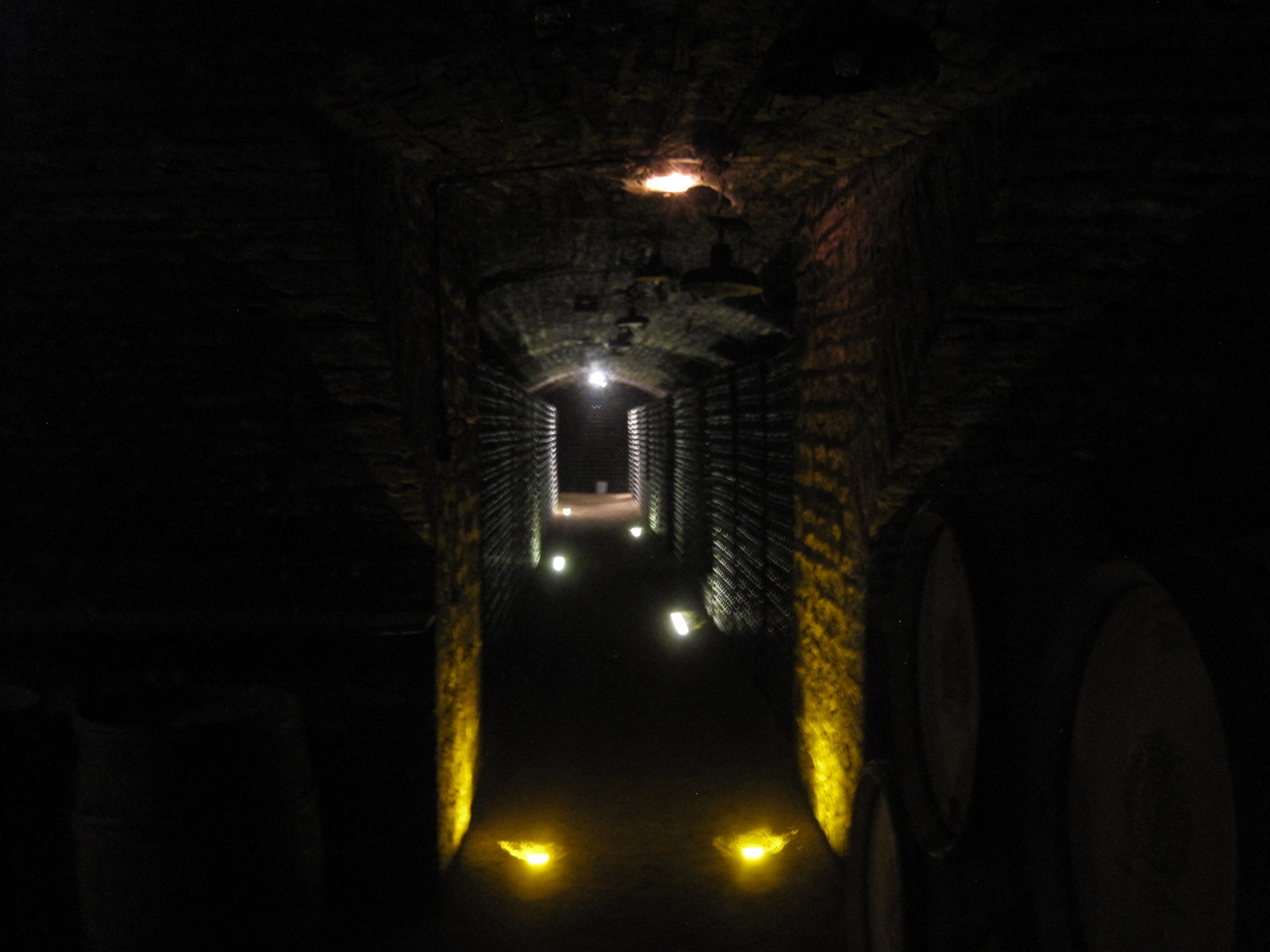
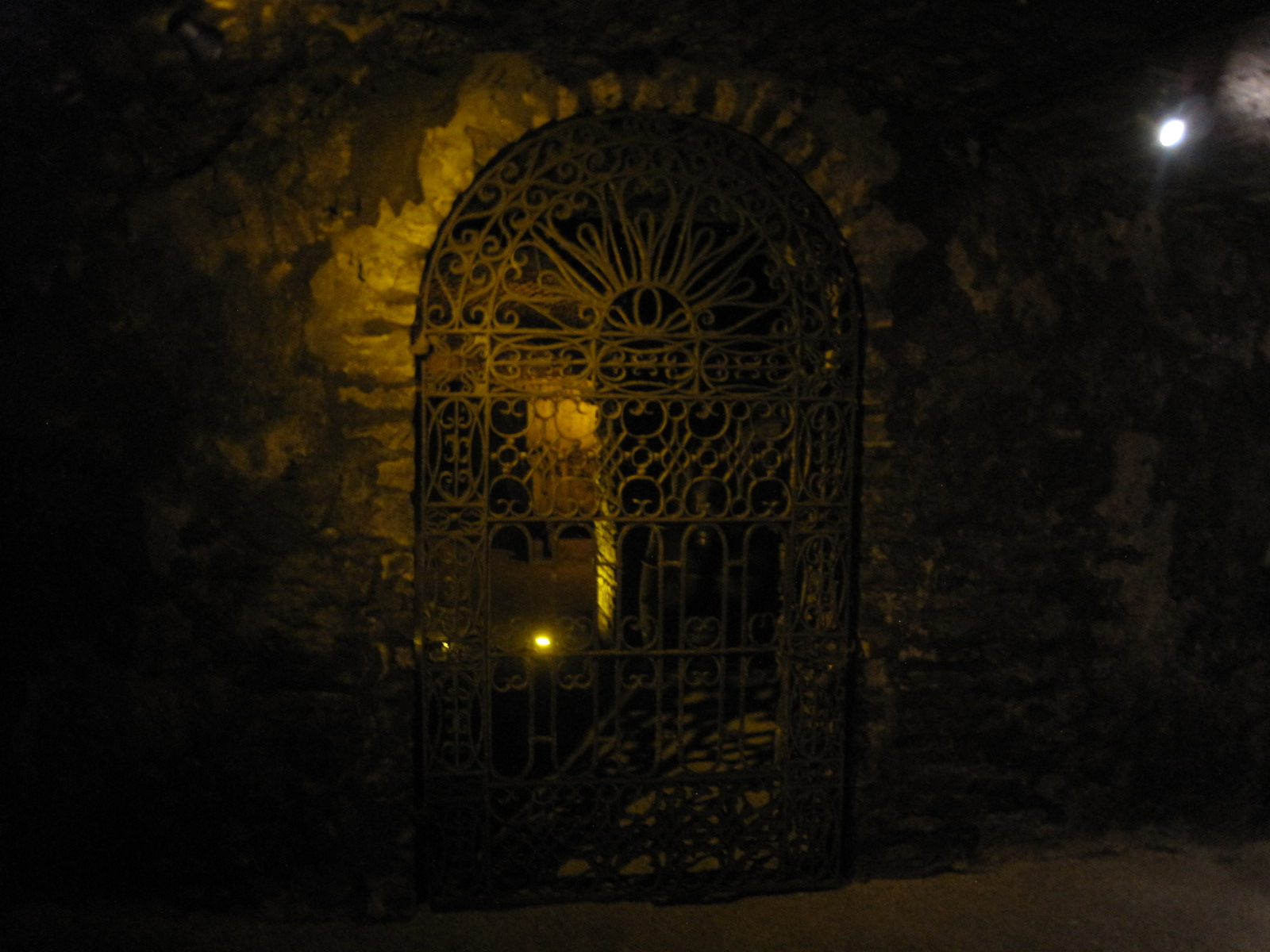

## Millésimes

### Millésimes rouges
Ces millésimes correspondent aux vins rouges de l'ensemble du vignoble de la Bourgogne. Ils sont notés comme suit : année exceptionnelle , grande année , bonne année ***, année moyenne **, année médiocre *.
| Caractéristiques | Article de qualité | Article de qualité | Bon article        | Bon article        | Article de qualité | Bon article        | **          | ***         | ***                | Bon article        |
| Millésimes 2000 | 2009               | 2008               | 2007               | 2006               | 2005               | 2004               | 2003        | 2002        | 2001               | 2000               |
| Caractéristiques | Article de qualité | ***                | Bon article        | ***                | Article de qualité | ***                | Bon article | Bon article | ***                | ***                |
| Millésimes 1990 | 1999               | 1998               | 1997               | 1996               | 1995               | 1994               | 1993        | 1992        | 1991               | 1990               |
| Caractéristiques | Bon article        | ***                | ***                | Article de qualité | Bon article        | **                 | ***         | ***         | ***                | Article de qualité |
| Millésimes 1980 | 1989               | 1988               | 1987               | 1986               | 1985               | 1984               | 1983        | 1982        | 1981               | 1980               |
| Caractéristiques | Bon article        | Bon article        | **                 | ***                | Bon article        | **                 | ***         | ***         | **                 | **                 |
| Millésimes 1970 | 1979               | 1978               | 1977               | 1976               | 1975               | 1974               | 1973        | 1972        | 1971               | 1970               |
| Caractéristiques | ***                | Bon article        | **                 | Bon article        | *                  | **                 | ***         | **          | Bon article        | ***                |
| Millésimes 1960 | 1969               | 1968               | 1967               | 1966               | 1965               | 1964               | 1963        | 1962        | 1961               | 1960               |
| Caractéristiques | Article de qualité | *                  | ***                | Bon article        | *                  | Bon article        | **          | Bon article | Article de qualité | **                 |
| Millésimes 1950 | 1959               | 1958               | 1957               | 1956               | 1955               | 1954               | 1953        | 1952        | 1951               | 1950               |
| Caractéristiques | Article de qualité | **                 | ***                | *                  | Bon article        | ***                | Bon article | Bon article | **                 | ***                |
| Millésimes 1940 | 1949               | 1948               | 1947               | 1946               | 1945               | 1944               | 1943        | 1942        | 1941               | 1940               |
| Caractéristiques | Article de qualité | ***                | Article de qualité | **                 | Article de qualité | **                 | Bon article | ***         | **                 | **                 |
| Millésimes 1930 | 1939               | 1938               | 1937               | 1936               | 1935               | 1934               | 1933        | 1932        | 1931               | 1930               |
| Caractéristiques | **                 | ***                | Bon article        | **                 | ***                | Article de qualité | Bon article | *           | *                  | *                  |
| Millésimes 1920 | 1929               | 1928               | 1927               | 1926               | 1925               | 1924               | 1923        | 1922        | 1921               | 1920               |
| Caractéristiques | Article de qualité | Article de qualité | *                  | Bon article        | *                  | ***                | Bon article | **          | Bon article        | ***                |
| Millésimes 1910 | 1919               | 1918               | 1917               | 1916               | 1915               | 1914               | 1913        | 1912        | 1911               | 1910               |
| Caractéristiques | Article de qualité | ***                | **                 | ***                | Bon article        | /                  | /           | /           | Article de qualité | /                  |
| Millésimes 1900 | 1909               | 1908               | 1907               | 1906               | 1905               | 1904               | 1903        | 1902        | 1901               | 1900               |
| Caractéristiques | /                  | /                  | Bon article        | Article de qualité | /                  | Bon article        | /           | /           | /                  | ***                |
| Sources : L'évaluation des millésimes est le résultat de la moyenne effectuée sur l'ensemble des notes individuelles données dans les ouvrages suivants : Yves Renouil (sous la direction), Dictionnaire du vin, Éd. Féret et fils, Bordeaux, 1962 ; Alexis Lichine, Encyclopédie des vins et alcools de tous les pays, Éd. Robert Laffont-Bouquins, Paris, 1984, Les millésimes de la Bourgogne & Les grands millésimes des vins de Bourgogne ; Bourgogne Aujourd'hui no 90, page sur Millésime 2009 (Dans la lignée des grands), p. 6 ; Site des vins du siècle (Vintage Code) ; Bourgogne Aujourd'hui no 82, Spécial 2007, p. 29 ; Le Figaro et La Revue du Vin de France : Vins de France et du Monde (intérieur de la couverture du no 2, 6 et 11) ; André Dominé : Le Vin p. 897 ; Site sur les cotations de Vins (Page Bourgogne) ; Atlas Mondial du Vin de Hugh Johnson p. 53 ; Hubert Duyker (édition "Fernand Nathan") : Grands vins de Bourgogne, p. 17 ; Olivier Orban et Jean-Pierre de Monza : L'atlas des vins de France, pp. 126, 129, 135 et 140 ; Le Figaro : Guide des millesimes ; Le Point : Tableau des millèsimes de 2005 à 2014 ; Bourgogne Aujourd'hui no 154, page sur Spécial Millésime 2019 (Unique), p. 18 ; Bourgogne Aujourd'hui no 154, page sur Spécial Millésime 2019, 2009-2018 10 millésimes en Bourgogne, p. 19. |                    |                    |                    |                    |                    |                    |             |             |                    |                    |

Soit sur cent-dix-neuf ans : dix-neuf années exceptionnelles, vingt-neuf grandes années, trente bonnes années, vingt-et-une années moyennes, neuf années médiocres et dix années non notées.

### Millésimes blancs
Ces millésimes correspondent aux vins blancs de l'ensemble du vignoble de la Bourgogne. Ils sont notés comme suit : année exceptionnelle , grande année , bonne année ***, année moyenne **, année médiocre *.
| Caractéristiques | Bon article        | ***                | Bon article        | Bon article        | Bon article        | Bon article | ***         | Bon article        | ***                | Bon article |
| Millésimes 2000 | 2009               | 2008               | 2007               | 2006               | 2005               | 2004        | 2003        | 2002               | 2001               | 2000        |
| Caractéristiques | Article de qualité | ***                | Bon article        | Bon article        | Article de qualité | ***         | Bon article | Article de qualité | ***                | Bon article |
| Millésimes 1990 | 1999               | 1998               | 1997               | 1996               | 1995               | 1994        | 1993        | 1992               | 1991               | 1990        |
| Caractéristiques | ***                | ***                | ***                | Bon article        | Bon article        | ***         | ***         | Bon article        | ***                | Bon article |
| Millésimes 1980 | 1989               | 1988               | 1987               | 1986               | 1985               | 1984        | 1983        | 1982               | 1981               | 1980        |
| Caractéristiques | Bon article        | ***                | **                 | ***                | Bon article        | **          | Bon article | ***                | **                 | **          |
| Millésimes 1970 | 1979               | 1978               | 1977               | 1976               | 1975               | 1974        | 1973        | 1972               | 1971               | 1970        |
| Caractéristiques | Bon article        | Bon article        | **                 | Bon article        | **                 | ***         | ***         | **                 | Bon article        | ***         |
| Millésimes 1960 | 1969               | 1968               | 1967               | 1966               | 1965               | 1964        | 1963        | 1962               | 1961               | 1960        |
| Caractéristiques | Article de qualité | *                  | ***                | ***                | *                  | Bon article | **          | Bon article        | Article de qualité | *           |
| Millésimes 1950 | 1959               | 1958               | 1957               | 1956               | 1955               | 1954        | 1953        | 1952               | 1951               | 1950        |
| Caractéristiques | Bon article        | **                 | ***                | *                  | Bon article        | **          | Bon article | Bon article        | *                  | ***         |
| Millésimes 1940 | 1949               | 1948               | 1947               | 1946               | 1945               | 1944        | 1943        | 1942               | 1941               | 1940        |
| Caractéristiques | Bon article        | ***                | Article de qualité | ***                | Article de qualité | **          | Bon article | ***                | **                 | *           |
| Millésimes 1930 | 1939               | 1938               | 1937               | 1936               | 1935               | 1934        | 1933        | 1932               | 1931               | 1930        |
| Caractéristiques | **                 | **                 | Bon article        | **                 | ***                | Bon article | Bon article | *                  | *                  | *           |
| Millésimes 1920 | 1929               | 1928               | 1927               | 1926               | 1925               | 1924        | 1923        | 1922               | 1921               | 1920        |
| Caractéristiques | Article de qualité | Article de qualité | *                  | Bon article        | *                  | ***         | Bon article | ***                | Article de qualité | ***         |
| Millésimes 1910 | 1919               | 1918               | 1917               | 1916               | 1915               | 1914        | 1913        | 1912               | 1911               | 1910        |
| Caractéristiques | Article de qualité | **                 | **                 | **                 | Bon article        | /           | /           | /                  | Article de qualité | /           |
| Millésimes 1900 | 1909               | 1908               | 1907               | 1906               | 1905               | 1904        | 1903        | 1902               | 1901               | 1900        |
| Caractéristiques | /                  | /                  | /                  | Article de qualité | /                  | /           | /           | /                  | /                  | /           |
| Sources : L'évaluation des millésimes est le résultat de la moyenne effectuée sur l'ensemble des notes individuelles données dans les ouvrages suivants : Yves Renouil (sous la direction), Dictionnaire du vin, Éd. Féret et fils, Bordeaux, 1962 ; Alexis Lichine, Encyclopédie des vins et alcools de tous les pays, Éd. Robert Laffont-Bouquins, Paris, 1984, Les millésimes de la Bourgogne & Les grands millésimes des vins de Bourgogne ; Bourgogne Aujourd'hui no 90, page sur Millésime 2009 (Dans la lignée des grands), p. 6 ; Site des vins du siècle (Vintage Code) ; Bourgogne Aujourd'hui no 82, Spécial 2007, p. 29 ; Le Figaro et La Revue du Vin de France : Vins de France et du Monde (intérieur de la couverture du no 2, 6 et 11) ; André Dominé : Le Vin p. 897 ; Site sur les cotations de Vins (Page Bourgogne) ; Atlas Mondial du Vin de Hugh Johnson p. 53 ; Hubert Duyker (édition "Fernand Nathan") : Grands vins de Bourgogne, p. 17 ; Olivier Orban et Jean-Pierre de Monza : L'atlas des vins de France, pp. 126, 129, 135 et 140 ; Le Figaro : Guide des millesimes ; Le Point : Tableau des millèsimes de 2005 à 2014 ; Bourgogne Aujourd'hui no 154, page sur Spécial Millésime 2019 (Unique), p. 18 ; Bourgogne Aujourd'hui no 154, page sur Spécial Millésime 2019, 2009-2018 10 millésimes en Bourgogne, p. 19. |                    |                    |                    |                    |                    |             |             |                    |                    |             |

Soit sur cent-dix-neuf ans : treize années exceptionnelles, trente-six grandes années, vingt-neuf bonnes années, dix-huit années moyennes, onze années médiocres et quatorze années non notées.

## Quelques événements du vignoble bourguignon
- Fêtes de la vigne
- Fête de la Saint-Vincent tournante
- Livres en Vignes (salon littéraire annuel du Château du Clos de Vougeot)
- Vente des hospices de Beaune, des Hospices de Nuits-Saint-Georges, et des Hospices de Dijon

## Les fêtes du vin en Bourgogne

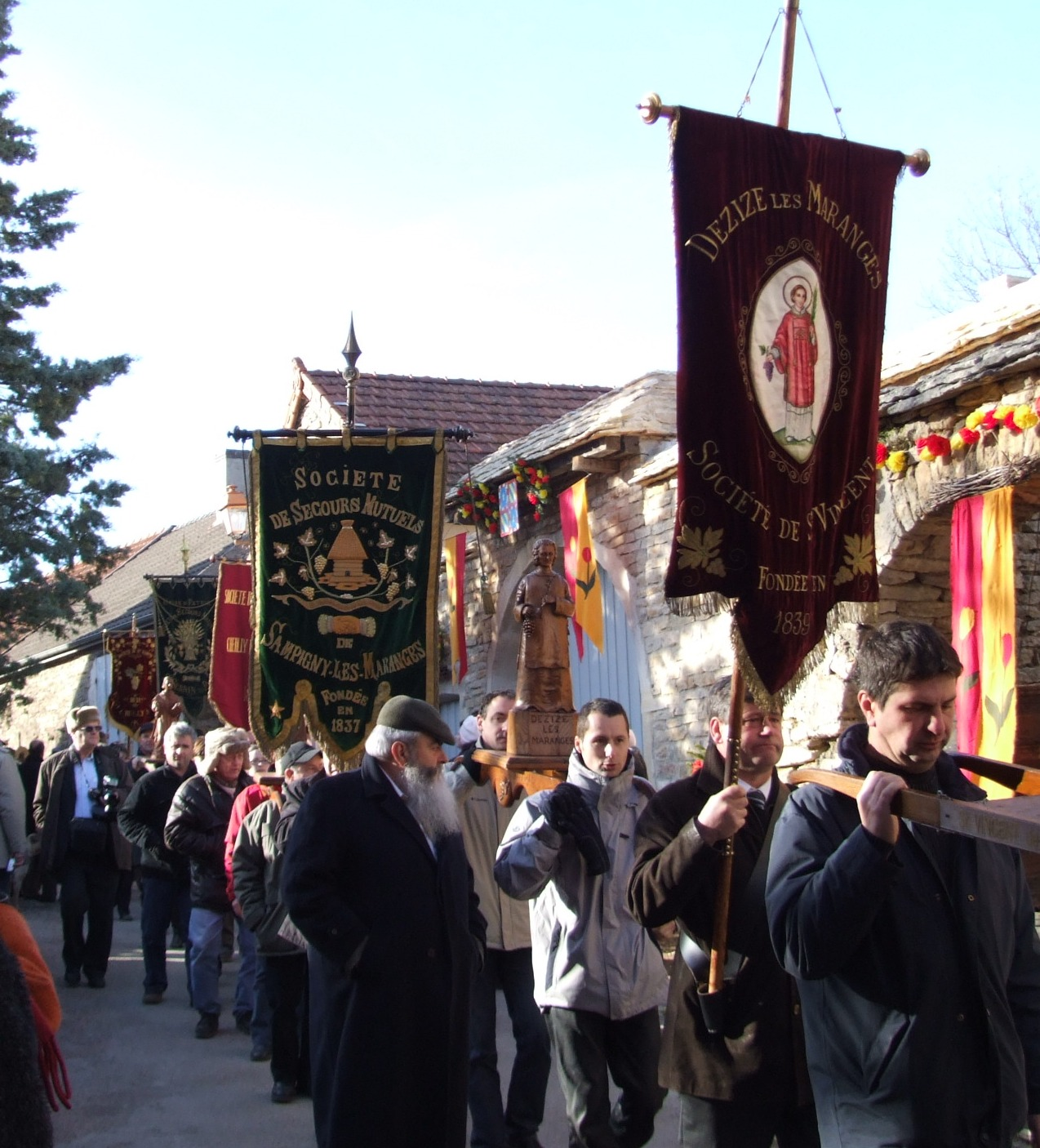
Saint-Vincent tournante à Saint-Romain en 2008 : le défilé des saints.

De nombreuses fêtes du vin ont lieu en Bourgogne:
La Saint-Vincent tournante ; c'est la fête du patron des viticulteurs, elle se passe le dernier weekend de janvier pour la grande Saint-Vincent tournante en Bourgogne, avec dégustations de vins de l'appellation sur plusieurs endroits du village concerné. Les autres Saint-Vincent locales se déroule une semaine avant environ (vers le 22 janvier).
La Saint-Vincent tournante du Chablisien qui se déroule en général début février. Elle tourne chaque année entre les vingt-sept communes qui composent l'appellation Chablis.
La vente des vins des hospices de Beaune. De renommée internationale, elle s'effectue le 3e week-end de novembre. C'est une vente aux enchères traditionnelle de charité de vins de Bourgogne. Cette vente de vins de Bourgogne est la plus célèbre du monde et fait traditionnellement office de baromètre international du marché des vins de prestige. Les festivités de la Vente, nommées "Les RéjouisSens", sont organisées par le CFDB et sa Confrérie de Belnus. Se déroule aussi le semi-Marathon de la vente des vins de Beaune (c'est la course la plus prestigieuse de Bourgogne).
La vente des vins des hospices de Nuits-Saint-Georges à Nuits-Saint-Georges. Elle se passe vers la fin mars. C'est le même déroulement que celle des hospices de Beaune.
Les vinées tonneroises à Tonnerre : exposition, dégustation et vente des vins du pays et des environs et de produits gastronomiques, le weekend de Pâques, dans la grande salle de l'ancien hôpital Marguerite-de-Bourgogne.
Le Concours national des vins de Mâcon et le Salon des vins de Mâcon. Ils s'effectuent au mois d'avril. Ce concours mène à une attribution de médailles pour les meilleurs vins de toutes les régions viticoles françaises.
La ronde du Couchois qui se passe début août en Saône-et-Loire dans les caves des viticulteurs de Couches, Saint-Sernin-du-Plain, Dracy-lès-Couches et Saint-Maurice-lès-Couches. Cette manifestation consiste en la découverte et la dégustation des vins du Bourgogne côte-du-couchois.
La Paulée de la Côte Chalonnaise à Chalon-sur-Saône qui se déroule vers la mi-octobre. Les vins sont dégustés dans les rues de Chalon-sur-Saône pendant tout un weekend avec, le samedi soir, un grand repas pour fêter la fin des vendanges (dit La paulé).

## Quelques personnalités
- Confrérie des chevaliers du Tastevin
- Bureau interprofessionnel des vins de Bourgogne
- Aubert de Villaine (Domaine de la Romanée-Conti)
- Saint Vincent de Saragosse (Saint patron des vignerons de Bourgogne)
- Les Cadets de Bourgogne (Groupe folklorique de Chanson à boire du château du Clos de Vougeot)

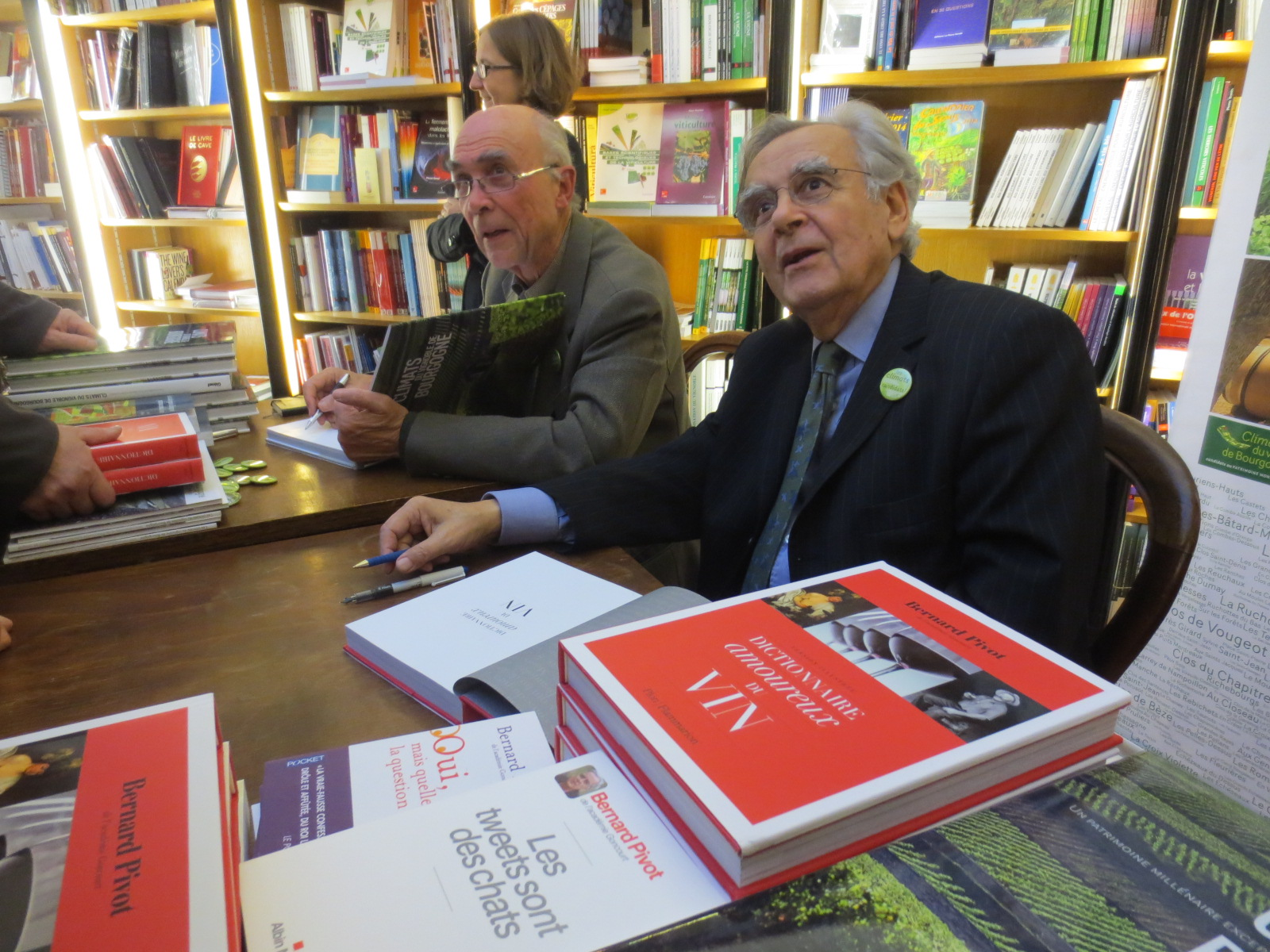
Dédicace d'Aubert de Villaine (Domaine de la Romanée-Conti) et de Bernard Pivot à la vente des hospices de Beaune 2013
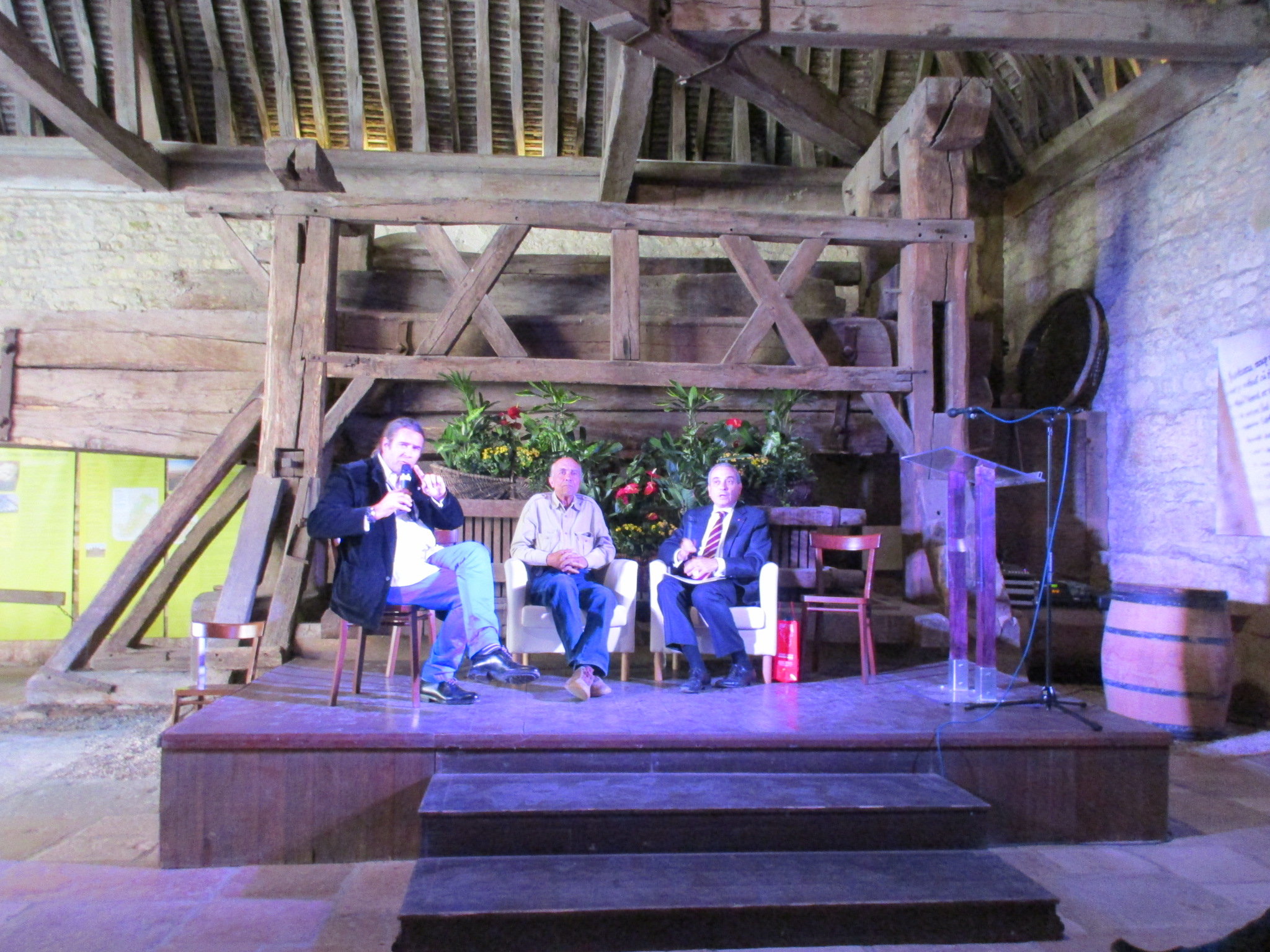
Conférence d'Aubert de Villaine, au salon littéraire Livres en Vignes du Château du Clos de Vougeot
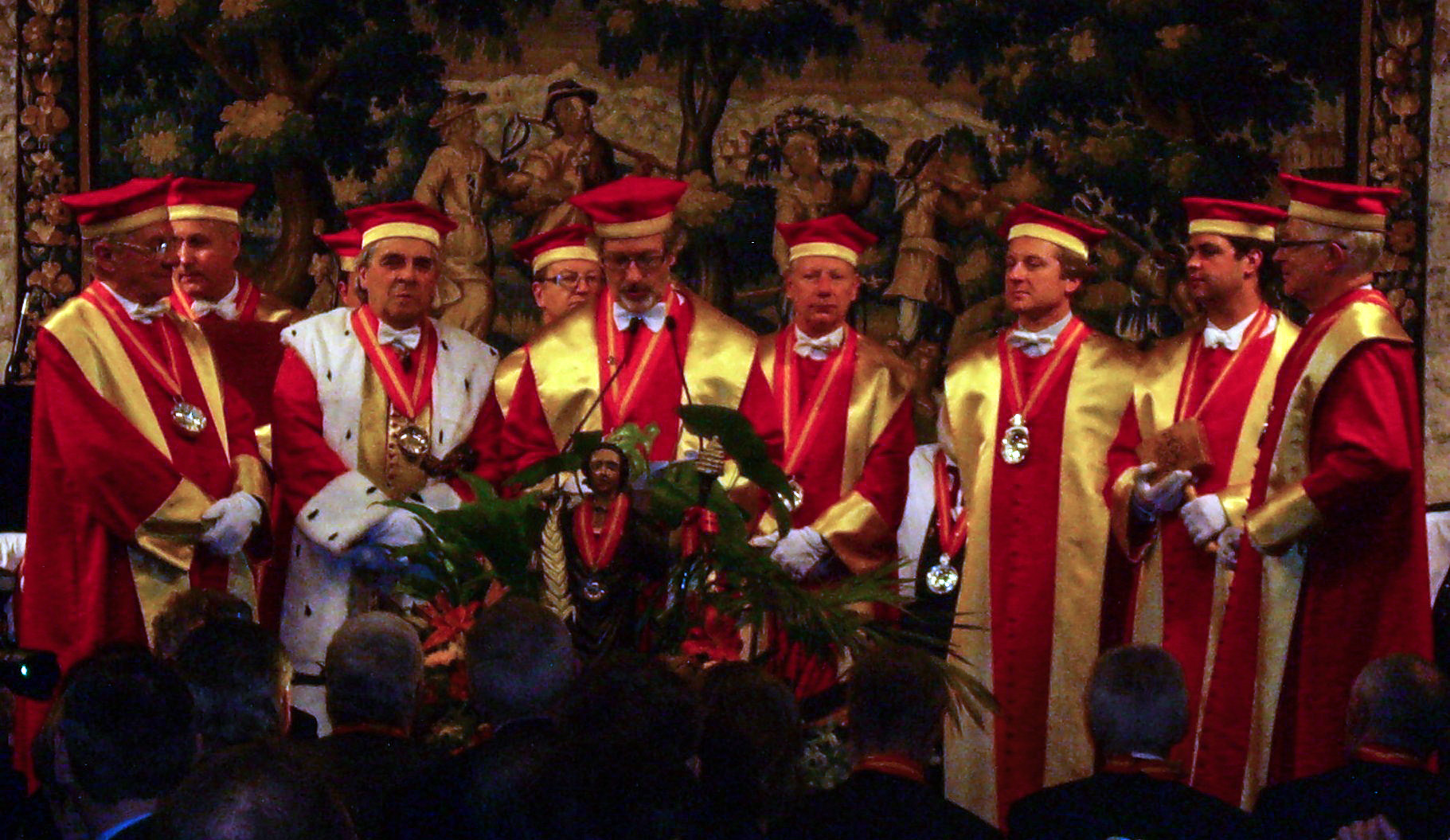
Confrérie des chevaliers du Tastevin au château du Clos de Vougeot
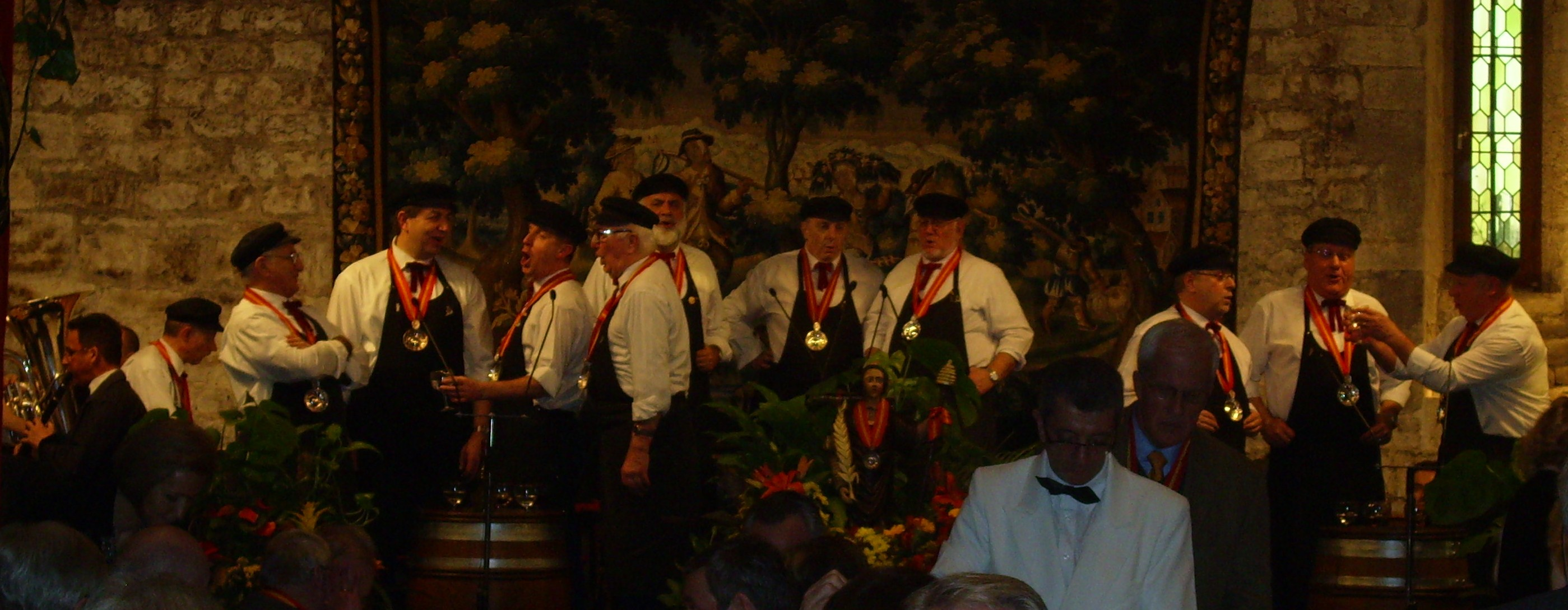
Groupe folklorique de Chanson à boire Les Cadets de Bourgogne, au château du Clos de Vougeot

## Confrérie bachiques de Bourgogne

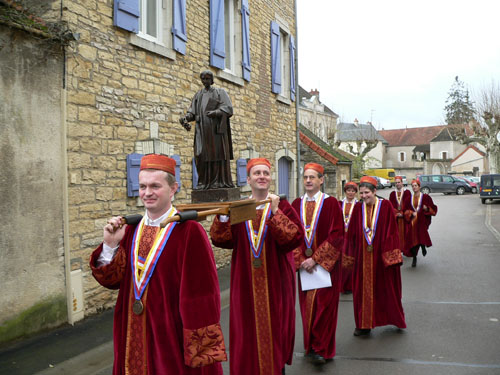
Procession des grumeurs

Les principales confréries viticoles de Bourgogne sont :
- Le Collège des ambassadeurs du roi chambertin (créé en 1982) : Gevrey-Chambertin.
- La Confrérie de Belnus organise les festivités les RejouiSens de la Vente des Vins de Beaune. Beaune
- La Confrérie de la Cousinerie de Bourgogne (créée en 1959) : Savigny-lès-Beaune.
- La Confrérie des chevaliers du Tastevin[BIVB 57] (créée en 1934) : château du Clos de Vougeot.
- La Confrérie de la Saint-Vincent et disciples de la Chanteflûte (créée en 1971)[91] : Mercurey.
- La Confrérie de Saint Vincent et des Grumeurs de Santenay[BIVB 58](créée en 1989) : Santenay.
- La Confrérie des Piliers Chablisiens[BIVB 59] (créée en 1953) : Chablis.
- La Confrérie des vignerons de Saint-Vincent de Macon (créée en 1971) : Mâcon.
- La Confrérie du Souverain Bailliage de Pommard[BIVB 60] (créée en 1983) : Pommard.
- La Confrérie des Chevaliers du Cep Henry IV (créée en 1963[CP 7]) : Givry
- La Confrérie des Chevaliers des Trois Ceps[BIVB 61] (créée en 1965) : Saint-Bris-le-Vineux.
- L’Ordre ducal de la Croix de Bourgogne (créé en 1981) : Marsannay-la-Côte.

## Écoles d'enseignement viti-vinicole

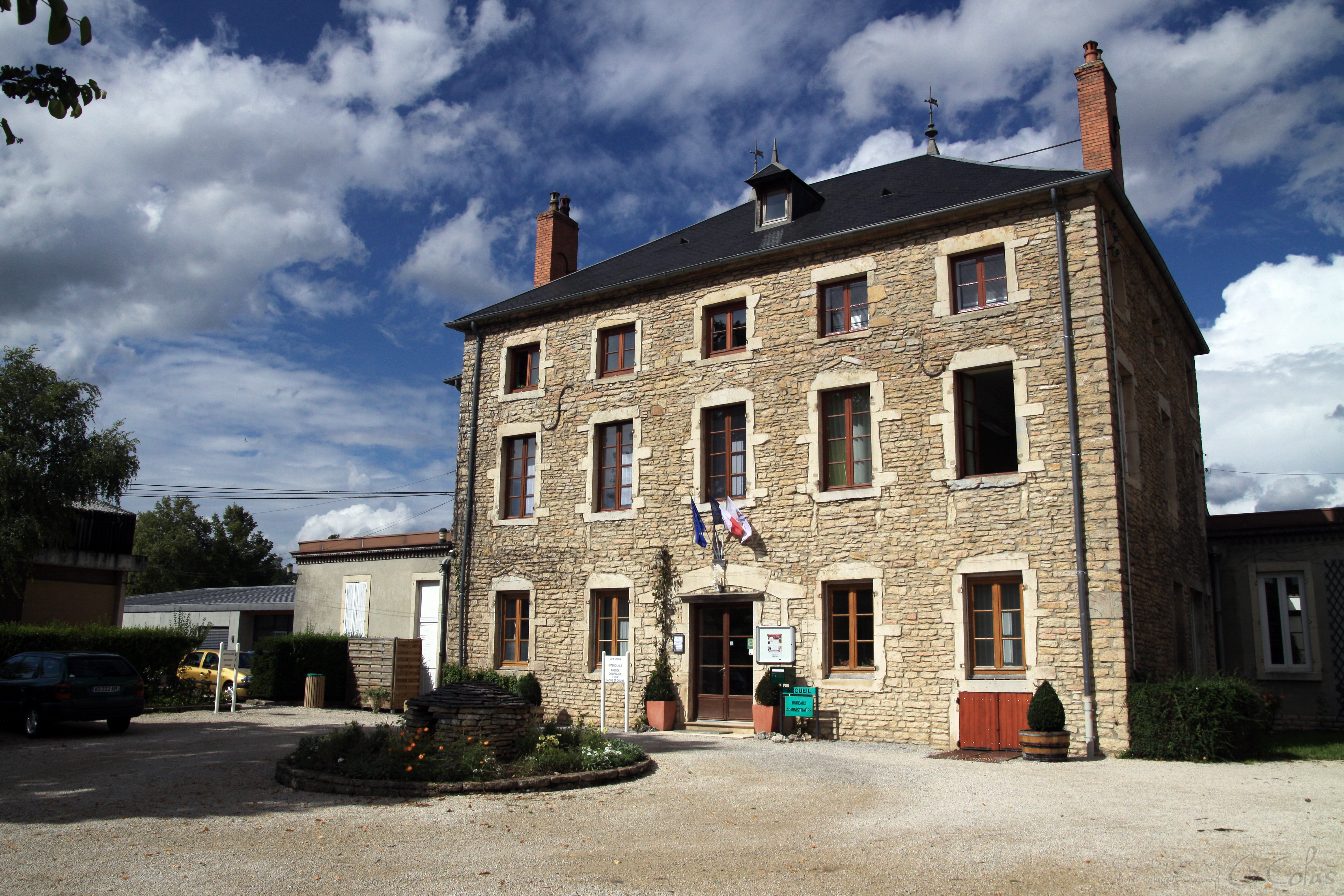
Lycée viticole de Beaune.

Plusieurs établissements de Bourgogne enseignent la viticulture et l’œnologie :
- Le lycée viticole de Beaune, à Beaune (Côte-d'Or).
- Le lycée viticole de Davayé, à Davayé (Saône-et-Loire).
- La Maison familiale de Grands-Champs, en Côte de Beaune (Côte-d'Or).
- L'institut Jules Guyot, à Dijon en Côte d'Or (universités de Bourgogne).
- La « School of Wine and Spirits Business », à Dijon et créée en 2013[92]. C'est une école de l'École supérieure de commerce de Dijon qui est consacrée au management du vin et des spiritueux[32].

## Quelques musées du vignoble bourguignon
- Route des Grands Crus
- Caves Bailly Lapierre
- Abbaye de Cîteaux
- Hospices de Beaune
- Château de Pommard
- Château du Clos de Vougeot
- Abbaye Saint-Vivant de Vergy
- Château de Savigny-lès-Beaune
- Pressoir des ducs de Bourgogne

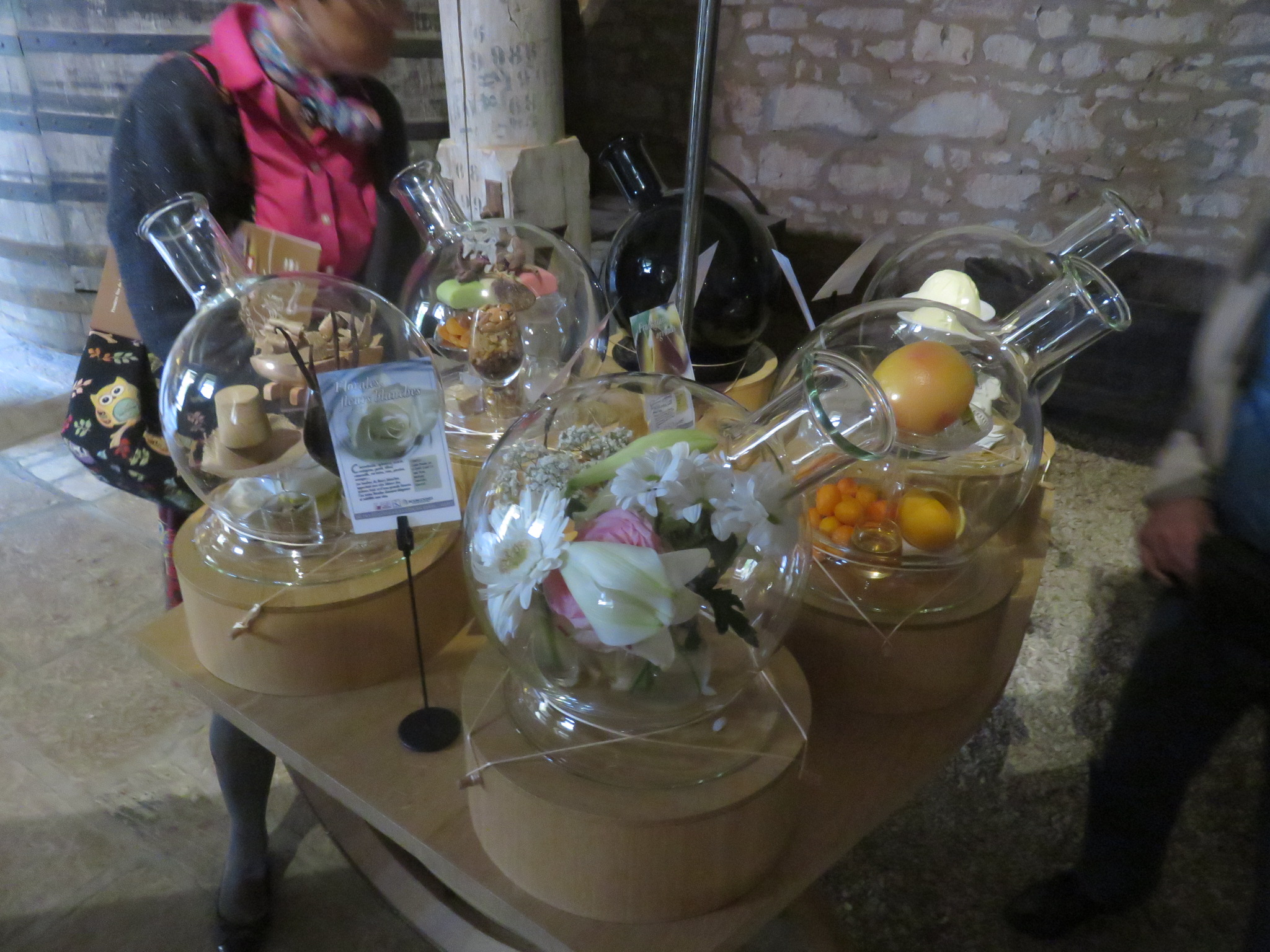
Œnophilie et littérature bourguignonne au salon Livres en Vignes du château du Clos de Vougeot.

- Domaine Leclerc de Gevrey Chambertin
- Hôtel des ducs de Bourgogne de Beaune
- Musée de la vigne et du tire bouchon à Beines dans le chablisien

## Sources, bibliographie
: document utilisé comme source pour la rédaction de cet article.
- Michel Mastrojanni : Le Grand Livre du bourgogne. Éditions Solar, Paris, 1995  (ISBN 2-263-02181-7)
- Michel Mastrojanni : Les Vins de France (guide vert solar). Éditions Solar, Paris, 1992 - 1994 - 1998  (ISBN 2-263-02796-3)
- James Turnbull : Bourgogne grandeur nature, éditions E.P.A., Paris, 1998  (ISBN 2-85120-524-2)
- André Dominé : Le Vin, éditions Place des Victoires, Paris, 2000, 928 p.  (ISBN 2844591086)
- Le Figaro et La Revue du Vin de France : Les vins de France et du monde (20 volumes). Édité par La société du Figaro, Paris, 2008  (ISBN 978-2-8105-0054-3)
- Jacky Rigaux : Grands cru de Bourgogne. Éditions Terres en Vues, 2005,  (ISBN 2-9523016-2-X)
- Frédéric Villain, Grands Vins de Bourgogne : Guide des meilleurs crus et climats au XIXe, Terre en Vues, 2020 (Prix OIV 2021)  (ISBN 978-2-916935-41-6)
- Hugh Johnson : L'Atlas mondial du vin. 1977. Seconde édition, revue et augmentée, en langue française par le Club français du livre et éditions Robert Laffont, Paris
- Hubert Duyker : Grands vins de Bourgogne, édition : Fernand Nathan, Paris, 1980, 200 p.  (ISBN 2-09-284 562-4)
- Christian Pessey : Vins de Bourgogne (Histoire et dégustations), édition : Flammarion, Paris, 2002, histoire (91 p.) et dégustations (93 p.)  (ISBN 2080110179)
- Constant Bourquin, Connaissance du vin, éditions Marabout, Verviers, 1970
- Marcel Lachiver, Vins, vignes et vignerons. Histoire du vignoble français, éditions Fayard, Paris, 1988  (ISBN 221302202X)
- Le guide Hachette des vins 2009. Hachette Pratique  (ISBN 978-2-01-237505-5)
- Charles Pomerol (dir.), Terroirs et vins de France. Itinéraires œnologiques et géologiques, éd. du BRGM  (ISBN 2-7159-0106-2)
- Catalogue des variétés et clones de vigne cultivés en France. ENTAV-INRA-ENSAM-ONIVINS. ENTAV, Éditeur, 1995  (ISBN 2-9509682-0-1)
- Jean-François Bazin, Histoire du vin de Bourgogne, Paris, J.-P. Gisserot, 2002 (ISBN 978-2-87747-669-0, lire en ligne)
- Jean-François Bazin, Dictionnaire universel du Vin de Bourgogne, Chennevières-sur-Marne, Presse du Belvédère, 2010
- Jean-François Bazin (préf. Aubert de Villaine), Le vin de Bourgogne, Paris, Éditions Dunod, 2013 (1re éd. 1996), 263 p. (ISBN 978-2-10-058518-2)
- Kilien Stengel, Les classements des vins de France : Classifications, distinctions et labellisations, Paris, Éditions L'Harmattan, 2017, 276 p. (ISBN 978-2-343-10823-0)
- Florence Kennel, Les vins de Bourgogne, Paris, Hachette Vins, coll. « Les livrets du vin », 2012 (ISBN 978-2-01-237695-3, lire en ligne)
- Antoine Dreyfus, Les raisins du Reich : Quand les vignobles français collaboraient avec les nazis, Flammarion, 2021, 380 p. (ISBN 9782081517301)